# المسيحية في سوريا

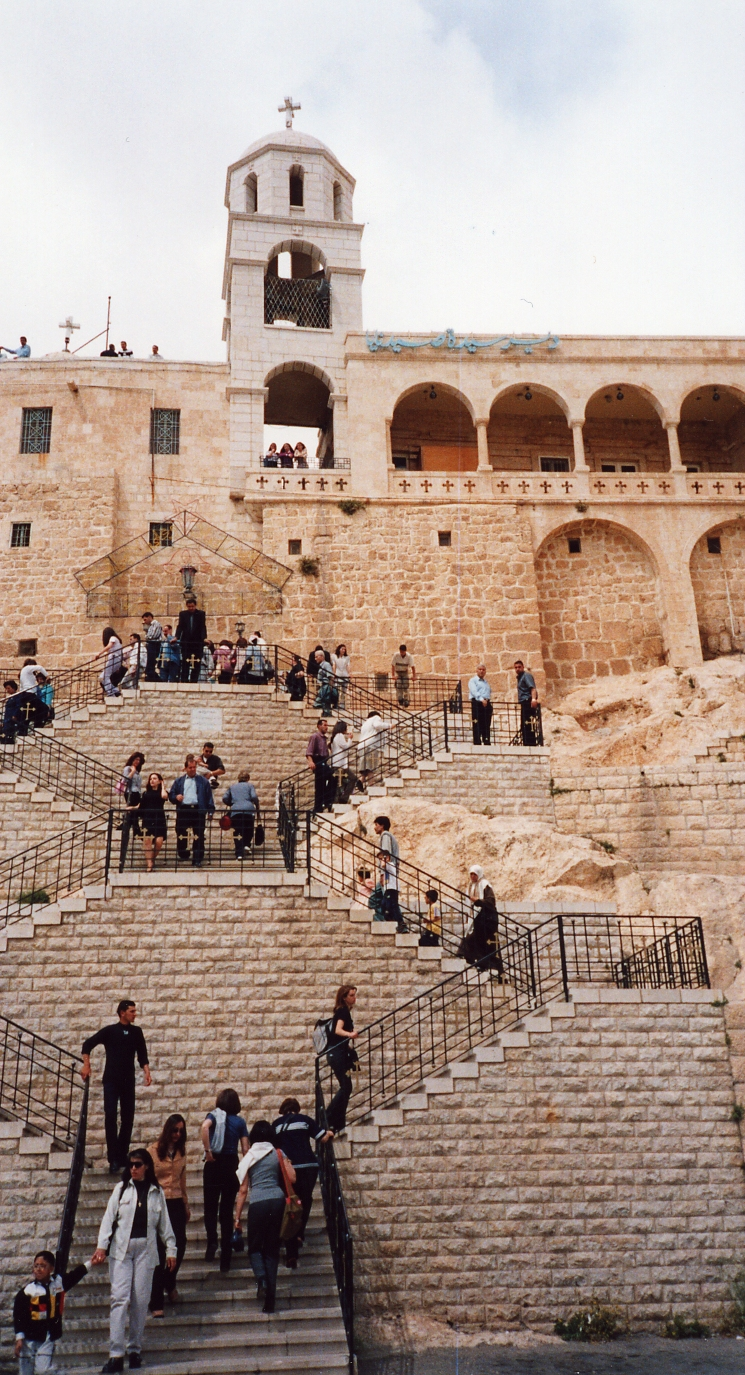
دير السيدة العذراء في صيدنايا: تعدُّ من أعرق الحواضر المسيحية في المشرق العربي.

تشكل المسيحية في سوريا ثاني أكثر الديانات انتشاراً بين السكان بعد الإسلام، وتتراوح نسبة المسيحيين فيها بين 8% إلى 10% من إجمالي عدد السكّان، وتشير أغلب الإحصائيات إلى أن حوالي نصفهم من الروم الأرثوذكس، في حين تُشكّل سائر الطوائف النصف الآخر. كانت نسبة المسيحيين في سوريا أواخر العصر العثماني تقارب 25% من مجموع السكان، غير أنها انخفضت إلى حوالي العشر بعد ذلك، ويعود سبب انخفاضها بشكل رئيسي، إلى الهجرة المسيحية، التي تزايدت منذ تلك المرحلة وكانت نسبتها مرتفعة لدى المسيحيين أكثر من سائر الطوائف.
لسوريا أهمية كبيرة في تاريخ المسيحية، فمدينة دمشق هي مقر عدد من الكنائس والبطريركيات المسيحية أبرزها بطريركية أنطاكية وسائر المشرق للروم الأرثوذكس وبطريركية السريان الأرثوذكس وبطريركية الملكيين الكاثوليك وغيرهم، وقامت بها الكثير من كنائس الشرق من شرقها إلى غربها. تعتبر مدينة حلب ثالث مدينة في الشرق الأوسط بعد القاهرة وبيروت من حيث عدد المسيحيين، إلى جانب انتشار عدد كبير من الأماكن المقدسة المسيحية فيها والمهمة في تاريخ المسيحية. تذكر الأناجيل أن يسوع قد قام بزيارة مناطق في الجنوب السوري ومن المعلوم أنه في قيصرية فيلبس والتي تدعى اليوم بانياس الشام قد أعلن أن بطرس سيكون رأس الرسل،متى 1/16] بل إن القديس بطرس نفسه من مواطني بيت صيدا التي تقع شرقي بحيرة طبرية، وفي بيت صيدا نفسها اجترح يسوع واحدة من أبرز معجزاته وهي السير على الماء بحسب المعتقدات المسيحيَّة.
انتشرت المسيحية سريعًا في بعض مناطق البلاد وشهدت استقرار عدد من الرسل السبعين الذين عينهم يسوع شخصيًا كأساقفة لبعض مدنها، وكانت دمشق قاعدة انطلاق بولس الطرسوسي في رحلاته التبشيرية وهو واحد من رسل المسيحية وكذلك لا تزال آثار كنيسة حنانيا الأقدم ماثلة لحقبة هامة من التاريخ المسيحي، وتعتبر كنيسة أم الزنار في حمص من أقدم كنائس العالم وترقى لفترة مبكرة من القرن الأول، وكنائس وأديرة كثيرة منتشرة على امتداد الأرض السورية أما أنطاكية فقد لعبت النصيب البارز في حياة المسيحيين الأولى، وقد خرج من سوريا عدد كبير من القديسين إلى جانب كون عدد كبير من آباء الكنيسة. كذلك هناك العديد من المقدسات المسيحية المهمة مثل صيدنايا ومعلولا وصدد ودير سمعان وسرجيلا وعشرات القرى التاريخية المسيحية التي كانت مراكز القديسين في عصر المسيحية الأولى.

## سوريا الطبيعية والسياسية

### سوريا الطبيعية

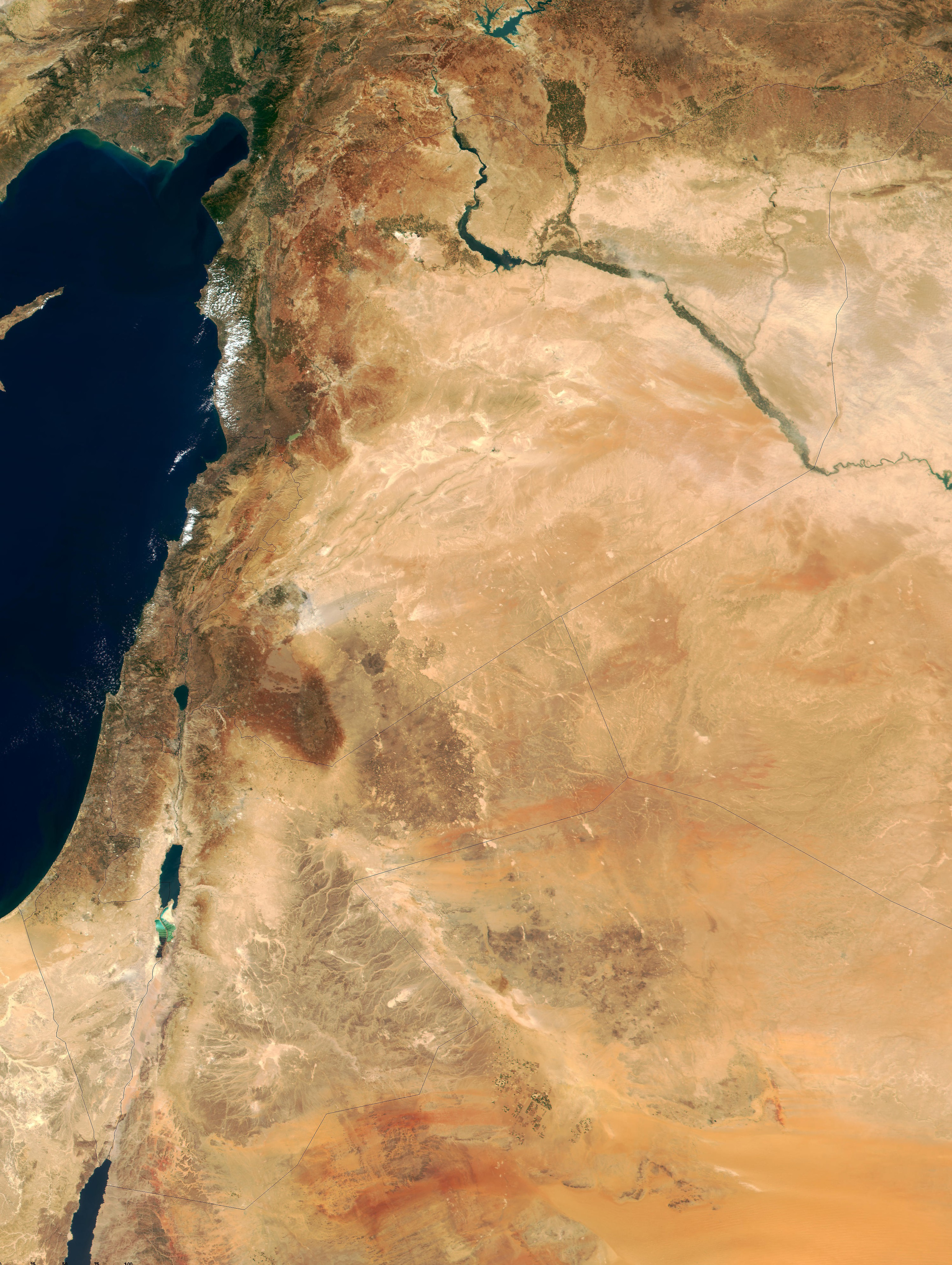
صورة فضائية لجغرافية شرق البحر المتوسط

يقسّم المؤرخ فيليب حتي سوريا الطبيعية إلى خمس مناطق طبوغرافية طولانية متوازية تفصل بين البحر والبادية، أولها هو السهل الساحلي الذي يمتد على ساحل البحر المتوسط الشرقي، من شبه جزيرة سيناء حتى خليج الإسكندرونة، وثانيها هي سلسلة الجبال الغربية، وتبدأ من جبل سيناء في الجنوب حتى جبال الأمانوس شمالاً، وثالثها هو حوض التصدع، ويبدأ شمالاً من المنعطف الغربي لنهر العاصي ثم يستمر جنوباً في سهل البقاع ووادي الأردن حتى البحر الميت، ثم وادي العربي حتى خليج العقبة، ورابعها هو السلسلة الشرقية وتبدأ من جنوبي حمص ثم الحرمون فهضبة الجولان وتستمر في تلال جلعاد وهضبة مؤاب وأخيراً جبل سعير جنوبي البحر الميت، وخامسها هو بادية الشام.
أما مجمع اللغة العربية في دمشق، فيقول بأن حدود «سوريا المجوفة» هي بالشكل التالي: «الأراضي الواقعة بين جبلي لبنان الشرقي والغربي والممتدة إلى وادي التيم ووادي بردى الغربي وإلى أنطاكية حيث تجري فيها الأنهر المعروفة باسم العاصي وبردى والليطاني [..] وكانت تخمها القديم من عدوتي البحر الميت إلى أنطاكية».
أشار المؤلف الروماني بومبونيوس ميلا في كتابه: كتاب الجغرافيا الثالث (باللاتينية: De situ orbis libri III) إلى الساحل الشرقي للبحر المتوسط باسم سوريا (باللاتينية: Syria). وذكرها بطليموس بعده في كتابه المجسطي بنفس التهجئة للإشارة إلى ولاية سورية الرومانية.

### سوريا السياسية
بعد موت الإسكندر الأكبر، كانت منطقة شرق البحر المتوسط من نصيب السلوقيين، حيث قسّموها إدارياً إلى عدد من الولايات هي ولاية سوريا، وولاية كل سوريا، والتي تعرف أيضاً باسم سوريا الجوفاء(5) وولاية فينيقيا وولاية فلسطين، أما القسم الصحراوي فدُعي بالصحراء العربية وكان خارج الولايات السلوقية.
في عام 64 ق.م، أنهى بومبي الحكم السلوقي وجعل سوريا الجغرافية كلها ضمن ولاية سورية (باللاتينية: Provinica Syria) وكانت عاصمتها أنطاكية، وسمح للممالك العربية كالأنباط بالاحتفاظ بممتلكاهم الأصلية مقابل جزية سنوية، وأصبحت اليهودية دولة خاضعة ضمن ولاية سورية. أما المنطقة الجنوبية فقد عرفت باسم الولاية العربية الصخرية. وبعد انقسام الامبراطورية إلى شرقية وغربية، أصبحت ولاية سورية جزءاً من الامبراطورية الشرقية، وكانت مقسمة إلى عدد من الولايات في حوالي القرن الرابع الميلادي، هي ولاية سوريا الأولى وعاصتمها أنطاكية وولاية سورية الثانية وعاصمتها أفاميا، وولاية فينيقيا الأولى وعاصمتها وفينيقيا اللبنانية وعاصمتها حمص وولاية فلسطين الأولى وفلسطين الثانية وعواصمتاهما قيصرية وسيكثوبولس على الترتيب. أما الولاية العربية فأصبحت تعرف باسم ولاية فلسطين الثالثة وعاصمتها البتراء.
وبعد الفتح الإسلامي، وفي عصر الدولة الأموية، أصبحت دمشق عاصمة دولة الخلافة، التي امتدت من سفوح جبال الهملايا في الشرق إلى ساحل المحيط الأطلسي في الغرب، وكانت سورية وفلسطين تخضعان لحكم الخليفة المباشر في دمشق. ثم تحولت سوريا الجغرافية إلى إقليم يتبع الدولة العباسية بعد انتقال مركز الخلافة إلى بغداد، وسميت ولاية الشام، نسبة إلى مدينة دمشق، وقسمت إلى ستة أقسام إدارية سميت الأجناد، ومفردها جُند، وهي: جُند فلسطين، وجُند الأُردُن، وجُند دمشق، وجُند حِمص، وجُند قنسرين، وجُند العواصم. مع تراخي قوة الخلافة العباسية، أصبحت سورية الجغرافية أو أجزاء منها إقليماً تابعاً لدويلات مختلفة قصيرة العمر هي الطولونية والأخشيدية والحمدانية، وتلاهم السلاجقة والفاطميين قبل أن تتعرض أجزاء من الشريط الساحلي للحملات الصليبية، ثم أجزاء من الأقسام الداخلية إلى الغزو المغولي، ثم سادت فيها سلطة المماليك قبل أن ينتزعها العثمانيون منهم في عام 1517م.
أما كلمة سورية اليوم فتشير إلى الجمهورية العربية السورية، التي أخذت شكلها الحالي في الجمهورية السورية الأولى، قبل أن يُسلخ لواء الإسكندرونة منها في العام 1939م لصالح تركيا، وتقوم إسرائيل باحتلال هضبة الجولان في عام 1967م.

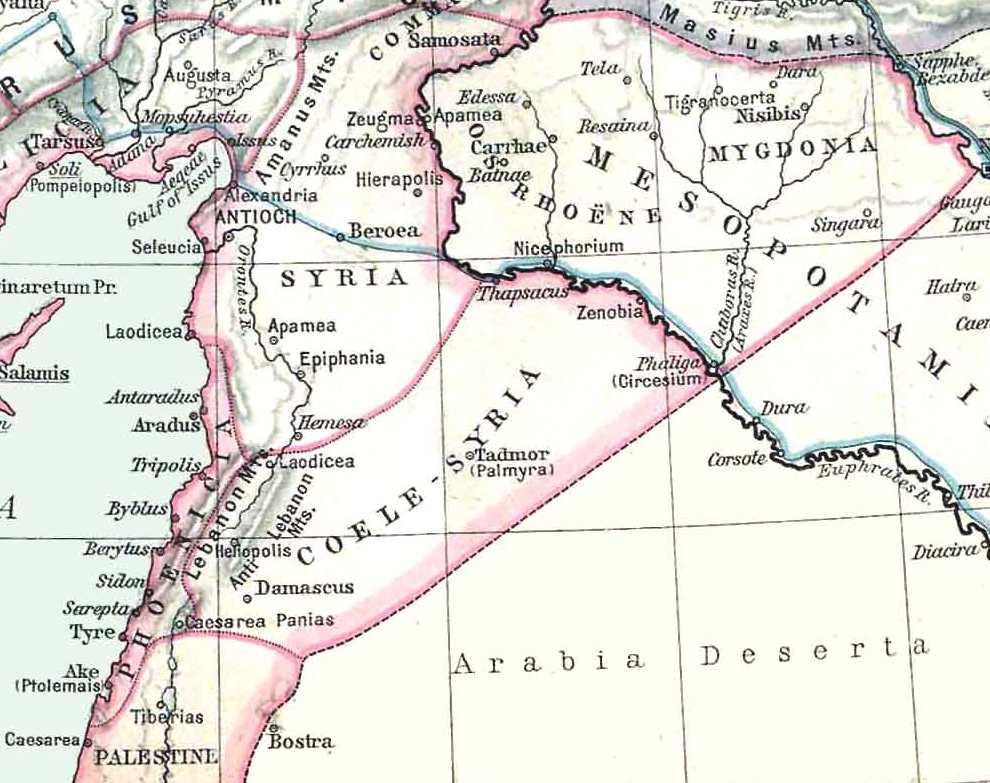
الولايات السلوقية حوالي عام 64 ق.م
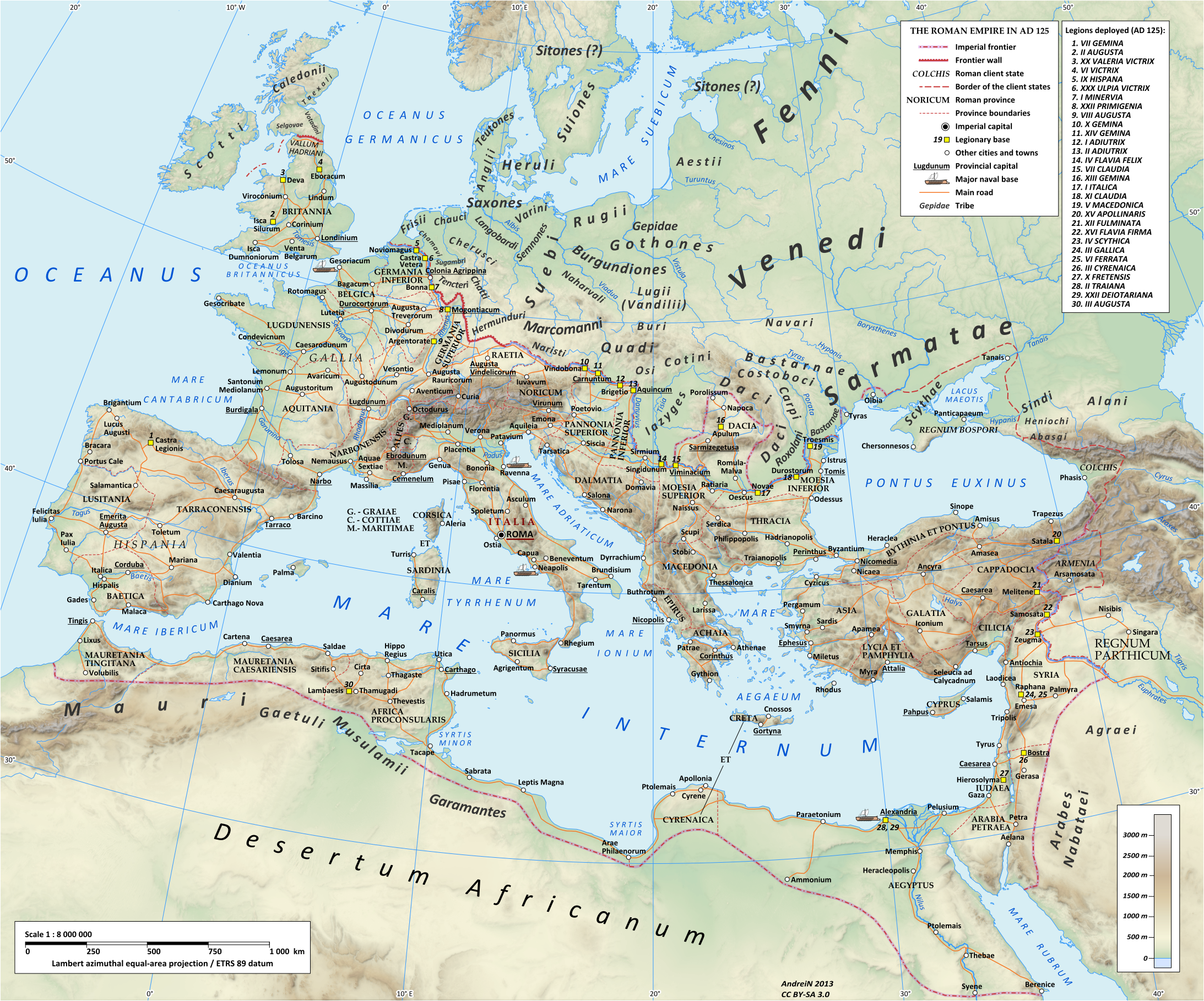
الولايات الرومانية حوالي العام 125م
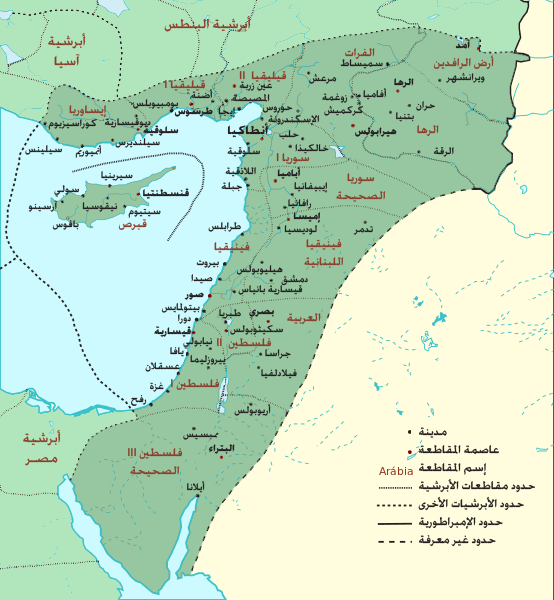
الولايات الرومانية في الامبراطورية الرومانية الشرقية حوالي العام 400م.
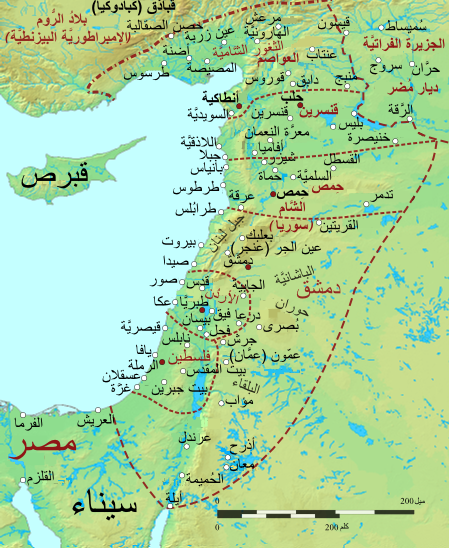
سوريا كإقليم عباسي، حوالي القرن التاسع الميلادي
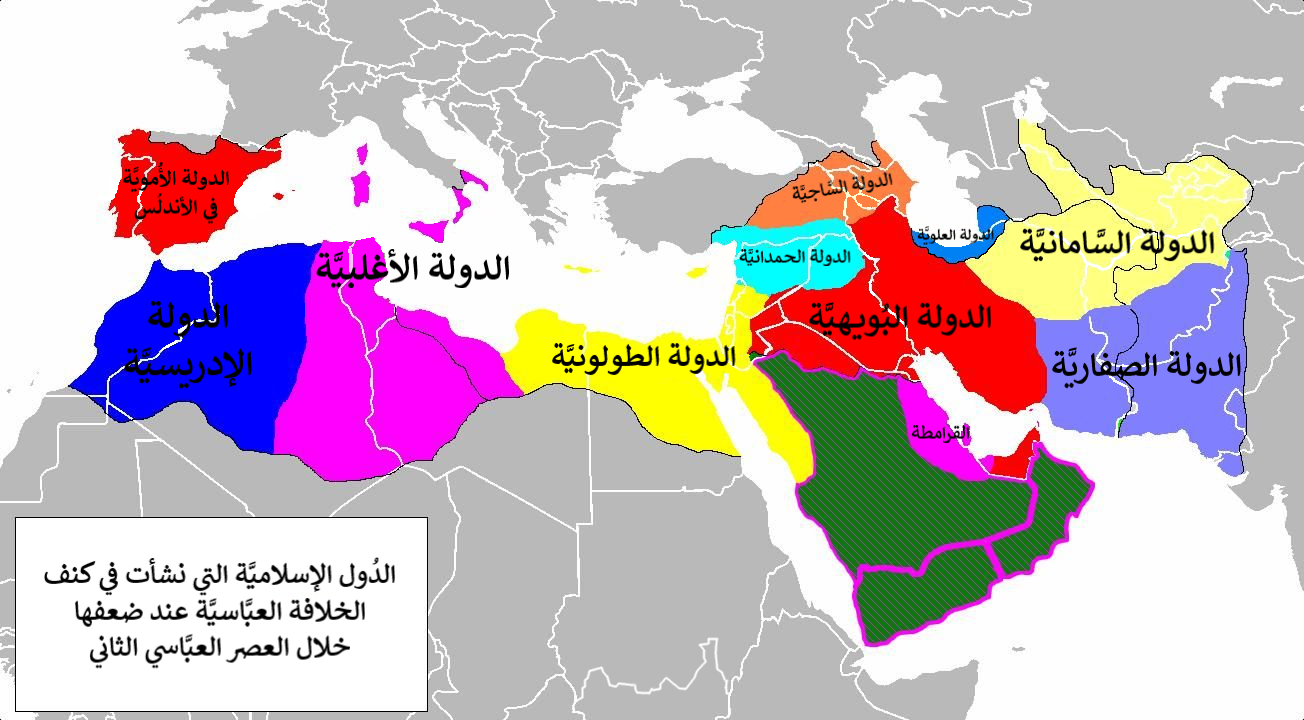
تحلل الخلافة العباسية، القرن العاشر الميلادي
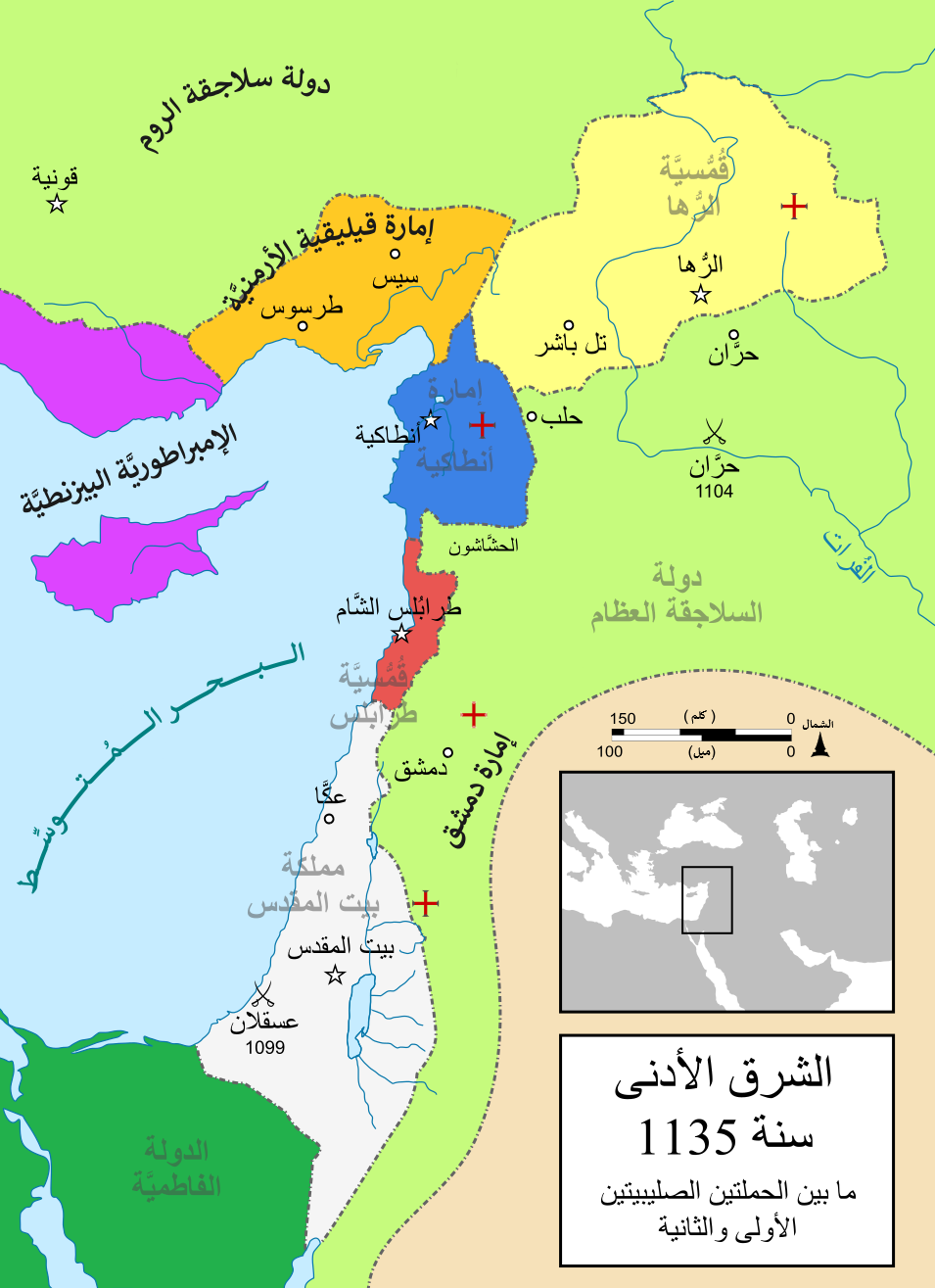
الإمارات الصليبية بعد الحملة الصليبية الأولى، منتصف القرن الثاني عشر الميلادي
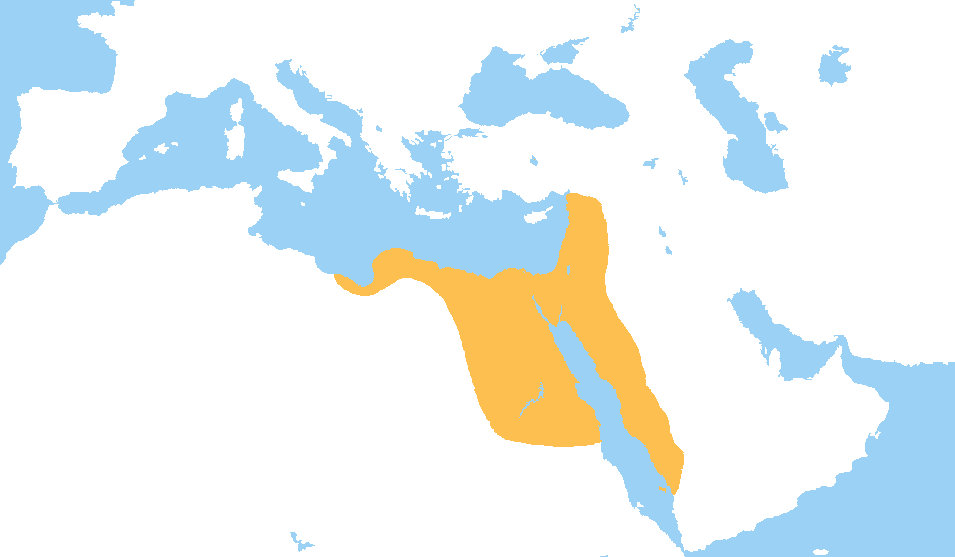
الدولة المملوكية في أقصى اتساعها، القرن الثالث عشر الميلادي
أيالات السلطنة العثمانية الشرقية مطلع القرن التاسع عشر الميلادي
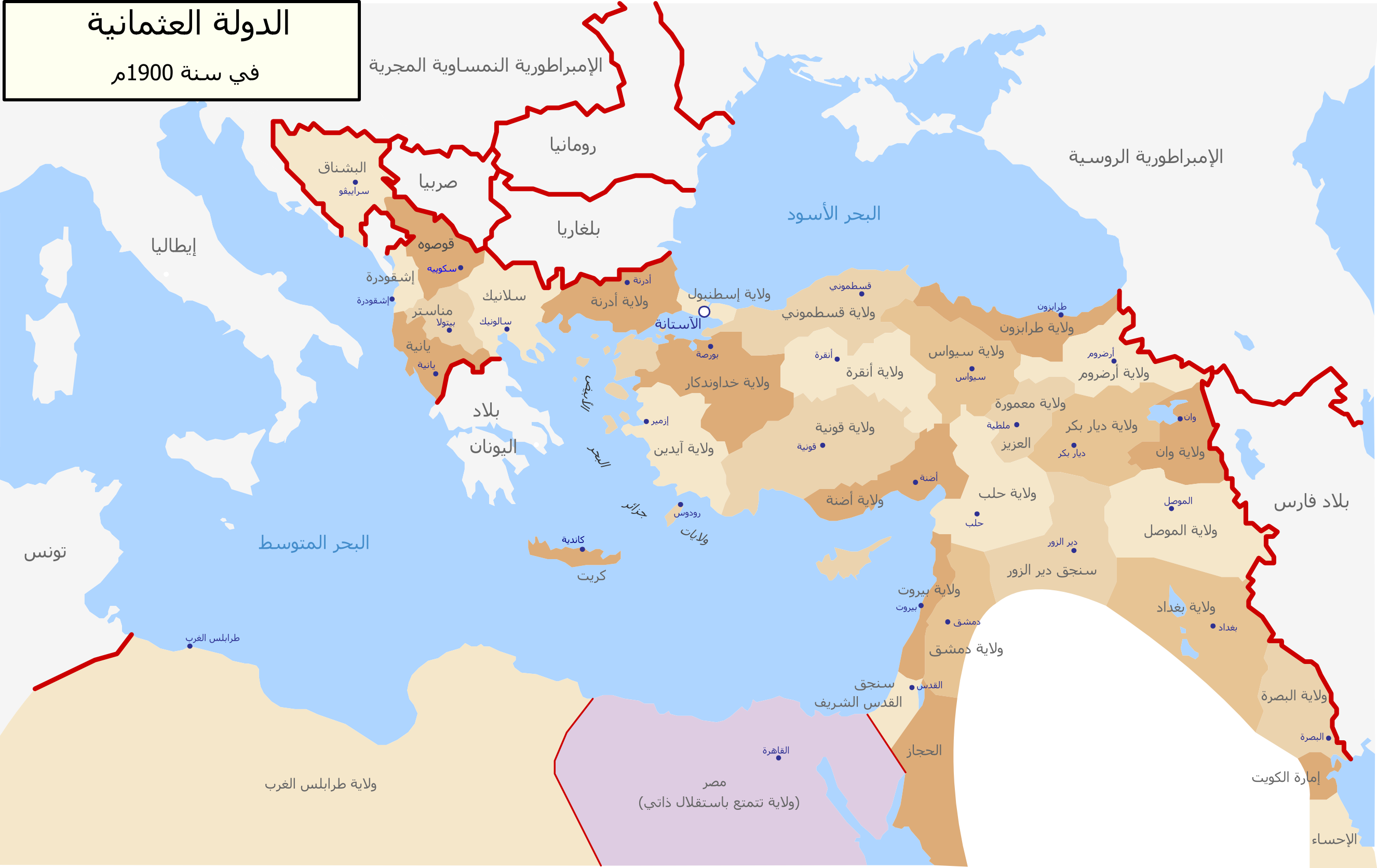
ولايات السلطنة العثمانية الشرقية مطلع القرن العشرين الميلادي
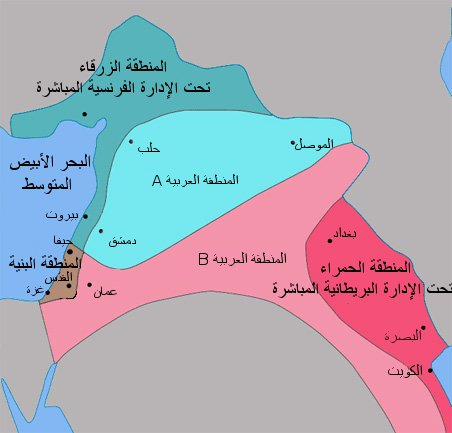
اتفاقية سايكس بيكو، أول ظهور للتقسيمات السياسية الحالية. 1916م
سوريا العثمانية قبيل الثورة العربية الكبرى، 1918م
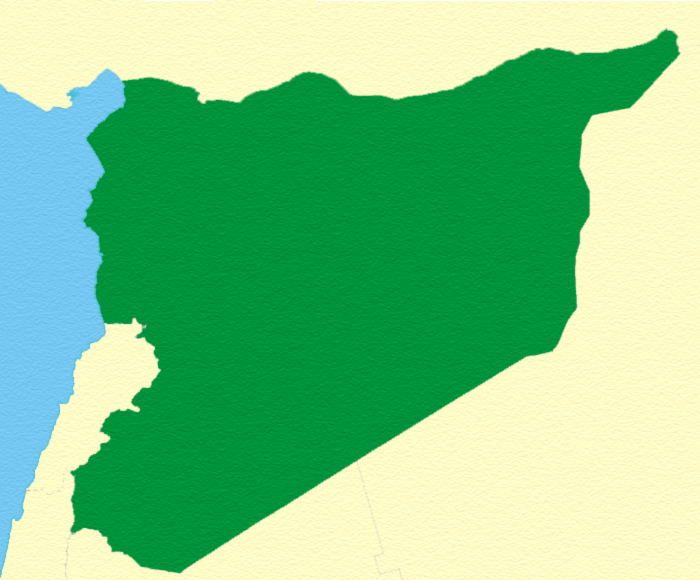
حدود الجمهورية السورية الأولى قبل فصل لواء إسكندرون عنها (1932-1939)
الحدود السياسية للجمهورية العربية السورية اليوم

## المسيحية وفرقها

خط زمني للفروع الأساسية للكنائس المسيحية بحسب العقيدة.

المسيحية في سوريا منتشرة بطقسيها السرياني والبيزنطي، إلى جانب مجموعات صغيرة أخرى، وتعتبر البلاد مقر بطريرك أنطاكية التاريخي، وخرج منها الكثير من الفلسفات والنصوص الليتورجية والشهداء والقديسين فضلًا عن الملافنة. مسيحيو سوريا متنوعون طائفيًا فهناك الروم الأرثوذكس وهم الأغلبية يليهم السريان الأرثوذكس والروم الكاثوليك مع وجود جماعات مختلفة من اللاتين والبروتستانت والموارنة والكلدان والآشوريين والسريان الكاثوليك والأرمن، وتحوي حلب وحدها عشر أبرشيات في حين تعتبر دمشق كرسي بطريركي ومقرًا لثلاث كنائس على مستوى العالم هم بطريركية أنطاكية وسائر المشرق للروم الأرثوذكس وبطريركية أنطاكية وسائر المشرق للسريان الأرثوذكس وبطريركية أنطاكية والقدس والإسكندرية للروم الملكيين الكاثوليك، وأغلب مسيحيي سوريا على تنوّع مشاربهم يتكلمون العربية، مع بعض الاستثناءات المتعلقة بمنطقة معلولا مثلًا حيث تستخدم الآرامية الغربية وبعض قرى الجزيرة حيث تستخدم السريانية.
ينقسم المسيحيون السوريون، إلى جانب المسيحيين من اللاجئين الفلسطينيين في سوريا، إلى عدة طوائف: ويشكل الخلقيدونيون الأنطاكيون الأرثوذكس حوالي 45.7% من مجمل السكان المسيحيين؛ ويشكل السريان الأرثوذكس حوالي 22.4%، ويُشكل الكاثوليك (الروم الملكيين والأرمن الكاثوليك والسريان الكاثوليك والموارنة والكلدان واللاتين الكاثوليك) حوالي 16.2%، ويشكل أتباع الكنيسة الرسولية الأرمنيَّة حوالي 10.9%، في حين يشكل أتباع كنيسة المشرق الآشورية والطوائف المسيحية الأصغر عدداً النسبة الباقية. وينتمي العديد من المسيحيين السوريين إلى طبقة اجتماعية اقتصادية عالية.

### الأرثوذكسية الشرقية

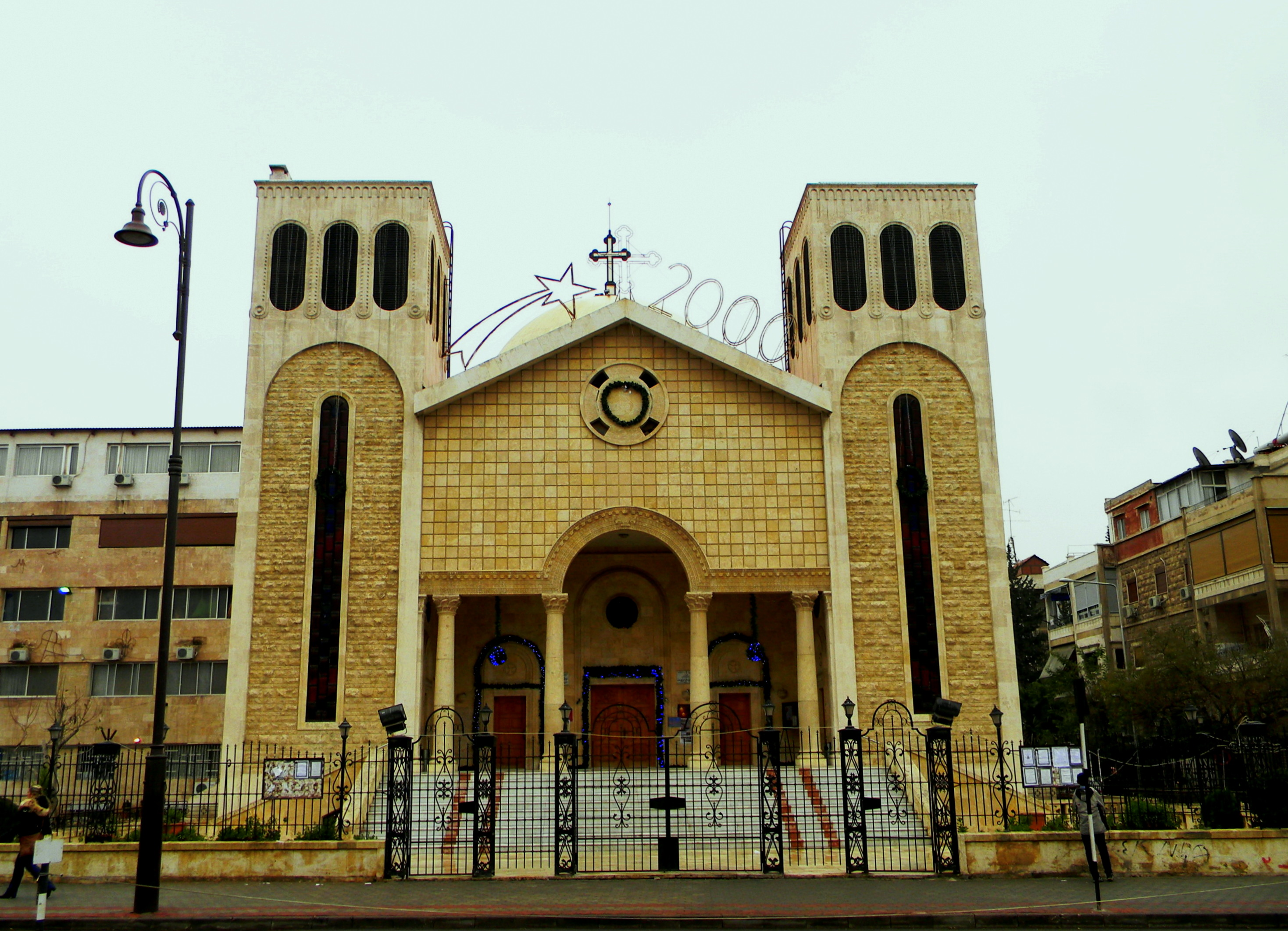
كنيسة مار إلياس الأرثوذكسيَّة في الحي المسيحي، حلب.

الكنائس الأرثوذكسية الشرقية هي مجموعة من الكنائس ذات الحكم الذاتي التي تتبع عقائد المجامع المسكونية السبعة، وتعترف بسلطة أسقف القسطنطينة. ويعد الروم الأرثوذكس الجماعة الأرثوذكسية الشرقية في سوريا، وينتمون إلى بطريركية أنطاكية التي يعد مؤسساها بحسب تقليدها الكنسي هما بطرس وبولس. مقر البطريركية الحالي يقع في الكنيسة المريمية بدمشق، سوريا. ويتوزع الروم الأنطاكيين الأرثوذكس في سوريا على ستة أبرشيات وهي أبرشية أنطاكية و‌دمشق وتوابعهما، وأبرشية حلب و‌اسكندرون وتوابعهما، وأبرشية بصرى و‌حوران و‌جبل العرب، وأبرشية اللاذقية وتوابعها، وأبرشية حمص وتوابعها، وأبرشية حماة وتوابعها. يعيش في تركيا جماعات من الروم الأنطاكيين أغلبهم ينتمي إلى بطريركية أنطاكية وسائر المشرق للروم الأرثوذكس وكانوا جزءًا من المجتمع السوري حتى معاهدة لوزان عندما اقتُطع لواء اسكندرون السوري ذو الغالبية العربية وضمّ إلى تركيا عام 1939 وقدرّت أعدادهم سنة 2008 بحوالي 18,000 نسمة، ويعيش أغلبهم في إسطنبول وأنطاكية وإسكندرونة ومرسين وأضنة والسويدية والقصير وأرسوز وتوكاتشلي، ويتحدثون باللغة العربيّة والتركيّة.
ترعى بطريركية أنطاكية وسائر المشرق للروم الأرثوذكس أكبر طائفة مسيحيَّة في الجمهورية العربية السورية، وقبل الحرب الأهلية السورية بلغ عدد أتباعها حوالي المليون، ولدى الكنيسة ستة أبرشيات في سوريا، وتمتلك علاقات وثيقة مع الكنيسة الروسية الأرثوذكسية التي ساعدتها في إنشاء «دائرة العلاقات المسكونية في بطريركية أنطاكية وسائر المشرق للروم الأرثوذكس» والتي تساعد الفقراء والمحتاجين بدعم من الجمعية الأرثوذكسية العالمية.
منذ القرن السابع، وباستثناء فترات قصيرة، فإن أغلب البطاركة الإنطاكيين سكنوا في مدينة دمشق لا أنطاكية التي فقدت أهميتها وتحولت إلى مدينة ثغور. وينتخب البطاركة من قبل المجمع المقدس، ويتبادلون رسائل التثبيت مع سائر البطاركة من طوائفهم. وفي السابق، كان البطريرك الإنطاكي يحلّ ثالثًا في ترتيب الكرامة بعد أسقف روما وبطريرك القسطنطينية، وخلال العهد العثماني، كان القانون يلحظ لبطريرك أنطاكية موقع وتشريف رئيس الوزراء، وهو ما استمرّ عليه الحال في سوريا حتى اليوم؛ وقد لعب البطاركة دورًا هامًا في حياة الشرق الأوسط.
قدرت دراسة أعداد الروم الأرثوذكس بحوالي المليون في عام 2010، منهم 450,000 في محافظة دمشق وريفها، وحوالي 250,000 في حمص والمناطق المحيطة بها، وحوالي 120,000 في اللاذقية والمناطق المحيطة بها، وحوالي 100,000 في طرطوس والمناطق المحيطة بها، وحوالي 37,000 في حلب والمناطق المحيطة بها، وحوالي 35,000 في حماة والمناطق المحيطة بها، وحوالي 30,000 في محافظة السويداء ودرعا. أثرت الحرب الأهلية السورية على المجتمع الأرثوذكسي حيث في عام 2015 قدرّت بي بي سي أعداد أتباع بطريركية أنطاكية الأرثوذكسية بحوالي 503 ألف نسمة، من الناحية الوطنية، ساهم عدد من الأرثوذكس السوريين في تقوية الروح القومية العربية وبث الروح في الثقافة العربية ونهضة العرب في أوائل القرن العشرين. كما ظهر عدد كبير من المفكرين المسيحيين الذين دعموا طروح القومية العربية أمثال ميشيل عفلق وقسطنطين زريق وسواهم.

### الأرثوذكسية المشرقية
الكنائس الأرثوذكسية المشرقية هي الكنائس التي لا تعترف إلا بشرعية المجامع المسكونية الثلاث الأولى (نيقية، قسطنطينية الأول، أفسس الأول)، وتعرف برفضها للعقيدة التي أقرها مجمع خلقيدونية عام 451. وتعرف هذه الكنائس أيضا بالكنائس الشرقية القديمة ولكن يجب التمييز بينها وبين الكنائس الشرقية الأرثوذكسية. وتتكون عائلة الكنائس الأرثوذكسية المشرقيّة من الكنيسة القبطيّة والأرمنيّة والسريانيّة والإثيوبية ولهذه الكنائس وجود تاريخي في بلاد الشام.

#### السريان الأرثوذكس

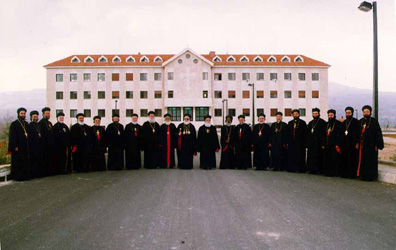
دير مار أفرام السرياني في معرة صيدنايا بالقرب من دمشق.

الكنيسة السريانية الأرثوذكسية هي ثاني كبرى الطوائف المسيحية في سوريا، وهي كنيسة أنطاكيّة أرثوذكسية مشرقية، أنشأها ساويرس الأنطاكي في أنطاكية في عام 518 م، وقام يعقوب البرادعي في صياغة هذه البطريركية، بينما وفقاً لتقاليدها تتبع تاريخها إلى أنطاكية بواسطة بطرس وبولس الطرسوسي في القرن الأول. وتستخدم الكنيسة ليتورجيا القديس يعقوب، المرتبطة بيعقوب البار، «أخ» يسوع والبطريرك بين المسيحيين اليهود في القدس. لغة الكنيسة الرسمية هي السريانية وتستخدم الكتابة السريانية في مخطوطاتها الدينية. ويقع مقر الكنيسة في كاتدرائية القديس جريس في باب توما في مدينة دمشق، ويوجد للكنيسة معاهد لاهوتية عدة أهمها معهد مار افرام اللاهوتي في دمشق - معرة صيدنايا الذي دشنه البطريرك مار إغناطيوس زكا الأول عيواص عام 1996 م، وتقوم هذه المعاهد بإمداد الكنيسة بالخدام والكهنة والرهبان والراهبات.
خلال مذابح سيفو، وهي سلسلة من العمليات الحربية التي شنتها قوات نظامية تابعة للدولة العثمانية بمساعدة مجموعات مسلحة شبه نظامية استهدفت مدنيين آشوريين/سريان/كلدان أثناء وبعد الحرب العالمية الأولى. نزح اللاجئين السريان من ماردين إلى القامشلي في حين نزح اللاجئين السريان من ديار بكر (آمد) إلى دمشق، أما اللاجئين السريان في أنطاكية فقد هربوا إلى حلب وحمص هرباً من المذابح. بعد انتصار الأتراك في حرب الأستقلال التركية بقيادة مصطفى كمال أتاتورك، قاموا بترحيل آخر من تبقى من السريان والأرمن في مناطق الجزيرة العليا وقيليقية وقد هاجر معظم هؤلاء إلى مدن سوريا الشمالية وخاصًة حلب فتضخم عدد سكانها. كما قام النازحون السريان والآشوريين من ماردين ونصيبين بالاستيطان في مدينة القامشلي في الجهة السورية المقابلة لنصيبين.
يتواجد السريان الأرثوذكس بشكل ملحوظ في أقصى شمال شرق سوريا في منطقة الجزيرة السورية خصوصاً في مدينة الحسكة ومدينة القامشلي وريفها وكذلك في مدينة المالكية وفي رأس العين وعامودا. وقبل الحرب الأهلية كانت مدينة القامشلي موطن لحوالي 25,000 من السريان الأرثوذكس. كما ويتواجدون أيضاً في حمص وحلب ودمشق. ويشكلون حوالي ثلث مسيحيي سوريا. ويتميزون إثنيًا ولغويًا عن باقي المسيحيين السوريين فهم يتبعون التراث السرياني ولكن الآن يتحدثون العربية بشكل كبير. بالرغم من عدم وجود إحصائيات رسمية عن أعدادهم غير أن معظم المصادر قبل الحرب الأهلية السورية تقدرهم بحوالي 40,000 نسمة، أو بين 700,000 إلى 800,000، يضاف إليهم أكثر من 200,000 لاجيء عراقي. وضعت الحرب الأهلية السورية في البداية ضغطًا كبيرًا على السريان في سوريا. اعتبارًا من نوفمبر عام 2014، وبسبب احتلال تنظيم الدولة الإسلامية (داعش)، بقيت 23 عائلة سريانية وأرمنية فقط في مدينة الرقة. ويُقال إن الكتابات المسيحية والكتب المقدسة أحرقها مسلحو تنظيم الدولة الإسلامية (داعش).

#### الأرمن الأرثوذكس

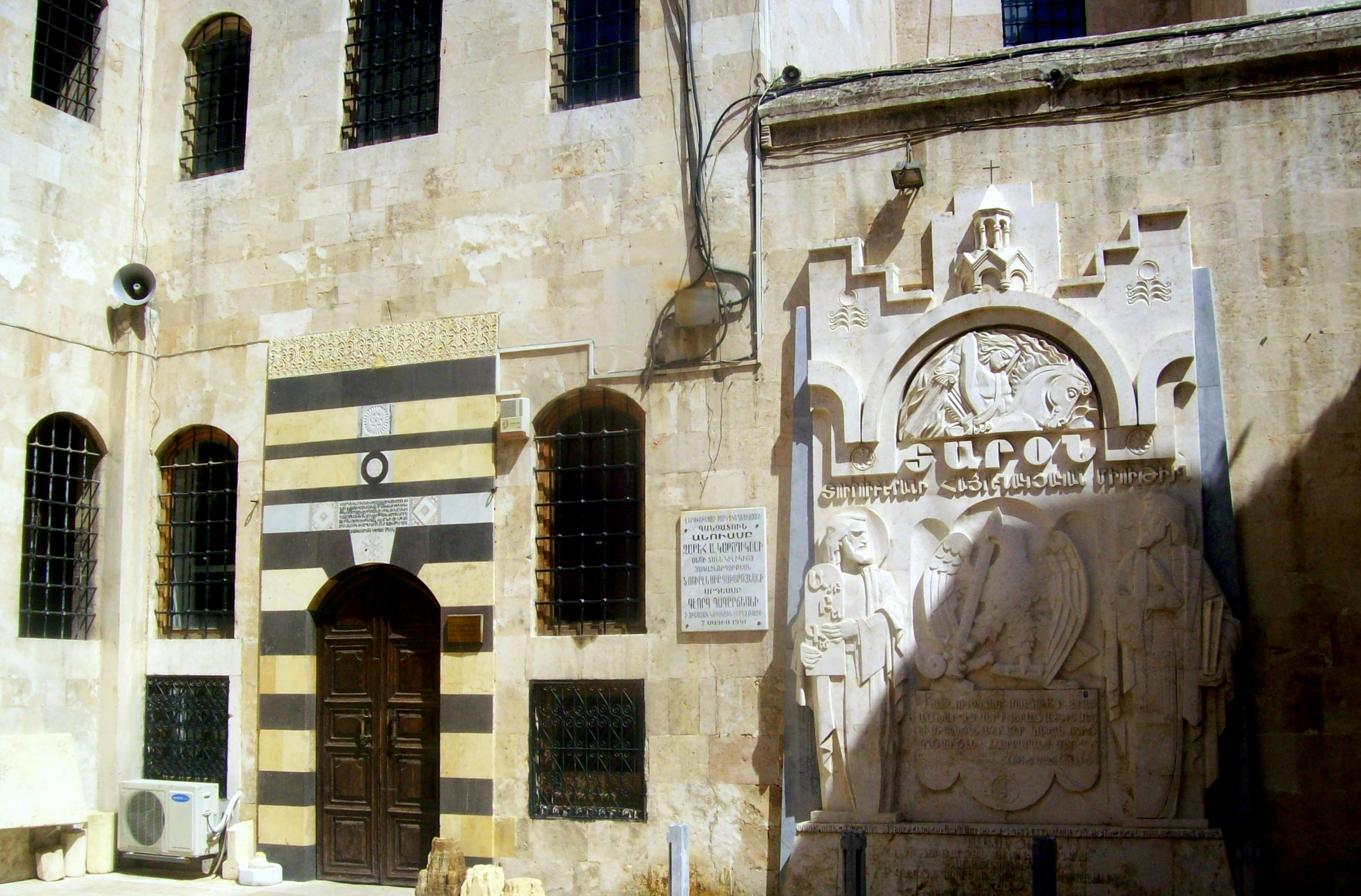
مدخل كاتدرائية الأربعين شهيد في حلب.

غالبية الأرمن السوريين هم من أتباع الكنيسة الرسولية الأرمنيّة ويخضعون لسلطة الكرسي الرسولي لقيليقية ومركزها في أنطلياس في لبنان. ومع ذلك، فإن أبرشية دمشق الأرمنية تتعهد بالولاء للكرسي الرسولي في إتشميادزين. الأرمن بدورهم، رّحلوا قسرًا من بلادهم في أرمينيا الغربية إلى حلب ودير الزور على وجه الخصوص خلال فترة الإبادة الجماعية، ويوجد تجمعات أرمنية في غالب المدن السورية الكبرى؛ في المرحلة ذاتها استقرّ في الجزيرة آشوريون وافدين من شمال العراق بنتيجة المذابح أيضًا. يتبع معظم الأرمن الكنيسة الأرمنيّة الأرثوذكسيَّة، وقدرت أعدادهم قبل الحرب الأهلية السورية بين سبعين ألف إلى مئة ألف نسمة، في حين قدرّت بي بي سي عام 2015 أعداد أتباع الكنيسة الرسولية الأرمنيّة بين 118,000 نسمة إلى حوالي 160,000 نسمة، ويعيش معظمهم في حلب وكسب. وشكل الأرمن في حلب قوة صناعيَّة وتجاريَّة وعلميَّة مهمة وكان قد انتخب منهم التاجر مانوك قراجيان في مجلس المبعوثان الأول وهو المجلس النيابي في السلطنة العثمانية عام 1877 كأحد النواب عن ولاية حلب.
كان لدى قريتي كسب واليعقوبية الحدودية السورية أغلبية أرمنية أرثوذكسية قبل الحرب الأهلية. وتعرضت كسب للهجوم والنهب من قبل المتمردين السوريين الإسلاميين الذين منحتهم تركيا ممرًا آمنًا عبر الأراضي التركية، رغم أن الجيش السوري طردهم لاحقًا. وتم طرد سكان اليعقوبية من قبل تنظيم جبهة النصرة. في عام 2018، قال البروفيسور جون شوب أن السكان الأرمن في سوريا شكلوا حوالي 2% من إجمالي سكان البلاد، مما يجعلهم خامس أكبر مجموعة عرقية في البلاد.

### كنيسة المشرق

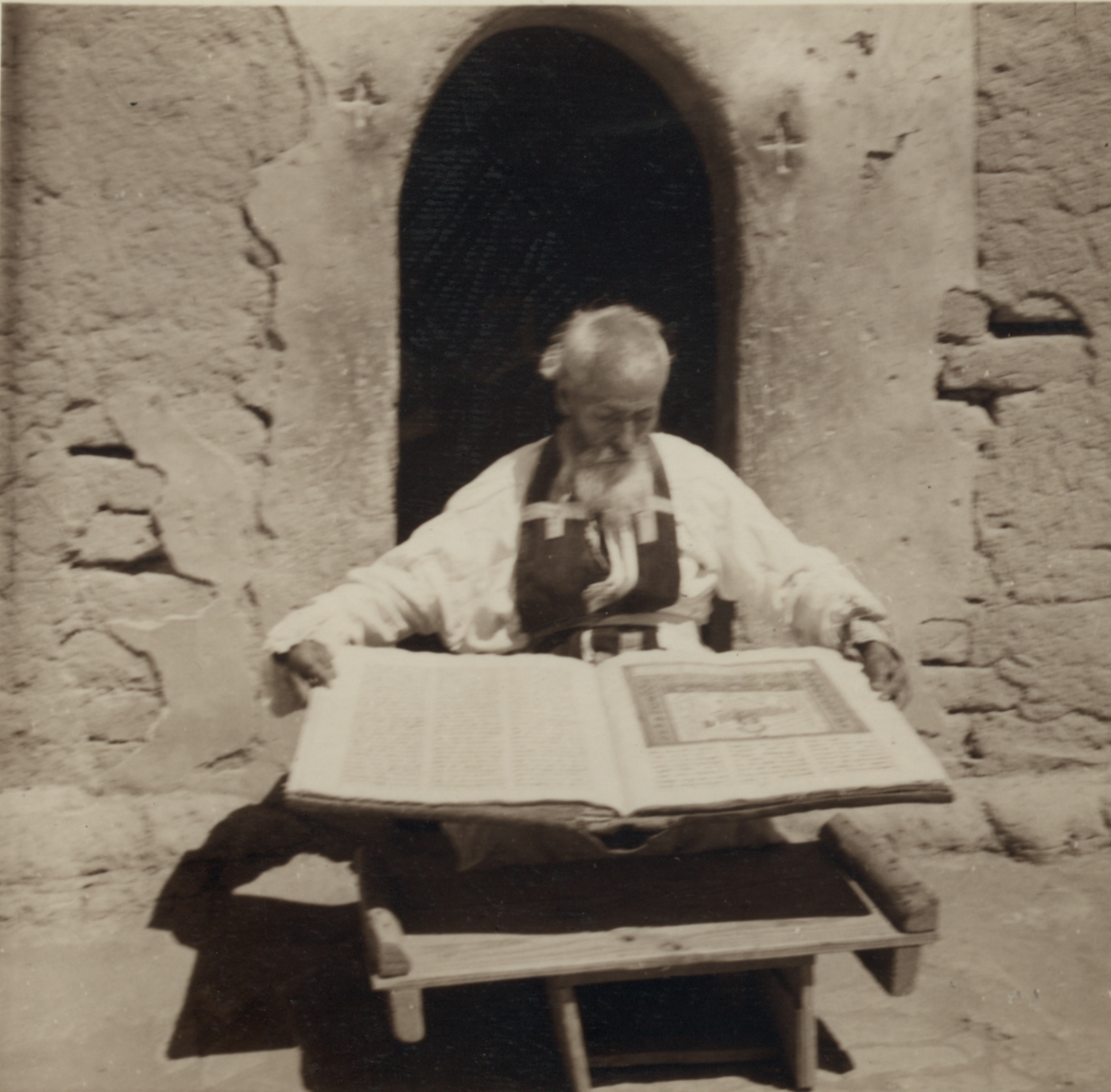
كاهن لكنيسة المشرق في منطقة الخابور بسوريا من عام 1939.

كنيسة المشرق، كما عرفت بعدة أسماء مثل كنيسة فارس والكنيسة النسطورية (ويقال لأتباعها نساطرة) هي كنيسة مسيحية وجزء تاريخي من تقليد المسيحية السريانية ضمن المسيحية الشرقية. تستعمل تسمية كنيسة المشرق في وصف تاريخ الكنائس السريانية الشرقية التي ورثت عنها تقليدها الكنسي المميز لها، وتشمل هذه الكنائس حاليا بحسب هذا التعريف كل من كنيسة المشرق الآشورية وكنيسة المشرق القديمة والكنيسة الكلدانية الكاثوليكية في الشرق الأوسط بالإضافة إلى مجموعة من الكنائس في الهند أبرزها كنيسة السريان الملبار الكاثوليك. عقائديا، يستعمل مصطلح كنيسة المشرق في وصف الكنائس الشرقية المستقلة التي استمرت باتباع العقيدة الأنطاكية خلال مجمع أفسس رافضة بذلك مقرراته وهو الأمر الذي أكسبها خطأ وصف «النسطورية»، فهي بهذا التعريف تنحصر على كنيسة المشرق القديمة وكنيسة المشرق الآشورية. وتركت الكنيسة إرثاً أدبياً كبيراً مقارنة بحجمها الحالي وارتبطت بها العديد من المدارس اللاهوتية والفلسفية أبرزها مدرسة الرها ومدرسة نصيبين ومدرسة جنديسابور ونشطت تحت كنفها مجموعة كبيرة من اللاهوتيين كأفراهاط ونرساي.
بنهاية الحرب العالمية الأولى أضحى معظم الآشوريين والكلدان نازحين بالعراق بينما نزح ما تبقى من السريان إلى سوريا ولبنان. وخلال العشرينات التحق العديد من آشوريي حكاري بالواء العسكري الذي أنشأه البريطانيون في العراق، وكثرت المشاحنات بينهم وبين الجيش العراقي المنشأ حديثا والذي أعتمد على ضباط خدموا في الجيش العثماني ما أدى إلى أنعدام الثقة بين الطرفين. وبعد استقلال العراق سنة 1933 سرت إشاعات أن الآشوريين الذين استوطنوا في السهل الواقع بين دهوك وسهل نينوى يسعون للانفصال من العراق فنفي بطريرك كنيسة المشرق الآشورية إلى قبرص وقام بكر صدقي أحد الضباط بالجيش العراقي بالتعاون مع عشائر كردية بالهجوم على تلك المناطق وتدمير القرى الآشورية فيها وكان أهمها في 7 آب 1933 عندما هوجمت بلدة سميل وقتل حوالي 3,000 من سكانها في الحدث الذي عرف بمجزرة سميل. أدت هذه المجازة إلى نزوح ثلث سكان سهل نينوى الآشوريين إلى شمال شرق سوريا حيث أسسوا 35 قرية على ضفاف الخابور قرب الحدود مع تركيا. وافقت فرنسا على توطين من رغب من الآشوريين في مناطق مقفرة وغير مأهولة على ضفاف نهر الخابور في الجزيرة الفراتية بسوريا ابتداءً من سنة 1934 في 35 قرية. تبعتهم موجات أخرى في الأربعينات والخمسينات من القرن العشرين استقرت في القامشلي والحسكة وحلب.
يبلغ أعداد أتباع كرسي بغداد لكنيسة المشرق القديمة حوالي 50,000 إلى 70,000 ويتوزع أتباعها على مطرانيتين في الموصل وكركوك إلى جانب أبرشيات في سوريا والعراق والولايات المتحدة. في حين قدرّت بي بي سي عام 2015 أعداد أتباع كنيسة المشرق الآشورية في سوريا بحوالي 46,000 نسمة، ويتركز معظمهم في محافظة الحسكة في مدينة القامشلي والحسكة وفي خمسة وثلاثين قرية تقع على ضفاف نهر الخابور، بالإضافة إلى مجتمعات صغيرة في دمشق وحلب. يتبع معظم الآشوريين السوريين كنيسة المشرق الآشورية إلى جانب أقلية تتبع كنيسة المشرق القديمة؛ ويتوزعون بين قبيلة تياري العليا وتياري السّفلىّ وتخومي وطل وباز وجيلو وزاران وزيير وديسين، وتعود أصولهم إلى منطقة هكاري. قبل الحرب الأهلية السورية لم يستطع الآشوريين فتح أندية ولم يكن مسموح لهم بممارسة حياتهم السياسية وحقوقهم القومية، كما لم يسمح لهم بفتح مراكز ثقافية أو مدارس آشورية ولكن هناك بعض المدارس المرتبطة بالكنائس، ولكن أي عمل خارج الكنائس كان محظوراً. وبالتالي أصبحت الكنيسة الآشورية مركزًا للمعايير والممارسات الثقافية، ومركز للحياة الإجتماعية والثقافية الآشورية.

### الكاثوليكية

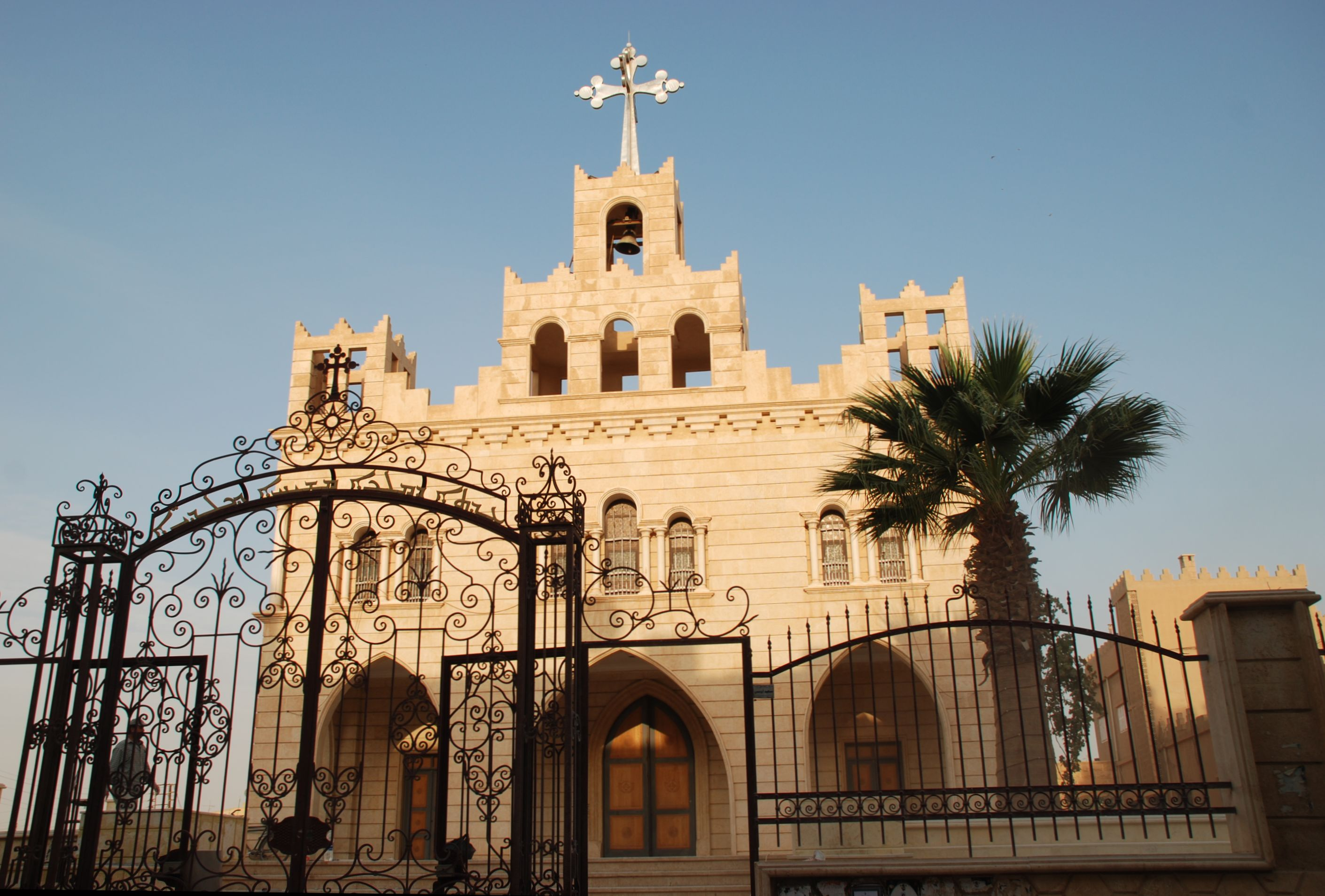
كنيسة يسوع الملك للكلدان الكاثوليك في مدينة الحسكة.

الكنيسة الكاثوليكية السوريَّة هي جزء من الكنيسة الكاثوليكية العالمية في ظل القيادة الروحية للبابا في روما. وتشير التقديرات الكنسيَّة أن هناك 368,000 كاثوليكي في سوريا أي حوالي 2% من إجمالي السكان، والفرع الكاثوليكي السائد في سوريا هو الكاثوليكيّة الشرقية. الكاثوليك في سوريا هم أعضاء في العديد من الكنائس المختلفة الخاصة بالطقوس أو اللغة، بما في ذلك الكنيسة الأرمنيَّة والكلدانية والسريانية والمارونية والملكانية بالإضافة إلى الكنيسة اللاتينية، وهناك صلاحيات منفصلة لكن متداخلة للمؤمنين من كل كنيسة.
وبشكل عام للتقسيم الكاثوليكي، تتعاون الكنائس الكاثوليكية الغربية والكاثوليكية الشرقية مع الكنيسة في روما وتعترف بالأولوية قداسة البابا وبصلاحيته الروحية (وهو يترأس البطريركية الغربية القديمة بصفة كونه أسقف روما). ومن ناحية الطقوس الدينية، تتبع الكنائس الشرقية المرتبطة بروما اللغات والتقاليد الخاصة بها. وعلى صعيد الانتشار الكاثوليكي في سوريا، تعتبر كنيسة الروم الملكيين الكاثوليك ثالث أكبر الطوائف المسيحية في سوريا، وأكبر كنيسة كاثوليكية شرقية.

#### الروم الملكيين الكاثوليك

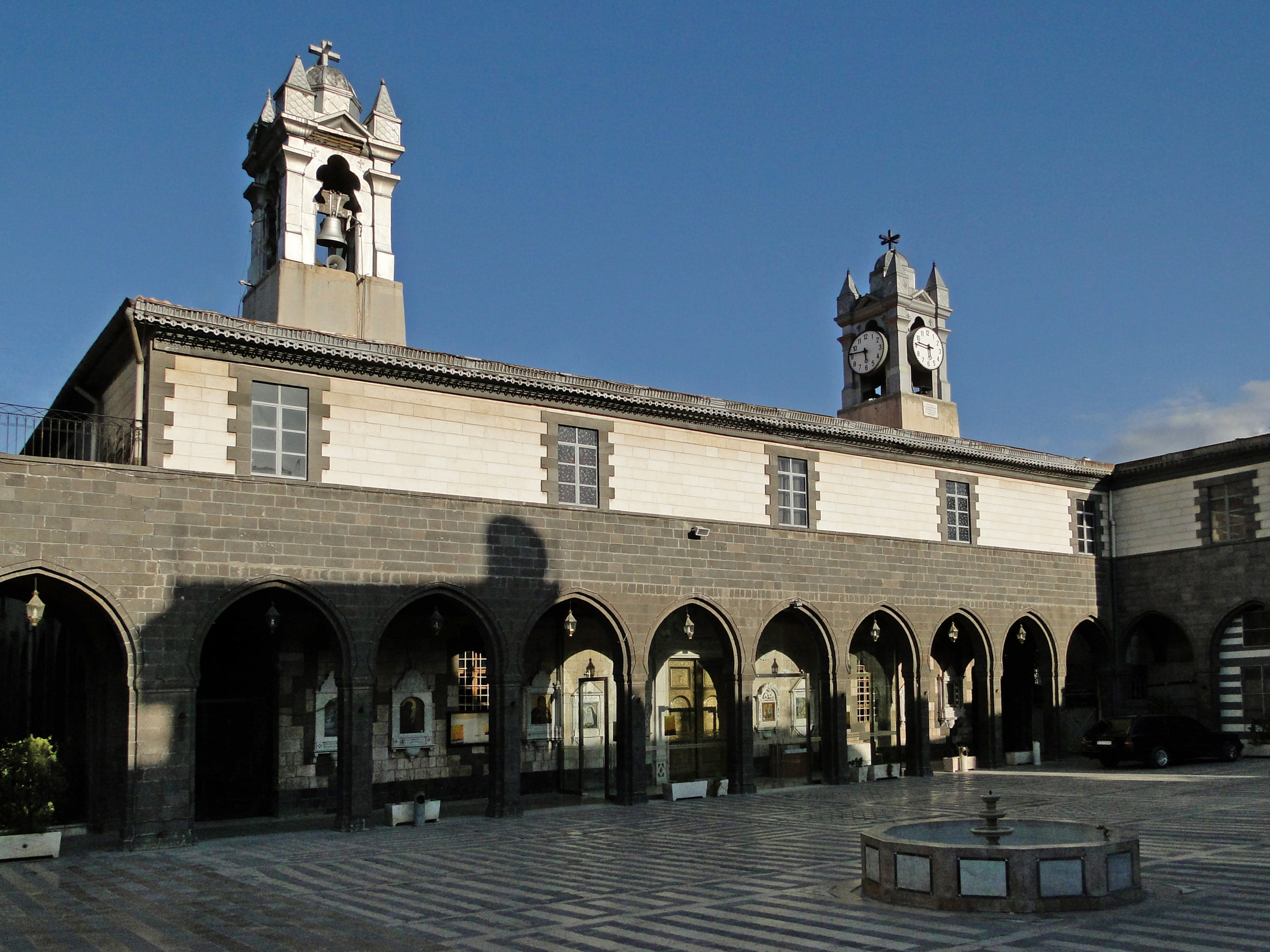
كاتدرائية سيدة النياح للروم الملكيين الكاثوليك في دمشق.

كنيسة الروم الملكيين الكاثوليك هي كنيسة كاثوليكية شرقية مستقلة مرتبطة في شركة تامة مع الكنيسة الكاثوليكية في روما بشخص رئيسها البابا. الموطن الأصلي لهذه الكنيسة هو الشرق الأوسط، وينتشر اليوم قسم من الروم الكاثوليك في بلاد المغترب، شأنهم في ذلك كشأن باقي مسيحيي الشرق. أمّا اللغة الطقسية الليتورجيَّة لهذه الكنيسة فهي اللغة العربية. تأسست كنيسة الروم الملكيين الكاثوليك عام 1724، نتيجة لانشقاق وذلك عندما أسس المطران سيريل الرابع أخوية دير المخلص قرب صيدا في لبنان في أواخر القرن السابع عشر. ومنذ عام 1724 حتى عام 1833 استقلَّ الملكيّون الكاثوليك عن الملكيّين الأرثوذكس استقلالًا كنسيًّا، ولكنهم ظلّوا يؤلّفون في نظر الحكومة العثمانية طائفةً واحد، واضطر سيريل الرابع وبعض الملكيين إلى اللجوء إلى لبنان بينما هاجر آخرون إلى مصر وفلسطين. أولئك الذين بقوا تعرضوا للاضطهاد الشديد وذبحوا من قبل العثمانيين في حلب في عام 1817. وأدت حرب الاستقلال اليونانية إلى عداء عثماني تجاه الأرثوذكس في عام 1837، ومنذ عام 1833 حتى العصور الحالية استقلَّ الرومُ الكاثوليك عن الروم الأرثوذكس استقلالًا سياسيًّا، وتمكّنوا من النموِّ والازدهار. واتسعت الحركة الملكانية الكاثوليكية سيّما في حلب ودمشق، وقامت إلى جانب الرهبان المرسلين الغربيين رهبانيّتان شرقيّتان تدعوان هما أيضًا إلى الوحدة، وكانتا أكبر دعامة لنشر الايمان الكاثوليكيّ وتنصيب أساقفة كاثوليكيّين مخلصين. وكان لحلب فضل تأسيس الرهبانية الشويرية، كما يعود للدمشقيّين تأسيس الرهبانية المخلّصية.
خلال الحقبة العثمانية في القرن الثامن عشر نمت طبقة رومية كاثوليكية برجوازية في حلب ودمشق، نشطت في التجارة، أسست شكبة تجارية امتدت من صور وصيدا وعكا إلى مصر وإزمير وإسطنبول. نتيجة للهجرة المسيحية واسعة النطاق منذ مجازر 1860 يتواجد اليوم نصف الروم الكاثوليك البالغ عددهم 1.6 مليون في المهجر. وقد اتجهت الهجرة أولاً إلى مصر ومن ثم العالم الجديد، يُذكر حيث حتى عام 1950 ضمت مصر على أكثر مجتمعات الروم الكاثوليك ثراءاً وكان جلهم من أصول شامية. تضم اليوم البرازيل (433,000) والأرجنتين (302,800) على مجتمعات رومية كاثوليكية كبيرة. تأثرت حياة الكنيسة الملكانية بالثقافة العربية، وتستخدم اللغة العربية في طقوسها. كان لأبناء هذه الطائفة أثر هام في الاقتصاد والأدب والعلوم ولهم باع في تشكيل ثقافة المشرق العربي.
تضم الكنيسة خمسة أبرشيات تتوزع في دمشق وحلب وحوران وحمص واللاذقية. في عام 2015 قدرّت بي بي سي أعداد أتباع كنيسة الروم الملكيين الكاثوليك في سوريا بين 118 ألف إلى 240 ألف نسمة، ويشكلون ثاني أكبر تجمع روم كاثوليكي في بلاد الشام بعد لبنان. ويقع مقر الكنيسة في كاتدرائية سيدة النياح والتي تعرف أيضًا باسم «كنيسة الزيتون» وتعتبر مقر كنيسة الروم الملكيين الكاثوليك في العالم، وتقع في باب شرقي بدمشق القديمة. ويتوزع الروم الملكيين الكاثوليك على خمسة أبرشيات أكبرها أبرشية دمشق والتي تتبع الطقوس البيزنطية وتنقسم إلى 20 رعية، وفي عام 2010 كان يتبعها حوالي 150,000 روم كاثوليكي يقطنون في مدينة دمشق وضواحيها. تليها أبرشية حمص والتي يقدر أتباعها بحوالي 70,000 نسمة، وأبرشية حلب التي يتبعها حوالي 18,000 نسمة، وأبرشيّةِ بُصرى وحورانَ وجبلِ العرب والتي يقدر أتباعها بحوالي 27,000 نسمة، وأبرشية اللاذقية التي يقدر أتباعها بحوالي 15,000 نسمة.

#### المارونية

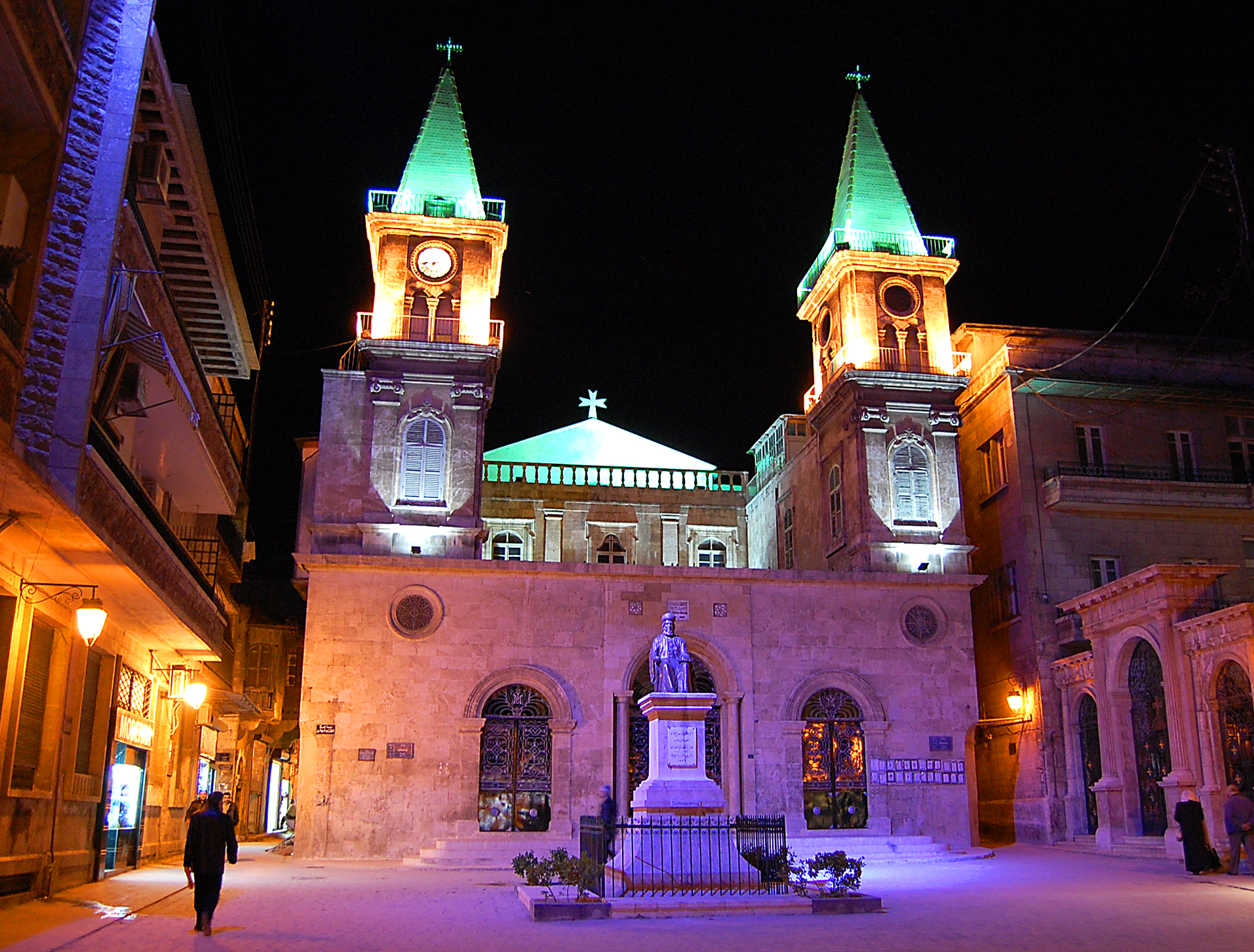
كاتدرائية مار إلياس المارونية في الحي المسيحي، حلب وقد بنيت عام 1876.

نشأت الكنيسة المارونية قرب أنطاكية في سوريا في أوائل القرن الخامس، وتشكلت على أثر تعاليم مار مارون. تعرضهم للاضطهادات دفعهم إلى اللجوء إلى لبنان، الذي أصبح معقلهم ومركزهم العالمي. الكنيسة المارونية هي جزء من الكنائس الكاثوليكية الشرقية منذ عام 1182، وهي الكنيسة الشرقية الوحيدة الكاثوليكية كاملًا. وبصفتها كنيسة كاثوليكية شرقية فلها طقوس دينية خاصة بها والتي في أساسها هي طريقة عبادة أنطاكية باللغة السريانية. ويصل تعداد الموارنة في سوريا حاليًا إلى حوالي 52,100 نسمة، يتوزعون على ثلاثة أبرشيات في دمشق وحلب واللاذقية. وفي عام 2017 ذكرت تقديرات أنوارو بونتيفيو أن 3,300 شخص ينتمون إلى أبرشية حلب المارونية، وحوالي 15,000 إلى أبرشية دمشق المارونية، وحوالي 45,000 إلى أبرشية اللاذقية المارونية. في عام 2015 قدرّت بي بي سي عدد الموارنة في سوريا بين 28,000 إلى 60,000 نسمة.

#### اللاتين
تضم البلاد حوالي 13 ألف سوري يتبع الطقوس اللاتينية، معظمهم من أصول فلسطينية أو أوروبيَّة (خصوصاً من ذوي الأصول الفرنسية والإيطالية)، ويتبعون إداريًا النيابة الرسولية في حلب. والتي تأسست في 27 يونيو من عام 1762 بقرار من البابا كليمنت الثالث عشر، وقام بتعيين أرنو بوسو والذي كان النائب الرسولي للجزائر العاصمة آنذاك. وتعد كنيسة القديس فرنسيس الأسيزي في حلب أبرز الكنائس الرومانية الكاثوليكية في البلاد، وبنيت في العام 1934 واستغرق بناءها حوالي ثلاث سنوات لتم تدشينها في 10 أكتوبر 1937.

#### جماعات كاثوليكية أخرى

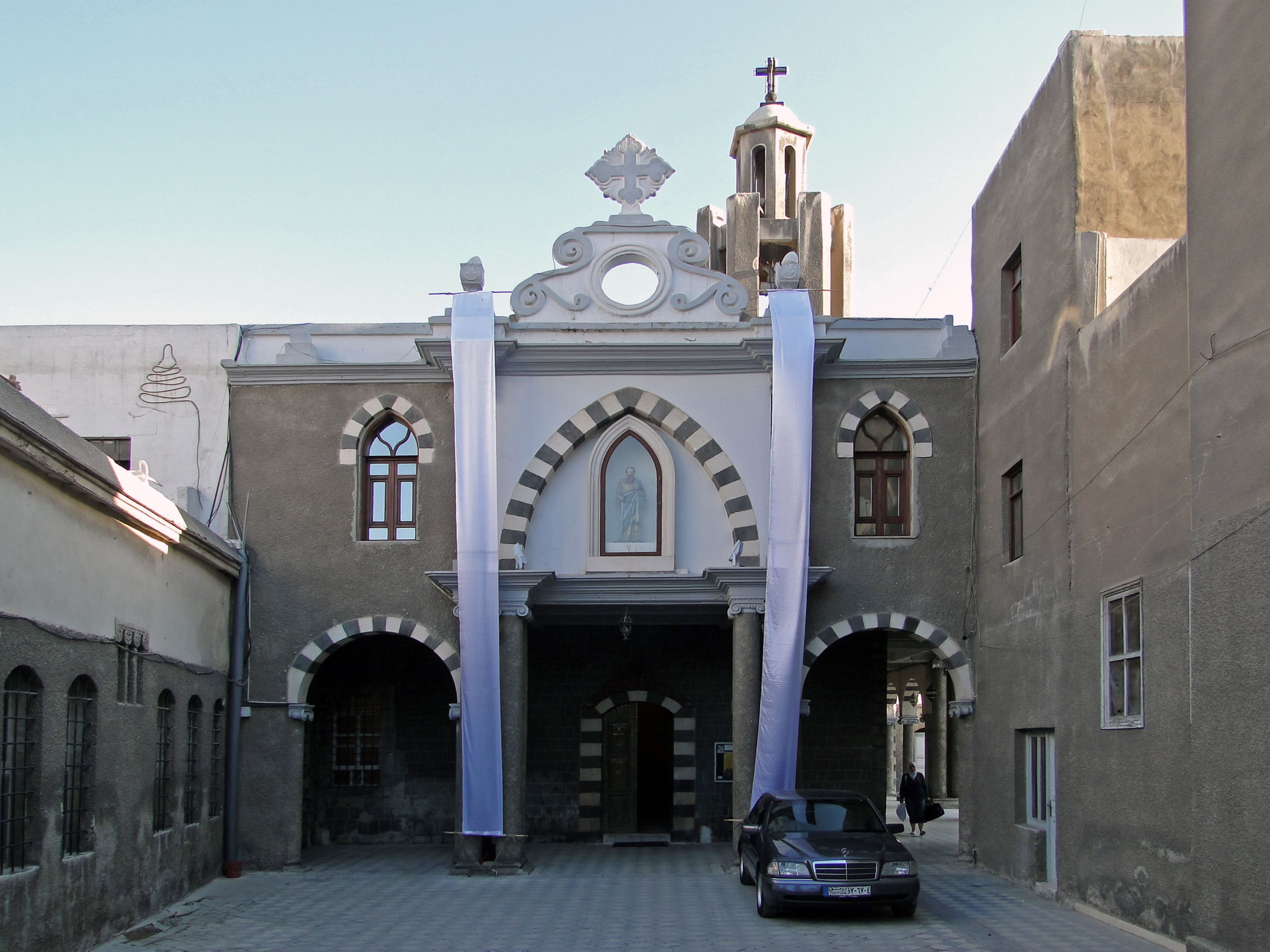
كاتدرائية السريان الكاثوليك في دمشق.

توجد بضعة كنائس كاثوليكية صغيرة في سوريا، ويعد أتباعها أقلية بين المسيحيين السوريين، لكن لها حضور تاريخي مستمر، وهي: الكنيسة السريانية الكاثوليكية، والكنيسة الكلدانية الكاثوليكية، وكنيسة الأرمن الكاثوليك.
الكنيسة السريانية الكاثوليكية هي كنيسة شرقية، وكاثوليكية، تعتبر الكنيسة أيضًا من دوحة التراث السرياني تاريخيًا وطقسيًا وثقافيًا، أما إيمانيًا، فهي جزء من الكنيسة الكاثوليكية التي تقرّ بسيادة البابا، وهي جزء من الكنائس الكاثوليكية الشرقية منذ عام 1781. وتصل أعداد السريان الكاثوليك إلى حوالي 40,000 نسمة، ويتركزون بشكل رئيسي في الجزيرة الفراتية وحلب. ويتوزع السريان الكاثوليك في سوريا على مطرانية السريان الكاثوليك في دمشق وعلى مطرانية السريان الكاثوليك في حمص، إلى جانب أبرشية حلب للسريان الكاثوليك وأبرشية الحسكة ونصيبين للسّريان الكاثوليك.
الكنيسة الكلدانية الكاثوليكية هي كنيسة شرقية، وكاثوليكية، تعتبر الكنيسة أيضًا من دوحة التراث السرياني تاريخيًا وطقسيًا وثقافيًا، أما إيمانيًا، فهي جزء من الكنيسة الكاثوليكية التي تقرّ بسيادة البابا، وهي جزء من الكنائس الكاثوليكية الشرقية منذ عام 1552 أو 1830. وتصل أعداد الكلدان الكاثوليك في سوريا إلى حوالي 40,000 نسمة، وهم من الأقليات التي تعرضت إلى الحروب والنفي القسري المتكرر. ويتبع الكلدان السوريين أبرشيّة حلب والجزيرة العليا الكلدانية. أما الكنيسة الأرمنية الكاثوليكية هي كنيسة شرقية، وكاثوليكية، تعتبر الكنيسة أيضًا من دوحة التراث الأرمني تاريخيًا وطقسيًا وثقافيًا، أما إيمانيًا، فهي جزء من الكنيسة الكاثوليكية التي تقرّ بسيادة البابا، وهي جزء من الكنائس الكاثوليكية الشرقية منذ عام 1742. وتصل أعداد الأرمن الكاثوليك في سوريا إلى حوالي 20,000 نسمة، ويتركزون بشكل رئيسي في حلب والجزيرة الفراتية واللاذقية.

### البروتستانتية
يعود الوجود البروتستانتي في سوريا إلى القرن الثامن عشر مع وصول المبشرين البروتستانت للبلاد وتحول عدد من الأرثوذكس السوريين إلى الطوائف البروتستانتية. ويبدأ حضور الكنائس البروتستانتية (الإنجيلية) في الشرق الأوسط من القرن التاسع عشر فقط ومن إقامة ممثليات دبلوماسية غربية في القدس. وقد كان استقطبت عدد من المسيحيين الأرثوذكس العرب، كان أول نشاط قام به البروتستانت تأسيس جمعية لندن اليهودية وجمعية المسيح التبشيرية سنة 1820، بهدف تبشير اليهود. وفقًا لدراسة «المؤمنون في المسيح من خلفية مسلمة: إحصاء عالمي» (3) فإنّ عدد المسلمين السوريين المتحولين للديانة المسيحية يبلغ حوالي 2,000 شخص؛ معظمهم تحول للمذهب الإنجيلي.

## تاريخ المسيحية في سوريا

### الحقبة الرومانية

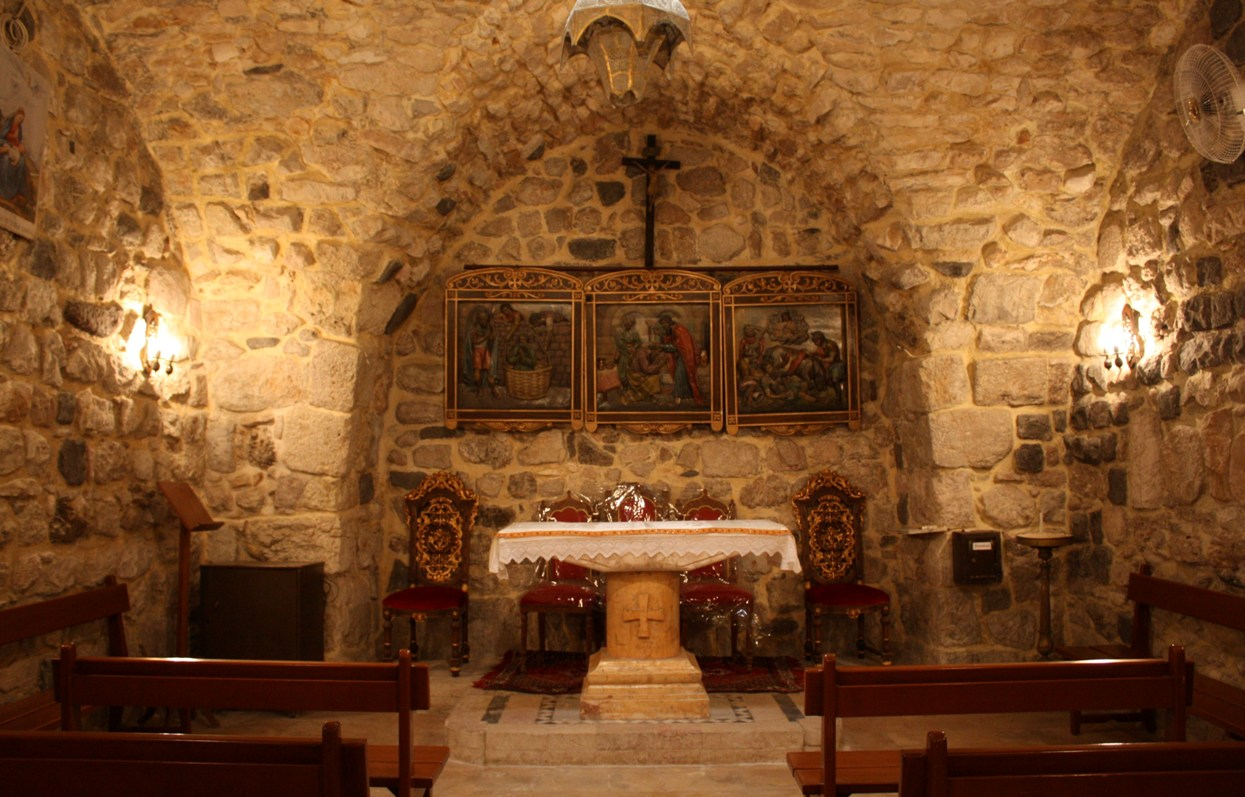
كنيسة القديس حنانيا في دمشق، سوريا، إحدى أقدم الكنائس الباقية حتى اليوم.

حسب سفر أعمال الرسل، فإن القديس بولس، تحوّل إلى المسيحية قرب دمشق،أع 9:3] ومنها انطلق في النشاط التبشيري، بعد أن تمّت تدليته في سلة من إحدى نوافذ السور، إذ أراد الحاكم إلقاء القبض عليه وقتله.2كو 11:33] ويعود انتشار المسيحية في البلاد منذ قرنها الأول، كما تدلّ التنقيبات والحفريات الأثريّة، والتي تركت آثارًا على اللغة والأدب والفلسفة، وقد أقرّ مجمع نيقية اعتبار أسقف أنطاكية من متقدمي العالم المسيحي.
بداية، فإنّ العهد الجديد يذكر صراحة وجود عرب في القدس حين حلّ الروح القدس على التلاميذ الاثني عشر،أعمال 2/41] وذكر القديس بولس في رسالته إلى غلاطية أنه أقام في «بلاد العرب» مبشرًا قسطًا من الزمن،غلاطية 1/17] وأغلب الظنّ أن «بلاد العرب» التي قصدها هي «الولاية العربية» التي تشمل حاليًا الأردن وحوران وسائر جنوب سوريا، وكانت عاصمتها بصرى الشام. فيستنتج إذن، بناءً على العهد الجديد دخول المسيحية الباكر بين العرب، يضاف إلى ذلك ما رواه الطبري وأبو الفداء والمقريزي وابن خلدون والمسعودي مجتمعين، بأن تلامذة يسوع هم من انتشروا في الجزيرة العربية مبشرين بالدين، ومنهم على وجه الخصوص متى وبرثلماوس وتداوس، وقبلًا كان مؤرخون سريان ويونان قد عدّوا العرب «ضمن الشعوب المتنصرة» ومنهم أوسابيوس القيصري وأرنوبيوس من القرن الثالث وثيودوريطس من القرن الخامس. ويذكر أيضًا تنصّر قسم كبير من قبيلة إمرئ القيس وهم غالبية سكان الساحل الشرقي؛ وإلى جانب الجزيرة العربية وبادية الشام فإن العراق سيّما جنوبه كان دومًا موطنًا للقبائل العربية، جلّ هذه القبائل كانت قد اعتنقت المسيحية ولعل أبرزها وأكثرها شهرة المناذرة والغساسنة. وظهر سلسلة من الملوك الغساسنة والمناذرة النصارى وعدد من الشعراء النصارى أمثال قس بن ساعدة الإيادي وطرفة بن العبد وأمية بن أبي الصلت وعمرو بن هند وسواهم.
كان سكان سوريا من أوائل الشعوب التي اعتنقت الديانة المسيحية. حيث اعتنق الآراميون (السوريون القدماء) الديانة المسيحية حيث كانت الآرامية لغة يسوع كما اعتنقت بعض القبائل العربية التي استوطنت سوريا الديانة المسيحية مثل الغساسنة في حوران وجنوب سوريا وبني تغلب الذين قطنوا منطقة حلب ومنطقة الجزيرة منذ عصر ما قبل الإسلام لكن بني تغلب تحول معظمهم إلى الإسلام في القرن العاشر والثاني عشر ميلادي في حين بقي بعض الغساسنة على الدين المسيحي حتى يومنا هذا وكانت عدد من المدن السورية التاريخية في العصور المسيحية الأولى موطن للكنائس ومقار ومراكز مقدسة للحج. تطورت اللغة الآرامية واشتقت منها اللغة السريانية التي باتت لغة سوريا اليومية، وبزغت العلوم والآداب متمثلة بالمدراس والجامعات وأبرزها في الرها ونصيبين وحران وغيرهم، وتعد سوريا منطلق لعدد من الطوائف المسيحية والكنائس الشرقية وموطن للكثير من رجال الدين والرسل والقديسين والرهبان ويوجد على امتداد الأرض السورية في المدن والبلدات وفي اعالي الجبال العشرات من الاديرة والمئات من الكنائس والمقدسات الهامة في التاريخ المسيحي والحضارة الإنسانية.

### الحقبة البيزنطية

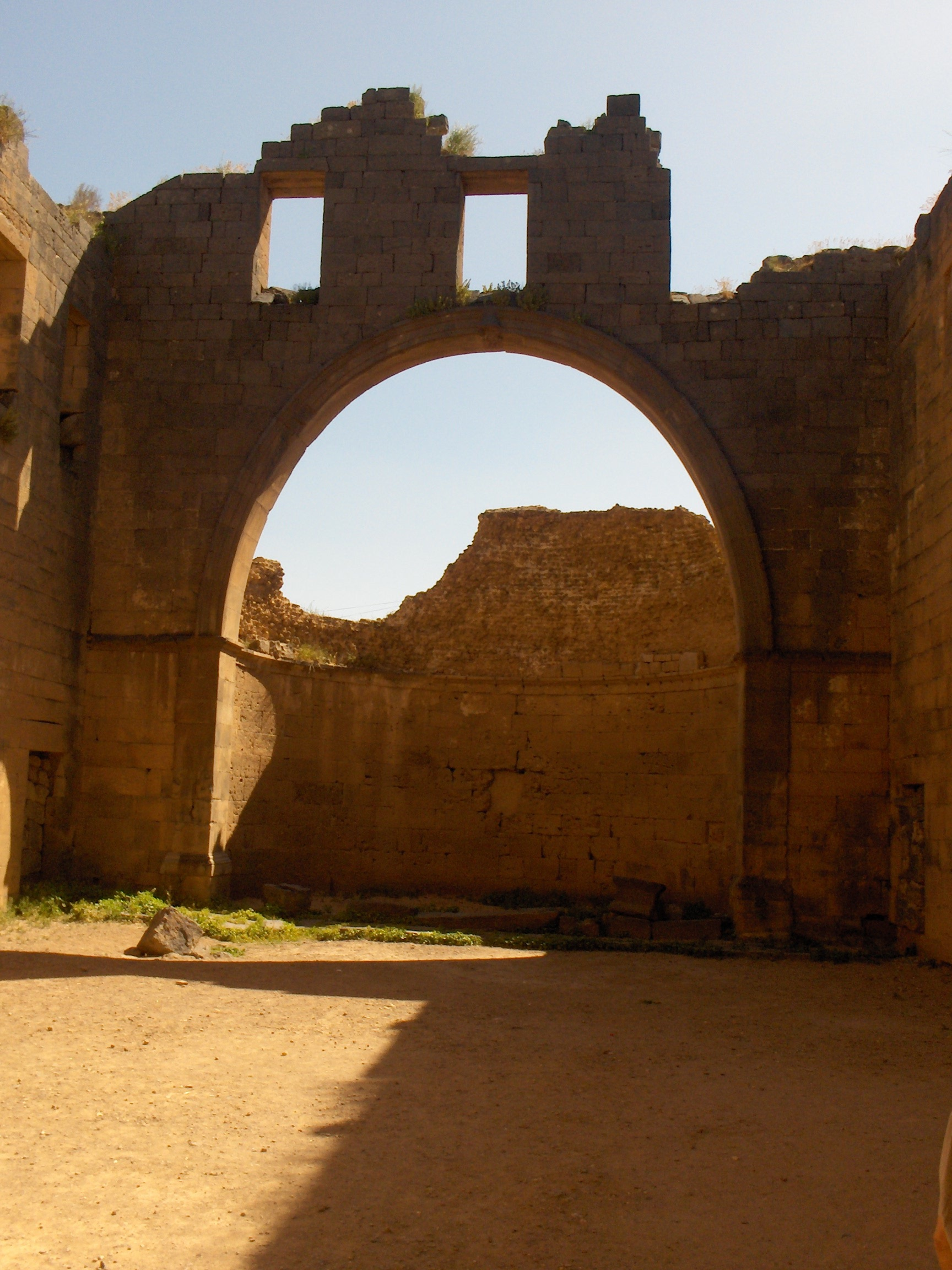
كاتدرائية بصرى الشام عاصمة «الولاية العربية» أيام الإمبراطورية الرومانية وقد ساس الولاية بنو قضاعة ثم بنو سيلح وأخيرًا بنو غسان، وجميعهم من نصارى العرب.

دانت الغالبيَّة العُظمى من أهالي الشَّام قبل الفتح الإسلامي بالمسيحيَّة، وكان هُناك قسمٌ صغير يدينُ باليهوديَّة. وقد انقسم المسيحيين الشوام إلى طوائف مُختلفة، ومن المعروف أنَّ هذا الانقسام حصل مُنذ اختتام أعمال مجمع خلقدونية سنة 451م، ومُحاولة الأباطرة الروم تطبيق قراراته عبر جميع أنحاء الإمبراطورية البيزنطية وعلى جميع الأهالي. وكان هذا المجمع قد عُقد للتباحث حول طبيعة المسيح وإقرار مذهب رسمي مُوحَّد للإمبراطوريَّة بعد أن كثُرت الأقوال والمذاهب، واستقرَّ الرأي في النهاية على الإيمان باتحاد الطبيعتين، الإلهيَّة والبشريَّة، في شخص المسيح، اتحادًا غير قابل للانفصام. وقد حصلت في الشَّام مُنذُ ذلك الوقت قلاقل دينيَّة اتخذت صفة الثورات الوطنيَّة العنيفة عوض الفتن الطائفيَّة بشكلٍ مُباشرٍ، بِدليل استمرار تحالُف القبائل العربيَّة المسيحيَّة، المُخالِفة للعقيدة الرسميَّة للإمبراطوريَّة، مع بيزنطية. ومن المعروف أنَّ المسيحيين الشوام انقسموا إلى سُريانٍ أو يعاقبة، وملكيّون أو روم. ويُشيرُ المُؤرخون إلى أنَّ المذهب اللاخلقدوني المونوفيزيتي (اليعقوبي) انتشر بين القبائل العربيَّة مثل إياد وربيعة وقُضاعة. أمَّا القائلون بالمذهب الخلقدوني (الملكيّون) فكانوا بِمُعظمهم يعيشون في المُدن التي اصطبغت بالثقافة الهلينيَّة، مثل أنطاكية وسلوقية واللاذقيَّة وبعلبك وبيروت وقيصريَّة وبيت المقدس. وكانت نسبةٌ عالية من اليعاقبة مُستاءة من الحُكم المركزي، وكان من الطبيعيّ أن تُولِّد تلك الانقسامات اللاهوتيَّة، والاضطهادات الدينيَّة، نفورًا وكراهيَّة وعداء في الشَّام، حيال الروم في بيزنطية، كما كانت عليه الحالة النفسيَّة في العراق تجاه الساسانيين الفُرس، الذين لم يمتنعوا عن اللُجوء إلى العُنف وسفك الدماء لِإخضاع المسيحيين، من نساطرة ويعقوبيين، إلى سياستهم المجوسيَّة. كذلك فقد عانى المسيحيّون الشوام الأمرَّين بعد سيطرة الفُرس على البِلاد، إذ تعاون هؤلاء مع اليهود لاقتحام بيت المقدس بعد ثلاثة شُهورٍ من الحِصار، وفتكوا بما بين 57,000 و66,500 مسيحيّ، وسبوا حوالي 35,000 آخرون بما فيهم بطريرك المدينة زكريَّا، كما أُحرقت الكثير من الكنائس بما فيها كنيسة القيامة، وتمَّ الاستيلاء على عددٍ من الآثار المُقدَّسة بما فيها صليب الصلبوت والحربة المُقدَّسة والإسفنجة المُقدَّسة، ونُقلت كُلَّها إلى المدائن عاصمة فارس. وقد ساهم اليهود في مذابح المسيحيين، وقتلوا الكثير منهم، لذا شاع كره اليهود في الشَّام بعد أن استعادها الروم، وقبل أن يفتحها المُسلمون.
في بلاد الشام والعراق كان الوضع أكثر انفتاحًا، فمن ناحية ساهم المسيحيون العرب في الفتح بشكل فاعل، سواءً ضد الفرس أو ضد البيزنطيين، يمكن أن يذكر في هذا الصدد أبو زيد الطائي المسيحي الذي قاتل الفرس في معركة الجسر «حميّة للعرب»، ومعركة البويب حين قامت فرق من قبيلتي تغلب ونمر بزعامة أنس بن هلال النميري بالقتال إلى جانب المسلمين ضد الفرس، وحصل هذا في مواقع أخرى عديدة من فتوح الشام والعراق كفتح تكريت والجزيرة الفراتية، وفي معركة فحل في الأردن حين انسحبت لخم وجذام وغسان من معسكر الروم إلى معسكر المسلمين.
يجب أن يستثنى من ذلك معركة أليس حين تحالفت قبيلة عجل العربية المسيحية وكذلك قبيلة تيم اللات مع الفرس، وأمر خالد بن الوليد بأن يقتل جميع الأسرى من العرب والعجم، فضربت رقابهم جميعًا بأمره وأجرى الدماء نهرًا؛ ثم ارتكب مجزرة أخرى عندما قتل الغساسنة في مرج راهط يوم عيد الفصح كما ذكر البلاذري، وتقول سعاد الصالح أنّ خالد بن الوليد كان متشددًا مع المسيحيين عكس أبو عبيدة بن الجراح الذي مثل الوسطية والليونة. وكما حصل في الجزيرة العربية، كذلك حصل في الشام، هناك من القبائل من اعتنق الإسلام بالكامل، ومنهم من انقسم كبني كلب وجبلة بن الأيهم ملك الغساسنة الذي اعتنق الإسلام ومعه ثلاثون ألفًا من قبيلته، ورغم ذلك ظلّت المسيحية قويّة لدى بني غسان حتى القرن التاسع أو العاشر. والقسم الثالث من المسيحيين العرب حافظ على دينه ومنهم بنو ثعلبة الذي ذكر عنهم نقاشًا مع عمر بن عبد العزيز في «كتاب المستطرف» وبنو تغلب كبرى قبائل العرب وبنو تميم من المضر العدنانين.

### حقبة الخلافة

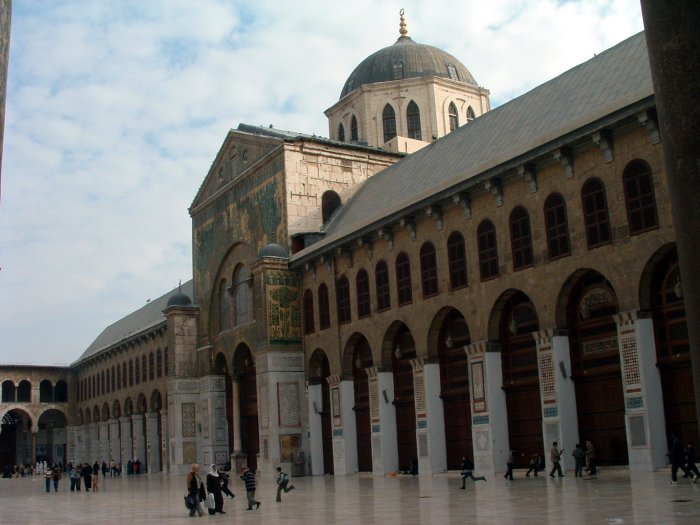
جامع بني أمية الكبير في دمشق، والذي كان متقسمًا بين المسلمين والمسيحيين لتأدية عباداتهم منذ فتح الشام، لكن مع ازدياد أعداد المسلمين قرَّر الوليد تحويله بأكمله إلى مسجد خلال عصر الدولة الأموية.

بحسب سعاد صالح الاختلاف بين الدولة الأموية ودولة الخلافة الراشدة ومن بينها الاختلاف في التعامل مع غير المسلمين، هو اختلاف ينبع من طبيعة الدولتين ذاتهما، فبينما كانت الخلافة الراشدة عاصمتها المدينة المنورة المغلقة على ذاتها في الحجاز وتعتمد على «الشورى» في اختيار الخليفة، كانت الدولة الأموية عاصمتها دمشق المتعددة الطوائف والمذاهب والعرقيات تمامًا كسوريا، وتحولت معها الدولة إلى ملكية وراثية بدلًا من الشورى، كذلك اعتمدت التنظيمات السريانية والبيزنطية التي كانت موجودة سابقًا بما فيها الناحيتين الإدارية والعسكريّة، وكما تقول سعاد صالح «فقد قدّم الأمويون الدنيا على الدين». يذكر في هذا الصدد كل من المؤرخ فيليپ حتّي وهنري لامنس وفريد دونر أن زوجة معاوية بن أبي سفيان ميسون بنت بحدل الكلبية كانت مسيحية، وكان طبيب معاوية ووزير ماليته مسيحيًا وشاعر بلاطه كذلك، وسوى ذلك فقد عيّن ابن آثال واليًا على حمص وهو تعيين منقطع النظير في تاريخ الدول الإسلامية، وقد لقب سكان سوريا معاوية «بالمستنير السمح» كما ذكر الطبري والمسعودي.
خلال هذه المرحلة، أخذت المسيحية تتحول إلى طابع اجتماعي خاص في القبائل التي ظلّت عليها، يمكن أن ترى بعض أشعار الأخطل التغلبي في هذا المجال كدليل ساطع، وكذلك قول عبد المسيح بن اسحق الكندي في بداية الخلافة العباسية مفتخرًا بدين قبيلته كندة:
| المسيحية في سوريا | فليس لنا اليوم فخر نفتخر به، إلا دين النصرانية. الذي هو معرفة الله، ومنه نهتدي إلى العمل الصالح ونعرف الله حق المعرفة، ونتقرب إليه، وهو الباب المؤدي إلى الحياة والنجاة من نار جهنم. | المسيحية في سوريا |

سمح الأمويون بالاحتفاظ بأغلب الكنائس ولم يمانعوا في ترميمها أو في بناء كنائس جديدة، ورغم أنّ بعض عهود الصلح أيام الراشدين نصّت على منع استحداث كنائس جديدة، إلا أن الأمويين لم يلتزموا بها باستثناء مرحلة عمر بن عبد العزيز وقد روى الطبري أن خالد القسري والي العراق، كان يأمر بنفسه بإنشاء البيع والكنائس، وأبو جعفر المنصور الخليفة، حذا حذوه عندما شيّد بغداد. على صعيد آخر انخرطت أعداد كبيرة من المسيحيين في صفوف الدولة، فكان الوزراء وكتبة الدواوين وأطباء البلاط ومجموعة كبيرة من الشعراء والأدباء من المسيحيين، حتى أن فريقًا من أتباع الكنيسة المارونية وفريقًا من أتباع الكنيسة السريانية الأرثوذكسية تساجلا حول طرق اتحاد طبيعي يسوع - وهو الخلاف الذي تفجّر في أعقاب مجمع خلقيدونية عام 451 - أمام الخليفة معاوية بن أبي سفيان طالبين تحكيمه في الموضوع، فأقرّ الخليفة رأي الموارنة ومنحهم كنائس كانت تابعة للأرثوذكس في حمص وحماة ومعرة النعمان. ونملك اليوم، قولًا يوّصف تلك المرحلة نقلًا عن الجاثليق إيشوعهيب الثالث جاثليق بابل وتوابعها لكنيسة المشرق:
| المسيحية في سوريا | إنهم ليسوا أعداء النصرانية، بل يمتدحون ملتنا، ويوقرون قسيسينا وقديسنا، ويمدون يد المعونة إلى كنائسنا وأديرتنا. | المسيحية في سوريا |

ويقول هنري لامنس أن أكثرية بلاد الشام في ختام العصر الأموي سيّما في القرى والأرياف كانت مسيحية سواءً أكانت سريانية أم عربية. واستمر العباسيّون بهذه السياسة التسامحيّة في عصرهم الأول، وقد جاء في «المنتجب العاني» لمؤلفه أسعد علي أن الخلفاء كانوا يحتفلون بالأعياد المسيحية كعيد الميلاد وأحد الشعانين حتى في قصر الخليفة، فيضع الخليفة وحاشيته أكللة من زيتون ويرتدون الملابس الفاخرة، وقد بنيت في بغداد كاتدرائيتان مع تشييد المدينة. ولعلّ أبرز الدلائل والشواهد عن التعايش الديني والعيش المشترك أشعار أبي زيد الطائي والأخطل التغلبي كذلك ما رواه ابن فضل العمري بكتابه «مسالك الأبصار» وما جاء في كتاب «مسالك الممالك» من وصف للحياة بين المسلمين والمسيحيين في البلاد التي زارها، وقد نقل في كتابه ذاته أنه الرها العباسية وجوارها كان هناك ثلاثمائة دير.
كان للمسيحيين خاصًة السريان من يعاقبة ونساطرة دور مهم في الترجمة والعلوم والطب، لقد ترجم المسيحيون من اليونانية والسريانية والفارسية، واستفادوا من المدارس التي ازدهرت فيها العلوم قبل قيام الدولة العربية خصوصًا مدارس مدن «الرها ونصيبين وجنديسابور وإنطاكية والإسكندرية» المسيحية والتي خرجت هناك فلاسفة وأطبّاء وعلماء ومشرّعون ومؤرّخون وفلكيّون وحوت مستشفى، مختبر، دار ترجمة، مكتبة ومرصد.
القسم الأكبر من هذا التعايش تبخر خلال عصور الانحطاط، فهدمت الكنائس ومنع أبناء هذه الأديان من ركوب الخيل ومزاولة بعض الأنشطة التجارية والاقتصادية أو الإقامة في دور مرتفعة، كما أنهم قد عوملوا كرعايا من الدرجة الثانية وأخذ السلاطين والولاة يستبدون بهم وكان البدو يقتحمون الكنائس والأديرة لسلبها على ما يذكر المؤرخ ابن بطريق والمسعودي وغيرهما. كانت إحدى نتائج ذلك، هجرة المسيحيين الذين رفضوا اعتناق الإسلام من المدن نحو الجبال، وهكذا أخذ الموارنة بالنزوح من وادي العاصي باتجاه جبال لبنان العصيّة، وكذلك سجلت حركات هجرة مسيحية نحو طور عابدين وماردين وغيرها من الأماكن المنعزلة.

### الحقبة الصليبية

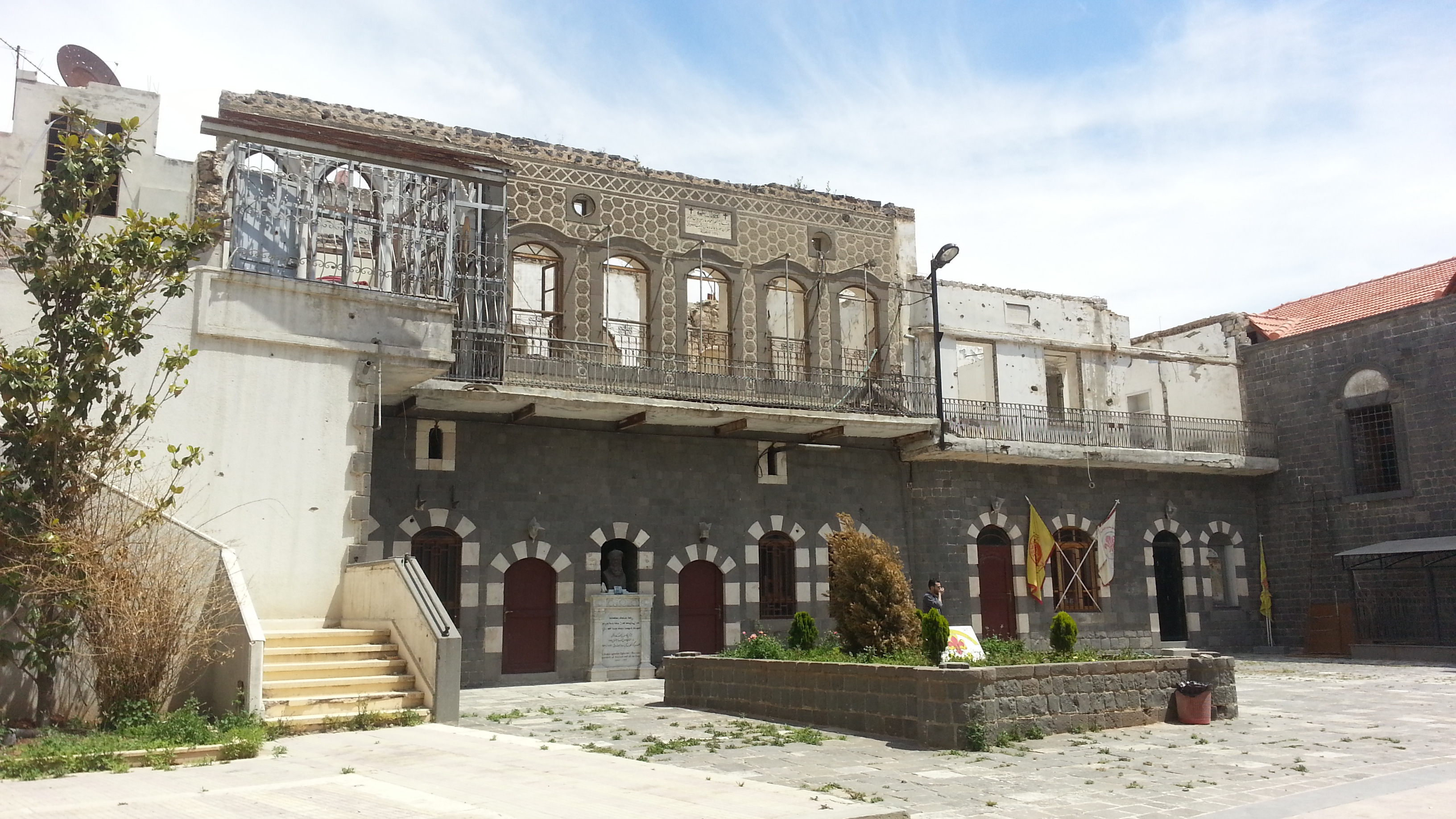
كنيسة أم الزنار السريانية الأرثوذكسية في مدينة حمص.

خلال القرنين الحادي والثاني عشر، كانت بلاد الشام تعاني من حروب أهلية بين الأمراء السلاجقة، والانهيار الاقتصادي وفقدان الأمن بين المدن واستقرار قبائل تركمانية وكردية في مناطقها الشمالية، وصراعات طائفية بين السنة والشيعة والإسماعيلية والعلوية، وبالمختصر كانت البلاد منهكة، وفي هذه الظروف قدمت الحملات الصليبية واحتلوا الساحل الشامي، فقوبلوا بعطف المسيحيين ولا مبالاة شيعة الفاطميين والسنة السلجوقيين. لم يتعامل جميع مسيحيي الشرق مع الصليبيين: الكنيسة الملكية في إنطاكية والتي كان الأمويون قد سمحوا بعودة بطاركتها وأساقفتها في عهد هشام بن عبد الملك عام 742 بعد شغور دام حوالي قرن وكان مركزها الجديد دمشق، لم تبد أي علاقة مباشرة مع الصليبيين باستثناء مناطق صافيتا ووادي النصارى ذات الغالبية من هذه الكنائس على تخوم إمارة أنطاكية وإمارة طرابلس، يذكر أيضًا أن الكنيسة الملكية كانت أولى الكنائس «المستعربة» من ناحية اللغة الطقسية والثقافة مع حفاظ على شيء من تقليدها اليوناني - الإغريقي؛ الموارنة وقعوا في حرب أهلية أواسط القرن الثاني عشر بين مؤيد للصليبيين سكن الساحل ومعارض لهم سكن الجبال حتى اغتالوا أمير طرابلس عام 1128، ويذكر أن الموارنة قد استفادوا من الحقبة الصليبيبة بتشييد الكنائس بحرية أكبر في أماكن تواجدهم وإدخال قرع الأجراس إيذانًا بالصلاة إذ كان الفاطميون قد منعوا هذه الطقس على المسيحيين. وتبنت البطريركية كالبطريركية الملكية في أنطاكية، اللغة العربية في طقوسها باكرًا، وأعاد البعض ذلك للعهد الأموي ذاته. وهكذا يمكن أن يستخلص أنه مع انقراض المسيحية العربية الصرفة ممثلة بالقبائل، إلا أنه وخلال فترة تتراوح بين خمسة إلى سبعة قرون من التفاعل والتأثير المتبادل مع الحضارة الإسلامية التي جلبها المسلمون وساهم مسيحيون سريانًا وعربًا في بنائها، أخذت كنائس وطوائف مسيحية باعتناق الهوية العربيّة، ممثلة أولاً باللغة العربية في الطقوس والليتورجيا بدرجات متفاوتة وكذلك الحال بالنسبة للمخاطبة اليومية، وكان من بين هذه الكنائس خلال تلك الفترة المبكرة نوعًا ما الملكيون في أنطاكية.

### الحقبة المملوكية

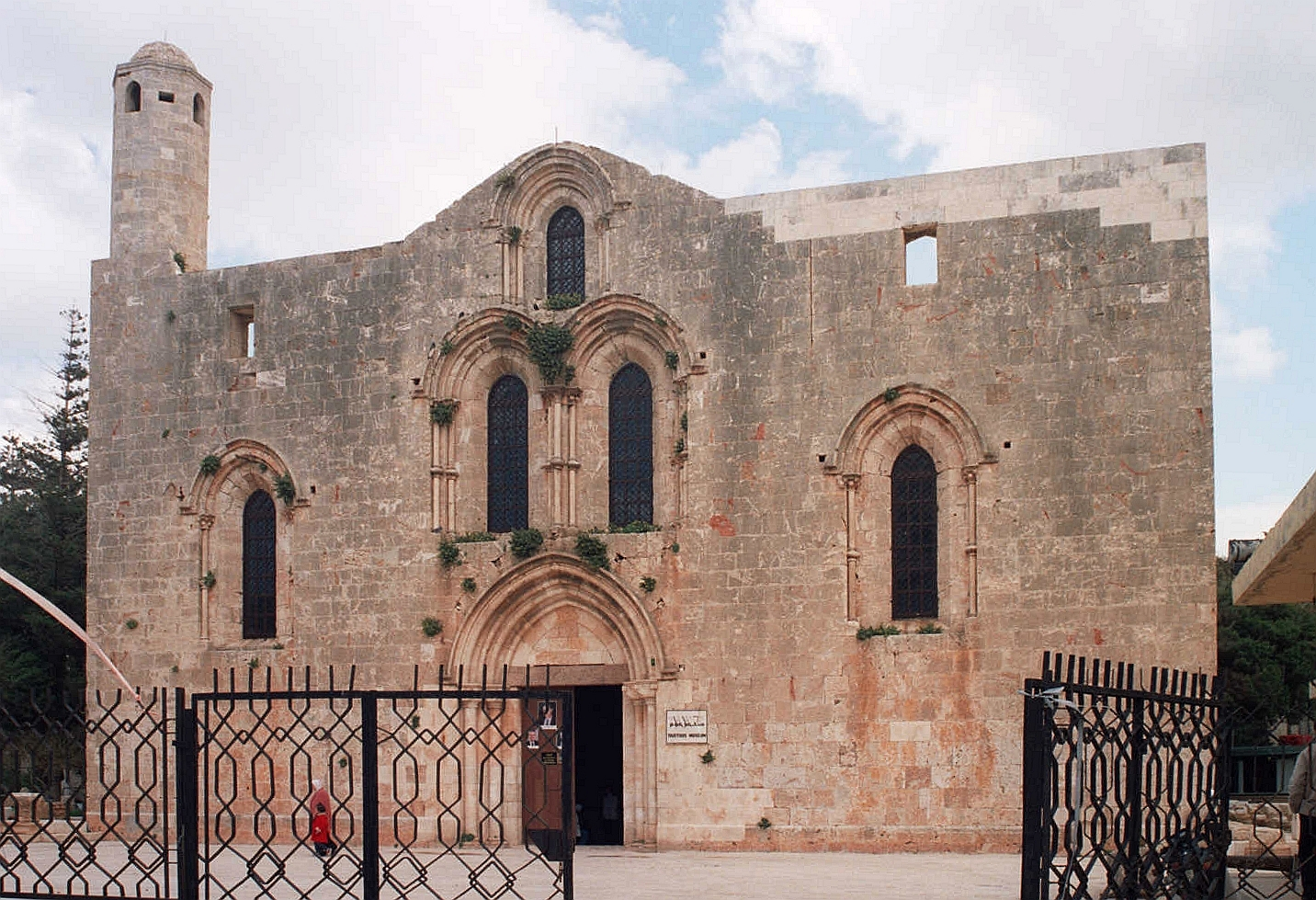
كاتدرائية سيدة طرطوس.

رُغم أنَّ المماليك التزموا بِما تقضيه الشريعة الإسلاميَّة، وما أقرَّتهُ العهدة العُمريَّة، من ترك أهل الكتاب أحرار في دينهم، إلَّا أنَّ العهد المملوكي يُعتبر - إجمالًا - عهدًا بائسًا عند المسيحيين المشرقيين فيما يخص علاقتهم بِالحُكُومة، وخُصوصًا خِلال عهد المماليك البحريَّة، ومردُّ ذلك هو الحُرُوب الصليبيَّة بِالمقام الأوَّل، التي كان من آثارها تردِّي العلاقة بين المُسلمين والمسيحيين، وخُصوصًا مع الطوائف المسيحيَّة التي مالت إلى الصليبيين وتعاونت معهم، ففُقدت الثقة بين الطرفين. كما يظهر أنَّ سلاطين المماليك رغبوا في الظُهور بِمظهر حُماة الدين لِدعم مركزهم في نظر المُسلمين. وخلال العصر المملوكي تعرض مسيحيي بلاد الشام إلى حملة واسعة من الاضطهادات التي شملت إغلاق وهدم الكنائس والتحويل القسري إلى الإسلام، وهو العصر الذي فيه فقدت سورية الأغلبية المسيحية. ولكن لا يُفهم من ذلك أنَّ دور المسيحيين انكفأ تمامًا في هذا العصر، بل شارك المسيحيين في الحياة العامَّة بِالدولة، وكان منهم العُلماء والإداريين وكِبار المُوظفين، وشكَّلت الدولة المملوكيَّة موطن الكثير من الطوائف المسيحيَّة، كان في مُقدمتها: الأقباط والروم والسُريان والموارنة والنساطرة، إضافةً إلى طوائف مسيحيَّة واردة من الخارج مثل الكرجيُّون والأحباش والأرمن واللاتين، واختارت هذه الأقليَّات الإقامة في المُدن التجاريَّة والثُغُور، وكان لِكُلِّ جاليةٍ منها قُنصلٌ يُشرفُ على شُؤونها ومصالحها. وفي الشَّام، شدَّد المماليك الخناق على الموارنة بِالذات من بين سائر الطوائف المسيحيَّة الشاميَّة، وذلك بِسبب علاقة أُمرائهم ومُقدميهم الوثيقة بِالقوى الصليبيَّة في أوروپَّا وقبرص، وبِسبب اتباع الكنيسة المارونيَّة لِلبابويَّة الكاثوليكيَّة. شهدت الكنيسة الأرثوذكسية الشرقية تراجعاً بعد الدمار المملوكي لمركزها الروحي، في أنطاكية، وتدمير تيمورلنك لحلب ودمشق في عام 1400. وشهدت المجتمعات المسيحية السريانية أيضاً انخفاضاً كبيراً في سوريا نظرًا للنزاعات حول الخلافة الأبوية وتدمير المؤسسات الكنسيَّة والمذابح التي حصلت بحقهم على يد تيمورلنك والقبائل الكردية المحليَّة. شهد العصر المملوكي زيادة المشاعر المعادية للمسيحية، وكانت مظاهر العداوة ضد المسيحية في الغالب تُقاد على المستوى الشعبي وليس تحت إشراف السلاطين المماليك. كان المصدر الرئيسي للعداء الشعبي هو الاستياء من المواقف المتميزة لكثير من المسيحيين في البيروقراطية المملوكية.

### الحقبة العثمانية

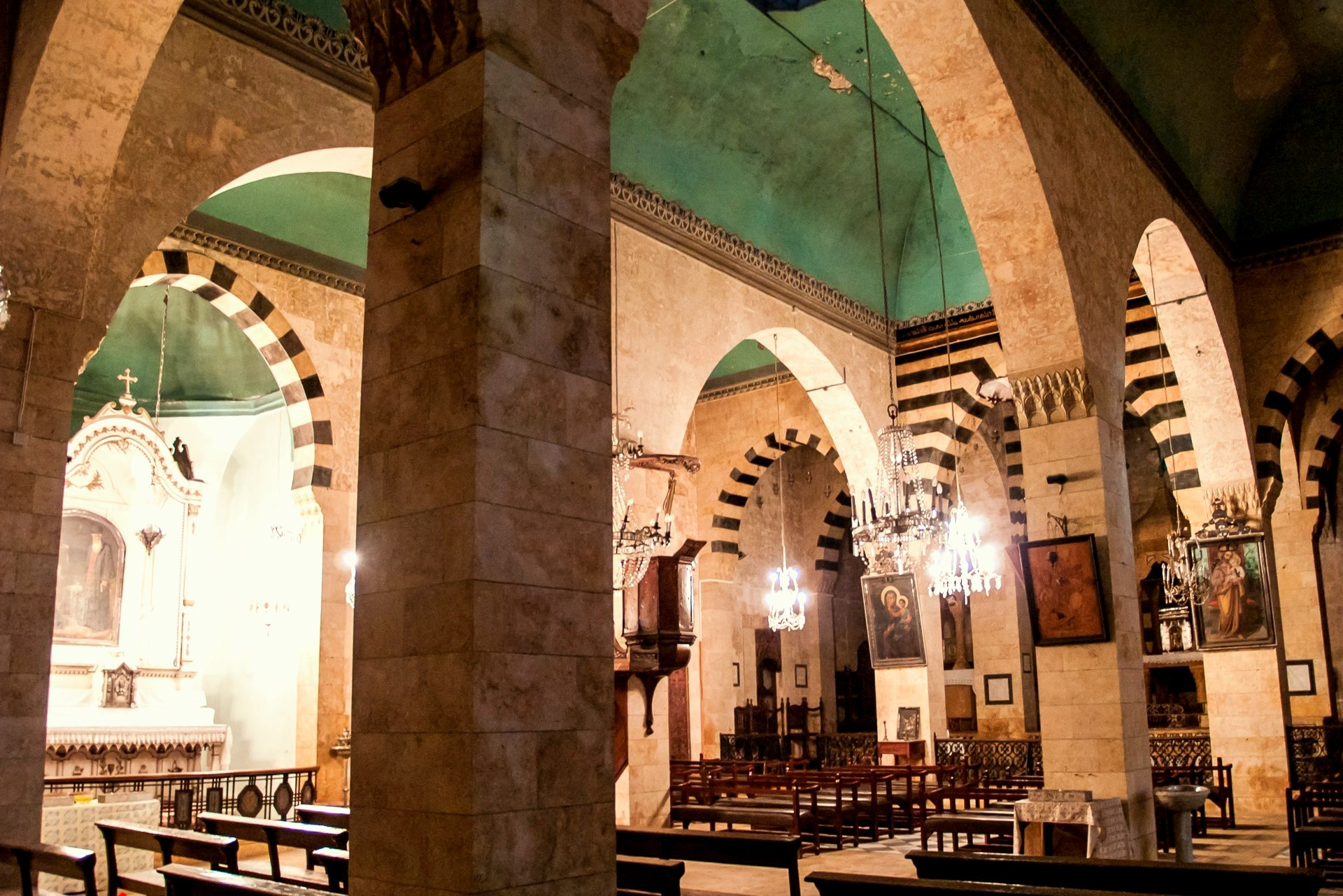
داخل كنيسة مار آسيا الحكيم السريانية الكاثوليكية في حلب.

ورث العثمانيون عن المماليك حكم بلاد الشام عام 1516، كان المماليك في المرحلة الثانية من حكمهم قد انتهجوا سياسة معتدلة تجاه المسيحيين من عرب وغير عرب، على عكس ما كان سائدًا في مرحلة تداعي الممالك الصليبية في الشرق من سقوط أنطاكية عام 1268 وحتى سقوط عكا عام 1291. أما نظام الملل العثماني الذي كان موجودًا في الدولة منذ فتح القسطنطينية عام 1453 فهو حسب رأي المستشرق الألماني كارل بروكلمان قد كفل للمسيحيين، بعد تقسيمهم حسب الطوائف إلى ملل، كامل الحرية الدينية والمدنية، خصوصًا مع التعديلات اللاحقة خلال فترات إصلاح الدولة؛ وكان رؤساء الطوائف لا يعتبرون الرؤساء الروحيين فقط لطوائفهم بل الرؤساء المدنيين أيضًا، يُسيرون القضاء وشؤون الإرث وسائر الأحوال الشخصية لأبناء الطائفة وفق الشرائع الخاصة بها، وإن كان ذلك قد نوّه له بعض المؤرخين أنه نقطة سلبية ساهمت في ازدياد «التكتل الطائفي» داخل الدولة. تغيّرت آليات الوجود المسيحي في حلب بعد الفتح العثماني في عام 1516 بعد تأسيس محطات تجاريَّة أوروبيّة في المدينة. وقد أتاح ذلك فرصاً جديدة، ليس فقط لتوظيف المسيحيين المحليين كمترجمين وموظفي دعم للتجار الأوروبيين، ولكن للمشاركة في توسيع التجارة بين أوروبا والشرق بشكل عام. ترافق مع فرص العمل المتنامية تلك تدفق جديد للمسيحيين من أجزاء أخرى من الدولة العثمانية، مثل التجار الأرمن من آسيا الصغرى، والموارنة من جبل لبنان، والسريان اليعاقبة من طور عابدين. وسيشارك الأرمن فيما بعد في تجارة الحرير مع نظرائهم الأرمن في «محلة جلفا» في مدينة أصفهان حيث تم تشجيع وجودهم هناك في عهد الشاه عباس الأول الصفوي. ويبدو أن هذه المجموعة المسيحية أصبحت نواة تطور حي الجديدة، حيث أصبح تقاطع الشوارع بشكل صليب والمعروف باسم الصليبة مرتبطًا بشكل خاص بالوجود المسيحي وكنائسه مع تزايد الأعراف المجتمعية التي تحث على التجمع حول أماكن العبادة.

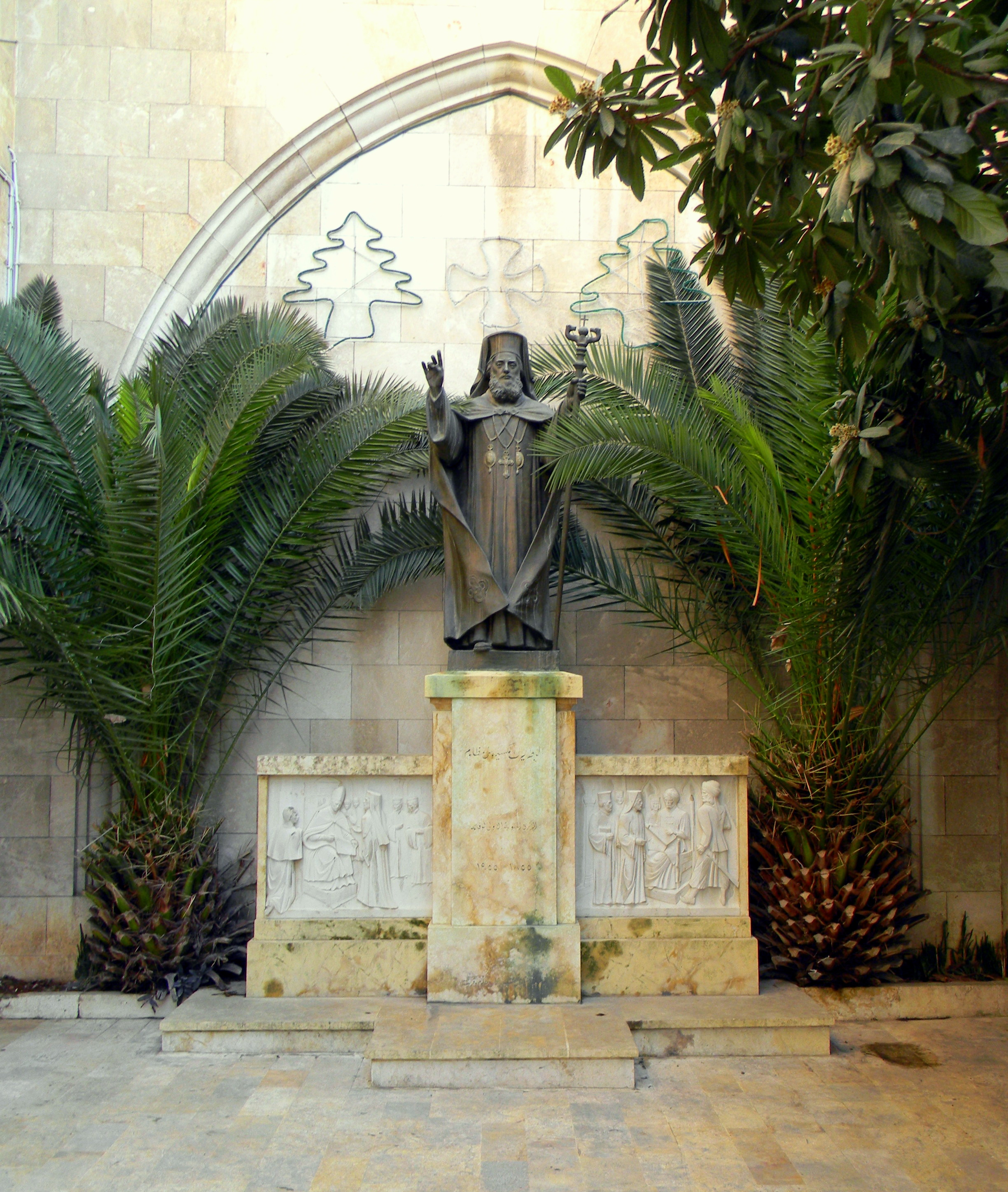
باحة كنيسة مريم العذراء للملكيين الكاثوليك في حلب؛ بنيت عام 1843.

لعل أحد أبرز التطورات على الصعيد الكنسي خلال العصر العثماني، الخصومة الطائفية بين الكاثوليكية والأرثوذكسية، فمنذ القرن السابع عشر حاولت الكنيسة الكاثوليكية التوصل لصيغ اتفاق مع الكنائس الأرثوذكسية بهدف «إعادة الوحدة المسيحية» وأسست بموافقة السلطنة أعدادًا من الأديرة التابعة للرهبنات الكبرى في بلاد الشام والإسكندرية على وجه الخصوص، وقد أدت هذه البعثات الكنسيّة لا إلى «إعادة الوحدة» بل إلى «خلق» طوائف جديدة عرفت باسم «الطوائف الكاثوليكية الشرقية»، فتأسست بطريركية للملكيين الكاثوليك وأخرى لاتينية في القدس وثالثة للأقباط الكاثوليك ومثلها للكلدان والسريان الكاثوليك والأرمن الكاثوليك. كان لبطريرك الملكيين في إسطنبول وهو يتبع الأرثوذكسية الشرقية حظوة كبيرة في البلاط السلطاني، ولذلك فقد أبى السلاطين في البداية تحت ضغط البطريركية الاعتراف بالطوائف الجديدة، بل إن في مناطق مثل دمشق وحمص وحلب وبيت لحم وبيت جالا تعدى الأرثوذكس على الكنائس المنشقة وسيطروا عليها بالقوة، وفسح ذلك المجال أمام الدول الغربية سيّما فرنسا والنمسا للضغط على السلطان للاعتراف بالطوائف وتثبيت رؤسائها، سيّما كنيسة الملكيين الكاثوليك في أنطاكية لكونها أكبر الكنائس، لكن السلطان لم يصدر أي فرمان ينظم الأوضاع الجديدة، واستمرّ الحال على ما هو عليه بين أخذ ورد سنين طوال حتى عام 1763 خلال عهد مصطفى الثالث حين أصدر شيخ الإسلام فتوى تنصّ على أنّ انتقال المسيحي من مذهب إلى آخر لا يغير من وضعه كأحد أفراد «أهل الذمة الذين تربطهم بالمسلمين العهود والمواثيق» ما دام مسيحيًا، ورغم نص الفتوى فإن السلطان لم يتخذ أي قرار أو فرمان تنفيذي لها واستمرّ الوضع على ما هو عليه حتى 1830 حين قام السلطان محمود الثاني بإصدار فرمان بتعيين «بطريرك مدني» يدير شؤون كاثوليك الدولة عدا الموارنة، وكان قبل هذا الفرمان على أتباع هذه الطوائف الغير معترف بها، العودة في أحوالهم الشخصية بما فيها دفن الموتى، إلى الأساقفة الأرثوذكس وما يرافق ذلك من مضايقات ورفض وابتزاز. الاعتراف الرسمي جاء على خلفية سياسية، ففي 15 أبريل 1834 اعترف الباب العالي بالملة الإنطاكية الملكية الكاثوليكية وتبعها الاعتراف بسائر الملل الأقل عددًا، وتم اللقاء بين السلطان وبطريرك الروم الكاثوليك، الذي انتقل إلى دمشق بعد أن كان محتميًا لدى آل شهاب في لبنان، ويعيد عدد من المؤرخين سبب التثبيت بهدف خلق نوع من الارتياح الشعبي بعد دخول البلاد في طاعة محمد علي باشا. ثم عاد في 7 يناير 1848 وأصدر فرمانًا آخر بمنح البطاركة الكاثوليك حق القضاء المدني لأبناء طوائفهم أسوة بالمعمول لدى الأرثوذكس والموارنة، وبالتالي أنهي دور «البطريرك المدني» الذي ابتدعه محمود الثاني.

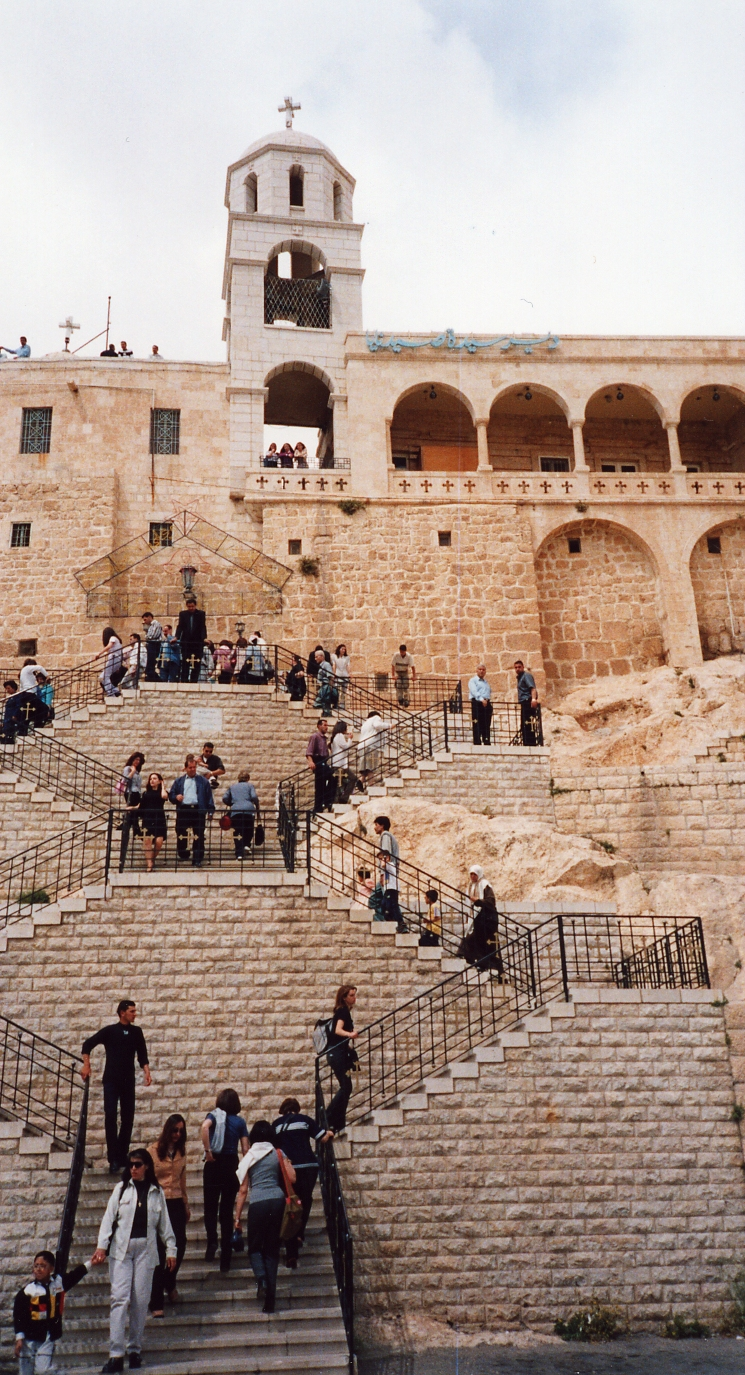
دير السيدة العذراء في صيدنايا.

هناك قضية أخرى ترتبط بالمسيحيين خلال العهد العثماني وهي قضية الامتيازات الأجنبية للمسيحيين، علمًا أن تطبيقها اقتصر عمليًا على بلاد الشام ولم تشمل مصر والعراق؛ بدأت الامتيازات منذ أواخر عهد سليمان القانوني وبلغت ذورتها في القرنين الثامن عشر والتاسع عشر، وكانت هذه الامتيازات تقدم حقوق التقاضي أمام المحاكم القنصلية الأوروبية وإمكانية استعمال البريد والبرق التابعة للقنصليات مجانًا، والتعلم في مدراس القنصليات أو الهيئات الواقعة تحت حمايتها مجانًا أيضًا أو السفر نحو أوروبا بهدف الهجرة أو الدراسة على نفقة القنصلية والإعفاء من الضرائب في النشاطات التي أعفت الدولة العثمانية مواطني الدولة الموكولة حماية الطائفة المعينة من الضرائب. وكانت أولى الطوائف التي منحت الامتيازات هي الكنيسة المارونية في أبريل 1649، وتلاها حماية فرنسا والإمبراطورية النمساوية لسائر الطوائف الكاثوليكية والإمبراطورية الروسية للطوائف الأرثوذكسية الشرقية وإنكلترا للإنجليكان والأقليات البروتستانتية.
في عام 1840 أيام حكم محمد علي حدثت حادثة دمشق، حيث اتُهم يهود دمشق بقتل راهب من الفرنسيسكان يُدعَى الأب توماس الكبوشي وخادمه المسلم إبراهيم عمارة لاستخدام دمائهما في أغراض شعائرية وفي صنع خبز عيد الفصح غير المخمر. وقد كان الصراع السياسي الأوربي للحصول على النفوذ في الشرق الأوسط هو الوقود الذي أزكى وقود هذه الحادثة. إذ كانت كل دولة تحمي أعضاء جماعة دينية بعينها، فكانت الإمبراطورية الروسية تحمي الأرثوذكس وكان الفرنسيون يحمون الكاثوليك. وربما لعدم وجود عدد كبير من البروتستانت، قام الإنجليز «بحماية» اليهود والموحدون الدروز. ومن هنا، يُعَد الصراع بين الكاثوليك المحليين بزعامة القنصل الفرنسي واليهود تعبيراً عن الصراع على النفوذ الاقتصادي. وكان كل جانب يحتاج إلى دعم الأغلبية المسلمة، وحاولت تحريض المسلمين ضد المجموعة العكسية. ومما له دلالته أن احتجاج يهود فرنسا ومناشدتهم لحكومتهم لم يأت بنتيجة، في حين أدى احتجاج يهود الإمبراطورية البريطانية إلى تحرك بالمرستون ومطالبته محمد علي بأن يعامل اليهود معاملة حسنة، وأدى تدخُّل أدولف كريمييه وموسى مونتفيوري ومقابلتهما لمحمد علي، ثم لقاؤهما مع السلطان عبد الحميد في إستنبول إلى الإفراج عن المتهمين وإسقاط التهمة عنهم.
حتى 1831 لم يكن هناك مساواة بين السكان، وكان محمد علي أول من أدخل قضية المساواة في الحقوق والواجبات بين الرعايا وعادت الدولة عبر خط كلخانة بتبنيها عام 1839، وأعادت التأكيد على ذلك في الخط الهمايوني عام 1856؛ بكل الأحوال فإن الوظائف الإدارية والقضائية ظلت شبه محصورة بالمسلمين السنّة، واستمرت حماية الدول الأوروبية للمسيحيين، كما أن المساواة لم تشمل فعليًا مجال الخدمة العسكرية والانخراط في الجيش، إذ استمرّ غير السنّة بدفع بدل نقدي، يبلغ مجيديين سنويًا أي خمسي الليرة العثمانية الذهبية عن كل ذكر بين السادسة عشر والسبعين ثم عدلت لتصبح بين العشرين والأربعين. أما أبرز ما سقط فهو الجزية، ومنع تعييرات المسيحيين واليهود، وفي عام 1841 أصدر الباب العالي فرمانًا آخر يقضي بتجريم التمييز بين السوريين على اختلافهم.

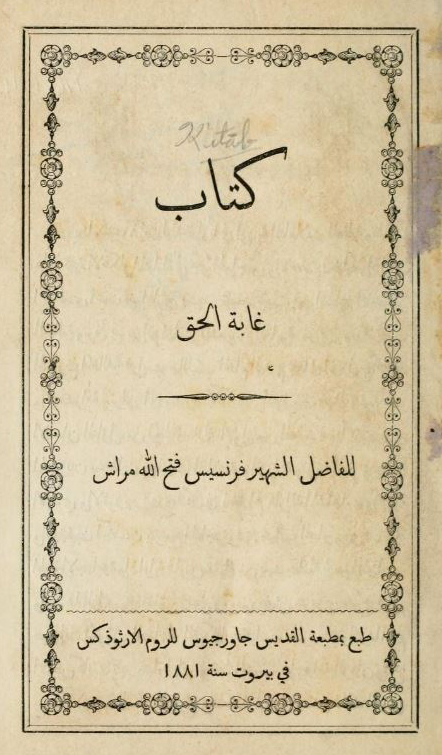
الصفحة الأولى من نسخة مطبوعة من كتاب فرنسيس مراش غابة الحق طبعت عام 1881

عدم المساواة، تمثلت بالتقييدات التي وضعها النظام على بناء وترميم المؤسسات الدينية، وسلسلة إجراءات تمييزية كالإجبار على لبس ثياب قاتمة أو المنع من السير وسط الطريق، أو استخدام ألفاظ شائنة، وغيرها من الإجراءات المنسوبة إلى عمر بن عبد العزيز، وإن كان بعض الباحثين قد أعادها إلى المتوكل على الله في القرن التاسع. وأيًا كان، فإن هذه الإجراءات قد دفعت المسيحيين إلى التقوقع في أحياء خاصة كباب توما وباب شرقي في دمشق والحميدية في حمص وأدت أيضًا إلى انعزال مدن صغيرة مسيحية كصيدنايا وصافيتا وزحلة في الريف. ونتيجة غياب المساواة بين المواطنين، أبرمت تفاهمات بين الدول الأوروبية والدولة العثمانية، منذ القرن السابع عشر، تقوم من خلاله الدول الأوروبية برعاية مصالح وحماية مسيحيي سوريا، وقد باتت أوروبا تعتبر هذه الامتيازات «حقوقًا لها»، فحمت فرنسا والنمسا الكاثوليك والإمبراطورية الروسية الأرثوذكس، وبريطانيا الجماعات البروتستانتية الصغيرة؛ وكانت الامتيازات تشمل تسهيلات في السفر، والتقاضي أمام محاكم خاصة، والتعليم، والإعفاء من الضرائب في قطاعات بعينها، وتعيين قناصل أو تراجم أو موظفين قنصليين في البلاد.
في عام 1839، أصدر السلطان محمود الثاني حزمة من القوانين الجديدة وسميت (التنظيمات). وتحت هذه القوانين حاول أن يساوي بين مواطني السلطنة بالحقوق والواجبات بصرف النظر عن دينهم أو عرقهم أو قوميتهم. وأصبح بإمكان غير المسلم أن يشارك في الحياة الثقافية والاقتصادية، وسمح له بالدخول إلى المدارس وتعلم اللغة العربية (التي كانت حصراً على المسلمين) واللغات الأجنبية. على أثر إصدار التنظيمات، نشأت علاقات تجارية متميزة بين الأوروبيين من جهة ومسيحيي ويهود سوريا من جهة أخرى. وأصبحت صناعة الحرير حكراً على المسيحيين، وكانت صناعة الحرير متمركزة في الحي المسيحي في القيمرية في دمشق. وبرزت بيروت كميناء هام يؤمن للأوروبيين التواصل مع الداخل السوري وخاصةً دمشق. واعتمدت الدول الأوروبية على المسيحيين واليهود من سكان دمشق لمساعدتها كمترجمين ووكلاء تجاريين. فأصبحوا هؤلاء من الأغنياء واكتسب العديد منهم حصانة دبلوماسية بحصولهم على جنسيات أوروبية. أدى ذلك إلى ازدياد غنى التجار المسيحيين واليهود على حساب التجار المسلمين وخاصة صغار الكسبة. وفي عام 1858 وضعت السلطنة قانوناً يسمح للأوروبيين وأعوانهم في سوريا بشراء الأراضي من نبلاء دمشق المسلمين ليخفف عنهم عبء الديون. كل هذه التغيرات الاقتصادية لعبت دوراً في زيادة غنى الأغنياء (خصوصًا من المسيحيين واليهود) وفقر الفقراء (بشكل خاص من المسلمين) وكان اللوم كله ينصب على الأوروبيين وحلفائهم في المدينة من الأقليات الدينية.
في 16 أكتوبر من العام 1850 وقعت مجزرة في مدينة حلب ضمن أحداث فتنة طائفية بين المسلمين والمسيحيين القاطنين في حي الصليبة والجديدة بحلب، والتي نتج عنها مقتل 14 ألف شخصاً ونهب بيوت وكنائس. أدت الأحداث إلى هجرة المسيحيين إلى بيروت، وأزمير وماردين. حيث خلال القرن الثامن عشر ازدهرت الحياة الثقافية وقام في حلب نخبة من الأدباء والمفكّرين المسيحيين كان لهم دور في النهضة العربية الحديثة، وفي عام 1857 تم تأسيس المطبعة المارونية كأول مطبعة دائمة في حلب. وقام المسيحيون بدور كبير في عهد الانتداب وكانوا العمود الفقري لأهم الدوائر والمؤسسات ولمعوا في المهن الحرّة كالطب والمحاماة والهندسة كما تابعوا نشاطهم التجاري التقليدي متأقلمين مع الأوضاع الجديدة. وكان سبب المجزرة تعاظم نفوذ وثراء المسيحيين من سكان حلب مقارنةً بالمسلمين، حيث كان يرى مسلمو المدينة موكب البطريرك ماكسيموس الثالث المظلوم، علامة من علامات سيطرة المسيحيين على المدينة. لكن بدأت أحداث العنف، بعدما قرر سكان المدينة المسلمون رفض التجنيد الإجباري، حيث خرجت جماعات مسلمة مسلحة للهجوم على مساكن المسيحيين، بعدما فشلوا في اقتحام محل إقامة والي حلب العثماني مصطفى ظريف باشا.

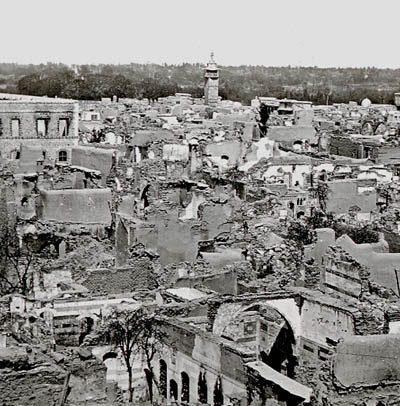
ربع النصارى في دمشق بعد المجازر، في يوليو 1860.

غير أن الفترة لم تكن تخلو من الأحداث السلبيّة كمجازر 1860 في جبل لبنان والتي انتقلت نحو زحلة وطرابلس واللاذقية والجليل ودمشق نفسها، وبينما يرى الأب بولس صفير أن التعمق في الفتنة لا يفضي إلى إيجاد سبب مقنع لها، ولذلك ففي رأيه هذه «فتنة مدبرة»، يرى سمير العنجوري أن المساواة بين المسيحيين والمسلمين وانخراط المسيحيين في السلك الإداري والاقتصادي وبروز دورهم في مختلف نواحي المجتمع أحد أبرز عواملها في دمشق. أفضت المجزرة إلى 12,000 قتيل، وقد شارك الوالي العثماني وجنده في حاصبيا ودمشق بعمليات القتل والنهب والإحراق التي طالت مناطق المسيحيين ومصالحهم الاقتصاديّة فضلًا عن مقتل ثلاثة قناصل لدول أوروبيّة في دمشق، وقد أدت المجازر أيضًا إلى انهيار اقتصاد جبل لبنان وصناعة الحرير والمنسوجات في دمشق والتي كانت مرتكزة في أيدي الصنّاع المسيحيين، وقدرت مجمل الخسائر بنحو أربعة ملايين ليرة ذهبية.
عمومًا يتفق المؤرخون أن السلطان قد راعه ما حدث، وأن تواطئ الوالي العثماني لا يعني بالضرورة تورط الدولة، هذا ما يترجم فعليًا بالإجراءات التي اتخذتها الدولة فقد عيّن السلطان عبد المجيد الأول، فؤاد باشا حاكمًا على الشام مخولًا بصلاحيات استثنائية، لرأب الصدع الذي حصل في المجتمع ولتفادي أي تدخل أوروبي، وقد قاد فؤاد باشا حملة اعتقالات بحق المتورطين بالمذابح ضد المسيحيين، فأعدم رميًا بالرصاص 111 شخصًا، وشنق 57 آخرين، وحكم بالأشغال الشاقة على 325 شخصًا ونفى 145؛ وكان بعض المحكومون من كبار موظفي الدولة في الشام. كما يذكر دور مسلمي لبنان ودمشق برعاية المسيحيين الفارين من المذابح ومساعدتهم، كالأمير عبد القادر الجزائري الذي فتح قلعة دمشق لإيواء الناجين.
خلال المرحلة الأخيرة من الحكم العثماني منذ 1840 وحتى اندلاع الحرب العالمية الأولى عام 1914 ازدهرت البلاد ونمت طاقاتها الاقتصادية بسرعة وعرفت ازدهارًا ثقافيًا وسياسيًا في المدن الكبرى وبعض المدن المتوسطة مثل حمص، مشكلة بذلك أحد أجنحة النهضة العربية، وكان تأسيس المطابع، ودور النشر، والمجلات، والصحف، والمدراس الوطنية والأجنبية، والجامعات، والجمعيات الوطنية السياسية والعلمية. ولعب مسيحيون سوريا وبلاد الشام أدوارًا هامة وأساسية في النهضة العربية إذ كون المسيحيون في العصر الحديث النخبة المثقفة والطبقة البرجوازية مما جعل مساهمتهم في النهضة الاقتصادية ذات أثر كبير، على نحو ما كانوا أصحاب أثر كبير في النهضة الثقافية، وفي الثورة على الاستعمار بفكرهم ومؤلفاتهم، وعملهم.

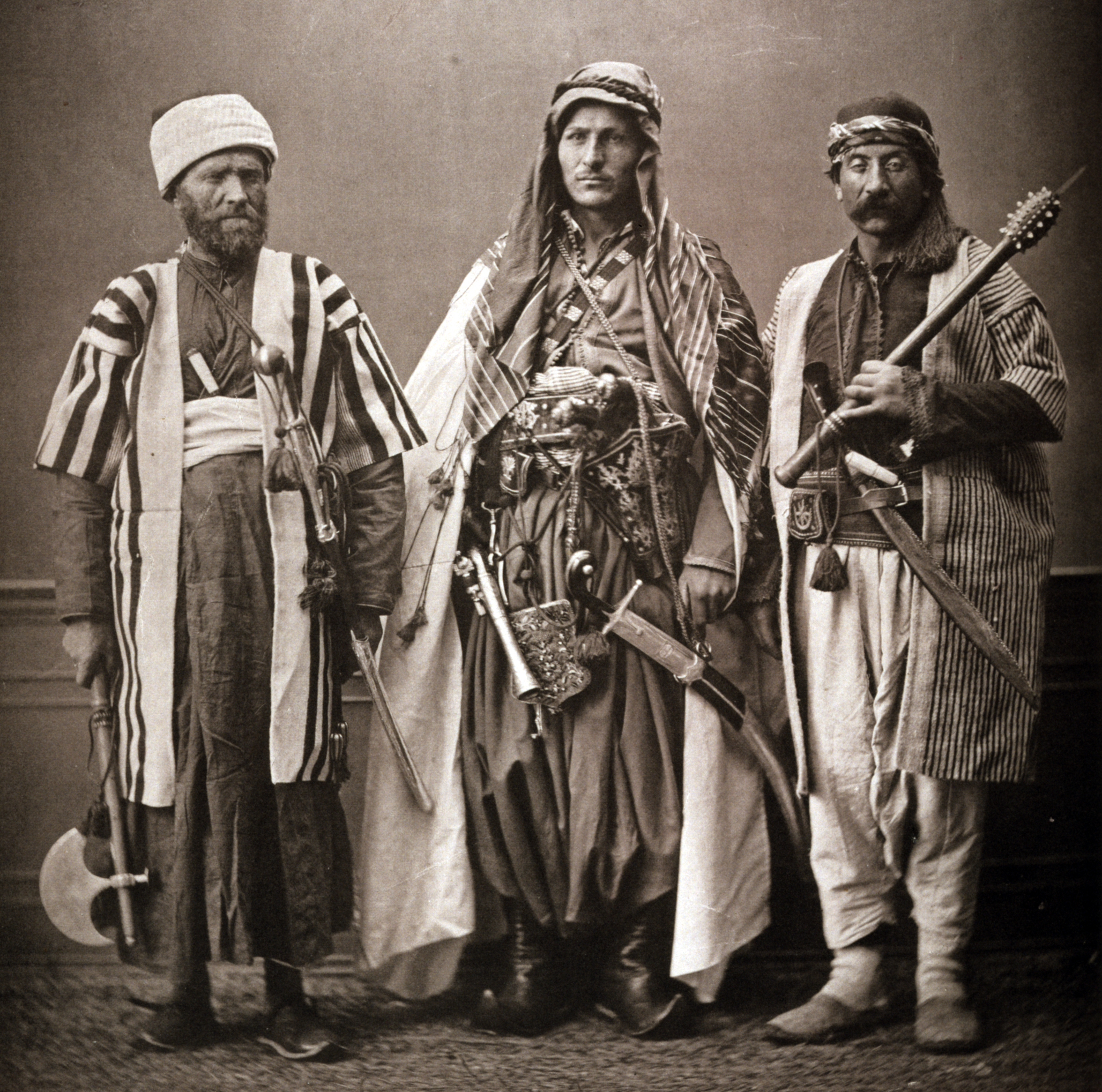
رجال مسيحيين إلى جانب رجل دُرزي من سوريا العثمانية في عام 1873.

أيضًا فإن الهجرة المسيحية من سوريا نحو العالم الجديد سيّما نحو الولايات المتحدة والبرازيل قد بدأ في أعقاب النصف الثاني من القرن التاسع عشر؛ فُتحت باب الهجرة مع الامتيازات القنصلية للمسيحيين وهي في تلك المرحلة كانت هجرة بمعدلات طبيعية، لكنها تعمقت وتسارعت وتيرتها في أعقاب منتصف القرن التاسع عشر في بلاد الشام، تحديدًا في أعقاب مجازر 1860. ونشطت الهجرة في أوساط الريف والمدينة على حد سواء، وكان جور الإقطاع المحلي والضرائب الباهظة والتجنيد الإجباري وسياسة التتريك التي انتهجتها جمعية الاتحاد والترقي فضلًا عن الامتيازات الأوروبية على رأس عوامل الهجرة، التي تحولت إلى ما يشبه الظاهرة، ونشأت جمعيات أدبية واجتماعية في المهجر تنادي بحقوق المغتربين، كما ارتبطت بالذاكرة الشعبيّة عن طريق مجموعة من الأغاني والزجليات. وفقًا للمؤرخ فيليب حتي، وصل حوالي 900,000 شخص من سوريا العثمانية إلى الولايات المتحدة بين عام 1899 وعام 1919، وبحسب المؤرخ حتي كان أكثر 90% من المهاجرين من المسيحيين. وأصبحت المجتمعات المسيحية مشرقية بارزة ومندمجة بشكل جيد في أمريكا الجنوبية، وبرزوا في مجال الأعمال التجاريَّة، والتجارة، والخدمات المصرفيَّة، والصناعة، والسياسة.
كان عدد سكان سوريا حين سيطر عليها العثمانيون نحو مليون نسمة، ومع بداية القرن العشرين قدر الباحث جورج سمنة العدد بنحو 4.9 مليون نسمة، منهم 1.4 مليون مسيحي أو حوالي ثلث سكان سوريا العثمانية. وقدّر الباحث سمنة أعداد الطوائف الكاثوليكية بنحو 820,000 نسمة، وكان الموارنة أكبر الجماعات الكاثوليكية وتركز وجودهم في متصرفية جبل لبنان، تلاهم أتباع كنيسة الروم الملكيين الكاثوليك وكنيسة الأرمن الكاثوليك. وقدر الباحث سمنة أعداد الطوائف الأرثوذكسيّة بحوالي 580,000 نسمة، وكان الروم الأرثوذكس أكبر الجماعات الأرثوذكسيّة، تلاهم كل من النساطرة والأرمن الأرثوذكس والسريان الأرثوذكس. وتركز أتباع الكنائس المسيحية السريانيّة في متصرفية الزور وولاية حلب وولاية ديار بكر. وتركزت بعض الجماعات المسيحية خصوصاً الروم الأرثوذكس والأرمن كجماعات مدينية وغنية في المراكز الحضريّة الكبرى مثل دمشق وحلب. ونتيجة للإغراءات التجارية أصبحت العناصر السكانية، خصوصاً المسيحيّة، تهاجر بالتدريج من الداخل إلى الساحل السوري، والذي أصبح يكتسب سمة مسيحية. وبحسب الباحث فيليب خوري أدت الإصلاحات العثمانيّة إلى ظهور عائلات مسيحيّة ويهوديّة والتي جنت ثروات نقدية كبيرة من خلال العمليات التجارية مع أوروبا. ومن العائلات السبعين التي شكلت الصفوة السياسيّة في دمشق كانت هناك خمس عشرة عائلة مسيحية، واحتلت هذه العائلات مواقع السلطة في النصف الثاني من القرن التاسع عشر وحتى عام 1908، واحتلت فيما بعد واجهة العمل السياسي في مرحلة بروز الحركة المطلبيّة في مدن المشرق العربي، والتي تولى قيادتها بشكل أساسي آنذاك التجار المسيحيون المشرقيون في المدن، وكذلك في الحركة الفصيليّة وتكون حزب الشعب في سوريا فيما بعد.

### العصور الحديثة

#### القرن العشرين

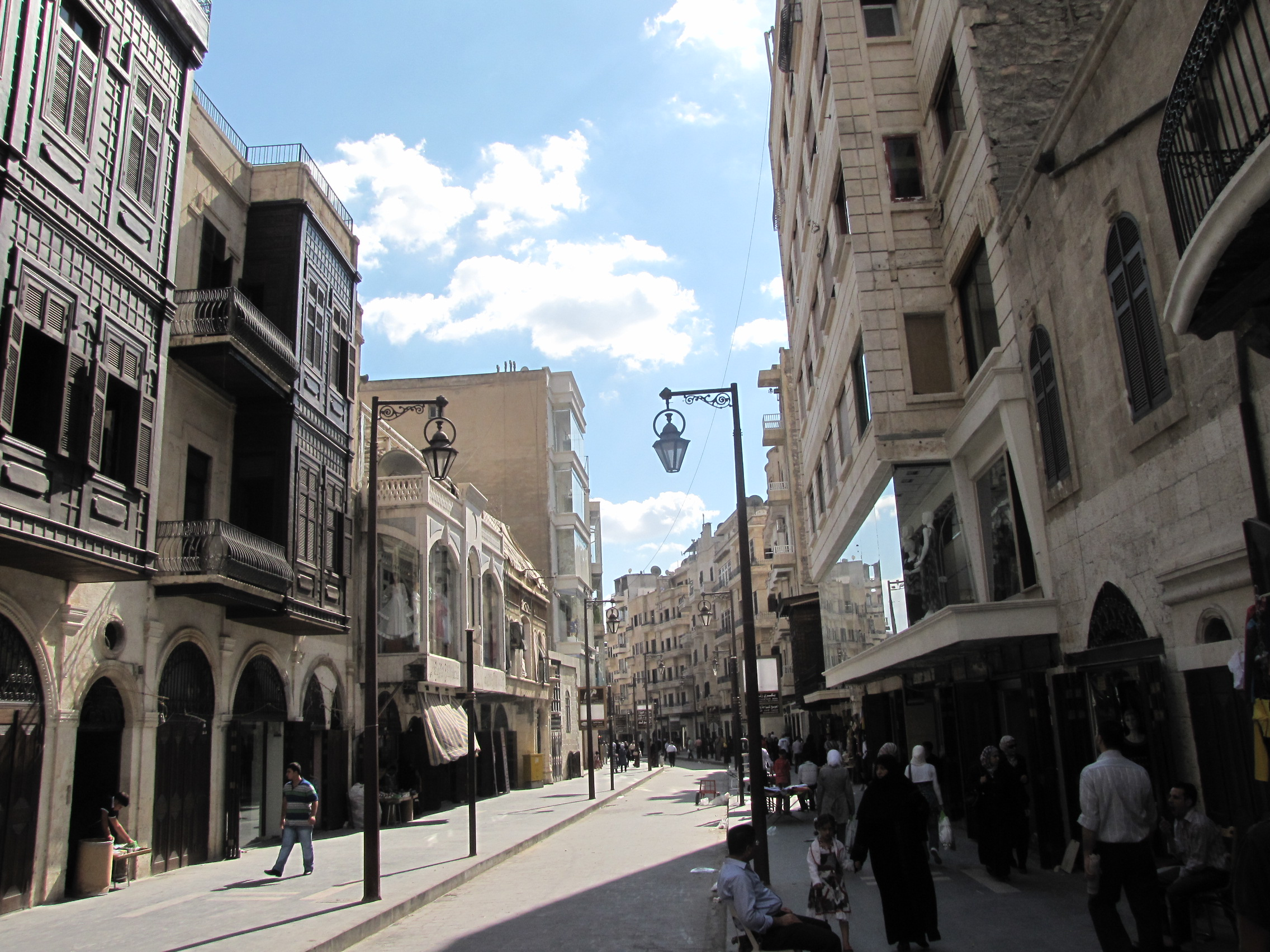
شارع في حي الجديدة، وهو من الأحياء البارزة ذات الأغلبية المسيحيَّة في مدينة حلب.

كان مسيحيو سوريا يشكلون نحو 30% من السكان مطلع القرن العشرين، وترتفع نسبتهم في دمشق وحمص واللاذقية والجزيرة الفراتية لتتجاوز ثلث السكان، في حين انتشروا بمقدار أقل في حلب وحماة وإدلب. أراد الجنرال غورو معاقبة السوريين بسبب تصديهم للقوات الفرنسية في معركة ميسلون فأصدر ما بين عام 1920 وعام 1921 عدة مراسيم هدفها تقسيم سوريا على أساس طائفي وقد أفضت المراسيم عن إنشاء ستة دويلات مستقلة؛ وهي دولة دمشق والتي شكل المسيحيين فيها حوالي 11.3% من السكان، ودولة حلب وهي موطن لإحدى أغنى المجتمعات المسيحية الشرقية وأكثرها تنوعًا في الشرق والذين شكلوا حوالي 8.6% من السكان، ودولة جبل العلويين والتي شكل فيها المسيحيين حوالي 11.7% من السكان، ودولة جبل الدروز والتي شكلّ فيها المسيحيين حوالي 13.8% من السكان، ومقاطعة الجزيرة التي شكل فيها المسيحيين حوالي 29.1% من السكان، ولواء إسكندرون التي شكل المسيحيين فيها حوالي 19% من السكان.
لعب كثيرون من مسيحيي البلاد دورًا ثقافيًا وفكريًا هامًا ونشطوا في العمل السياسي والنضال خلال مرحلة الانتداب الفرنسي على سوريا. لعلّ المفكرين السوريين الثلاثة الذين سطعوا خلال تلك المرحلة عاكسين التنوّع السياسي لدى المسيحيين هم ميشيل عفلق وإلياس مرقص المنادين بالاشتراكية والقومية العربية وأنطون سعادة المنادي بالقومية السوريّة وفارس الخوري الذي مثل الرأسمالية السورية المعتدلة من ناحية والموازنة بين الرابط القومي والرابط الوطني واستطاع تشكيل الحكومة مرات عديدة خلال رئاستي هاشم الأتاسي وشكري القوتلي.
قوي الحضور المسيحي في البلاد من خلال هجرتين وافدتين الأولى في أعقاب المجازر بحق الأرمن والتي أفضت إلى استقرار أعداد كبيرة منهم في سوريا والثانية في أعقاب المجازر بحق الآشوريين التي أفضت بدورها إلى استقرار أعداد كبيرة منهم في الجزيرة الفراتية على وجه الخصوص قادمين من العراق؛ وفد الأرمن والسريان من الأناضول والعراق إلى سوريا، وبينما استقر الأرمن على وجه الخصوص في حلب ودمشق وحمص وكسب، فإن الجزيرة الفراتية - محافظة الحسكة حاليًا - وحمص، كانت الجاذب الأكبر للآشوريين. يذكر في هذا الخصوص أنّ دير الزور كانت إحدى الأماكن التي هُجّر إليها الأرمن قسرًا من الأناضول بأعداد كبيرة، وقد لاقى العديد من الأرمن حتفهم فيها. علمًا أن موجة الهجرة الآشورية تكررت في أعقاب مذبحة سميل عام 1933. غير أنه ومنذ منتصف القرن العشرين أصيبت المسيحية السوريّة بدورها بالهجرة التي كان لها بشكل رئيسي أسباب ثلاثة:
- فمن ناحية كان أغلب المسيحيين من ملاك الأراضي والمستثمرين الاقتصاديين وهو ما أمّن لهم حضورًا فعّالًا في الساحتين الاقتصادية والاجتماعية ومكنهم من المشاركة الحقيقية في صناعة القرار، فعلى سبيل المثال 75% من الوكالات التجارية الأجنبية كانت بيد مسيحيين في منتصف القرن العشرين،[168] لكن الدولة السوريّة اتجهت بعد ثورة الثامن من آذار نحو السياسة الاشتراكية ما عنى فعليًا تجريد المُلاك من أملاكهم الخاصة وإنهاء المبادرات الفردية في السوق مقابل سيطرة الدولة، ما أدى أولًا إلى فقدان الدور الاقتصادي لمصلحة الدولة وثانيًا هجرة الطبقة الأكثر ثراءً وتهريب أموالها معها، كانت المرحلة الأولى من الهجرة تلجأ إلى لبنان وفي المرحلة الثانية انطلقت نحو المغترب البعيد.[168]
- العامل الثاني تمثل بمرتجعات الحرب الأهلية اللبنانية التي اندلعت عام 1975 وتحوّلت نوعًا ما إلى اقتتال طائفي بين مكونات البلاد من مسيحيين وسنة وشيعة ودروز. فتحت الحرب الأهلية باب الهجرة للبنانيين عمومًا ومسيحيي لبنان خصوصًا، الذين تربطهم بمسيحيي سوريا علاقات قرابة وتجاور. لذلك فإن الهجرة اللبنانية دفعت بشكل أو بآخر إلى تشجيع الهجرة السوريّة.
- العامل الثالث برز بتمرد الإخوان المسلمين في سوريا والذي بدأ عام 1979 على يد «الطليعة المقاتلة» الجناح العسكري للحركة واستمرّ حتى 1982 وتمركز في حماة وامتدّ نحو مناطق ومدن سوريّة مختلفة، وكان من نتائج تصاعد التطرف الديني لدى الحركة وما رافقه من خطابات وعمليات طائفية، تزايد الهجرة بشكل متسارع، إلى درجة أن الدولة السوريّة قامت في أواسط الثمانينات بمنع إصدار تأشيرات الخروج لمسيحيي البلاد.[169]

#### القرن الواحد والعشرين

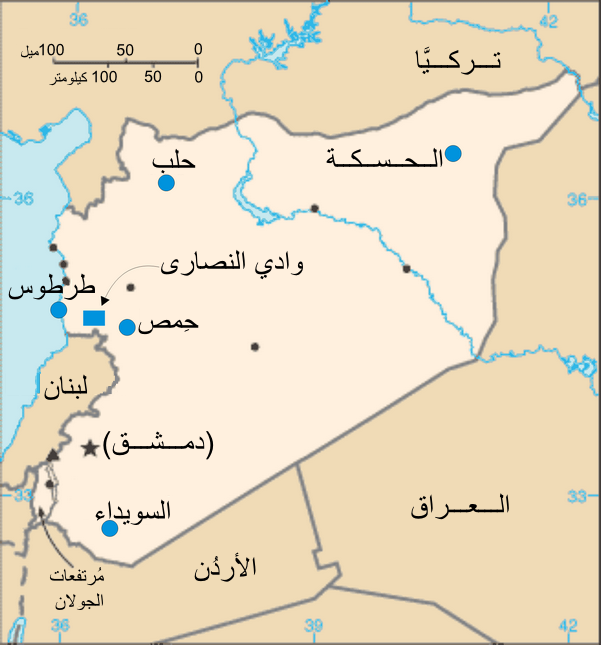
خارطة تُبيِّنُ التجمعات المسيحية والأماكن المذكورة في مقالة المسيحيَّة في سوريا.

حاليًا تتراوح نسبة مسيحيي سوريا بين 8 - 10% من السكان، يتركزون في الجزيرة الفراتية ووادي النصارى والمدن الكبرى كحلب ودمشق واللاذقية وحمص وحماة وطرطوس والحسكة والقامشلي والسويداء ودير الزور، وتكاد لا تخلو مدينة سورية من كنيسة. من الناحية العددية تحتفظ محافظة حلب بأكبر عدد من المسيحيين في سوريا، وتليها محافظة حمص. وتضم محافظة السويداء ذات الأغلبيَّة الدرزيَّة على أقلية كبيرة من أتباع الكنيسة الأرثوذكسية الشرقية. وتضم محافظة الحسكة على أقلية كبيرة من أتباع الكنيسة السريانية الأرثوذكسية والكاثوليكية، إلى جانب تجمعات من أتباع الكنيسة الأرمنية الرسوليّة. ووفقاً للباحث إيفان مانحيم يشكل المسيحيين في محافظة اللاذقية ذات الأغلبيَّة العلويَّة حوالي 14% من السكان. ووفقاً لتقديرات الباحث مايكل إيزادي يشكل المسيحيين حوالي 11.8% من سكان محافظة طرطوس. وتضم محافظة درعا على أقلية كبيرة من أتباع الكنيسة الأرثوذكسية الشرقية وكنيسة الروم الملكيين الكاثوليك. وتضم محافظة ريف دمشق على جماعات مسيحية متعددة خصوصاً في مدينة صيدنايا ومعلولا والزبداني. وتضم محافظة حماة على مجتمعات مسيحية خصوصاً في السقيلبية ومحردة. ويُعتبر مسيحيو محافظة إدلب تاريخياً جزءاً من مسيحي سوريا العليا، ومركزها الكنسي في أنطاكية، ولذا فهم على الأغلب امتداد لعائلات مسيحية تعيش في شمال وشمال غرب سوريا الحديثة، وجنوب غرب تركيا، بل إن العديد من الأسر المسيحية الإدلبية قدمت من لواء الإسكندرون بعد اتفاقية منح اللواء لتركيا في ثلاثينات القرن العشرين.
وفقاً لبي بي سي على الرغم من وضع المسيحيين كأقلية، كان المسيحيون منذ فترة طويلة ممثلين بشكل كبير بين النخبة في سوريا. لقد تم تمثيلهم في العديد من الجماعات السياسية التي تنافست من أجل السيطرة على البلاد، بما في ذلك الحركات القومية الاشتراكية العربية العلمانية التي برزت في نهاية المطاف. وكان ميشيل عفلق مؤسس حزب البعث، الذي يحكم سوريا منذ عام 1963 مسيحيًا، وقد صعد المسيحيين إلى مناصب عليا في الحزب والحكومة وقوات الأمن، على الرغم من أنه لا يُنظر إليهم عمومًا على امتلاكهم سلطة حقيقية مقارنةً بسلطة العلويين والسنّة. وعلى الرغم من ذلك، مثل غيرهم من السوريين، كانت لديهم حريات مدنية وسياسية محدودة للغاية، وبحسب تقرير لبي بي سي يُعتقد أن المسيحيين قدّروا الحقوق والحماية الممنوحة للأقليات من قبل حافظ الأسد، الذي كان رئيسًا بين عام 1971 وعام 2000، وابنه بشار الأسد.
صدر عام 2006 قوانين منظمة للأحوال الشخصية وفق الشرائع المسيحية على شكل ثلاثة قوانين واحدة للطوائف الكاثوليكية وأخرى للأرثوذكسية الشرقية وثالثة للأرثوذكسية المشرقية، قبل ذلك كان المسيحيون يتبعون قوانين الأحوال الشخصية الخاصة بالمسلمين - وإن لم تنفذ فعليًا من ناحية تعدد الزوجات أو الطلاق دون موافقة السلطة الكنسية - وذلك حفاظًا على النص الدستوري الذي يساوي بين جميع المواطنين أمام القانون، ثم أعيد تفسير النص بشكل سمح بإصدار قوانين خاصة للأحوال الشخصية حسب الطوائف؛ أما في الحياة السياسية يشارك المسيحيون في العمل السياسي عن طريق الحكومة بثلاث وزراء في الجبهة الوطنية التقدمية و17 عضوًا في مجلس الشعب، وبرزت خلال الاحتجاجات السورية سنة 2011 شخصيات سوريّة مسيحية معارضة أمثال جورج صبرا وميشيل كيلو وسواهما. وبحسب تقرير لبي بي سي يتراجع عدد المسيحيين من الناحية الإحصائية وهو ما يعود في جزء منه لأن معدل الولادة عند المسيحيين أقل بكثير منه عند المسلمين، كما أن هناك اتجاه قوي بين المسيحيين للهجرة. وبحسب مصادر يميل المسيحيون أن يكونوا أكثر تعليمًا وثراءً بالمقارنة مع باقي الطوائف في سوريا.

##### الوضع في الحرب الأهلية

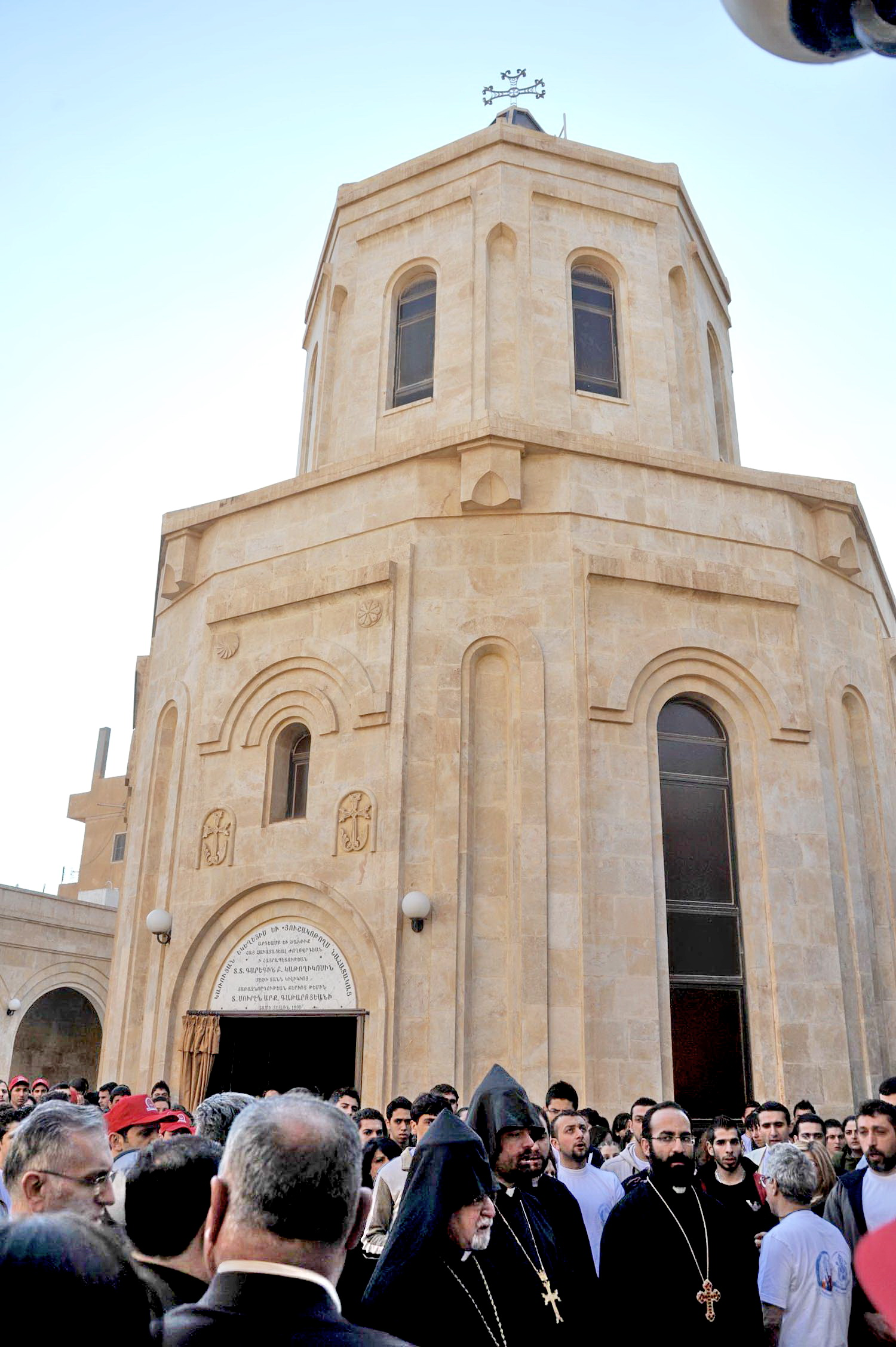
مسيحيين خلال احتفال ديني أمام كنيسة شهداء الأرمن في مدينة دير الزور: في عام 2014 تم تفجير المبنى على أيدي أعضاء في تنظيم الدولة الإسلامية.

شارك قسم من المسيحيين السوريين في الاحتجاجات السورية سنة 2011 في مختلف المناطق السوريّة. قالت الأم آغنس الصليب موفدة المركز الكاثوليكي للإعلام أن 164 مسيحيًا قتلوا في حمص وحدها بين سبتمبر ونوفمبر 2011 على يد «عصابات مسلحة مجهولة الهويّة» بهدف مسبق لإثارة فتنة طائفيّة، في ظل تبادل الاتهامات حول هوية هذه «العصابات». يقول تمام العبد الله إن مسيحيي سوريا الذين شاعت – حسب ميشيل كيلو –، تسميتهم تاريخيًا «سنّة المسيحية»، مشاركين في التظاهر وسوى ذلك فهو «مقاربة خاطئة للواقع» غير أن توزعهم الجغرافي وعدم تمركزهم في رقعة معينة فضلًا عن انخراطهم في المجتمع بشكل عام دون وجود كتل طائفيّة مسيحية كما هو الحال في لبنان ومصر محركة للشارع، تساهم في عدم بلورة ظهورهم في الإعلام، الذي يُنتقد على «تغييب الأقليات» في تغطيته. نقلت نيويورك تايمز أنّ جزءًا من الشارع المسيحي، متخوف بشكل حقيقي من السلطة المقبلة في حال سقوط الأسد الذي أمّن له الحماية والحقوق. كما تم تناقل تقاير عن «مصادر سورية أرثوذكسية» تتهم الجيش السوري الحر بتهجير المسيحيين، أما المؤسسة الدينيّة الرسميّة المسيحيّة فقد نبذت الحراك متخوفة من مصير مشابه لمسيحيي العراق ومصر، ودعت لإعطاء «فرصة للإصلاح»، رغم ذلك فإن بعض وجوه المؤسسة الدينية الرسميّة قد برز اسمها خلال الأحداث مثل الأب باسيليوس نصّار، فضلًا عن فتح الكنائس أمام المتظاهرين ومقاتلي الجيش الحر سيّما في حمص؛ وأدت الحرب الأهلية السورية إلى هجرة كبيرة للمسيحيين السوريين، حيث أشار تقرير إلى أن أعمال العنف في سوريا أدت إلى هجرة 80% من مسيحيي سوريا.
هناك خوف لكثير من المسيحيين الذين يخافون من هيمنة تيارات إسلامية سياسية على الحكومة، مثلما حدث في الحكومات التي انبثقت عن الربيع العربي، والتي أصبحت أقل تسامحًا مع المسيحيين وأقل اعترافًا بحقوقهم. كما يخشى بعض المسيحيين من أنهم سوف يعانون نفس نتائج الاضطهاد والتطهير العرقي والتمييز الطائفي، (مثل الآشوريين، المسيحيين العراقيين والمسيحيين الأقباط في مصر)، إذا تمت الإطاحة بالسلطة.
ومن الناحية التاريخية للأزمة، وقعت معظم الاجتجاجات بعد صلاة الجمعة لدى المسلمين، فكان عدد المتظاهرين المسيحيين يقل شيئًا فشيئًا رغم دعم العديد منهم للانتفاضة.
لقد قال رئيس أساقفة الكنيسة السريانية الأرثوذكسية في حلب للمؤسسة اللبنانية ديلي ستار «نريد أن نكون صادقين، الجميع هنا قلق، نحن لا نريد لما حدث في العراق أن يحدث في سوريا. نحن لا نريد للبلاد أن تكون مقسمة. ونحن لا نريد أن يغادر المسيحيون سوريا».
وفقًا لمؤسسات مسيحية دولية، تعرض المسيحيون لهجمات من قبل المتظاهرين المناهضين للحكومة في منتصف عام 2011 بسبب عدم انضمامهم إلى الاحتجاجات. كان المسيحيون حاضرين في أوائل المظاهرات في حمص، ولكن بعد ذلك خرجت جميع المظاهرات بإعلان شعارات سلفية إسلامية.
وبالرغم من مشاركة البعض في الاحتجاجت، إلا أن الطوائف المسيحية المتعددة لم تستجب بشكل موحد إلى الحرب.

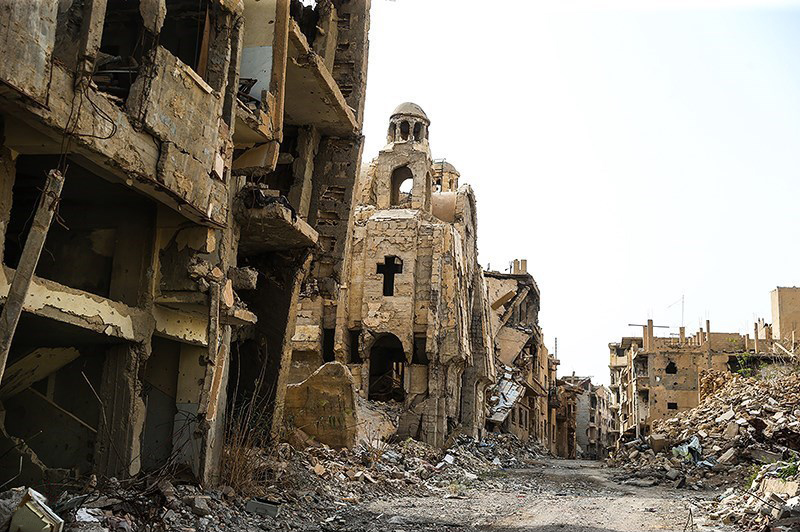
كنيسة السيدة العذراء السريانية بعد تدميرها بسبب اشتباكات دير الزور (2011–14).

بحلول 13 يناير عام 2014 سيطر تنظيم الدولة الإسلامية (داعش) بالكامل على مدينة الرقة، وشرع تنظيم الدولة الإسلامية في إعدام العلويين والمشتبه في أنهم من أنصار بشار الأسد في المدينة، وقاموا بتدمير مساجد الشيعة والكنائس المسيحية في المدينة مثل كنيسة الشهداء الأرمنية الكاثوليكية، والتي تم تحويلها بعد ذلك إلى مقر شرطة داعش ومركز إسلامي مكلف بتجنيد المُقاتلين الجدد. ومع سيطرة تنيظم داعش على المدينة هرب معظم السكان المسيحيون في الرقة، والذين قدّرت نسبتهم بحوالي 10% من إجمالي السكان قبل بدء الحرب الأهلية السورية. في عام 2015 هاجم تنظيم الدولة الإسلامية (داعش) عدداً من القرى المسيحية الواقعة على نهر الخابور، وخطفوا 232 من المسيحيين السريان والآشوريين، ودمروا عدداً من الكنائس في طرقهم. وقدرت الفدية من أجل اطلاق سراحهم بحوالي 100,000 دولار.
في عام 2015 استقبلت الحكومة البلجيكية مئات اللاجئين من مسيحيي حلب، معظمهم عائلات مع أطفال، في إطار عملية معقدة أعلنت عنها الحكومة البلجيكية، موضحة أن هذه العملية سمحت بإخراج 244 مسيحياً من مدينة حلب السورية واستقبلتهم في بلجيكا. وفي تقرير لوزارة الخارجية الروسية منتصف 2016، أعلنت أن عدد المسيحيين في سوريا انخفض بمليون نسمة منذ بداية الحرب، حيث انخفض من 2.2 مليون إلى 1.2، وقد أعربت عن خوفها من مصير مشابه لمسيحيي العراق، الذين غادرت الغالبية العظمى منهم منذ الغزو الأميركي. وقد أشار قسطنطين دولغوف مفوض الوزارة لشؤون حقوق الإنسان والديمقراطية وسيادة القانون إلى أن الجماعات المسلحة في الغوطة الشرقية كانت تستهدف الأحياء والأماكن المسيحية مثل باب توما والقصاع وجرمانا.
وقد شمل ذلك عدة تفجيرات انتحارية وهجمات بقذائف الهاون. في 17 أكتوبر من عام 2017، وبعد معركة طويلة شهدت تدميرًا كبيرًا لمدينة الرقة، أعلنت قوات سوريا الديمقراطية أن تحرير الرقة من داعش قد اكتمل. وفي ديسمبر 2017 احتفل مسيحيو الرقة بعيد الميلاد في مدينة الرقة المعقل السابق لتنظيم الدولة الإسلامية بسوريا، للمرة الأولى منذ العام 2014، وتم استرجاع الكنائس المسيحية إلى وضعها السابق.

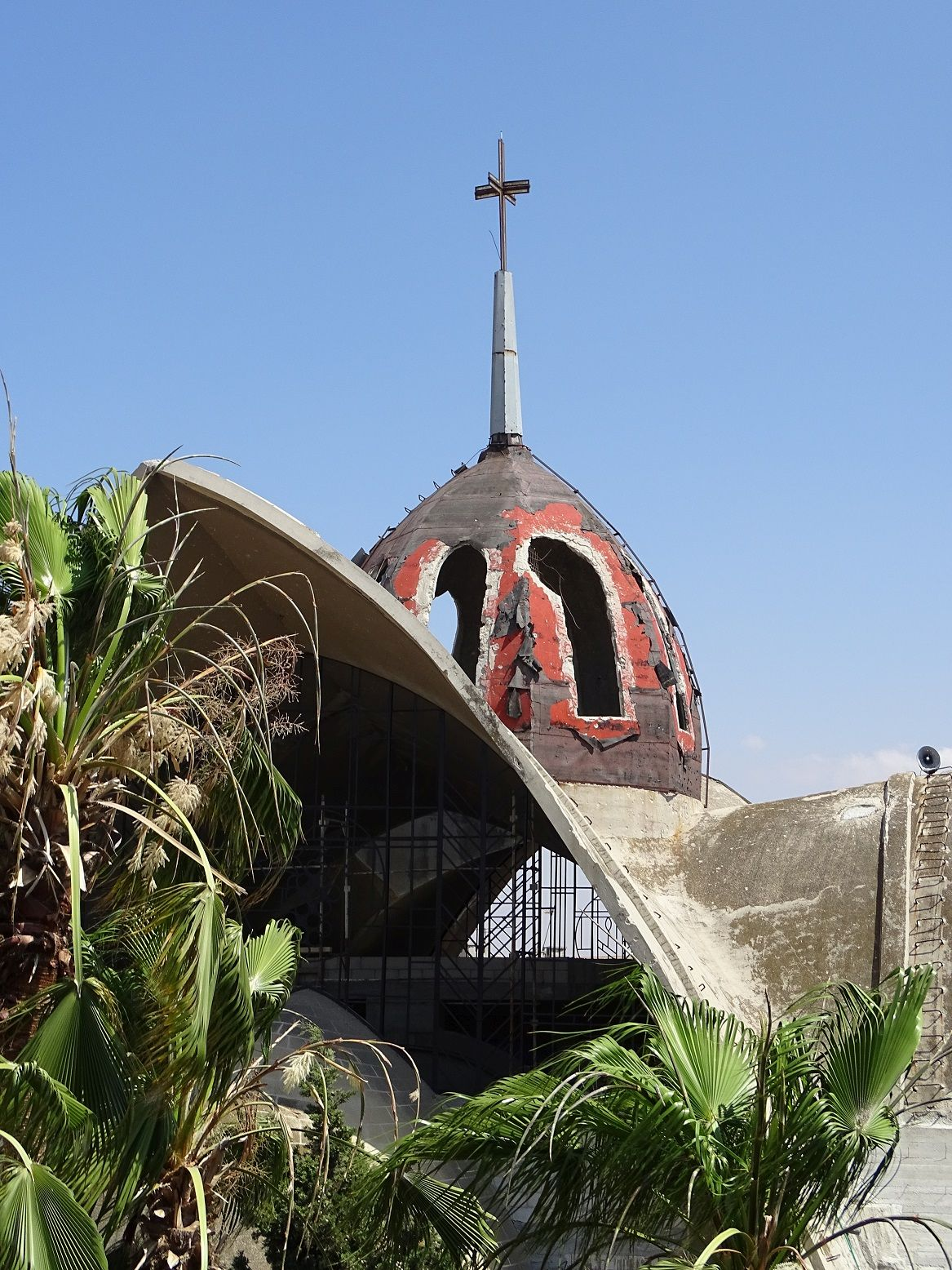
كنيسة مسيحية مدمرة في مدينة حمص.

أشارت تقارير إخباريّة في عام 2019 إلى تزايد أعداد الأكراد السوريين الذين تحولوا من الإسلام إلى المسيحية في بلدة عين العرب أو كوباني، التي حاصرها تنظيم الدولة الإسلامية لمدة شهور. ويقول هؤلاء أن تجربة الحرب والاجتياح الذي قام به تنظيم الدولة الإسلامية دفعهم لاعتناق المسيحية، وبعد أن تحولت عدة أسر من الإسلام إلى المسيحية، افتتحت أول كنيسة إنجيلية في المدينة الواقعة على الحدود السورية التركية في عام 2018. وأشارت التقارير أنه في المناطق التي تسكنها أغلبية كردية في شمال سوريا، باتت اللادينية أكثر قوة، بينما انتشرت المسيحية في عين العرب أو كوباني. وينظر منتقدون إلى المتحولين الجدد بارتياب ويتهمونهم بأنهم يسعون لتحقيق مكاسب شخصية مثل الحصول على مساعدات مالية من منظمات مسيحية تعمل في المنطقة ووظائف وتحسين فرصهم للهجرة إلى دول أوروبية. بالمقابل ينفي المسيحيين الجدد في كوباني هذه الإدعاءات ويقولون إن تحولهم مسألة إيمانية بحتة.
كان الرئيس التركي رجب طيب أردوغان قد هدد مرارًا بعمليات عسكرية في شمال شرق سوريا، حيث أنشأ الأكراد خلال الحرب الأهلية السورية مع العرب المحليين وحلفائهم المسيحيين منطقة شبه مستقرة تتمتع بحكم ذاتي من الناحية الفعلية. في أكتوبر من عام 2019 قامت تركيا بعملية نبع السلام، وهي عملية عسكرية وغزو للأراضي السورية قامت بها القوات المسلحة التركية وجماعات المعارضة المسلحة المتحالفة معها ضد المناطق الخاضعة لنفوذ قوات سوريا الديمقراطية. وأعلنت القيادة العامة لقوات سوريا الديمقراطية عن نشر قوات مسيحية سريانية آشورية منضوية تحت لوائها في منطقة الخابور الحدودية لصد «الهجمات المستمرة» من الجيش التركي في شمال شرق سوريا. حيث سرت مخاوف في القرى المسيحية من فظائع محتملة من قبل المقاتلين المدعومين من تركيا، والذين من بينهم متشددون سابقون. وأوضحت سوريا الديمقراطية أنها ستنشر مقاتلي المجلس العسكري السرياني والقوات الأشورية في منطقة نهر خابور. ووفقاً لمجلة «ناشيونال إنترست» انقسم السريان والآشوريين والأرمن في شمال سوريا في مواقفهم تجاه قوات سوريا الديمقراطية التي تسيطر على إقليم «روج آفا»، وهي منطقة الإدارة الذاتية لشمال وشرق سوريا، والتي تم الإعلان عنها رسمياً في مارس عام 2016. لكن رغم هذا الانقسام، فقد ظلوا محتفظين بموقف معارض لنشوب الحرب بين تركيا والأكراد، خوفاً من تكرار المجازر التي وقعت لهم في القرن الماضي. وعلى الرغم من أنّ المؤسسات المسيحية الرسمية في تركيا مثل بطريركية القسطنطينية للأرمن الأرثوذكس والكنيسة السريانية الأرثوذكسية أصدرت بياناً تؤيد فيه عملية نبع السلام التركية، الأ أن العديد من المسيحيين الأتراك أعلنوا معارضتهم لعملية نبع السلام.

## واقع المسيحيين في سوريا

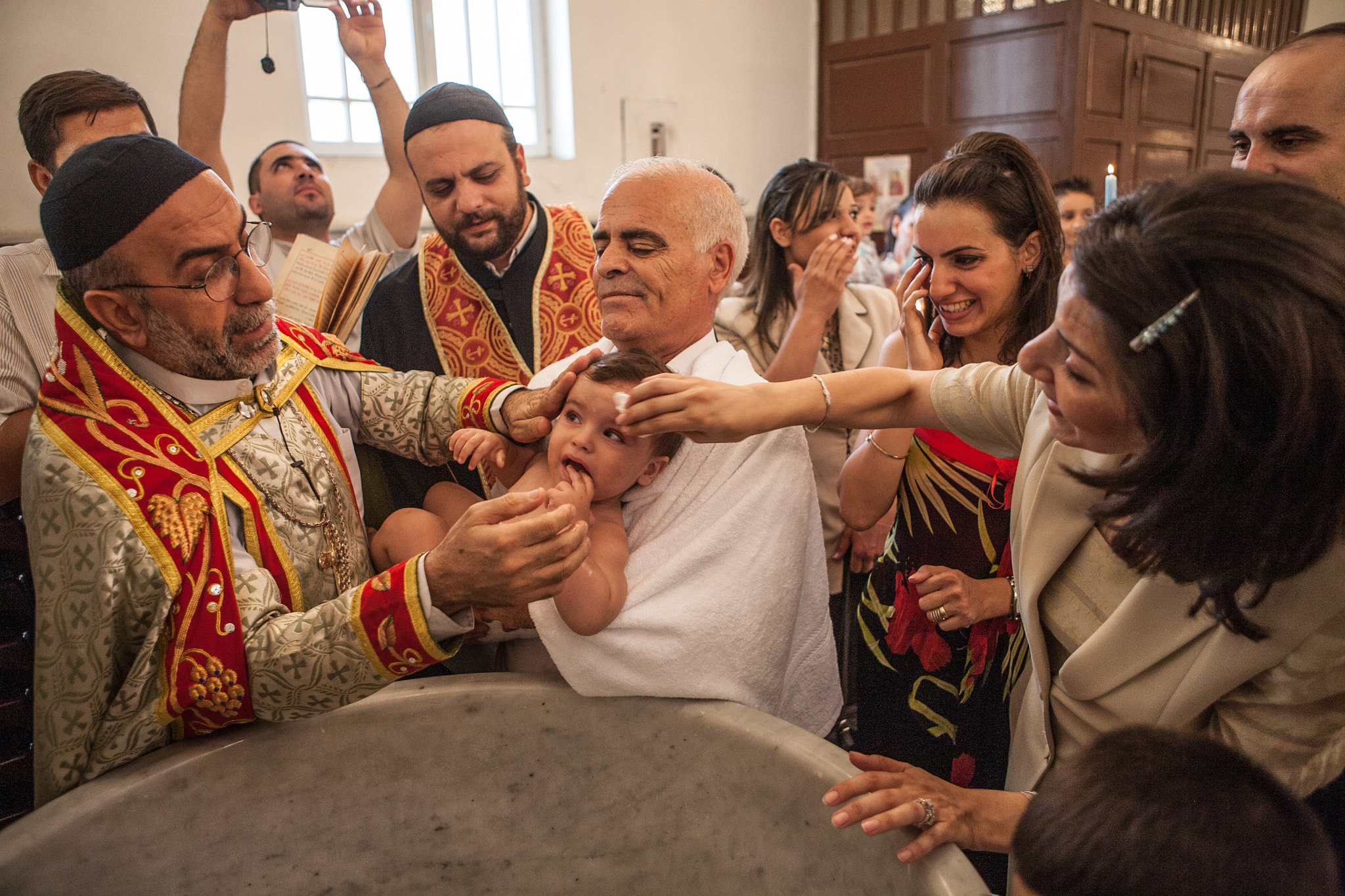
معمودية طفل في كنيسة سورية.

ينتمي المسيحيون في سوريا إلى عدة كنائس. يتحدث غالبيتهم العربية كلغة أم وتستخدمها العديد من الكنائس كلغة طقسية إضافة لللارامية السورية القديمة (السريانية). أمَّا بالنسبة للأرمن السوريون فهم يستخدمون اللغة الأرمنية كلغة طقسية كما لا زال معظم الأرمن يتحدثون الأرمنية كلغة أم. وبالنسبة للسريان فما زالت أعداد منهم تتحدث اللغة السريانية الآرامية في بعض بلدات جبال القلمون ومنطقة الجزيرة السورية. في حين أن اللغة السريانية لا زالت مستخدمة كلغة طقسية لدى كافة الكنائس السريانية في سوريا والعالم، انظر مسيحية سريانية.
لا يوجد اختلافات ثقافيّة كبرى بين المسيحيين السوريين والمحيط السوري العام، بعض الاختلافات تنشأ من الفروق الدينية، ففي المناسبات الاجتماعية التي يكون المشاركون فيها من مسيحيين غالبًا ما تقدم مشروبات كحولية على خلاف ما هو سائد لدى أغلب المجتمعات العربيّة لكون الشريعة الإسلامية تحرّم مثل هذه المشروبات. المسيحيون العرب في سوريا، يختنون ذكورهم في الغالب كالمسلمين رغم أن شريعة الختان قد أسقطت في العهد الجديد أي أن مختلف الكنائس لا تلزم أتباعها بها. ومن ناحية ثانية فإن المسيحيين العرب يستخدمون لفظ الجلالة «الله» للإشارة إلى الإله الذي يعبدونه، علمًا أن لفظ الجلالة المذكور قادم من الثقافة الإسلامية ولا مقابل لدى مسيحيي العالم الآخرين، باستثناء مالطة، حيث يستخدم مسيحيو الجزيرة لفظ الجلالة أيضًا.

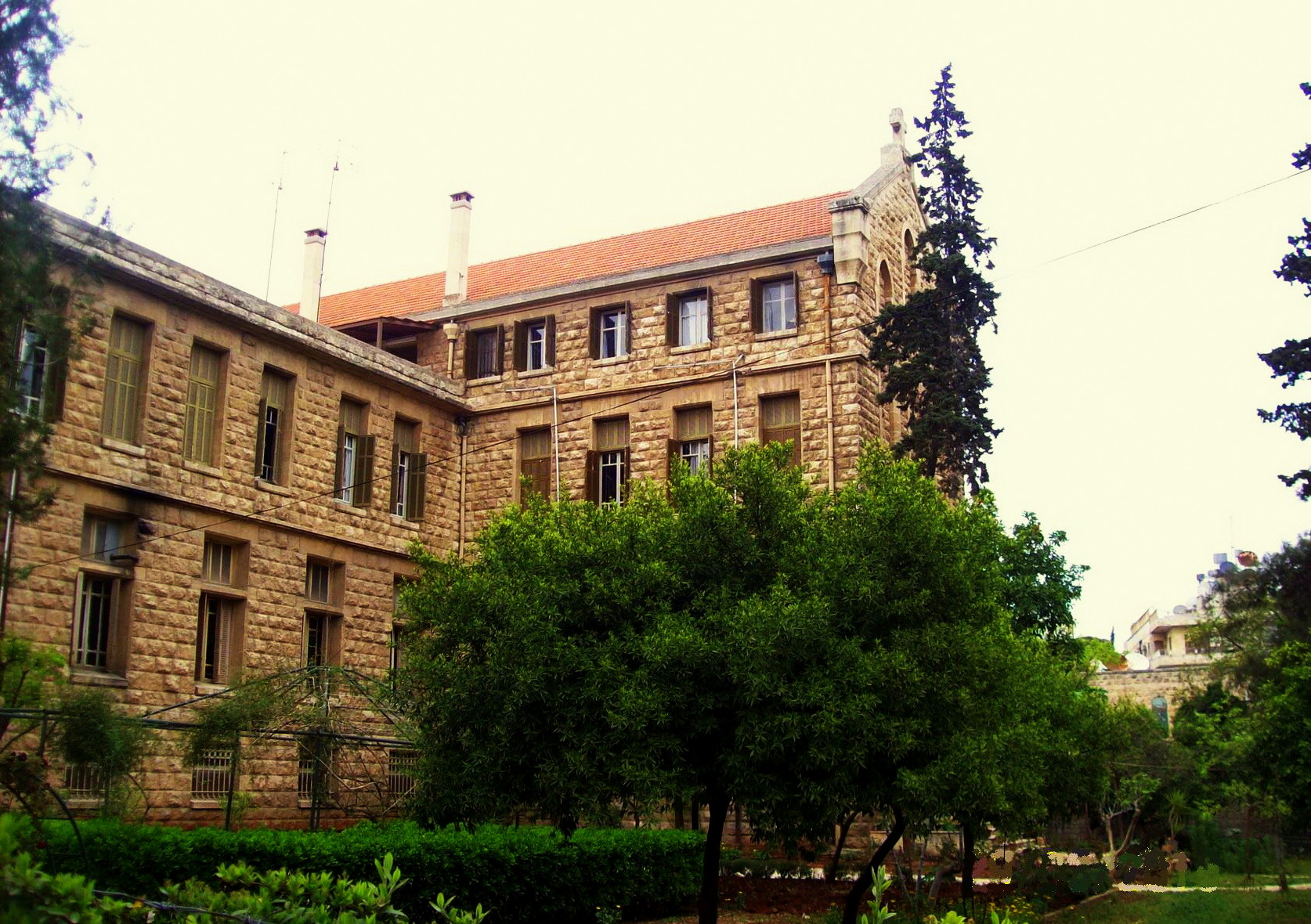
دير الآباء الفرنسيسكان في حلب.

يتميّز السوريين من المسيحيين، بالاحتفال بعيد الميلاد ويقام في سوريا ولبنان يوم 25 ديسمبر، يرتبط عيد الميلاد بوضع زينة الميلاد ممثلة بالشجرة وغالبًا ما يوضع تحتها أو بقربها «مغارة الميلاد» حيث توضع مجسمات تمثّل حدث الميلاد أبرزها يسوع طفلًا وأمه ويوسف النجار إلى جانب رعاة والمجوس الثلاثة، هذه العادة وفدت من الغرب،إلا أنها باتت جزءًا من تقاليد الميلاد العامة، تمامًا كتوزيع الهدايا على الأطفال والتي ترتبط بالشخصية الرمزية بابا نويل. العيد القريب من عيد الميلاد هو عيد رأس السنة الذي يقام ليلة 31 ديسمبر، علمًا أن العديد من الأسر الغير مسيحية تحتفل به أيضًا غير أنه ذو خصوصيّة مسيحية. أما عيد الفصح ويسبقه أسبوع الآلام، فبدوره مرتبط بموت المسيح وقيامته حسب المعتقدات المسيحية.
هناك أعياد أخرى أقل أهمية، وبعضها ترتبط أهميته بمناطق بعينها، فمثلًا يكتسب عيد القديسة بربارة يوم 4 ديسمبر في سوريا طابعًا خاصًا ممثلًا بإقامة الحفلات التنكريّة، وفي صيدنايا تقام احتفالات بارزة يتخللها إشعال النار على رؤوس الجبال يوم عيد الصليب وهو تقليد متوراث منذ القرن الرابع. أما في معلولا فتبدأ الاحتفالات على شرف عيد الصليب بالتجمع في ساحة البلدة والصعود إلى أعلى مكان على جبل معلولا الصغير لنصب صليب واشعال نار وإطلاق بعد ذلك الالعاب النارية احتفالا بالمناسبة. يُقام سنوياً في 15 أغسطس بعيد انتقال العذراء كرنفالات سنوية في بلدة مرمريتا بوادي النصارى، والذي أقيم أول مرة في عام 1972 حيث قام مجموعة من الشباب المقيمين في مرمريتا والمغتربين (البرازيل) وبشكل عفوي بارتداء ملابس تنكرية وأقنعة، ومنذ ذلك الحين أصبح تقليد سنوي.
وفقاً للباحثة إليزابيت جرانلي من جامعة أوسلو في دراسة عن تحول العلويين والموحدون الدروز إلى المسيحية في سوريا، وجدت أنَّ العلويين الذين يتحولون المسيحية يواجهون صراع مع هويتهم أكثر من نظرائهم الدروز بسبب إشكالية الهوية العلوية وذلك على الرغم من الإلمام بالمسيحية والخلفية التوفيقية. بينما من ناحية أخرى لا يجد الموحدون الدروز المتحولين إلى المسيحية أي تناقض بينها وبين هويتهم الدرزيَّة. وبحسب الباحثة يميل العلويين المتحولين إلى المسيحية أن يكونوا أكثر اهتماماً بأن يكونوا «مسيحيين حقيقيين» لأن هذه هي الهوية التي يسعون جاهدين لتحقيقها. في حين يرى بعض الدروز المتحولين إلى المسيحية أنهم بطريقة أو بأخرى ما زالوا دروز ومسيحيين وأن لا تناقض بين الهويتين. وقَدّر مشروع جوشوا أعداد الموحدون الدروز السوريين المتحولين إلى المسيحية بحوالي 1,920 شخص.

### الوضع الاجتماعي

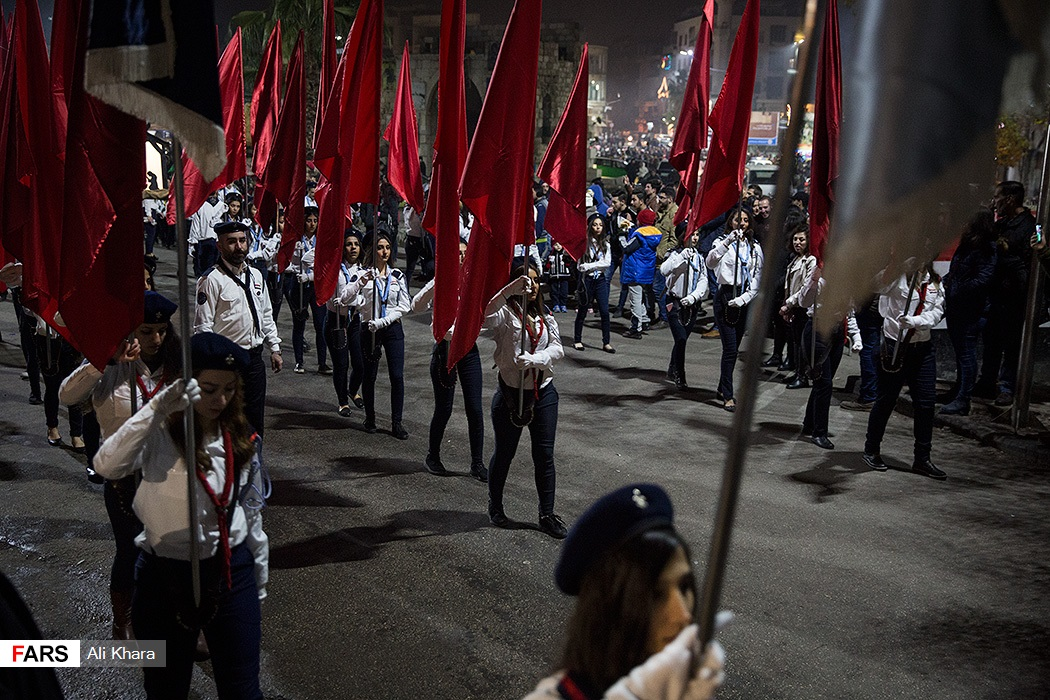
جانب من احتفالات عيد الميلاد في دمشق في عام 2018.

منذ القرن الثامن عشر عندما أصدر السلطان محمود الثاني حزمة من القوانين الجديدة وسميت (التنظيمات) وتحت هذه القوانين حاول أن يساوي بين مواطني السلطنة بالحقوق والواجبات بصرف النظر عن دينهم أو عرقهم أو قوميتهم. أدى ذلك إلى ازدياد غنى التجار المسيحيين واليهود على حساب التجار المسلمين وخاصة صغار الكسبة. وأصبح المسيحيين خصوصًا في مدينة حلب أكثر ثراءً من المسلمين. ولعب كثير من مسيحيي البلاد دوراً فكرياً وثقافياً وسياسياً مهماً، وساعد في ذلك الوضع الاجتماعي والاقتصادي للمسيحيين، إذ يوجد أغلبهم في المدن، وينتمي أغلبهم لطبقات اقتصادية عليا.
تتواجد فروق اجتماعية-اقتصادية بين المسيحيين والمسلمين في سوريا، تاريخيًا تواجد المسيحيين بالمدن بشكل أكثر من المسلمين مما أتاح لهم فرص اقتصادية أكثر، وتجلى ذلك في ارتفاع نسبة المتعلمين والأكاديميين لدى المسيحيين بالمقارنة مع المسلمين بالإضافة إلى تواجد المسيحيين الكثيف في النخبة المثقفة والسياسية، وكذلك ارتفاع مستواهم المعيشي إذ انتمى أغلب المسيحيين إلى الطبقة الوسطى البرجوازية والعليا. يعمل أغلب المسيحيين في مهن ذوي الياقات البيضاء والمهنية والأكاديمية كذلك فقد نجح الكثير من المسيحيين في المهن والأعمال التجارية. وقد أدى ارتفاع معدلات معرفة القراءة والكتابة والدراسة في «المدارس الغربية التبشيرية» بين المسيحيين - ككل - إلى ارتفاع نسبة العمل في المهن مثل الطب وطب الأسنان والتعليم والهندسة. ونتيجة لذلك، يميل المسيحيين السوريين إلى كسب دخل أعلى وحصولهم على درجات ومهن مطلوبة بشكل أكبر في أماكن أخرى في العالم العربي أو في أي مكان آخر، مما يلغي الحاجة إلى تسجيلهم كلاجئين بسبب الحرب الأهلية السورية.
وفقاً لمروان كريدي الأستاذ مساعد للعلوم السياسية في جامعة ويست تشيستر، يعود سبب انخفاض أعداد المسيحيين في التسجيل كلاجئين والتقدم بطلب لإعادة التوطين خلال الحرب الأهلية السورية، بسبب ميلهم إلى السكن في المناطق الحضرية إلى حد كبير، وبالتالي فإنهم يستفيدون من زيادة الإنفاق الحكومي والمنشآت التعليمية الأفضل، وبالتالي لديهم فرص أكبر للحصول على الثروة في المناطق الحضرية منها في المناطق الريفية. ويشير كريدي أن المسيحيون في سوريا يميلون إلى أن يكونوا أكثر تعليماً من الأقليات الأخرى؛ وهذا يرجع إلى عوامل تاريخية بالإضافة إلى الظروف الحالية. حيث تاريخياً، خلال الحقبة العثمانية خلال القرن التاسع عشر وأوائل القرن العشرين أنشأ المبشرون المسيحيين المدارس، والمطبعات، والمستشفيات، وغيرها من المؤسسات، وأسس هؤلاء المبشرون المسيحيون مؤسسات تعليمية في جميع أنحاء المدن الكبرى في ذلك الوقت، وربما أشهرها الجامعة الأمريكية في بيروت في عام 1866، وجامعة القديس يوسف التي تأسست عام 1875 في بيروت أيضًا. وقد تكررت هذه التعهدات في المدن الكبرى في سوريا الحالية، بما في ذلك حلب ودمشق. والتحق الأطفال المسيحيين واليهود بهذه المدارس التبشيرية، لكن رجال الدين المسلمين بذلوا قصارى جهدهم لمنع الأطفال المسلمين من الحضور، وبدلاً من ذلك تم حثهم على الدراسة في المدارس التقليدية، وبالتالي مع بداية الحرب العالمية الأولى «كان لدى المسيحيين واليهود معدلات معرفة بالقراءة والكتابة أعلى بكثير من المسلمين». وبحسب رامي خوري، وهو باحث وصحفي ومدير معهد عصام فارس في الجامعة الأميركية في بيروت، يميل المسيحيين السوريين التركيز على التعليم «كمتلازمة الأقلية النموذجية»، والذي يصفه بالاعتقاد بأن التعليم سيكون سلّمهم للنجاح.

### التعداد المعاصر

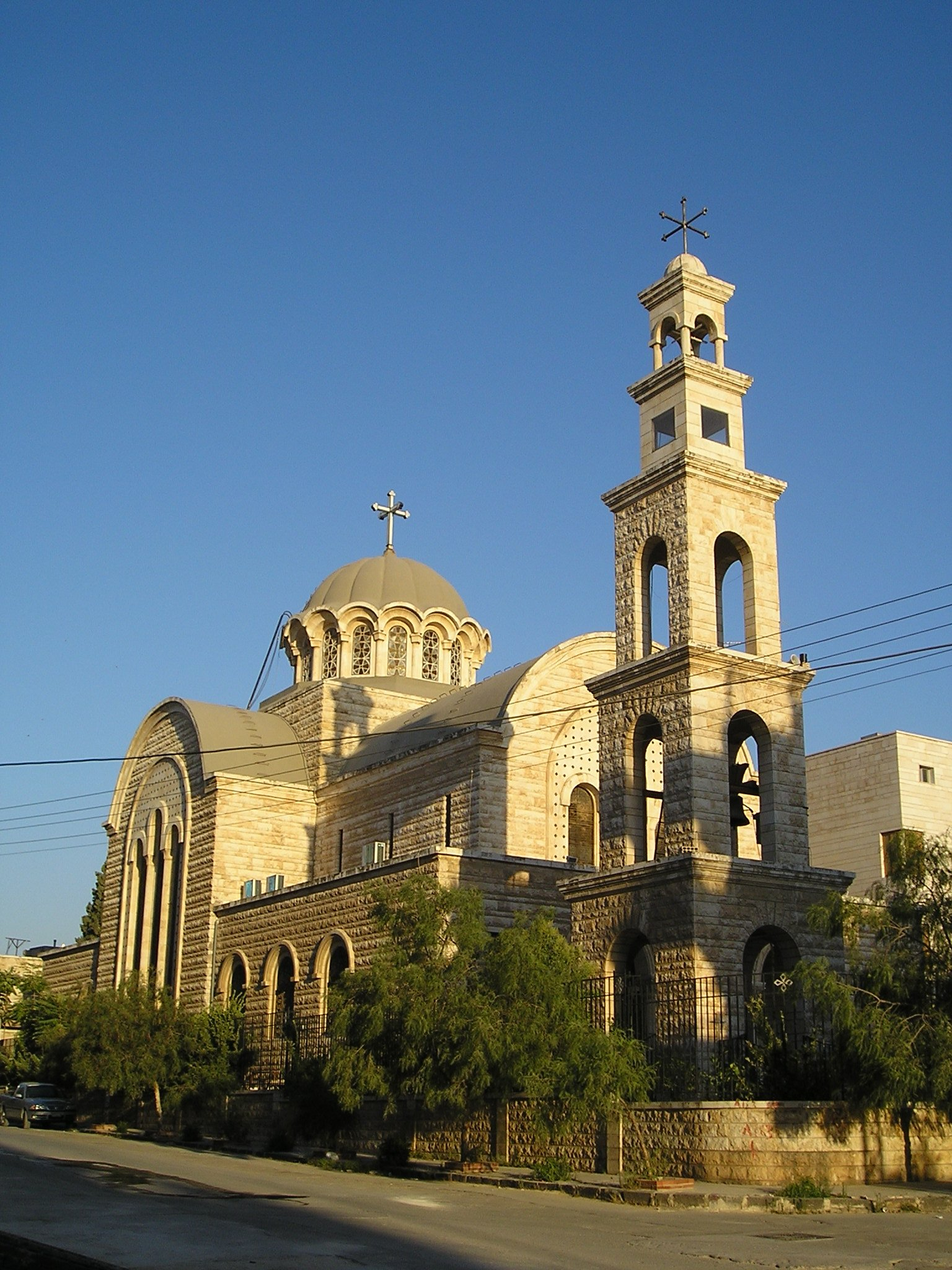
كاتدرائية القديس جاورجيوس للروم الأرثوذكس في مدينة حماة.

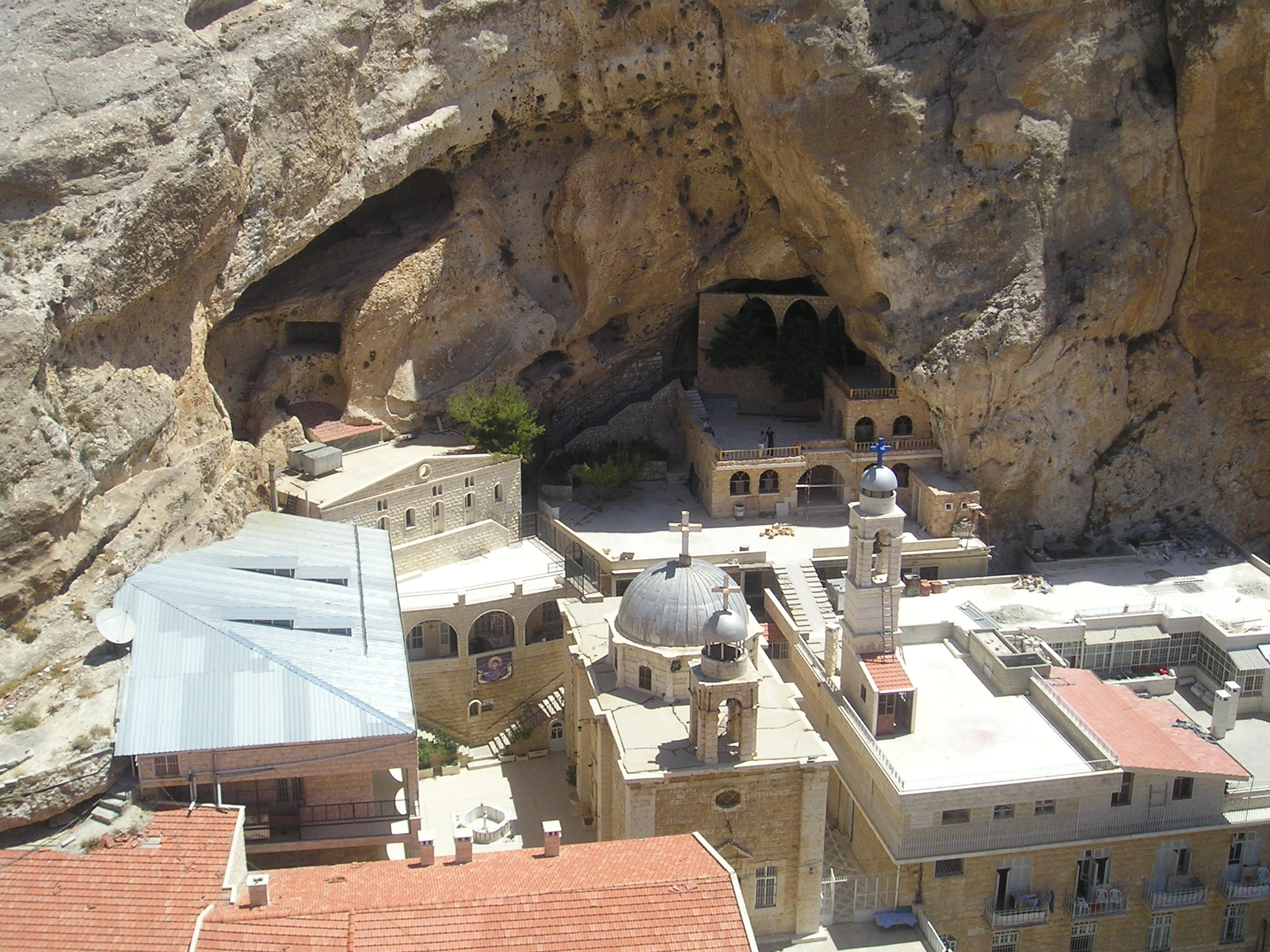
دير مار تقلا في معلولا شمال دمشق.

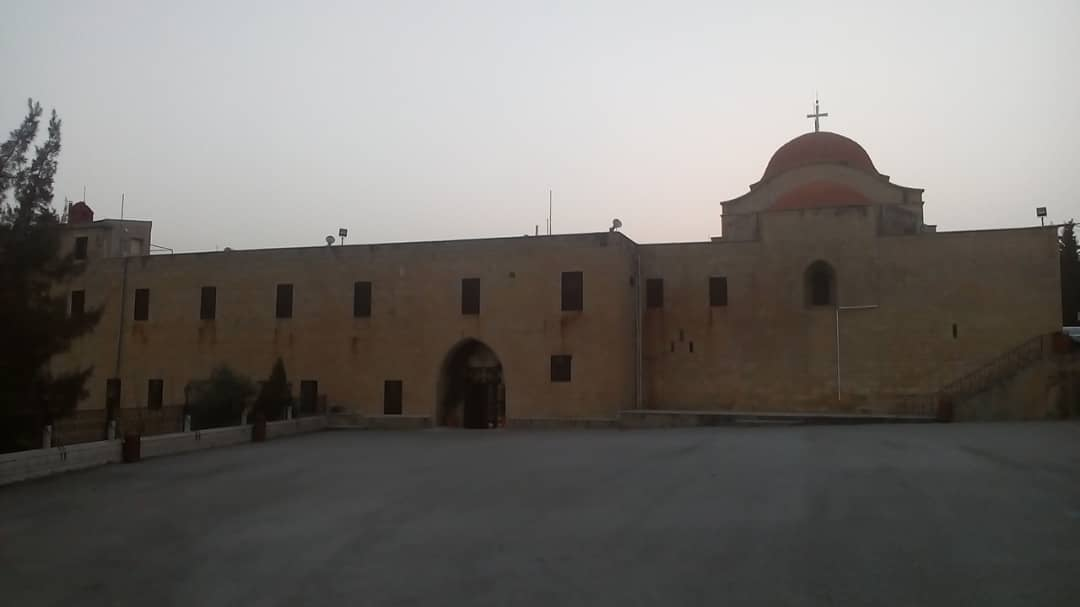
دير مار جرجس في وادي النصارى غرب سوريا.

وفقاً لتعداد السكان عام 1943 شكل المسيحيون حوالي 14% من السكان، وأشار تعداد السكان عام 1960 أن حوالي 7.8% من سكان سوريا من المسيحيين. ومنذ عام 1970 لم تعد إحصاءات التعداد السكاني تذكر توزع الأديان في البلاد. بحسب تقرير لوكالة المخابرات المركزية الأمريكية، يشكل المسيحيون 10% من مجموع السكان في سورية، وبحسب الباحث جوزيف هوليداي قبل قيام الحرب الأهلية عام 2011 شكل العرب السنَّة حوالي 60% من السكان، تلاهم العلويون العرب حيث شكلوا حوالي 12%، والأكراد السنَّة 9%، والمسيحيون الأرثوذكس 9%، والمسيحيون الأرمن 4%، والموحدون الدروز 3%، والإسماعيليين العرب 2%، في حين شكل كل من التركمان والشركس والسريان حوالي 1%.
بحسب كلية الشؤون الدولية والعامة في جامعة كولومبيا شكل المسيحيين في منتصف عام 2010 حوالي 11.2% من السكان في حين شكلوا 10.9% من السكان في عام 2018، ومعظمهم من المسيحيين العرب يليهم السريان والأرمن. في حين تقول المصادر الرسمية أن نسبة المسيحيين في سوريا هي 8%. وتختلف الكثافة المسيحيّة حسب المناطق السوريّة فبينما تصل إلى 20% في منطقة الجزيرة الفراتية، وإلى 15% في المنطقة الساحليّة، وإلى 10% في حلب، تنخفض إلى 5% في كل من دمشق ومنطقة سهل الغاب في حماة.
بحسب كلية الشؤون الدولية والعامة في جامعة كولومبيا انخفضت أعداد ونسب المسيحيين بسبب الحرب الأهلية السورية والتي أدت إلى هجرة وتهجير المسيحيين، ففي منتصف عام 2010 قدرت أعداد المسيحيين في سوريا بحوالي 2.3 مليون أي حوالي 11.2%، منهم 1.9 مليون من المسيحيين العرب يليهم السريان (230 ألف) والأرمن (171 ألف). بالمقابل في منتصف عام 2018 قدرت أعداد المسيحيين في سوريا بحوالي 1.9 مليون أي حوالي 10.9%، منهم 1.6 مليون من المسيحيين العرب يليهم السريان (180 ألف) والأرمن (150 ألف). حيث تضرر المسيحيون السوريون، تماشياً مع غيرهم من المواطنين، بشدة من الحرب الأهلية السورية. وفقاً للقانون السوري، فإن جميع الرجال السوريين البالغين سن الرشد مؤهلون للتجنيد العسكري، بما في ذلك المسيحيين. ومع اندلاع الحرب الأهلية السورية في عام 2011، غادر بين 300,000 إلى 900,000 مسيحي البلاد، لكن مع بدء الوضع في الاستقرار عام 2017 بعد مكاسب الجيش السوري الأخيرة، وعودة الكهرباء والمياه إلى العديد من المناطق، وبعد عودة الاستقرار إلى العديد من المناطق التي تسيطر عليها الحكومة، بدأ بعض المسيحيين بالعودة إلى سوريا، وعلى الأخص في المدينة حمص.
ظهرت العديد من التقديرات المتناقضة أحيانًا في تقدير تعداد المسيحيين في سوريا وتوزعهم بين الطوائف وأدناه نجد جدولًا يوضح تقديرات لتعداد مسيحيي سوريا موزعين حسب الطوائف المسيحية المختلفة من الأكبر عددًا إلى الأصغر عددًا.
| الطائفة                | العدد عام 1956 | العدد عام 2000 |
| ---------------------- | -------------- | -------------- |
| روم أرثوذكس            | 181,750 نسمة   | 545,250 نسمة   |
| أرمن أرثوذكس           | 114,041 نسمة   | 342,123 نسمة   |
| روم كاثوليك            | 60,124 نسمة    | 180,372 نسمة   |
| سريان أرثوذكس          | 55,343 نسمة    | 166,029 نسمة   |
| سريان كاثوليك          | 20,716 نسمة    | 62,148 نسمة    |
| أرمن كاثوليك           | 20,637 نسمة    | 61,911 نسمة    |
| موارنة                 | 19,291 نسمة    | 57,873 نسمة    |
| بروتستانت              | 12,535 نسمة    | 37,605         |
| آشوريون (كنيسة المشرق) | 11,760 نسمة    | 35,280 نسمة    |
| لاتين                  | 7,079 نسمة     | 21,237 نسمة    |
| كلدان كاثوليك          | 5,723 نسمة     | 17,169 نسمة    |
| المجموع                | 509,000 نسمة   | 1,526,997 نسمة |

## التجمعات المسيحية

### دمشق

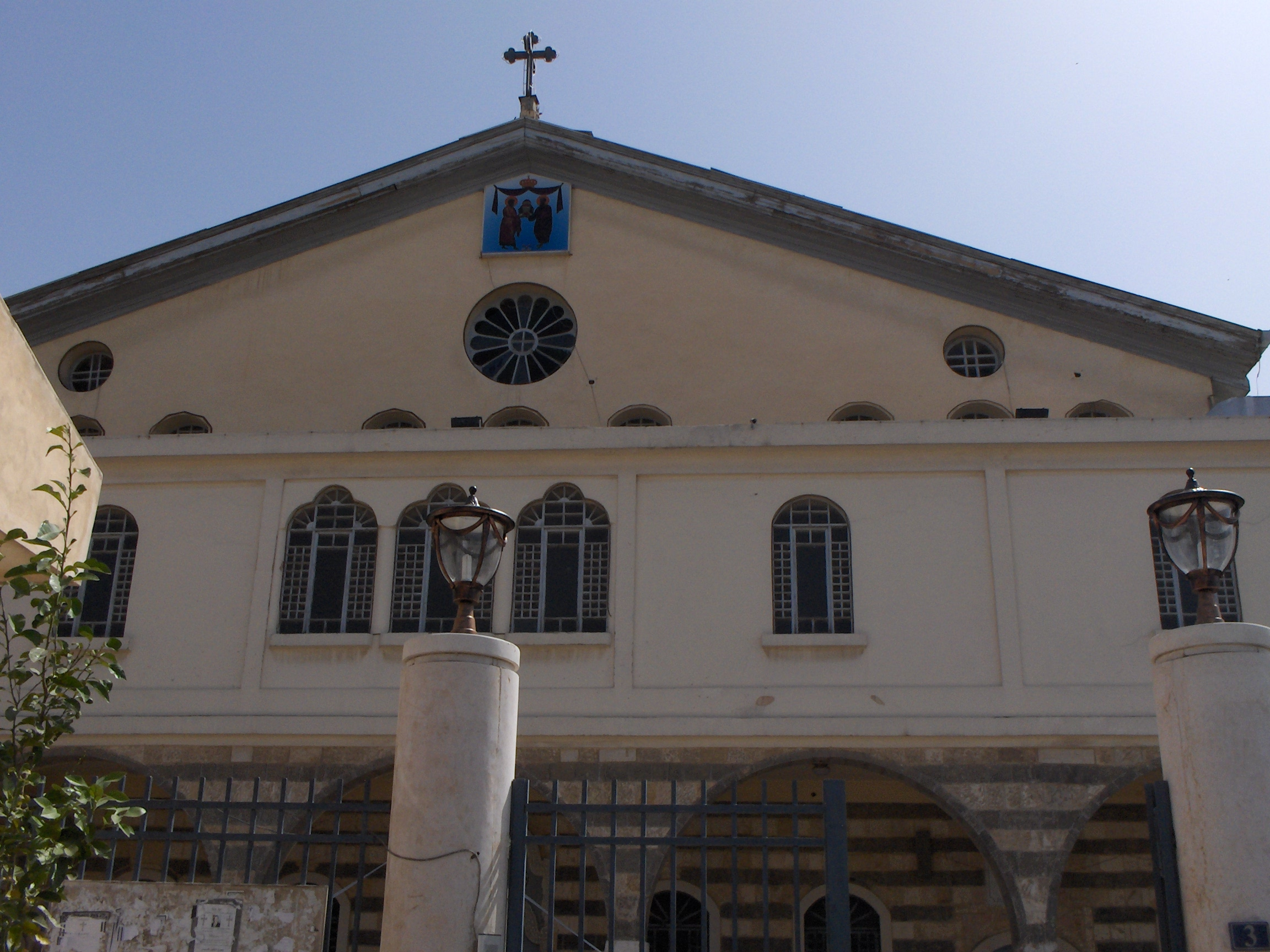
الكنيسة المريمية، مقر بطريركية أنطاكية وسائر المشرق للروم الأرثوذكس.

غالبية المسيحيين في دمشق هم من المسيحيين العرب. أما الأرمن فإن دمشق تشكل واحدة من بؤر تواجدهم الرئيسيَّة في سوريا، حيث أنها تُعد ثالث أكبر مركز لهم في البلاد بعدَ حلب والقامشلي. تحوي المدينة أعدادًا كبيرة من المسيحيِّين أغلبهم من الروم الأرثوذكس الإنطاكيين والروم الملكيين الكاثوليك، وتشير التقديرات أن المسيحيين يشكلون حوالي 15% إلى 20% من سكان المدينة. وتعتبر دمشق مقر ثلاث بطريركيات للروم الأرثوذكس الإنطاكيين والروم الكاثوليك وثالثة للسريان الأرثوذكس، كما تعتبر مقر أبرشية لأغلب الطوائف المسيحية السورية الأخرى. تشير التقديرات أنه يوجد 700,000 عضو في بطريركية أنطاكية وسائر المشرق للروم الأرثوذكس في سوريا، وهم الجزء الأكبر من السكان المسيحيين إلى جانب 400,000 من السريان وحوالي 100,000 من الأرمن.
يتوزع الانتشار المسيحي بشكل خاص في باب توما وباب شرقي وحي القصّاع. ومن الأحياء والضواحي المختلطة والتي تضم سكان من المسيحيين والموحدون الدروز والسنَّة حي التضامن، وجرمانا، وصحنايا. عدا أن دمشق تعتبر مقرًا دائمًا لثلاثة صروح بطريركية إنطاكية أبرزها الكنيسة المريمية، وكنيسة الزيتون، وتوجد إلى جانب هذه الكنائس الأثرية كنائس حديثة النمط المعماري مثل كنيسة الصليب في القصاع.
وعلى الرغم من أن المسيحيين كانوا أقلية في مدينة دمشق ما بين القرنين الحادي عشر والرابع عشر الميلاديين، فإن الصناعات بقيت في أيدي معلميها، ولم يقارب الأعمال الفنية والحرف سوى عدد قليل من المسلمين، وعلى الرغم من أن مسيحيي دمشق أضحوا قلة ما بين القرن الخامس عشر وأحداث عام 1860، بحيث لم يتجاوزوا ثلث عدد السكان، بقوا يحتكرون بعض الصناعات الهامة، ومنها حياكة الحرير، وصياغة الذهب، والزخرفة الحديدية، والفسيفساء، وفن العمارة، والنقش والنحت على الحجر، بحسب المراجع التاريخية. وساهم المسيحيين بشكل بارز في بناء أهم معالم المدينة التاريخية، كقصر العظم وخان أسعد باشا، وحتى ترميم الجامع الأموي الكبير، ويحتوي الجامع على مدفن جسد يوحنا المعمدان -النبي يحيى- نسيب يسوع.

### حلب

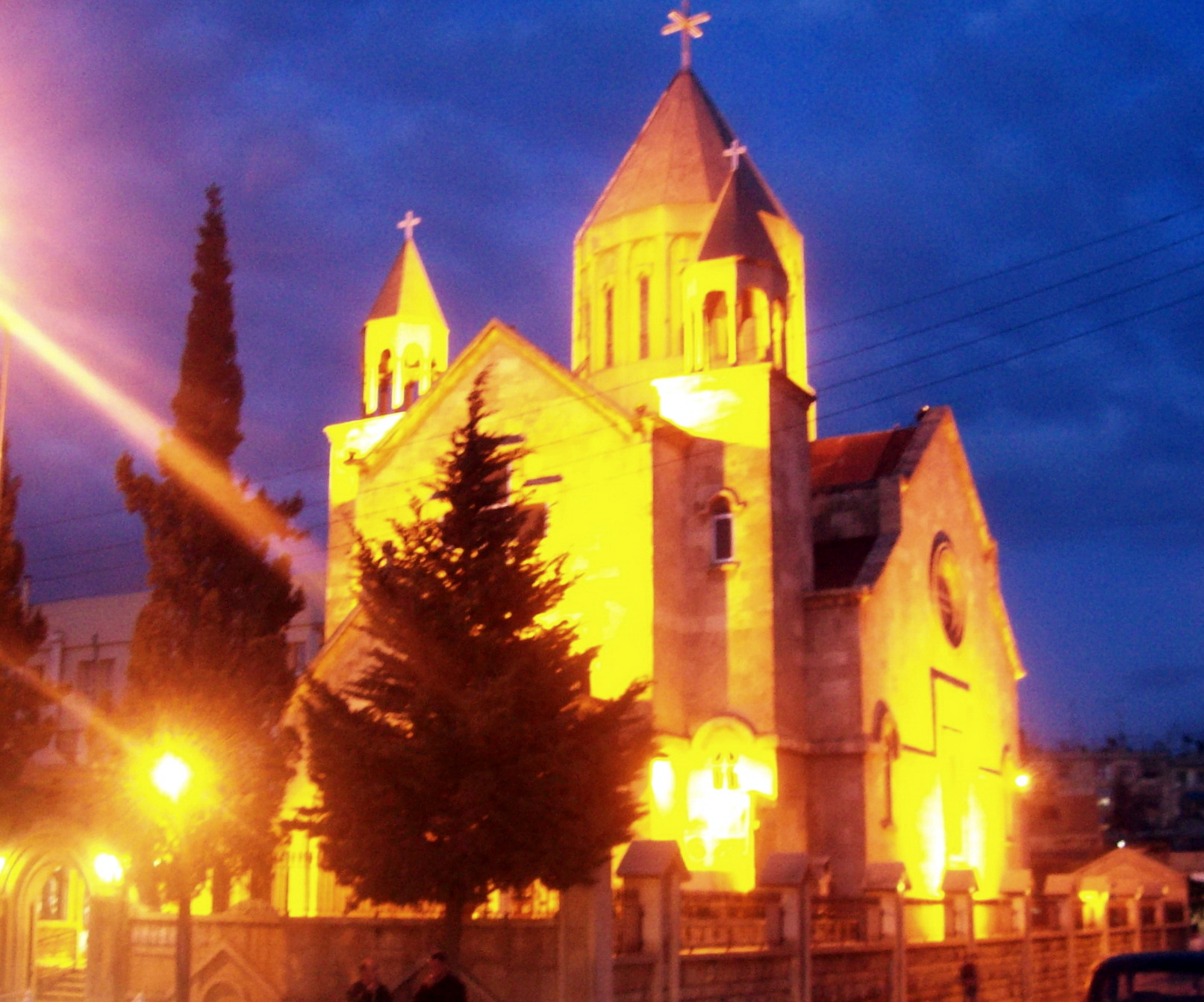
كنيسة السيدة في مدينة حلب، وتتبع الكنيسة الرسولية الأرمنية.

كانت حلب أيضًا موطنًا لإحدى أغنى المجتمعات المسيحية الشرقية وأكثرها تنوعًا في الشرق. وتاريخياً خصوصًا خلال الحكم العثماني عمل المسيحيون في التجارة وأقاموا في أحياء خاصة فيهم أبرزها الجديّدة، وشيّدت في الحي ذاته بيوت فخمة تدل على ثراء ورفاهية أصحابها، فضلًا عن مختلف المرافق التي تتيح لهذا الحيّ أن يعيش حياته المستقلة منها حمامات عامة مثل حمام برهم. في تلك الحقبة كان مسيحيو حلب أكثر ثراءً من المسلمين. كانت الطوائف الأرثوذكسية وغيرها من الطوائف المسيحية تزداد ثروة وثقافة ونفوذًا طوال القرن الثامن عشر. فالحماية الأجنبية لم تمنحها امتيازات سياسية فحسب، بل وفرت لأبنائها أيضًا، وهم العاملون بالتجارة مع أوروبا في ذلك الحين، منافع تجارية ومالية. وقد اغتنى، بنوع خاص، اليونانيون والأرمن والمسيحيون السوريون الناطقون بالضاد، فارتفع مع هذا الغنى مستواهم الثقافي واشتد شعورهم الطائفي. خلال القرن الثامن عشر ازدهرت الحياة الثقافية وقام في حلب نخبة من الأدباء والمفكّرين المسيحيين كان لهم دور في النهضة العربية الحديثة. وقام المسيحيون بدور كبير في عهد الانتداب وكانوا العمود الفقري لأهم الدوائر والمؤسسات ولمعوا في المهن الحرّة كالطب والمحاماة والهندسة كما تابعوا نشاطهم التجاري التقليدي متأقلمين مع الأوضاع الجديدة. وظلّت الطبقة العاملة تتقن المهن التقليدية كالبناء، والنسيج وعملوا على ادخال التصنيع الحديث. ونبغ خاصة الأرمن في الصناعات الميكانيكية ومن «مهاجرين» أصبحوا أرباب عمل ونخبة ثريّة. وساهم المسيحيون في الحياة السياسية كنوّاب ووزراء وعملوا مع إخوانهم المسلمين للحصول على الاستقلال التام. كانت الغالبية من مسيحيي المدينة من الكاثوليك حتى نهايات فترة الحكم العثماني، وقد إرتبط ازدياد أعداد المسيحيين الأرثوذكس المشرقيين بقدوم النازحين الأرمن والسريان من قيليقية وطور عبدين والرها في تركيا هربًا من الإبادة الجماعية للأرمن وللسريان، ومن الناحية الأخرى لتدفق أعداد من النازحين الأرثوذكس العرب (روم أنطاكيون) عند تهجيرهم من لواء الاسكندرون عندما تم إلحاق سنجق الإسكندرونة عام 1939 بتركيا. في عام 1944، كان تعداد السكان حوالي 325,000 نسمة وشكّل المسيحيون حوالي 112,110 (34.5%) وكان نصفهم من الأرمن أي 60,200 نسمة.
قبل الحرب الأهلية السورية كانت مدينة حلب ثالث مدينة في الشرق الأوسط بعد القاهرة وبيروت من حيث عدد المسيحيين، حيث ضمت المدينة قبل الحرب الأهلية السورية بين 160,000 إلى 250,000 مسيحي. مع تواجد للعديد من الطوائف المسيحية الشرقية، وخاصةً من الأرمن والسريان. تاريخياً كانت المدينة المركز الرئيسي للمبشرين الكاثوليك الفرنسيين في سوريا. وكان عدد سكان حلب المسيحيين أكثر بقليل من 250,000 نسمة قبل الحرب الأهلية السورية، وهو ما يمثل حوالي 12% من إجمالي سكان المدينة. ومع ذلك، نتيجة للحرب الأهلية السورية، انخفض عدد السكان المسيحيين في المدينة إلى أقل من 100,000 اعتبارًا من بداية عام 2017، وكان منهم حوالي 30% من الإثنية الأرمنية. ويتحدث عدد كبير من السريان في حلب اللغة السريانية، وينحدرون من مدينة أورفة في تركيا، ويتبعون في الغالب الكنيسة السريانية الأرثوذكسية والكنيسة السريانية الكاثوليكية. ومع ذلك، هناك وجود كبير لأتباع بطريركية أنطاكية وسائر المشرق للروم الأرثوذكس. هناك أيضاً عدد كبير من المسيحيين الكاثوليك الشرقيين في المدينة بما في ذلك الروم الملكيين والموارنة والكلدان وأتباع الطقوس اللاتينية. المسيحيون البروتستانت من مختلف الطوائف هم أقلية في المدينة.
تتمتع العديد من أحياء المدينة بأغلبية مسيحية وأرمنية، مثل الحي المسيحي القديم في الجديدة. وتعمل حوالي 50 كنيسة في المدينة والتي تديرها مختلف الطوائف المسيحية. ومع ذلك، وفقًا لنائب رئيس لجنة اليونسكو التابعة للاتحاد الروسي ألكساندر دزاسوخوف، عانت حوالي 20 كنيسة من الدمار الشديد خلال المعارك في حلب، وأبرزها الوطنية الكنيسة الإنجيلية، وكذلك الكنائس التاريخية المحيطة بحي الجديدة. وفي 25 ديسمبر من عام 2016، بعد انتصار الحكومة، تم الاحتفال بعيد الميلاد علانية في حلب لأول مرة منذ أربع سنوات.

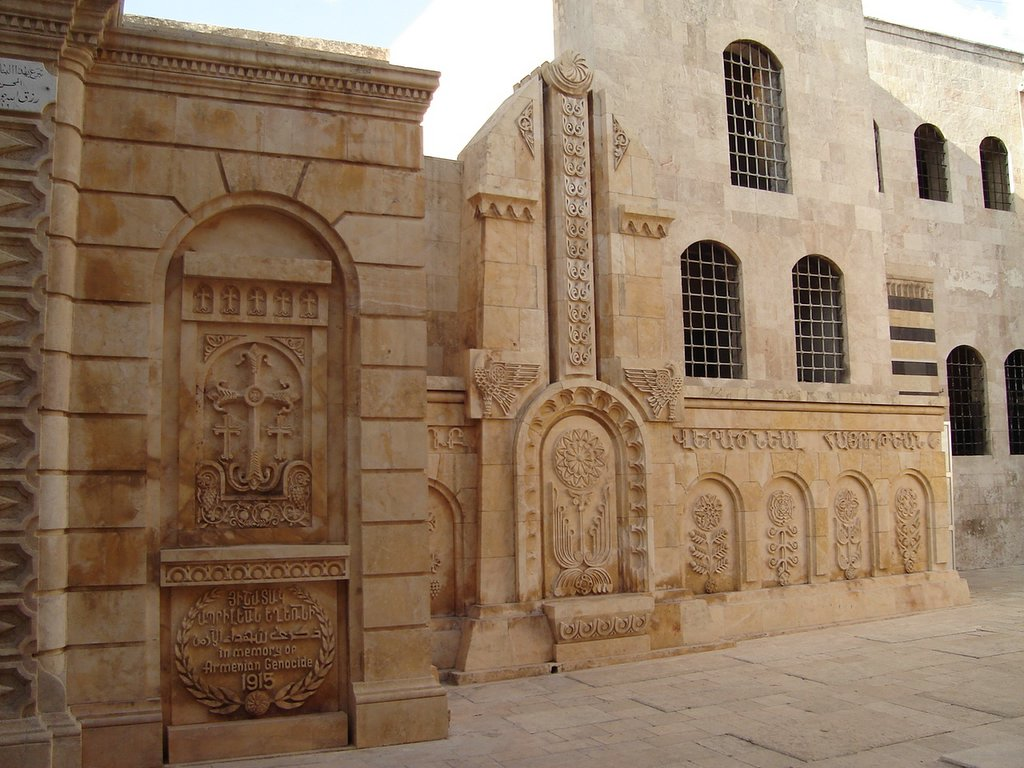
كاتدرائية الأربعين شهيد الأرمنيّة
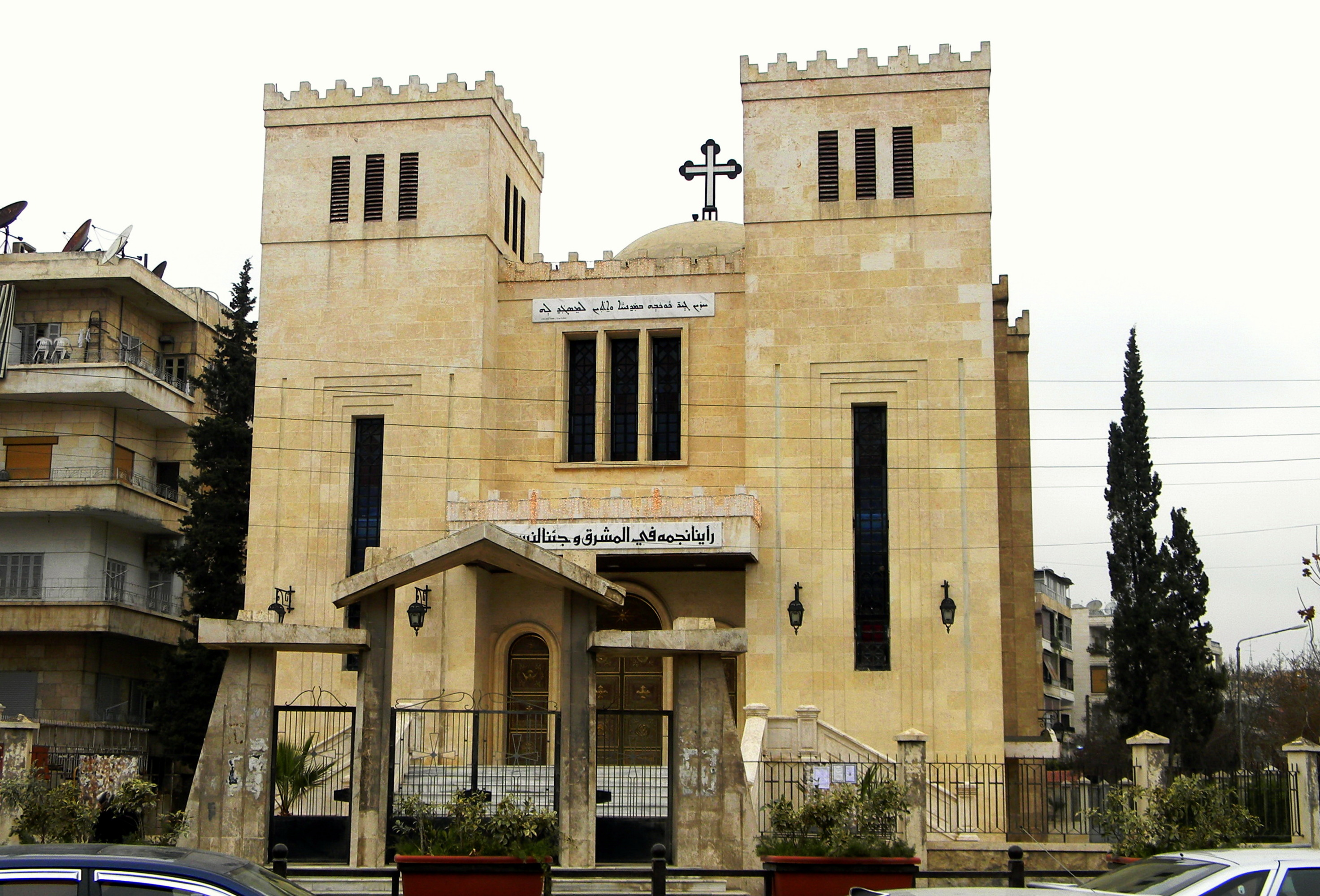
كاتدرائية القديس يوسف للكلدان الكاثوليك
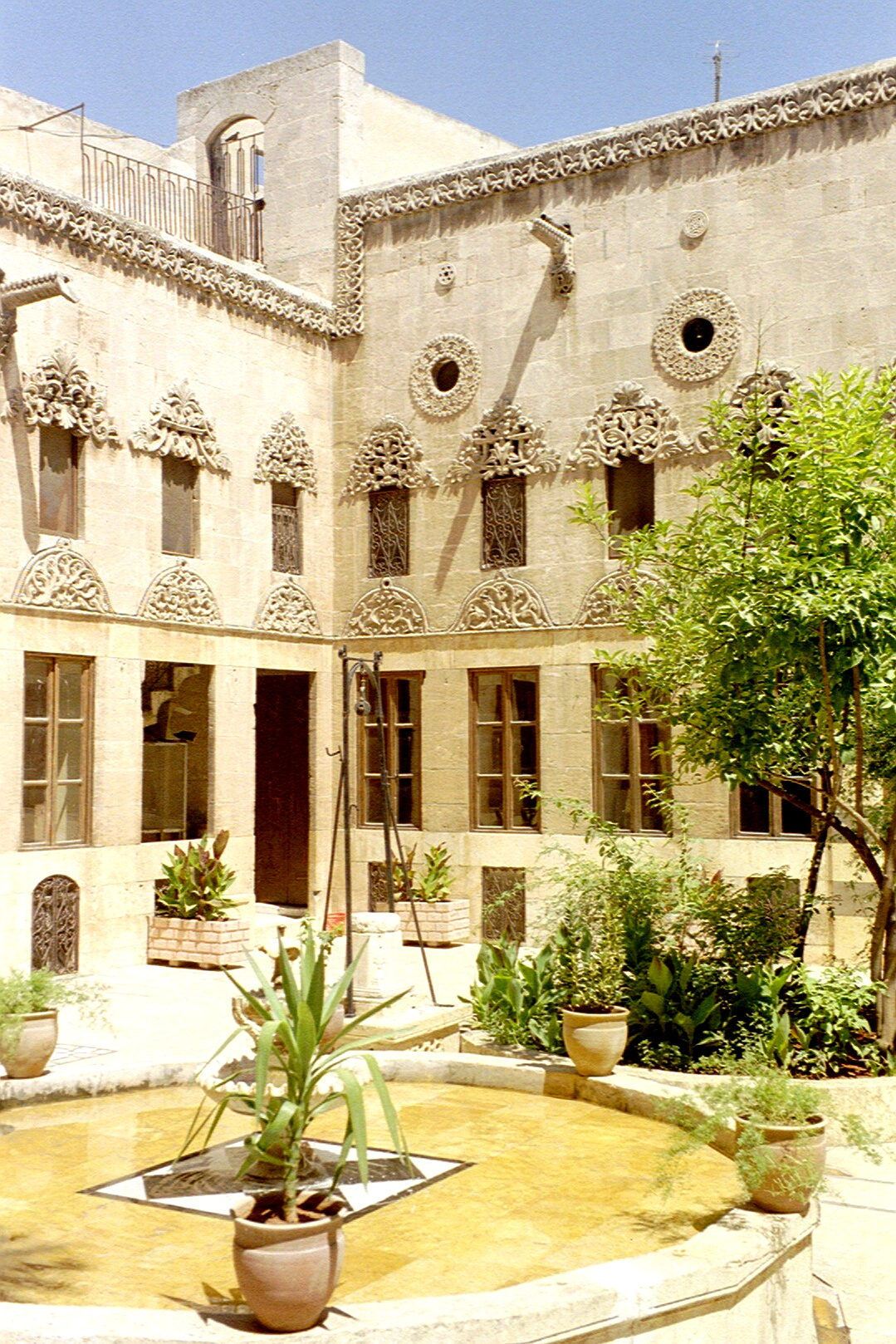
بيت أجقباش
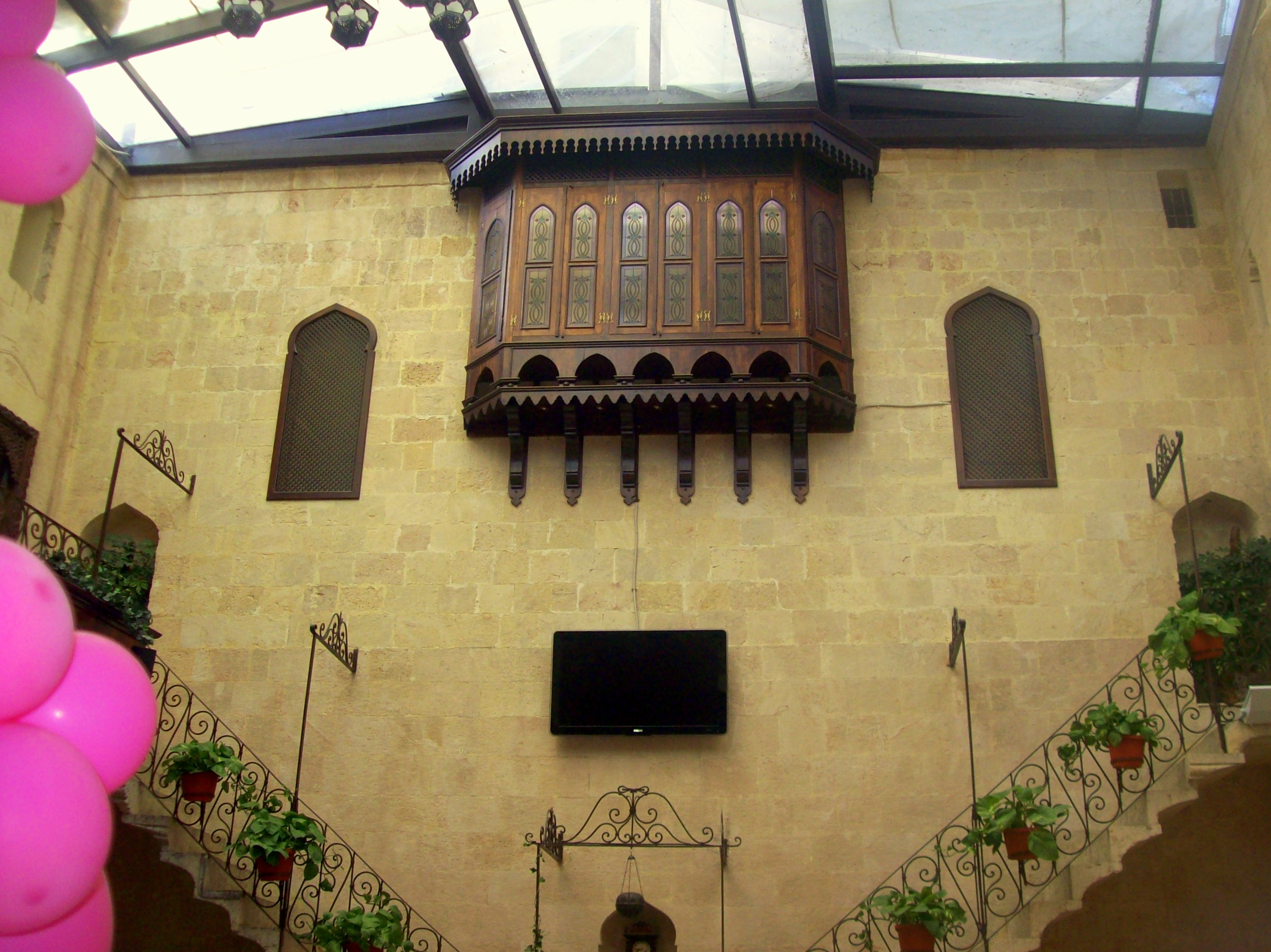
دار زمرد في حي الجديدة
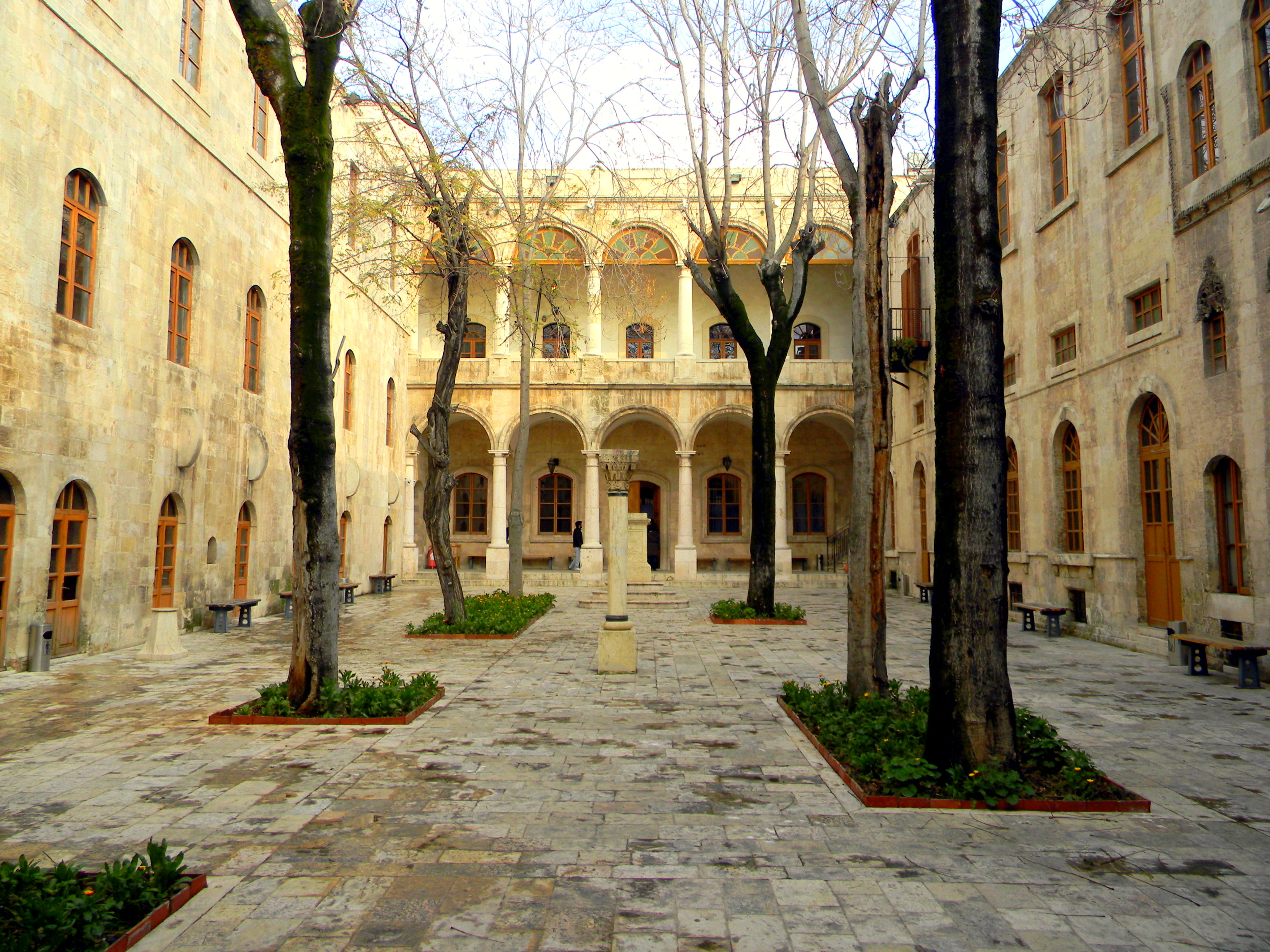
مدرسة الشيباني

### حمص

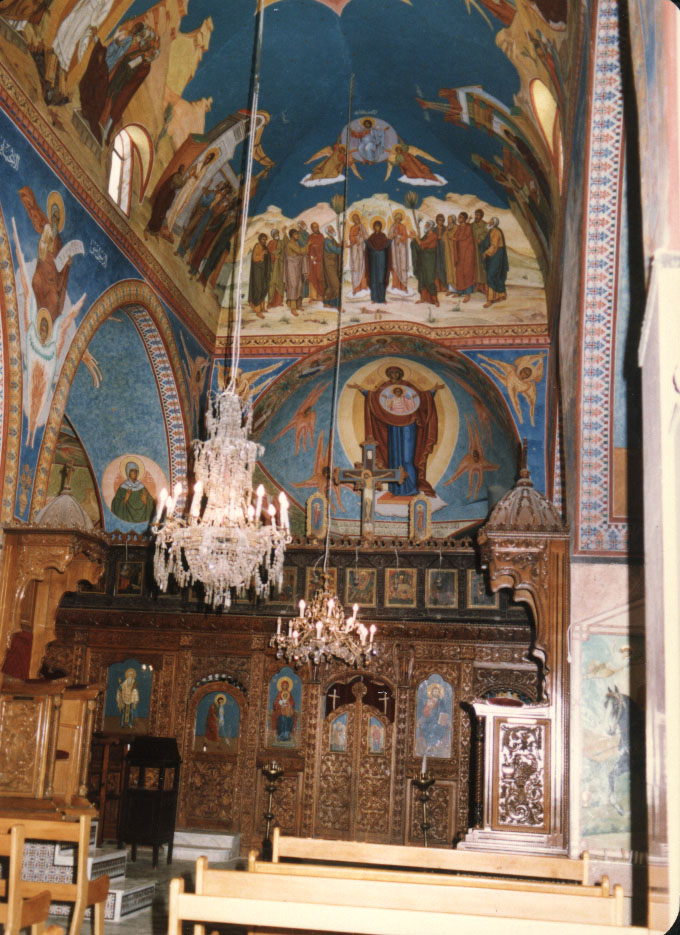
داخل كنيسة مار إليان، القديس المسيحي وابن حمص، ويرقى بناءه لعام 423.

قبل الحرب الأهلية السورية ضمت حمص ثاني أكبر التجمعات المسيحية في سوريا من الناحية العددية، وشكلوا حوالي 10% من سكان المدينة، وتركزوا بشكل خاص في المدينة القديمة. حالياً المسيحية هي ثاني أكبر الأديان في مدينة حمص بعد الطائفة السنيَّة، ويتركزون في شمال المدينة في «حي الحميدية» الذي ارتبط تاريخياً وحتى الآن بكون أغلب قاطنيه من المسيحيين السوريين، ويتبع معظم مسيحيي المدينة إلى الكنيسة الأرثوذكسية الشرقية والكنيسة السريانية الأرثوذكسية، إلى جانب أقلية تتبع كنيسة الروم الملكيين الكاثوليك والكنيسة المارونية والأرمنية. سوى ذلك، فإنه من الناحية العددية، تحتفظ محافظة حمص بثاني أكبر عدد من المسيحيين بعد محافظة حلب، ولعلّ وادي النصارى الذي يقع قرب الحدود اللبنانية غرب المدينة، هو الثقل الأبرز لمسيحيي محافظة حمص. ويضم وادي النصارى القرى والبلدات ذات الغالبية المسيحية الممتدّة على ناحيتي الحواش والناصرة في ريف حمص الغربي.
دخول المسيحية إلى حمص كان بطيئًا، إذ كان أهل حمص مؤمنين بشدة بالآلهة، ولذلك فقد كتب أوسابيوس عن أول أسقف على حمص وهو سلوانس، أنه ليس لديه أي مهمة داخل المدينة وأن مسيحيي حمص إنما هم في القرى المحيطة بها. يضاف إلى ذلك الاضطهادات الرومانية المتكررة، حتى أنّ المسيحيين كانوا يصلّون في كنائس تحت الأرض خشية من الرومان. بحلول القرن الخامس والذي يعرف أيضًا «بقرن الكنائس» في سوريا، كانت المسيحية قد غدت دين غالبية السكان، بل وتحولت إلى مركز مطرانية، وتوجد اليوم كم وافر من المخطوطات والمنحوتات التي ترقى لتلك الفترة، وتثبت ذلك. في عام 1933 انتقل مقر بطريركية السريان الأرثوذكس من ماردين التي تقع في جنوب تركيا حالياً إلى حمص، واتخذت من كنيسة أم الزنار مقراً لها، ثم نُقلت في وقت لاحق إلى دمشق العاصمة عام 1959. حاليًا تشكل حمص مقرًا لعدة أبرشيات للروم الأرثوذكس والسريان الأرثوذكس والروم الكاثوليك ومقر نيابات أسقفية لعدد من الطوائف المسيحية الأخرى كالموارنة، علمًا أن مقر أسقفية الملكيين تشمل حماه ويبرود أيضًا لا تشمل أغلب ريف حمص خاصة وادي النصارى وتلكلخ الذي يشكل أبرشية قائمة بذاته مقرها مرمريتا التابعة إداريًا لحمص حتى عام 2000، ثم نقل بعدها إلى اللاذقية.
من أقدم المعالم المسيحية في مدينة حمص، كنيسة أم الزنار التي بدأت ككنيسة تحت الأرض مشيدة عام 59 ما يجعلها من أقدم كنائس العالم، ثم بنيت كنيسة صغيرة فوق الأرض بعد انتشار المسيحية في المدينة فوق الكنيسة الأصلية، وفي القرن الثاني عشر وضع بها الزنار المنسوب لمريم العذراء، وهو بحسب التقاليد المسيحية قد احتفظ به القديس توما أحد التلاميذ الاثني عشر وانتقل إلى عدة مدن قبل أن يستقر في حمص؛ في عام 1852 وخلال عمليات تجديد الكنيسة وترميمها عام 1852 عثر داخل مذبح الكنيسة إلى الزنار موضوعًا داخل وعاء معدني، حيث أن أهالي حمص خافوا من القلاقل الأمنية ودفنوا الزنار فيه، وقد شيد مصلّى خاص قرب الكنيسة يعرض به الزنار منذ ذلك الوقت. الصرح الثاني هو كنيسة الأربعين شهيدًا والتي ترقى لعصور مبكرة أيضًا وقد تم ترميمها مرتين الأولى بعد زلزال القرن الثاني عشر والمرة الثانية في القرن التاسع عشر، هناك أيضًا دير وكنيسة مار إليان الحمصي المبنية عام 423 على ضريح القديس المسيحي ابن حمص الذي قتل خلال الاضطهادات الرومانية عام 284، وكنيسة مار يوحنا المعمدان التي ترقى للقرن السادس عشر. هناك عدد من المعالم الأكثر حداثة كدير الآباء اليسوعيين ومقر مطرانية الروم الملكيين الكاثوليك.

### اللاذقية

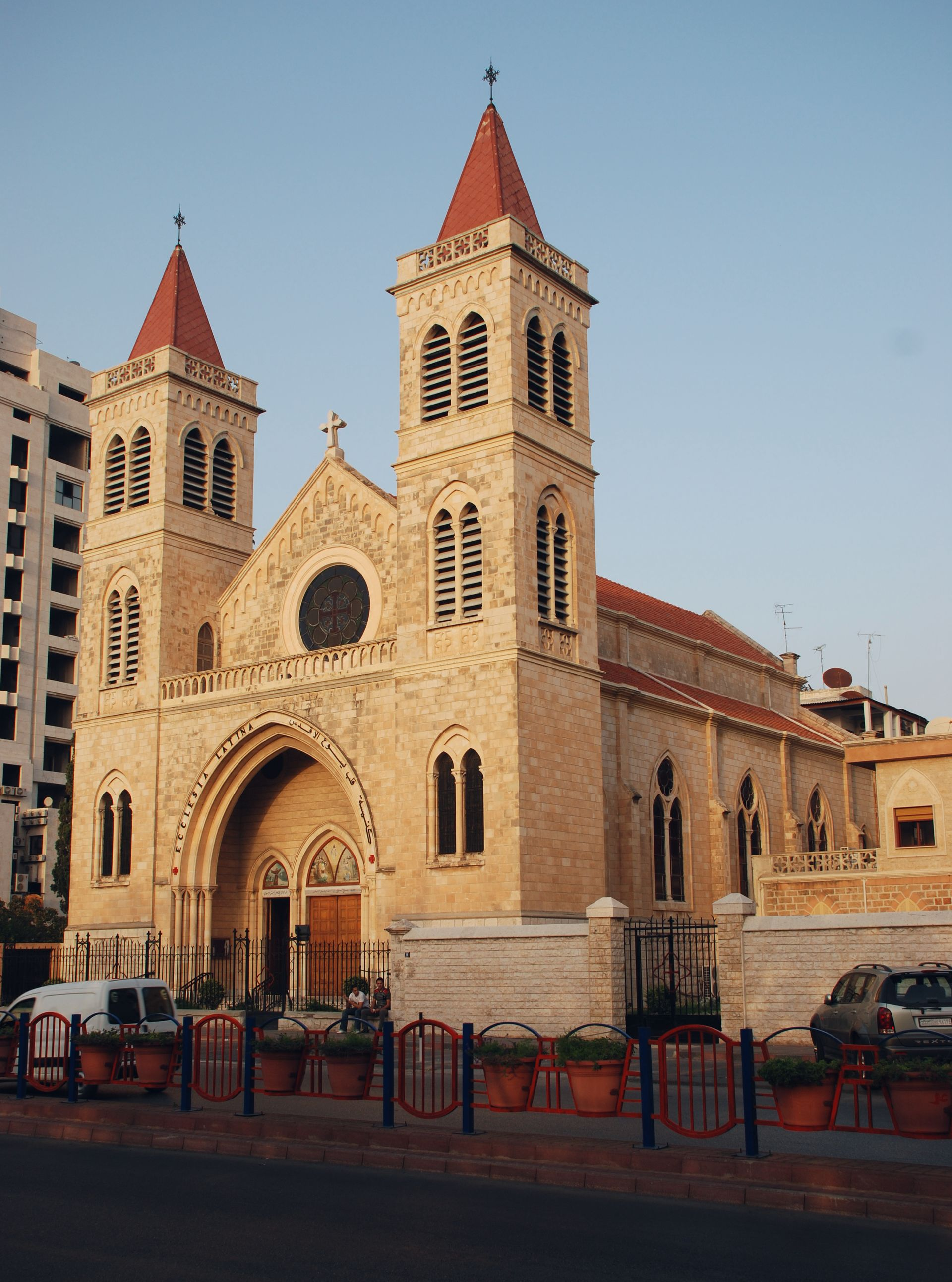
كنيسة قلب يسوع الأقدس في اللاذقية، وقد بنيت عام 1904 ويطغى عليها طابع عصر النهضة الأوروبية.

شكلت اللاذقية ومنذ القرون الأولى مركزًا هامًا للمسيحية، وتعود أقدم الكنائس المكتشفة إلى القرن الثالث، في حين أن المسيحية في سوريا الداخلية لم تصبح دين السكان حتى أواخر القرن الرابع. وبطبيعة علاقاتها التجارية مع اليونان فقد طغى المذهب البيزنطي الأنطاكي عليها، على عكس سوريا الداخلية خصوصًا في أريافها حيث انتشر الطقس السرياني، لكن للطقس السرياني وجوده التاريخي في المدينة إذ يذكر التاريخ رسامة أسقف من كنيسة السريان الأرثوذكس عام 578. خلال حقبة الإصلاحات العثمانية في القرن التاسع عشر، تحسنت أوضاع المسيحيين في اللاذقية وعملوا في التجارة، وكانت الثروة بالمجمل في يد الطائفة الأرثوذكسية. وكان المستوى العلمي والثقافي بين المسيحيين أعلى بالمقارنة مع الطوائف الإسلامية في المدينة.
وتختلف النسبة التقريبية للمسيحيين في اللاذقية بحسب التقديرات المختلفة وهي تتراوح بين 10% إلى 18% من مجموع السكان، يأت في مقدمتهم الروم الأرثوذكس الإنطاكيون وهم يشكلون غالبية ساحقة من مسيحيْ المدينة، يليهم الموارنة والأرمن الأرثوذكس رغم أن أغلب نفوسهم في بلدة كسب الواقعة على الحدود مع تركيا، إلا أن قسمًا كبيرًا منهم يقيم في المدينة بشكل دائم. تاريخ الأرمن في المدينة يرقى للقرون الوسطى، أي قبل النزوح الأرمني العام 1915، إذ كان للأرمن كنيسة وفندق في اللاذقية في القرن الرابع عشر، محولين المدينة إلى مركز في طريق الحج إلى القدس. هناك أيضًا عدد من اللاتين ويتبع لهم أيضًا عدد من العائلات السريانية الكاثوليكية والأرمنية الكاثوليكية، إذ إن أبناء هاتين الطائفتين لا كنائس لهم بسبب قلة عددهم؛ هناك أيضًا عدد قليل من الروم الكاثوليك والإنجيليين موزعين على ثلاث كنائس معمدانية وكنيسة لوثرية. ويعيش المسيحيون في ما يُعرف بحي «الأمريكان» الذي سُمّي على هذا النحو تيمّناً بالمدرسة البروتستانتية التي أنشأتها المبشرون الأمريكيين.
المدينة هي أيضًا مركز لعدد من الأبرشيات المسيحية، ومن المعروف أن مجمع نيقية عام 325 اعتبر اللاذقية أسقفية قائمة بحد ذاتها؛ أقدم الأبرشيات هي أبرشية الروم الأرثوذكس، ثم الأبرشية المارونيّة التي استحدثت عام 1736 وكان كرسيّها في طرابلس ثم قسمت الأبرشية إلى أبرشية طرابلس وأبرشية اللاذقية ومركزها طرطوس عام 1979؛ أما أبرشية الروم الملكيين الكاثوليك فقد أنشئت العام 1964 وكان كرسيّها حتى عام 2000 في مرمريتا، في حين أن الرومان الكاثوليك المدينة يتبعون لأسقف حلب. أبرز معالم المدينة المسيحية هي كنيسة القديسة تقلا التي أعيد اكتشافها عام 1999 وترقى إلى القرن الرابع، وكنيسة القديس نيقولاوس تعود للقرن الخامس، وكنيسة قلب يسوع الأقدس للاتين التي بنيت العام 1933 ويطغى عليها الطابع المعماري لعصر النهضة الأوروبيّة، في حين أن كنيسة الأرمن أو كما يطلقون عليها اسم «كيدون الأرمن» فهي تحوي على نقوش وأشكال نافرة تعود للقرن الثالث عشر.

### الجزيرة الفراتية

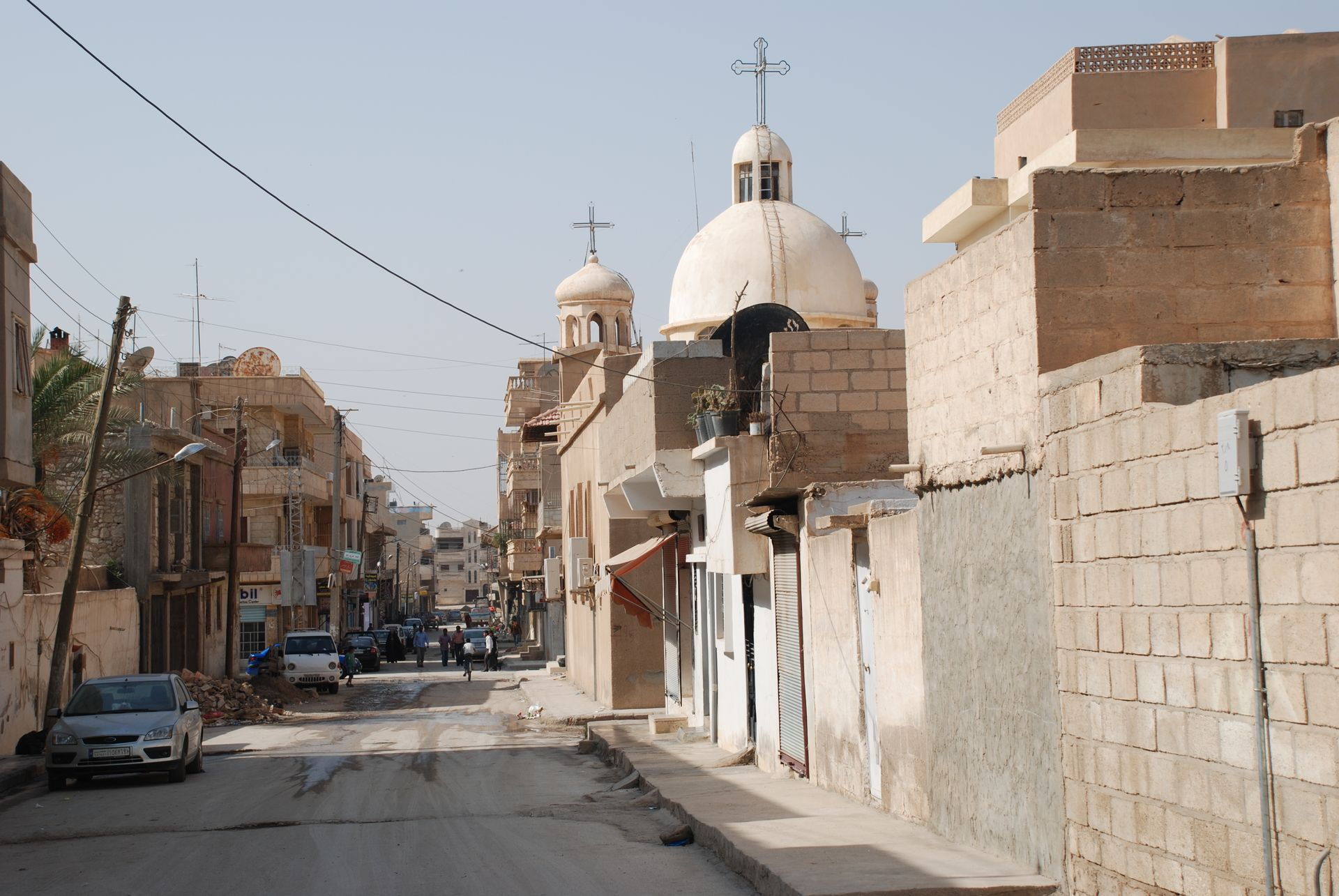
كنيسة سريانيّة في رأس العين.

تعتبر منطقة الجزيرة الفراتية من المواطن التقليديّة للسكان الأصليين الآشوريين المسيحيين الناطقين باللغة الآرامية في بلاد ما بين النهرين القديمة. وصل آلاف اللاجئين الآشوريين إلى الجزيرة السورية، قادمين من تركيا في أعقاب الإبادة الجماعية الآشورية خلال الحرب العالمية الأولى. بالإضافة إلى ذلك، في عام 1933 فرّ حوالي 24,000 مسيحي آشوري إلى المنطقة، في أعقاب مذبحة سميل في منطقة الموصل في شمال العراق. حيث أسسوا 35 قرية على ضفاف الخابور قرب الحدود مع تركيا. ومع ذلك، غيرّ العنف ضد المسيحيين التركيبة السكانية في هذه المنطقة حيث تعاونت بعض القبائل الكردية والفارسية مع السلطات العثمانية خلال الإبادة الجماعية للأرمن والآشوريين في بلاد الجزيرة الفراتية.
وبدأ المسيحيون الآشوريون في الهجرة من سوريا بعد مذبحة عامودا في 9 أغسطس من عام 1937. وارتكب هذه المذبحة سعيد آغا الكردي، وأدت الحادثة إلى افراغ المدينة من سكانها الآشوريين. في عام 1941، تعرض المجتمع الآشوري في مدينة المالكية لاعتداء أخر. وعلى الرغم من فشل الهجوم، تم ترهيب الآشوريين وتركوا المدينة بأعداد كبيرة، ومع هجرة الأكراد من تركيا إلى المنطقة، أصبحت مدينة المالكية والدرباسية وعامودا إلى مدن ذات أغلبيّة كرديّة. كان لمدينة نصيبين ذات الأهمية التاريخية المسيحية مصير مماثل بعد مغادرة سكانها المسيحيين عندما تم ضمها إلى تركيا. وعبر السكان المسيحيون في المدينة الحدود إلى سوريا واستقروا في مدينة القامشلي، والتي كانت مفصولة بواسطة السكك الحديدية عن نصيبين، وأصبحت نصيبين مدينة ذات أغلبية كردية وأصبحت القامشلي مدينة ذات أغلبية آشورية مسيحية. لكن الأمور سرعان ما تغيّرت، مع هجرة الأكراد التي بدأت في عام 1926 في أعقاب فشل تمرد ثورة الشيخ سعيد بيران ضد السلطات التركية.
استحدثت مقاطعة الجزيرة من قبل الانتداب الفرنسي على سوريا بعد صدور مراسيم التقسيم عام 1920، لتكون كيانًا ذي وضعية خاصة داخل دولة حلب، نظرًا لأهميتها الاقتصادية، وتنوعها العرقي. استمرّ «الوضع الخاص» للجزيرة لما بعد إعلان الدولة السورية والجمهورية السورية الأولى. في عام 1953 شكل المسيحيون حوالي 24.4% من سكان مقاطعة الجزيرة أي حوالي 56,444 نسمة، توزعوا بين 42,626 آشوري وحوالي 12,535 أرمني وحوالي 1,283 مسيحي عربي. لا يزال هناك تواجد مسيحي كبير خصوصاً من أتباع الكنيسة السريانية الأرثوذكسية والكنيسة السريانية الكاثوليكية وكنيسة المشرق الآشورية والكنيسة الكلدانية الكاثوليكية والكنيسة الأرمنية الأرثوذكسية، ويتواجدون بشكل في مدينة الحسكة ومدينة القامشلي وريفها وكذلك في مدينة المالكية وفي رأس العين وعامودا ودير الزور، إلى جانب القرى الآشورية الواقعة على ضفاف الخابور قرب الحدود مع تركيا. شهدت المنطقة نسبة عالية من الهجرة في العقود الأخيرة؛ كانت العوامل الرئيسية هي الجفاف وهجرة المسيحيين الآشوريين لتحسين الأوضاع الاقتصادية والصراع مع الأكراد.

### حوران

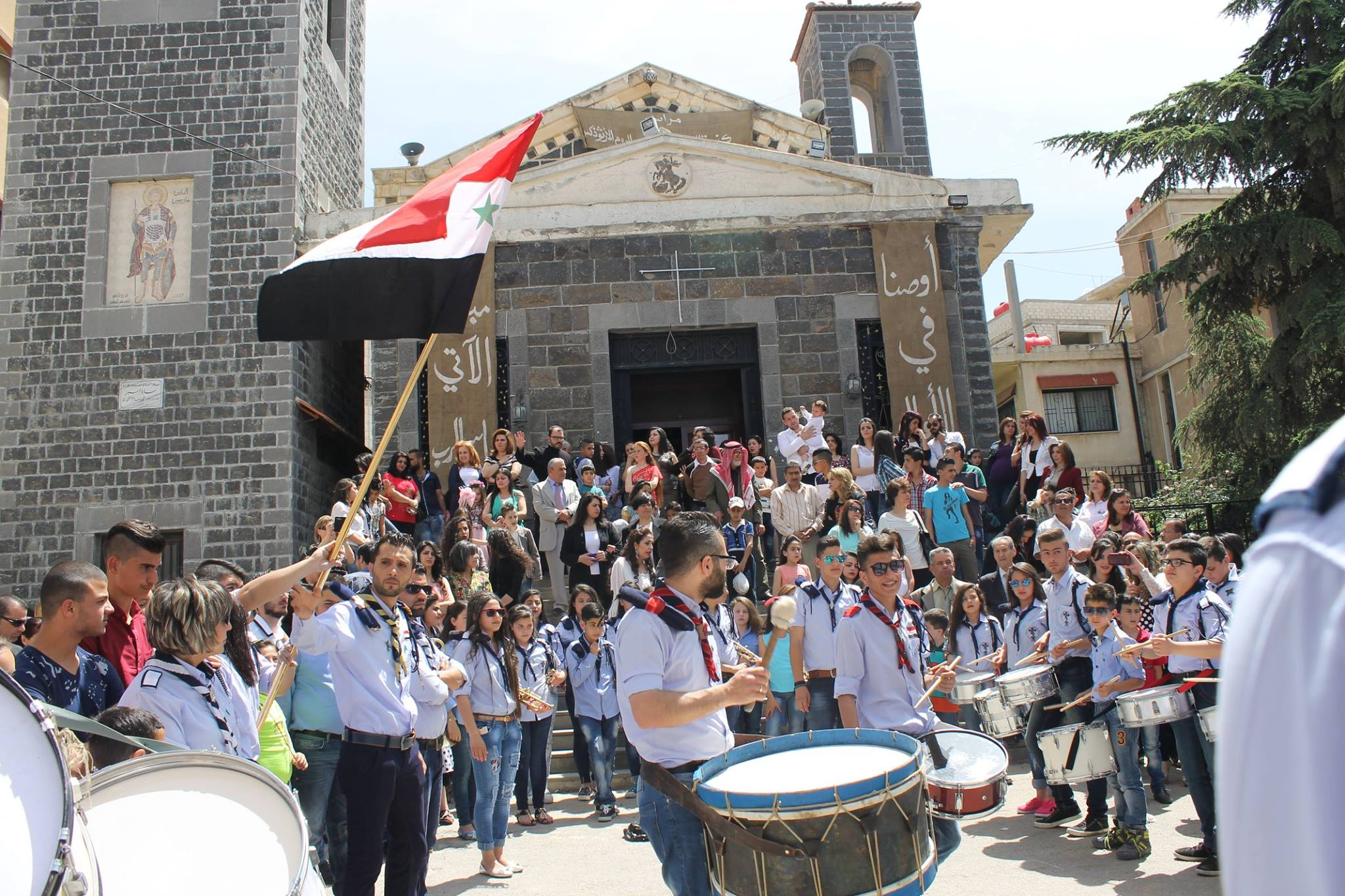
احتفالات الطائفة الأرثوذكسية بعيد القيامة في مدينة السويداء، جبل الدروز.

في أوائل القرن السادس، سكنَ الغساسنة في حوران واعتنقوا المسيحية ديناً. وتميز العصر البيزنطي في حوران بالتعريب السريع وانتشار المسيحية، حيث شارك أساقفتها في المجامع المسكونية وعملوا على نشر المسيحية بين قبائل العرب. وازدهرت المنطقة تحت إشراف الغساسنة، وبَنت القبيلة نفسها العمارة العلمانية والدينية في العديد من القرى ورعتها، بما في ذلك الكنائس والأديرة ومنازل زعماءها الكبيرة. كما شيّد الغساسنة عدة كنائس وأديرة في هضبة الجولان المجاورة، وأصبحت مدينة بانياس الحولة كرسيًا أسقفيًا. بحلول القرن الخامس، كانت جميع قرى حوران تقريباً بها كنائس، معظمها مخصص للقديسين الذين يفضلهم العرب. ولعب الغساسنة دورًا مهمًا في الترويج للمسيحية المونوفيزية في سوريا والتي اعتبرت الكنيسة الخلقيدونية التي اعتنقها معظم الأباطرة البيزنطيين هرطقة. مع ظهور الإسلام في الجزيرة العربية وتوسعه شمالاً نحو سوريا، تواجهت الجيوش الإسلامية مع البيزنطيين وحلفائهم المسيحيين العرب في حوران. خلال القرن الحادي عشر كان سكان حوران من المسيحيين الأرثوذكس إلى حد كبير. ومع اضطهاد المماليك للمسيحيين، تغيرت التركيبة السكانية للمنطقة حيث خلال القرنين الثاني عشر والثالث عشر، أصبح معظم السكان من المسلمين، ومع ذلك إن نسبة كبيرة من السكان كانت من المسيحيين. وتسببت الحرب الأهلية التي اندلعت في جبل لبنان عام 1860 بين الموحدين الدروز والمسيحيين والتدخل العسكري الفرنسي الناتج في نزوح كبير آخر للدروز إلى جبل حوران. ومع مجازر 1860 إلى دمشق، حيث ذُبح الآلاف من المسيحيين، هاجر العديد من المسيحيين في المنطقة.
حالياً يُشكل الموحدون الدروز الأغلبية السكانيَّة في جبل حوران، وهو جزء من محافظة السويداء. وتضم المنطقة ككل على عدد كبير من السكان المسيحيين، سواء من أتباع بطريركية أنطاكية للروم الأرثوذكس وكنيسة الروم الملكيين الكاثوليك، على الرغم من أن معظم المسيحيين يتركزون في البلدات والقرى الممتدة على سفوح جبل حوران الغربية، وكثير من تلك المناطق تحتوي على كنائس، وإن كانت غالبيتها تُعتبر «كنائس قديمة». ولا تزال تعيش في حوران عشائر عربية مسيحية تنتمي إلى الغساسنة. في عام 1980 قُدرت نسبة المسيحيين بحوالي 11% من مجمل سكان محافظة السويداء، في حين قُدرت نسبة الموحدين الدروز بحوالي 87.6% من السكان، ووفقاً لمعهد واشنطن لسياسة الشرق الأدنى اعتبارًا من عام 2010، وهو العام الأخير الذي تتوفر فيه أرقام إحصائية موثوقة، بلغ عدد سكان محافظة السويداء حوالي 375,000 نسمة، شكل الموحدون الدروز حوالي 90% من السكان، وشكل المسيحيون حوالي 7% من السكان، وكان حوالي 3% من العرب السنّة. هاجر العديد من المسيحيين قبل وخلال الحرب الأهلية السورية من محافظة السويداء هجرة داخلية باتجاه دمشق أو إلى دول الاغتراب، لتحسين الوضع المعيشي، أو هرباً من الأعمال العسكرية والخدمة العسكرية، أو للبحث عن مكان مستقر لتأمين مستقبلهم. وفقاً لإحصائية حديثة حصلت عليها نورث برس كان أكثر من 55 ألف مسيحي روم أرثوذكسي ولاتيني يعيشون في السويداء قبل عام 2011، لكن نتيجة للهجرة المسيحية بسبب الحرب الأهلية السورية، كان هناك 27 ألف مسيحي فقط في السويداء، بحسب إحصائيات من كنيسة الروم الأرثوذكس عام 2020. ويسود التعايش والعلاقات الودية بين الطائفتين المسيحية والدرزية في محافظة السويداء ويتشاركون في نفس العادات والثقافة، ووفقاً للباحث كمال الشوفاني سكن المسيحيين منطقة جبل الدروز قبل الدروز، ومنهم من جاء إلى جبل الدروز نهاية القرن السابع عشر هرباً من القمع العثماني. وتعد عائلة القطامي من أوائل العائلات المسيحية التي أتت إلى المنطقة وسكنت في بلدة خربا على بعد 21 كيلومترًا جنوب غربي السويداء، كان من بين أبناء الأسرة القائد عقلة بيك القطامي الذي كان له دور في الثورة السورية الكبرى في ظل الانتداب الفرنسي.

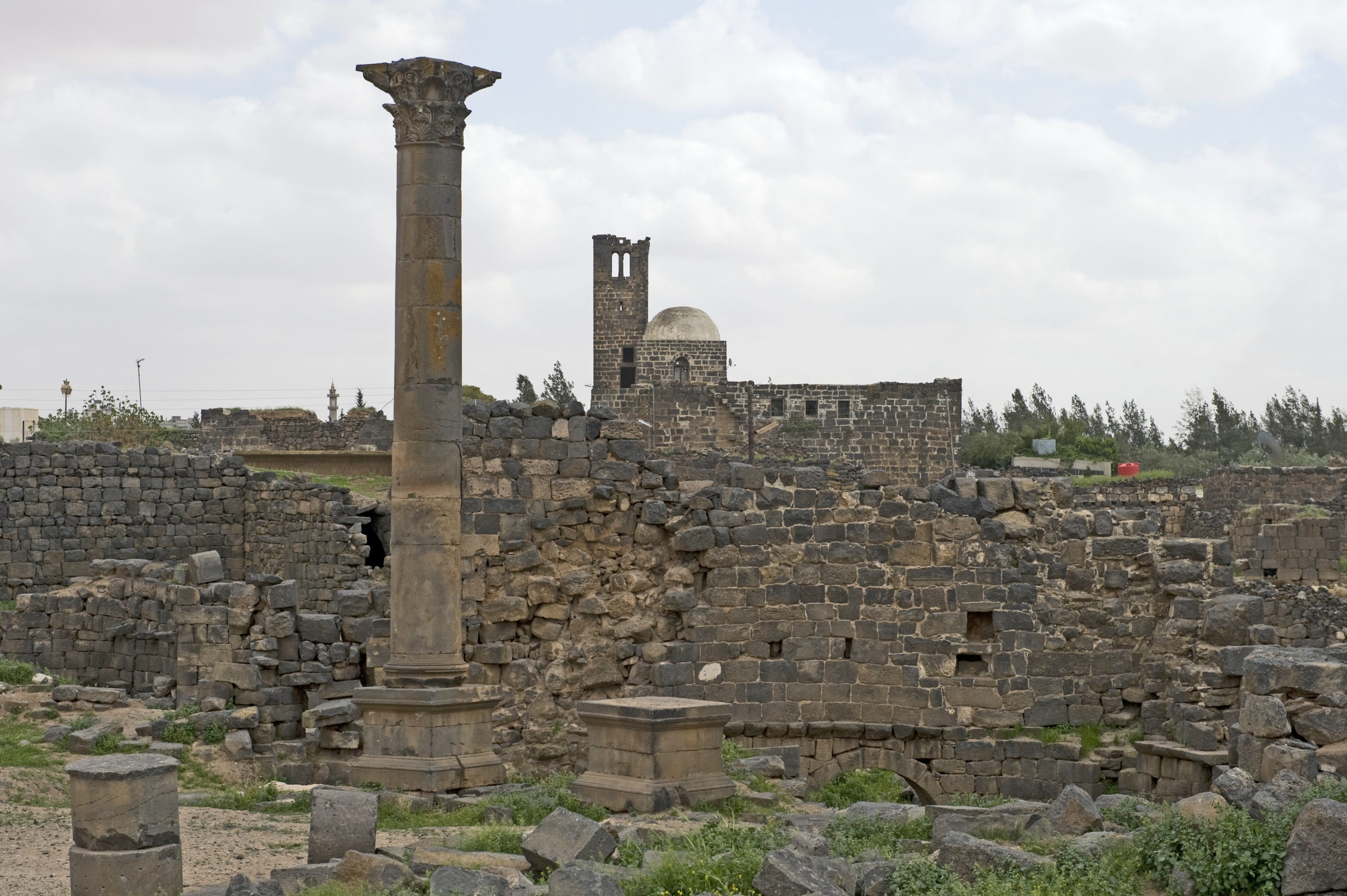
آثار الكنيسة المركزية في بصرى الشام.

بين عام 2010 وعام 2012 قدرت أعداد المسيحيين في حوران بأكثر من 57,000 نسمة، كان منهم 30,000 من الروم الأرثوذكس وحوالي 27,000 من الروم الملكيين الكاثوليك، والكثير منهم أبناء لعشائر عربية مسيحية تنتمي إلى الغساسنة. وتضم كل من مدينة السويداء، وشهبا، وصلخد، ودرعا على أقلية مسيحية كبيرة، ويُشكل المسيحيين أغلبية سكانية في العديد من بلدات وقرى حوران ومنها خربا، وجبيب، وصما الهنيدات، والهيت، وإزرع، وخبب، وبصير، والمسمية وتبنة وغيرها. روحياً وإدارياً يتبع أتباع الكنيسة الأرثوذكسية في حوران أبرشية بصرى وحوران وجبل العرب ومقرها كنيسة القديس جاورجيوس للروم الارثوذكس في السويداء، في حين يتبع أعضاء كنيسة الروم الملكيين الكاثوليك أبرشية خبب للروم الكاثوليك ومقرها في بلدة خبب بمحافظة درعا، وتُعتبر مدينة السويداء الثقل الأبرز لأتباع الكنيسة اللاتينية في حوران ومركزها في كنيسة يسوع الملك التي يديرها الرهبان الفرنسيسكان الكبوشيين. تاريخياً كانت أبرشية بصرى وحوران وجبل العرب الأرثوذكسية حتى عام 1920 كبرى أبرشيات بطريركية أنطاكية وسائر المشرق للروم الأرثوذكس وكانت نسبة المسيحيين آنذاك حوالي 55% من السكان، واحتلت المرتبة الثانية بين أبرشيات الكرسي الأرثوذكسي الأنطاكي، لكن تدهور وضعها نتيجة للهجرة المسيحية إلى باقي المحافظات السورية خصوصاً إلى محافظة دمشق أو بيروت أو المهجر خصوصاً إلى أمريكا الوسطى وأمريكا الجنوبية، وساهم إحتلال إسرائيل لهضبة الجولان إلى زيادة الهجرة المسيحية في المنطقة.

### هضبة الجولان

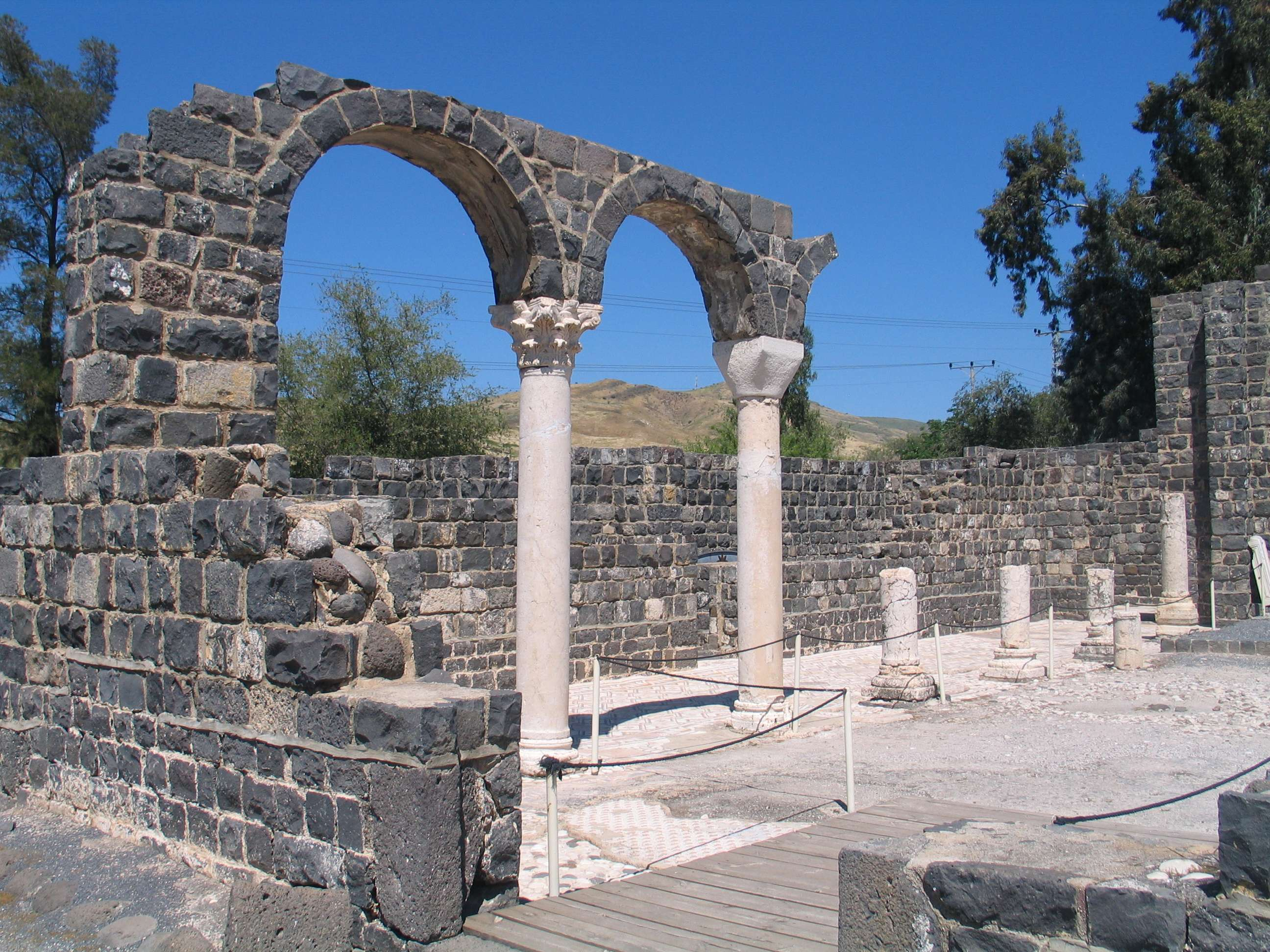
مدخل كنيسة قديمة في موقع كرسي الأثري.

تُعدّ هضبة الجولان مكانًا مقدسًا لدى المسيحيين وكانت مقصدًا للحجاج منهم، وذلك بسبب روايات الكتاب المقدس عن زيارة يسوع لها، واعتراف بطرس به الذي حدث في مدينة بانياس (قيصرية فيبلس آنذاك). وبعد اعتراف الإمبراطورية الرومانية بالديانة المسيحية، بُنيت عدة كنائس وأديرة في المنطقة ولا تزال توجد عدة أبنية ومواقع أثرية مسيحية حتى اليوم في الجولان مثل الكرسي ودير قروح وعدة آثار في بانياس. وقد سكنَ المسيحيون في معظم قرى وبلدات الجولان، مثل جباتا الزيت وزعورة وعين فيت وخسفين وفيق والقنيطرة وعين الشعرة وحينة وعرنة، بالإضافة لمجدل شمس وعين قنية اللتين شكل المسيحيون فيهما ثُلثي السكان في القرن التاسع عشر، وكان المسيحيون يُقسمون لعدة طوائف هيَ الروم الأرثوذكس والموارنة والروم الكاثوليك والبروتستانت. خلال فترة الانتداب الفرنسي بدأت هجرة قويّة المسيحيين من القرى باتجاه مدينة القنيطرة، فشكلوا ثاني مجموعة سكانية فيها بعد الشركس. قبل حرب 1967، كان المسيحيون يشكلون 12% من إجمالي سكان الجولان (محافظة القنيطرة) الذين بلغوا 150 ألف نسمة، وقد شاركوا في الأعمال الاقتصادية والتجارية الصغيرة وصُنفوا ضمن الطبقة الرأسمالية الصغيرة، وكانت غالبيتهم من المتعلمين، وعمل العديد منهم في مهنة الطب والمحاماة والهندسة، في حين مال الدروز إلى العمل في الفلاحة والأرض. هاجرت الغالبية العظمى من المسيحيين مع باقي السكان بعد احتلال إسرائيل للجولان، ولم تبقَ سوى عدة عائلات مسيحية صغيرة، وفي 2017 كانت هناك عائلة مسيحية أرثوذكسية واحدة مؤلفة من خمسة أشخاص (عائلة نصرالله) في مجدل شمس وعائلة مسيحية واحدة مؤلفة من 12 شخصاً (عائلة عسّاف) في عين قينية. بقيت كنيسة واحدة للموارنة في عين قنية، بالإضافة لبقايا كنيستين مارونية في عين قنية وأخرى أرثوذكسية في مجدل شمس، وكنيسة بانياس التاريخية التي ما زالت مُغلقة رغم ترميمها. تتسم العلاقات بين المسيحيين والدروز في مجدل شمس وعين قنية بالود وهناك تعايش سلمي واختلاط.

## التأثير الحضاري

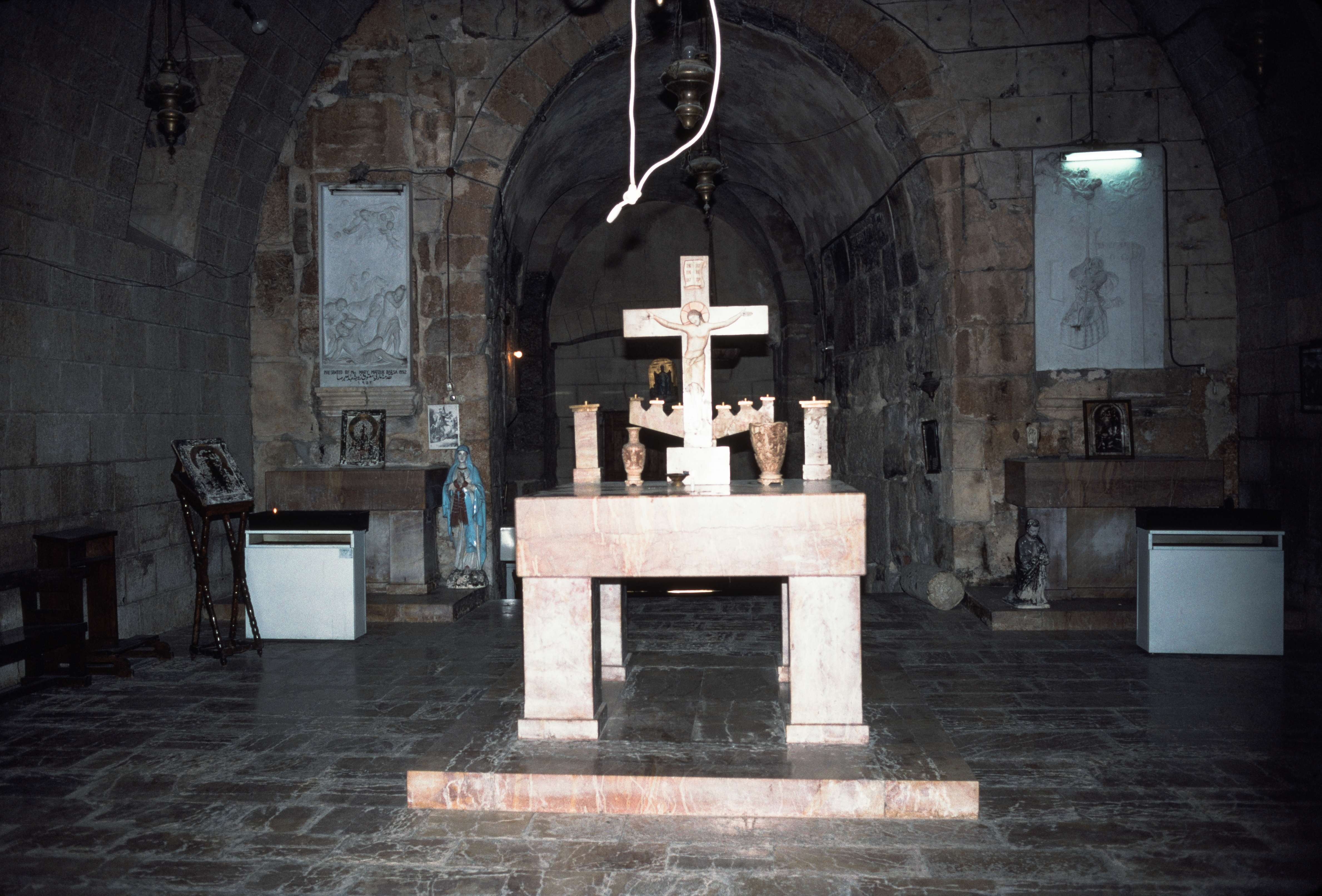
كنيسة مَارْ بُولُس في دمشق.

تُمثل المسيحية في سورية جزءاً من فسيفساء الثقافة المتنوعة في البلاد؛ حيث يوجد هناك أقدم الآثار المسيحية إضافة إلى الليتورجيا والتراتيل التي انتشرت منذ القرن الثاني الميلادي في جميع أنحاء البلاد. وللمسيحيَّة تاريخٌ طويل وحافل في سورية التاريخيَّة، حيث كانت قاعدة (دمشق) انطلاق بولس الطرسوسي في رحلاته التبشيرية وهو واحد من رسل المسيحية وهي منتشرة بطُقوسها السريانيّة والبيزنطيّة والأرمنيّة، وخرج منها الكثير من الفلسفات والنصوص الليتورجية وآباء الكنيسة والشهداء والقديسين فضلًا عن الملافنة، حيث تُعتبر سوريا الحاليّة مسقط رأس العديد من الرسل والقديسين المسيحيين، مثل إليان الحمصي، وأفرام السرياني، وأوسطاثاوس، وبابولا الشهيد، وبيلاجيا، وحنانيا الدمشقي، وقُزما ودميان، وفبرونيا السورية، وفرومنتيوس، والقديسة مارينا، وماري الرسول، ومارون، وماروثا الميافارقيني، ورفائيل هواويني، وسركيس وباخوس، وصفرونيوس، ويوحنا الدمشقي، ويوحنا ذهبي الفم، ويوحنا مارون وغيرهم من الشخصيات المسيحيّة البارزة. تعتبر البلاد مركزًا للعديد من المواقع المسيحيّة التاريخيّة والتراثيّة منها بطريركية أنطاكية تاريخيًا، حيث كانت أنطاكية من مراكز المسيحية الخمسة جنباً إلى جنب القسطنطينية وروما والإسكندرية والقدس. أُطلق على أنطاكية لقب «مهد المسيحية» نتيجة لطول عمرها والدور المحوري الذي لعبته في ظهور كل من اليهودية الهلنستية والمسيحية المبكرة. ويذكر سفر أعمال الرسل إعطاء أتباع يسوع لقب مسيحيين في مدينة أنطاكية. وتعتبر دمشق كرسي بطريركي ومقرًا لثلاث كنائس على مستوى العالم هم بطريركية أنطاكية وسائر المشرق للروم الأرثوذكس وبطريركية أنطاكية وسائر المشرق للسريان الأرثوذكس وبطريركية أنطاكية والقدس والإسكندرية للروم الملكيين الكاثوليك.

### العمارة

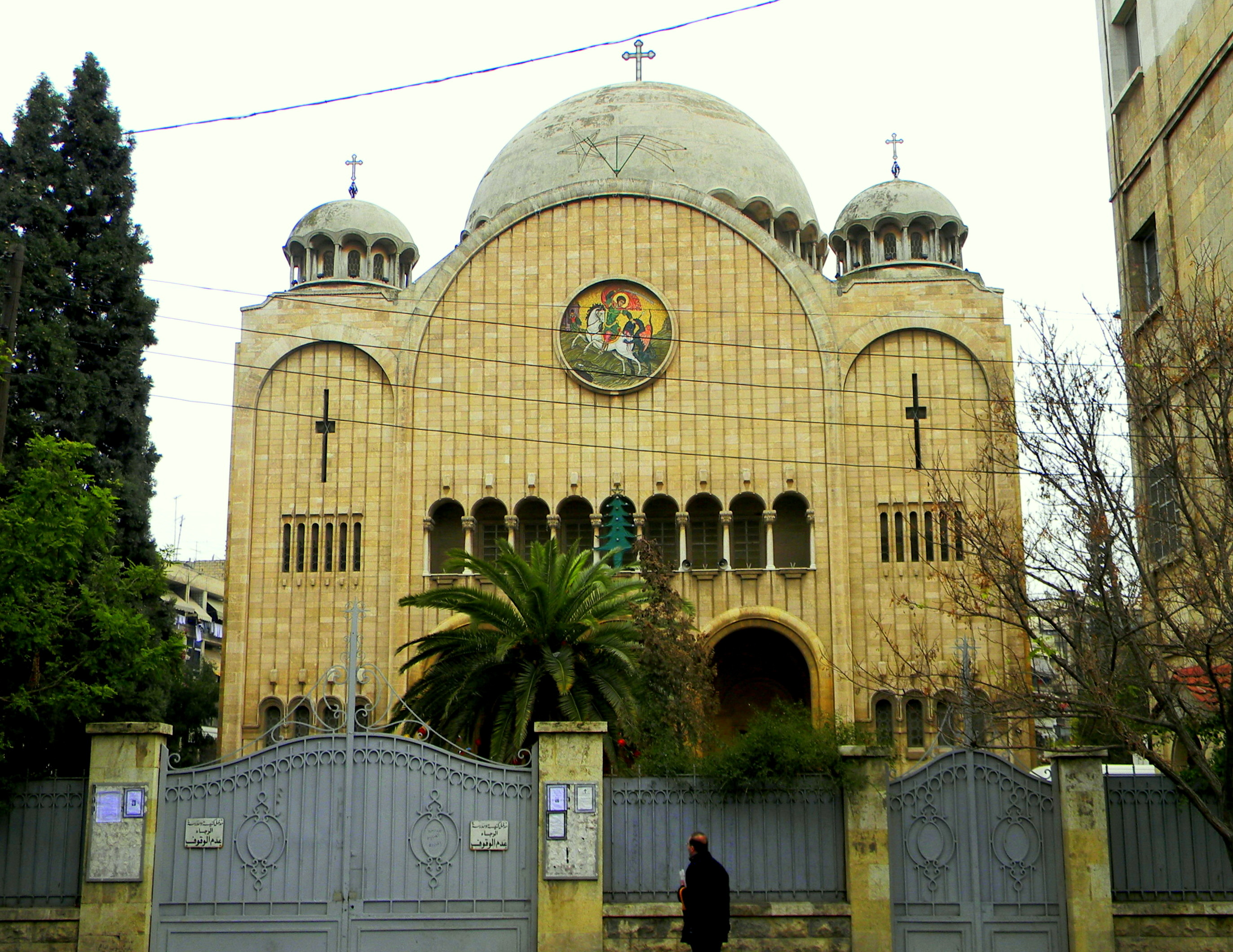
كنيسة القديس جاورجيوس للروم الملكيين في حلب.

تضم سورية الحاليَّة على العديد من الكنائس ذات القيمة الحضارية والمعمارية في العالم المسيحي، ولا تزال آثار كنيسة حنانيا الأقدم ماثلة لحقبة هامة من التاريخ المسيحي، وتعتبر كنيسة أم الزنار في حمص من أقدم كنائس العالم وترقى لفترة مبكرة من القرن الأول، وتعتبر كنيسة مار إليان في حمص إحدى أبرز الكنائس التاريخية والأثرية في المدينة. وتعد صيدنايا ومعلولا من أعرق الحواضر المسيحية في المشرق العربي، وتشتهر بوجود معالم مسيحية مقدسة مثل دير سيدة صيدنايا الذي يضم مكتبة تضم مئات الكتب والمخطوطات، ودير القديسين سركيس وباخوس ودير مار تقلا. وتنتشرُ مجموعةٌ كبيرةٌ من الكنائس والكاتدرائيّات في مدينة حلب، وتتوزّع على الأحياء القديمة والحديثة التي يتركز فيها المسيحيون خارج سور المدينة القديمة، ويعود تاريخ غالبيّة الكنائس الحاليّة إلى القرنين التاسع عشر والعشرين. تتنوّع الانتماءات الطقسيّة لهذه الكنائس بين البيزنطيّة والسريانيّة والأرمنيّة والرومانية، كما تختلف أساليب عمارتها بين الشرقية القديمة والغربية الحديثة. ومن أبرز هذه الكنائس كاتدرائية الأربعين شهيد للأرمن وكاتدرائية مار أفرام السرياني للسريان الأرثوذكس وكنيسة مار جرجس للروم الأرثوذكس وكنيسة رقاد السيدة العذراء للروم الأرثوذكس وكنيسة مار آسيا الحكيم للسريان الكاثوليك وكنيسة القديس جاورجيوس للروم الملكيين وكنيسة السيدة للروم الملكيين وكاتدرائية القديس إلياس المارونية وكنيسة القديس فرنسيس الأسيزي للآباء الفرنسيين. وتحوي دمشق على حوالي 36 كنيسة، وتعدّ المدينة مقرًا دائمًا لثلاثة صروح بطريركية أنطاكية أبرزها الكنيسة المريمية، وكنيسة الزيتون، وتوجد إلى جانب هذه الكنائس الأثرية كنائس حديثة النمط المعماري مثل كنيسة الصليب في القصاع.

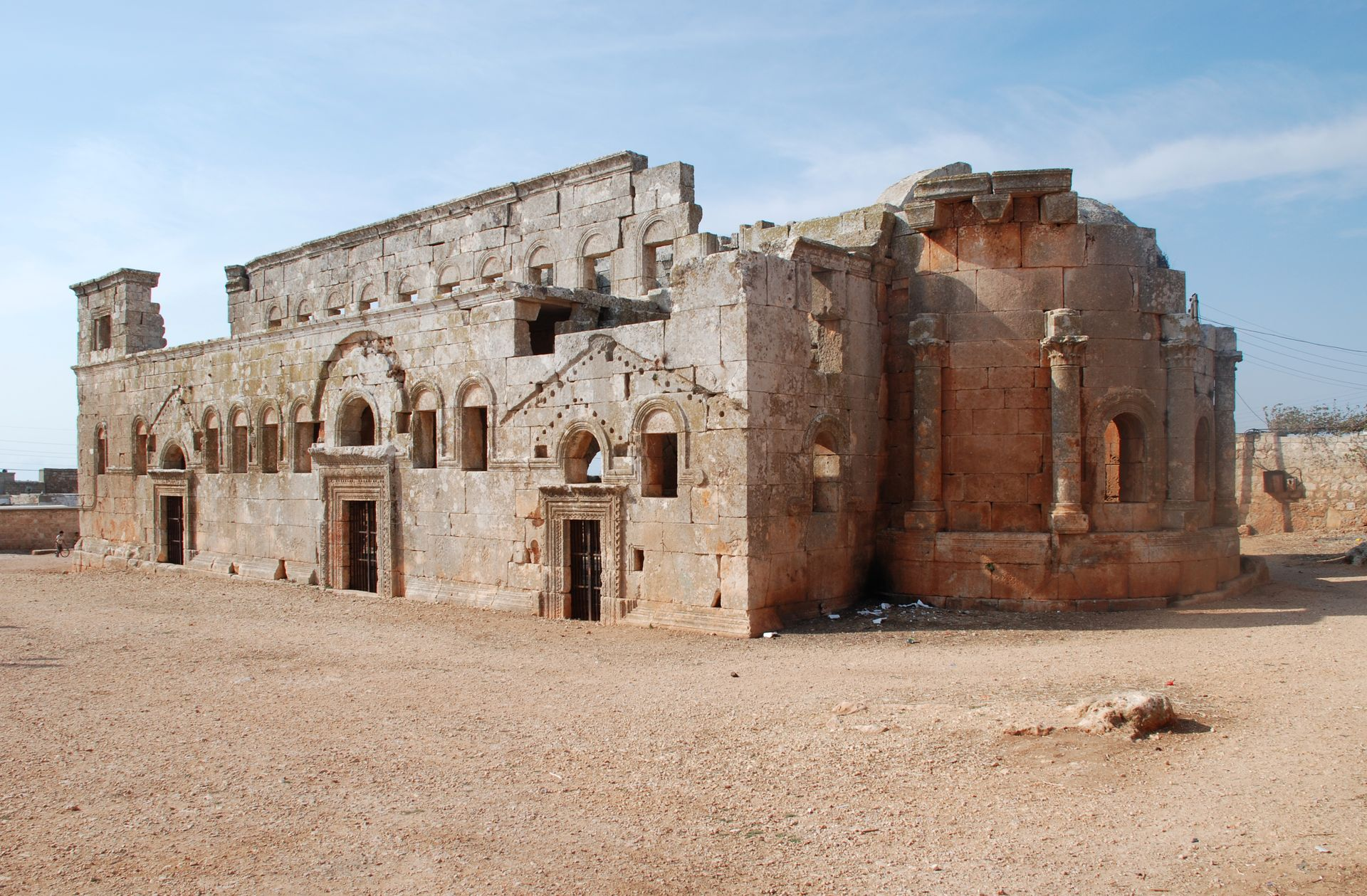
كاتدرائية قلب لوزة في محافظة إدلب.

المدن المنسية هي مدن وقرى أثرية سوريّة تقع ضمن الحدود الإدارية لمحافظتي حلب وإدلب، وهي المواقع والقرى الممتدة في جبال الكتلة الكلسية ووديانها وشعابها في شمال غربي سوريا، حيث تقع في مساحة قدرها 5500 كم2، تمتد من قورش (النبي هوري) شمالاً حتى أفاميا جنوباً ومن حلب شرقاً حتى منطقة جبل الزاوية ووادي العاصي غرباً، وهي من أكثر تجمعات المناطق الأثرية في العالم يعود بنائها إلى الفترة بين القرنين الأول والسابع للميلاد وأحياناً حتى القرن العاشر وهي من المناطق الهامة في تاريخ المسيحية، وقد بلغ عددها 800 موقع وقرية أثرية، منها ما هو مسكون حالياً ومنها ما هو غير مسكون ويقع معظمها في محافظتي حلب وإدلب، بُني فيها في فترة ازدهار المسيحية بين القرنين الرابع والسادس للميلاد أكثر من 2000 كنيسة كانت درّتها كاتدرائية القديس سمعان العمودي التي تم بناؤها بين 476-491م كمجمع ديني كامل، التي كانت مكاناً للحج في الماضي وللسياحة في اليوم الحاضر، وكاتدرائية قلب لوزة التي يعود بناؤها إلى عام 460م. وقد أحصى المعهد الفرنسي لآثار الشرق الأوسط عدد القرى والمواقع الأثرية في هذه المنطقة من شمال سوريا هو 778 قرية، بينما زاد عدد هذه القرى والمواقع حسب بحث الآباء الفرنسيسكان بقيادة عالم الآثار الكاهن (باسكال كاستيلانا)، حيث تجولوا في جبال الكتلة الكلسية وبخاصة في جبلي الدويلي والوسطاني وقاموا باكتشاف ما لم يكن معروفاً من القرى من قبل ليصبح عددها أكثر من 800 مدينة وقرية أثرية. والمنطقة من أهم المناطق القديمة الغنية بالآثار والمعالم التاريخية، فالتتابع التاريخي للحضارات فيها ترك آثاراً عدة في القرى الأثرية والتلال التاريخية الأثرية المنتشرة في كتلة الجبال الكلسية وعلى امتداد منطقة طولها 140 كم وعرض 20-40 كم. وقد أُضيفت المدن إلى قائمة مواقع التراث العالمي من قبل اليونسكو عام 2011.

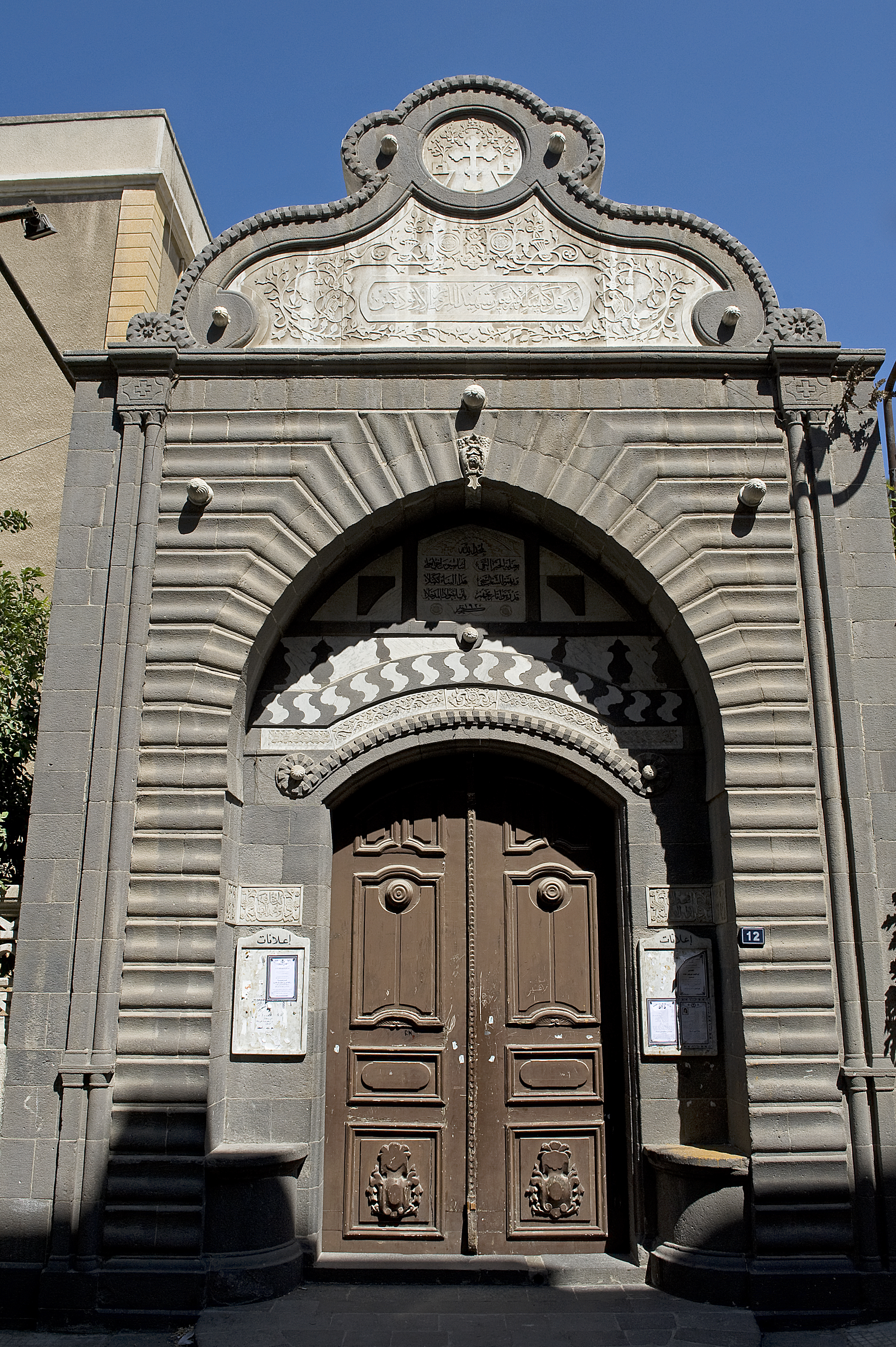
مدخل كاتدرائية الأربعين شهيد الأنطاكية في حمص.

تعتبر «بصرى الشام» من المناطق الأثرية الجامعة لعدة حضارات متعاقبة، وتحوى على عدد من الآثار المسيحية التي تعود إلى العصور المبكرة من المسيحية، ومن أهم المعالم المسيحية في المنطقة كنيسة الكاتدرائية التي ظهرت عليها أول قبة في عالم البناء المسيحي. اكتسبت الكنيسة أهمية تايخية حيث تاريخ بنائها إلى عام 512- 513 ميلادي، ويبلغ طول الكاتدرائية 51 متراً وعرضها 37 متراً. وهي موقوفة للقديسين «سرجيوس وباخوس وتيونتوس»، وقام ببنائها الأسقف «جوليانوس». وبُنيت عدة كنائس وأديرة في منطقة جبل الدروز وهضبة الجولان ولا تزال توجد عدة أبنية ومواقع أثرية مسيحية حتى اليوم في الجولان مثل الكرسي ودير قروح وعدة آثار في بانياس الحولة.
من القرن الثامن إلى القرن الحادي عشر، تأثرت أنماط العمارة الإسلامية بتقاليد قديمة مختلفة من ضمنها الأساليب الرومانية والبيزنطية التي كانت سائدة بشكل خاص في العمارة الإسلامية المبكرة، وزودت مناطق الإمبراطورية البيزنطية المحتلة حديثًا (جنوب غرب الأناضول وبلاد الشام ومصر والمغرب الكبير) المهندسين المعماريين والبنائين والفسيفساء والحرفيين الآخرين للحكام الإسلاميين الجدد. دُرّب هؤلاء الحرفيون على العمارة البيزنطية والفنون الزخرفية، واستمروا في البناء والتصميم على الطراز البيزنطي، الذي تطور من العمارة الهلنستية والرومانية القديمة. لا تزال المعالم المسيحية ظاهرة في الكاتدرائية المسيحية السابقة مدرسة الحلوية في حلب، والتي حولها نور الدين زنكي إلى مسجد على الأرجح. ولا يزال جامع بني أمية الكبير بدمشق والذي بُنيَ عام 715 على يد الخليفة الوليد بن عبد الملك، في موقع بازيليك يوحنا المعمدان بعد الفتح الإسلامي لدمشق، يشبه إلى حد كبير البازيليكات المسيحية في القرنين السادس والسابع. ولم يبقَ من آثاره المسيحية سوى جرن العماد ونقش باليونانية في مدح المسيح على أحد الجدران.
خلال عصر الإمبراطورية البيزنطية بُنِيَت العديد من الحمامات العامة من أجل النظافة؛ وبُنيَت حمامات عامة كبيرة في المراكز الحضرية البيزنطية مثل القسطنطينية وأنطاكية وسالونيك،  واتّبعت هذه الحمامات الهيكليَّة الأصليَّة والنموذجيَّة للحمامات الرومانية، والتي كان فيها حمام ساخن في كل الغرف. لكن على خلاف الحمامات الرومانية بُنيَت أقسام منفصلة بين الرجال والنساء تأثّرًا بالأخلاقيات المسيحيَّة. اعتمدت الحمامات العثمانية والتركية والمغربية لاحقاً تقنيات الاستحمام المستخدمة في الحمامات الرومانية والبيزنطيَّة والفصل بين الجنسين.

### التجارة

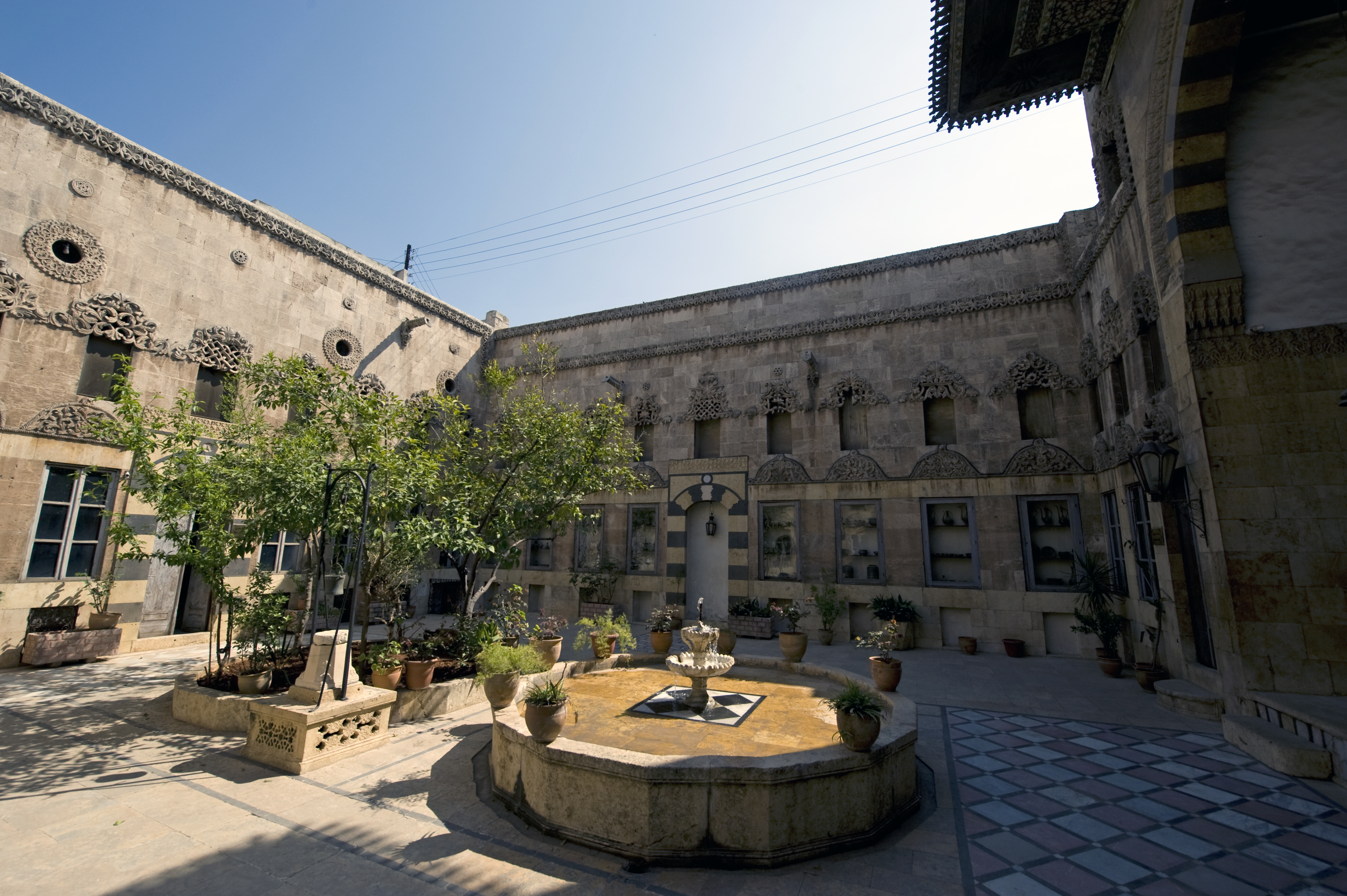
بيت أجقباش في حلب، بنته عائلة مسيحية ثرية من التجار في عام 1757.

عندما أصبح الشرق العربي خاضعاً تحت الحكم العثماني في القرن السادس عشر، انتعشت أحوال السكان المسيحيون وثرواتهم بشكل ملحوظ؛ ونشطت المجتمعات المسيحية في حلب ودمشق والإسكندرونة والقدس في التجارة. حيث كان للعثمانيين خبرة طويلة في التعامل مع الأقليات المسيحية واليهودية، وكانوا أكثر تسامحًا تجاه الأقليات الدينية من المماليك الحكام المسلمين السابقين للمنطقة. خلال القرن الثامن عشر أصبح المسيحيين في حلب ودمشق أرباب عمل ونخبة ثريّة، وكانت الطوائف المسيحية تزداد ثروة وثقافة ونفوذًا، وفي تلك الحقبة كان مسيحيو حلب ودمشق من الروم الأنطاكيين والسريان) أكثر ثراءً من المسلمين. وعلى الرغم من أن المسيحيين كانوا أقلية في مدينة دمشق ما بين القرنين الحادي عشر والرابع عشر الميلاديين، فإن الصناعات بقيت في أيدي معلميها، ولم يقارب الأعمال الفنية والحرف سوى عدد قليل من المسلمين، ومع أن مسيحيي دمشق أضحوا قلة ما بين القرن الخامس عشر وأحداث عام 1860، بحيث لم يتجاوزوا ثلث عدد السكان، بقوا يحتكرون بعض الصناعات الهامة، ومنها حياكة الحرير، وصياغة الذهب، والزخرفة الحديدية، والفسيفساء، وفن العمارة، والنقش والنحت على الحجر، بحسب المراجع التاريخية. وساهم المسيحيون بشكل بارز في بناء أهم معالم المدينة التاريخية، كقصر العظم وخان أسعد باشا، وحتى ترميم الجامع الأموي الكبير.
خلال الحقبة العثمانية كانت حلب أيضًا موطنًا لإحدى أغنى المجتمعات المسيحية الشرقية وأكثرها تنوعًا في الشرق. وتاريخياً خصوصًا خلال الحكم العثماني عمل المسيحيون في التجارة وأقاموا في أحياء خاصة فيهم أبرزها الجديّدة، وشيّدت في الحي ذاته بيوت فخمة تدل على ثراء ورفاهية أصحابها، فضلًا عن مختلف المرافق التي تتيح لهذا الحيّ أن يعيش حياته المستقلة منها حمامات عامة مثل حمام برهم. ومثل مسيحيي مدينة دمشق احتكر مسيحيو حلب أيضاً بعض الصناعات الهامة، ومنها حياكة الحرير، وصياغة الذهب، والزخرفة الحديدية، والفسيفساء، وفن العمارة، والنقش، والتصوير والنحت على الحجر. وفي حي الجديّدة سكن أعيان الطوائف المسيحية في حلب، ولا سيما الأرمن الذين تخصصوا في التجارة مع الهند وبلاد فارس، ونتيجة لذلك أحضر الأرمن إلى حلب أنماط معمارية وفنية حديثة، أضحت جزءًا من الحياة الفنية للمدينة.

### الفن

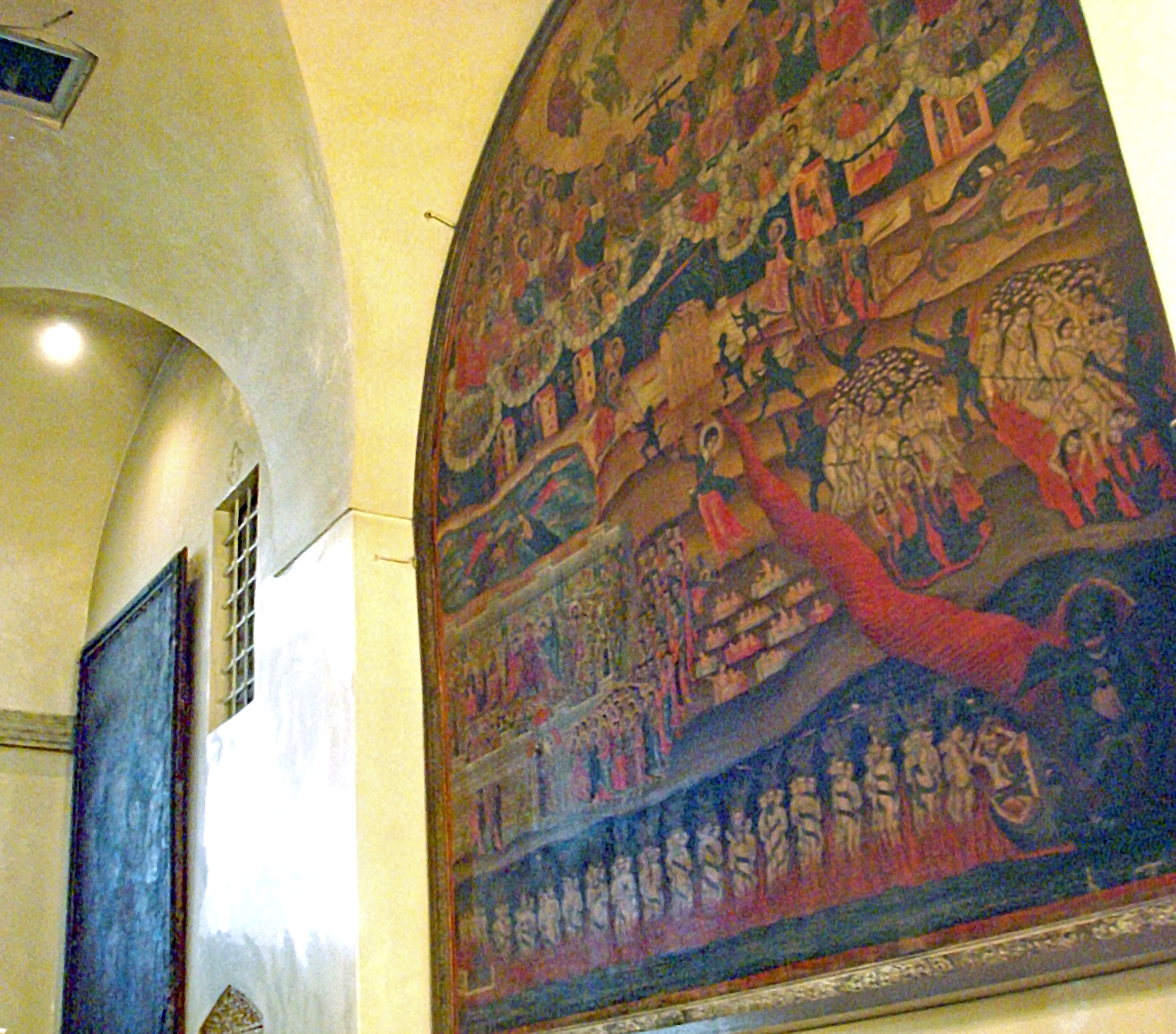
أيقونة الدينونة الأخيرة من أعمال نعمت الله بن الخوري يوسف، كاتدرائية الأربعين شهيد.

تأسست المدرسة الحلبية للأيقونة ونالت شهرة كبيرة خلال الفترة الممتدة بين النصف الثاني من القرن السابع عشر الميلادي والنصف الأول من القرن الثامن عشر الميلادي، وذلك من خلال إنتاجها الفني الغزير بدءاً من إبداعات الأب الخوري «يوسف المصوّر» الذي ولد في مدينة حلب حوالي منتصف القرن السابع عشر الميلادي، ومن بعده ولده القس «نعمة الله المصوّر» وحفيده الشماس «حنانيا المصوّر» وابن حفيده الشماس «جرجس المصوّر»، من حسن الحظ أنّ رسامي الأيقونات الحلبية عمدوا إلى التوقيع على أيقوناتهم وتدوين تاريخ رسمها وذلك على خلاف الأيقونات البيزنطية التقليدية وبالتالي حموها من الضياع.
ولعل أهم ما تميزت بها الأيقونات الحلبية هي أنّ الرسامين الحلبيين أضافوا إليها صبغة محلّية ونفساً سورياً بحيث يُمكن التعرّف عليها بمجرد أن يراها الباحثون والفنانون المختصون ويتمثل هذا النفس المحلي في وجود السيف الدمشقي المعقوف في بعضها وكذلك الوجه الشاحب والخلفية الذهبية وثياب البروكار -وهو نوع من الحرير الدمشقي الأصيل- في بعضها الآخر.
إن أول  مصور أيقونات «كاتب أيقونات» في التاريخ الحديث للتصوير الكنسي في سورية هو الأب يوسف المصور الحلبي في حلب، الذي برع في فن الأيقونة الأرثوذكسية، أو الأيقونة الملكية، أوالأيقونة الانطاكية، أو الأيقونة السورية، وكل هذه الأسماء لها، فصَّورَ أيقوناتَ على الخشب، وكان يتقن العربية واليونانية، فعرب كتباً ليتورجية رومية بيزنطية وخطَّها بخطه البديع، وزينها بزخارف ورسوم وكان سباقاً في فن الزخارف على المخطوطات. وتابع ابنه القس -الخوري- نعمة الله أعمال والده الأب المصور يوسف في تصوير الأيقونات والمخطوطات الملكية الأرثوذكسية في الحقبة ما بين أواخر القرن السابع عشر الميلادي وأوائل القرن الثامن عشر الميلادي وقد عمل مع القس  نعمة الله ابنه الشماس حنانيا ثم جاء بعده حفيده الشماس جرجس بن حنانيا وذلك حتى أواخر القرن الثامن عشر الميلادي.

### الفلسفة واللاهوت

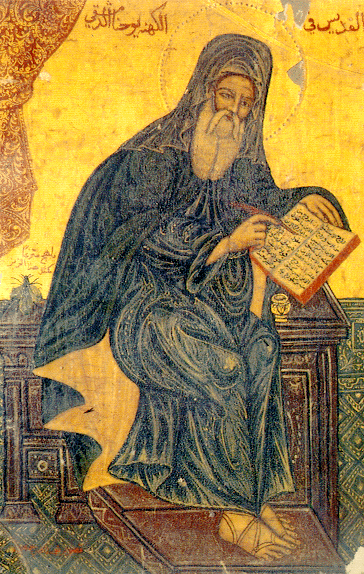
أيقونة عربية تُظهر يوحنا الدمشقي يكتب إحدى مؤلفاته وهو متشح بالإسكيم الرهباني.

تُعتبر سوريا الحاليّة مسقط رأس العديد من الرسل والقديسين المسيحيين، مثل إليان الحمصي، وأفرام السرياني، وأوسطاثاوس، وبابولا الشهيد، وبيلاجيا، وحنانيا الدمشقي، وقُزما ودميان، وفبرونيا السورية، وفرومنتيوس، والقديسة مارينا، وماري الرسول، ومارون، وماروثا الميافارقيني، ورفائيل هواويني، وسركيس وباخوس، وصفرونيوس، ويوحنا الدمشقي، ويوحنا ذهبي الفم، ويوحنا مارون وغيرهم من الشخصيات المسيحيّة البارزة والذين تركوا بصمة هامة على الفلسفة وعلم اللاهوت المسيحي.
مارون أو القديس مارون أو مار مارون كما هو شائع، هو ناسك وراهب وكاهن عاش في شمال سوريا خلال القرن الرابع، يعتبر واحدًا من أشهر الشخصيات السوريّة السريانية الكنسية، لكونه يرتبط مع الكنيسة السريانية الأنطاكية المارونية التي تعتبره مؤسسًا وشفيعًا وأبًا، ولذلك يقول المطران يوسف الدبس، رئيس أساقفة بيروت المارونية أواخر القرن التاسع عشر في كتابه “الجامع المفصل في تاريخ الموارنة المؤصل:” إن تاريخ الموارنة يبدأ بمناقشة مار مارون الذي يعتبر مؤسس هذه الطائفة وشفيعها.لا يوجد اليوم سيرة مفصلة أو سجل دقيق عن حياته ونشاطاته. وتعتبر شهادة أسقف المنطقة التي تنسك بها مار مارون ثيودوريطس المرجع الأساسي الوحيد عنه؛ أغلب الباحثين الموارنة وغير الموارنة يجعلون مارون رئيسًا للرهبان والنساك في منطقة سوريا الشمالية، وذلك استنادًا إلى ثيودوريطس ذاته حين يقول: إن أكثر النساك في منطقة قورش ساروا على طريق مارون الناسك ملتزمين به. هناك أيضًا من يشير إلى أن مار مارون كان المسؤول الأول عن نشر المسيحية في شمال سوريا، فمن المعروف أن الوثنية كانت قوية الجذور تلك النواحي بداية القرن الخامس في حين أن ثيودوريطس نفسه يذكر في رسالة بعث بها إلى البابا ليون الكبير (440 -461) أنه يتولى شؤون ثمانمائة كنيسة، أي أن أغلب سكان المنطقة قد اعتنقوا المسيحية.
الملفان أفرام السرياني هو راهب سرياني من رواد كتاب وشعراء المسيحية ويعده بعض المؤرخين واللاهوتيين أعظم من كتب القصيدة والترنيمة الدينية في الشرق المسيحي، ولفصاحة لسانه وبلاغة أدبه وطهارة سيرته لقب بالقاب عدة كقيثارة الروح القدس وشمس السريان، وهو على كل حال أحد اباء ومعلمي الكنيسة الذي تجمع على قداسته جميع الطوائف المسيحية الرسولية. برع افرام السرياني بتفسير الكتاب المقدس وعقائد الإيمان المسيحي واتبع في ذلك الطريقة الشعرية، إضافة إلى ذلك اهتم بالكرازة وعاش حياة المتصوفين، جميع مؤلفاته كتبها باللغة السريانية وترجمت لمختلف لغات العالم وتعد من روائع الأدب المسيحي السرياني، التي وما زالت تتلى حتى اليوم كجزء من ليتورجيات الكنائس السريانية المختلفة، كٌتب الكثير في مدح السيدة العذراء. كما يعزى إليه تطوير الموسيقى الكنسية السريانية المستخدمة في القداديس السريانية.
يوحنا الدمشقي والملقب بدفاق الذهب نظرًا لفصاحة لسانه، ولد باسم يوحنا منصور بن سرجون عام 676 في دمشق خلال حكم الدولة الأموية، من عائلة مسيحية نافذة إذ كان والده يعمل وزيرًا في بلاط الخلافة الأموية وكذلك كان يعمل جده رئيسًا لديوان الجباية المالية فيها. وقد شغل يوحنا الدمشقي نفسه هذه الوظيفة فترة من الزمن، ومن ثم دخل إلى دير القديس سابا قرب القدس في فلسطين بعد بداية خلافة هشام بن عبد الملك، وقد جمعته صداقة معه ومع عدد من الخلفاء قبله. وتميز بمؤلفاته اللاهوتية الفلسفية العديدة ودفاعه الشديد عن العقائد المسيحية ورده على «الهرطقات المختلفة خصوصًا فيما يتعلق بتكريم الأيقونات»؛ وكان يؤلف باليونانية مع استخدامه السريانية في حياته اليومية وإحسانه العربية.
يُعتبر يوحنا الدمشقي آخر آباء الكنيسة الشرقية بإجماع الباحثين. وقد شكلت مؤلفاته مرجعًا مهمًا لجميع لاهوتي القرون الوسطى حتى أن توما الإكويني يستشهد به في مؤلفاته، كما ألف عددًا من الترانيم الكنسية التي لا تزال مستعملة في طقوس الكنيسة البيزنطية حتى اليوم. يوصف بالعالم اللاهوتي، والخطيب الديني، والمدافع الكنسي، والمجادل العقائدي، ومنظم الفن البيزنطي، والموسيقى البيزنطية، ووصفه فيليب حتي بأنه «أبرز مفاخر الكنيسة السورية في ظل الدولة الأموية».

## العلاقة مع الأديان الأخرى

### العلاقات مع السنة

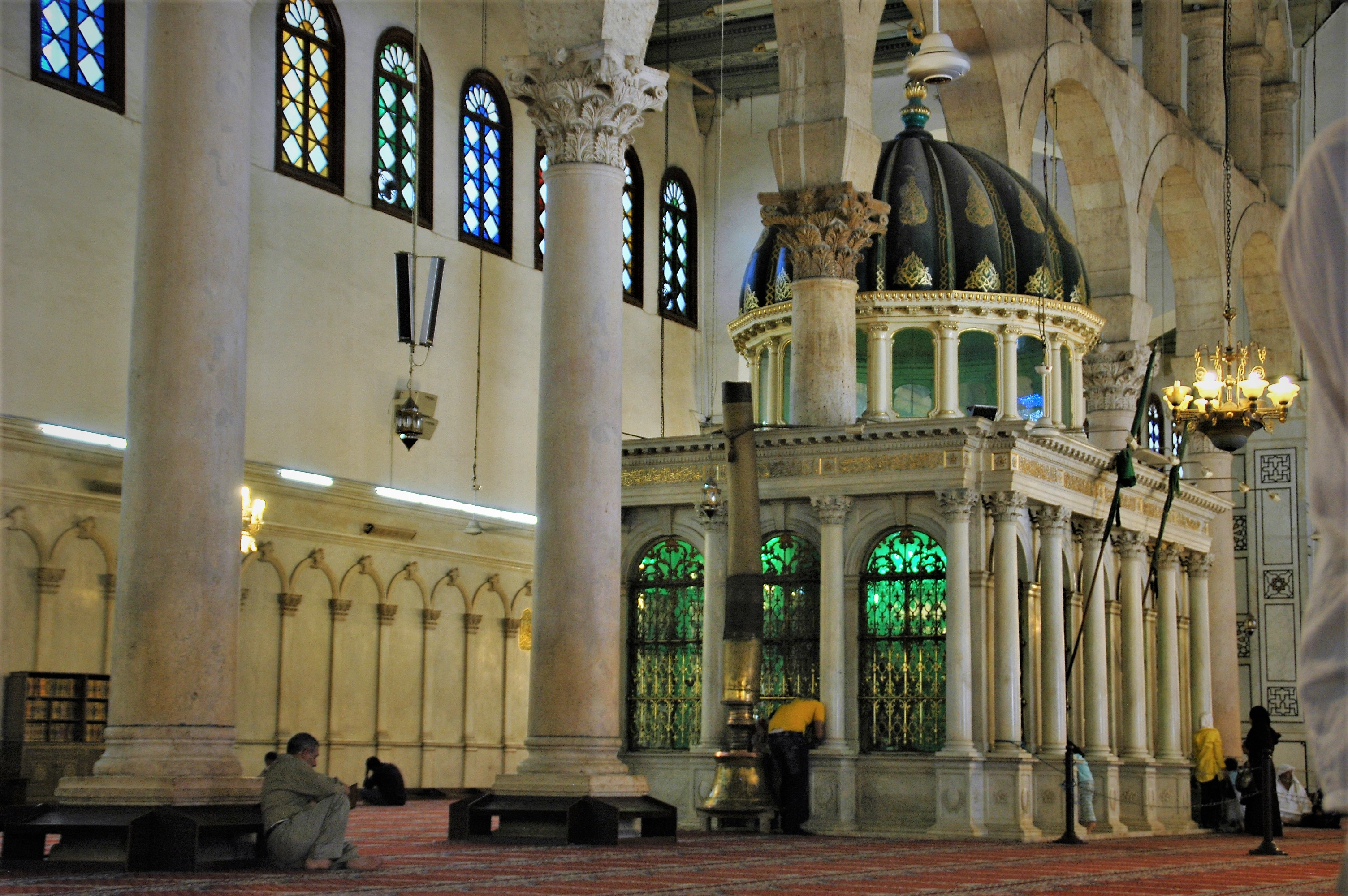
مقام يوحنا المعمدان (النبي يحيى) في الجامع الأموي.

بحسب كلية الشؤون الدولية والعامة في جامعة كولومبيا شكلَّ العرب السُنَّة حوالي 48.8% من السكان عام 2018 بالمقارنة مع 59.1% عام 2010، وشكلَّ كرد سوريا حوالي 10.6% من السكان عام 2018، ويتبع معظم كرد سوريا مذهب أهل السنة والجماعة. وبحسب نفس الدراسة شكلَّ شركس سوريا السنة حوالي 0.6% من السكان. ويُشكل تركمان سوريا وهم من السنة في الغالب حوالي 1% من السكان، وعلى خلاف تركمان العراق، والذين تعتنق أعداد معتبرة منهم المذهب الكاثوليكي، تُقدّر أعدادها بحوالي 30,000 نسمة، لا توجد طائفة مسيحية بين تركمان سوريا. ويتجاور التركمان والمسيحيون في العديد من المدن مثل اللاذقية ودمشق وحمص والقنيطرة وغيرها. كما ويتجاور شركس سوريا ومعظمهم من السُنّة في بعض بلدات ومدن سوريا مثل حلب وغيرها. بشكل عام كانت العلاقات بين الطائفة السنية والمسيحية جيدة وهناك تعايش سلمي، وقبل الحرب الأهلية السورية ضمت المدن ذات الأغلبيَّة السُنيًّة مثل دمشق وحلب وحمص على مجتمعات مسيحية مزدهرة وثرية نسبياً نشطت في التجارة ووظائف الياقات البيضاء. ويتوزع وجود المكوّن المسيحي على غالبية المحافظات السورية ذات الأغلبية السنية. ولكن، نسبة هذا الوجود بالنسبة إلى عدد السكان العام في البلاد، كانت تختلف من مرحلةٍ إلى أخرى، تبعاً للظروف السياسية والاقتصادية التي تمرّ بها سوريا. هذه النسبة ذات اتجاهين، أحدهما من الداخل إلى الخارج، أي الهجرة نحو خارج سوريا، وتشمل هجرة المسيحيين السوريين نتيجة أوضاعٍ سياسيةٍ، أو اقتصادية. يُعتبر التزاوج بين أتباع الأديان المختلفة من المحرمّات الاجتماعية في المجتمع السوري، وترفض العائلات المسيحية في سوريا عموماً زواج المرأة المسيحية من رجال مُسلم وهي خطوة قد تعرضها إلى نبذ اجتماعي أو لوصمة عار. خلال الحرب الأهلية السورية تعرض المسيحيين إلى الاضطهاد والتهجير والقتل من قبل بعض التنظيمات الإسلاموية السُنيَّة مثل جبهة النصرة وتنظيم الدولة الإسلامية (داعش).
خلال الحقبة العثمانية خضع المسيحيون السوريون مثلهم مثل باقي المكونات الدينية والاثنية لنظام الملل العثماني، والذي كان مطبّقاً في الدولة العثمانية منذ بواكير عهود قيامها. لعب نظام الملل العثماني لعب دوراً في تحوّل ظاهرة الطائفية من كونها ظاهرة دينية إلى ظاهرة سياسية، ولا يزال ارثها حاضراً في العلاقات بين أهل السنة والجماعة وباقي الجماعات الدينية في سوريا. وتزامن استخدامها السياسي الكثيف مع دخول السلطة مرحلة الانحدار والتفكك. وارتبطت السلطات الكنسية في الدولة العثمانية بسلطات “الباب العالي” مباشرةً. والذي نتج عنهُ تجمّع المسيحيون في قرى أو مناطق أو أحياء محددة بعيداً عن السُنة. حيث كانت الملّة في منطقة واحدة، ومعها أعمالها ومدارسها وجمعياتها، وكل هذه الحالات الاجتماعية والثقافية تكون تحت إشراف الكنيسة الخاصة بالطائفة. وهذه الكنيسة هي مفتاح علاقة المسيحيين مع السلطة العثمانية. أدى صدور التنظيمات العثمانية عام 1839 إلى تحسن وازدهار أحوال المسيحيين الإقتصادية والإجتماعيَّة، وأدى ذلك إلى ازدياد غنى وثروة التجار المسيحيين واليهود على حساب التجار المسلمين وخاصة صغار الكسبة. وكان لتعاظم نفوذ وثراء المسيحيين من سكان حلب ودمشق مقارنةً بالمسلمين إحدى أسباب قومة حلب عام 1850 ضد المجتمع المسيحي الحلبي، والمجازر ضد المسيحيين في دمشق عام 1860.

#### العلاقات مع الأكراد السنة

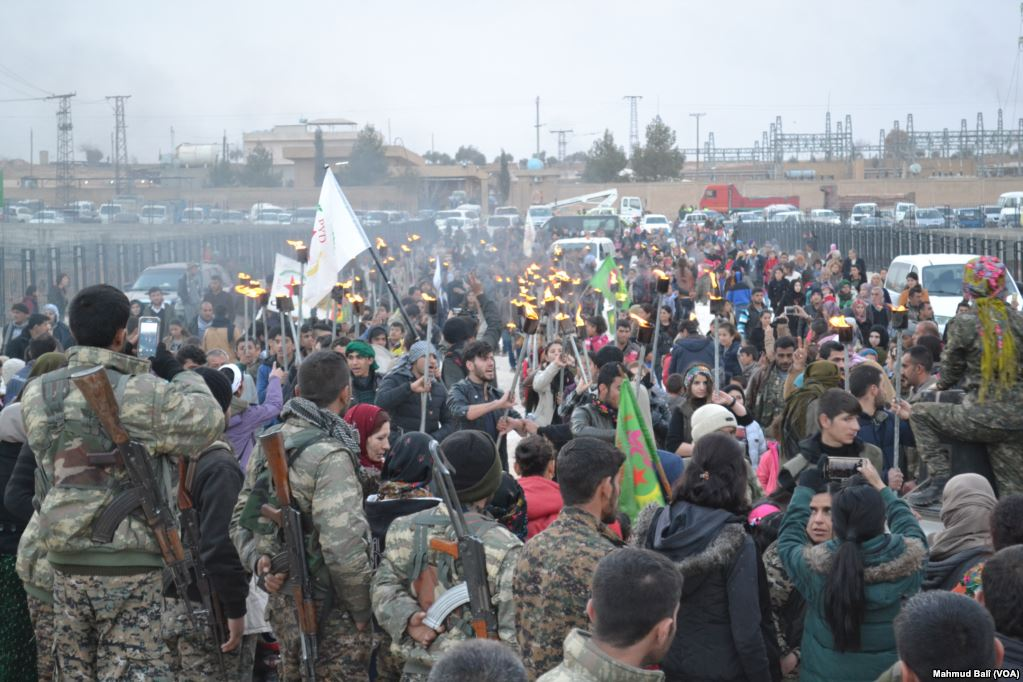
أشارت تقارير إخباريّة في عام 2019 إلى تزايد أعداد الأكراد السوريين الذين تحولوا من الإسلام إلى المسيحية في بلدة عين العرب أو كوباني.

العلاقة بين المسيحيين والأكراد معقدة، إذ لعبت بعض القبائل الكردية دوراً في الإبادة الجماعية للأرمن والإبادة الجماعية للسريان، كما كانت أداة هامة تستخدمها السلطات العثمانية لتنفيذ عمليات القتل. لكن في الآونة الأخيرة اعترف واعتذر عدد من المثقفين الأكراد والأحزاب الكردية الرئيسية مثل الحزب الشعوب الديمقراطي في تركيا، والحزب الديمقراطي الكردستاني، وحزب العمال الكردستاني، باسم أسلافهم على عمليات القتل والفظائع والتهجير تجاه الأرمن والآشوريين من قبل بعض القبائل الكردية خلال عهد الدولة العثمانية. وقدم الأرمن والسريان إلى الجزيرة الفراتية مطلع القرن العشرين وهرباً من المذابح. وقدم المسيحيين الآشوريين هرباً من مذبحة سميل وأسسوا 35 قرية على ضفاف الخابور قرب الحدود مع تركيا. في عقد 1930 تعرض المسيحيون إلى مذابح واعتداءات من قبل بعض الأكراد في مدينة المالكية والدرباسية وعامودا، وهي مذن أصبحت لاحقاً ذات أغلبية كردية.
العلاقات اليوم بين المسيحيين والأكراد جيدة، وتتجاور المجموعتين في مدينة الحسكة ومدينة القامشلي وريفها وكذلك في مدينة المالكية وفي رأس العين وعامودا ودير الزور وغيرها من البلدات. أنشأ الأكراد خلال الحرب الأهلية السورية مع العرب المحليين وحلفائهم المسيحيين منطقة شبه مستقرة تتمتع بحكم ذاتي من الناحية الفعلية. قي أكتوبر من عام 2019 قامت تركيا بعملية نبع السلام، وهي عملية عسكرية وغزو للأراضي السورية قامت بها القوات المسلحة التركية وجماعات المعارضة المسلحة المتحالفة معها ضد المناطق الخاضعة لنفوذ قوات سوريا الديمقراطية. وأعلنت القيادة العامة لقوات سوريا الديمقراطية عن نشر قوات مسيحية سريانية آشورية منضوية تحت لوائها في منطقة الخابور الحدودية لصد «الهجمات المستمرة» من الجيش التركي في شمال شرق سوريا. حيث سرت مخاوف في القرى المسيحية من فظائع محتملة من قبل المقاتلين المدعومين من تركيا، والذين من بينهم متشددون سابقون. وأوضحت سوريا الديمقراطية أنها ستنشر مقاتلي المجلس العسكري السرياني والقوات الأشورية في منطقة نهر خابور. ووفقاً لمجلة «ناشيونال إنترست» انقسم السريان والآشوريين والأرمن في شمال سوريا في مواقفهم تجاه قوات سوريا الديمقراطية التي تسيطر على إقليم «روج آفا»، وهي منطقة الإدارة الذاتية لشمال وشرق سوريا، والتي تم الإعلان عنها رسمياً في مارس عام 2016. لكن رغم هذا الانقسام، فقد ظلوا محتفظين بموقف معارض لنشوب الحرب بين تركيا والأكراد، خوفاً من تكرار المجازر التي وقعت لهم في القرن الماضي.
أشارت تقارير إخباريّة في عام 2019 إلى تزايد أعداد الأكراد السوريين الذين تحولوا من الإسلام إلى المسيحية في بلدة عين العرب أو كوباني، التي حاصرها تنظيم الدولة الإسلامية لمدة شهور. ويقول هؤلاء أن تجربة الحرب والاجتياح الذي قام به تنظيم الدولة الإسلامية دفعهم لاعتناق المسيحية، وبعد أن تحولت عدة أسر من الإسلام إلى المسيحية، افتتحت أول كنيسة إنجيلية في المدينة الواقعة على الحدود السورية التركية في عام 2018. وأشارت التقارير أنه في المناطق التي تسكنها أغلبية كردية في شمال سوريا، باتت اللادينية أكثر قوة، بينما انتشرت المسيحية في عين العرب أو كوباني. وينظر منتقدون إلى المتحولين الجدد بارتياب ويتهمونهم بأنهم يسعون لتحقيق مكاسب شخصية مثل الحصول على مساعدات مالية من منظمات مسيحية تعمل في المنطقة ووظائف وتحسين فرصهم للهجرة إلى دول أوروبية. بالمقابل ينفي المسيحيين الجدد في كوباني هذه الإدعاءات ويقولون إن تحولهم مسألة إيمانية بحتة.

### العلاقات مع العلويين

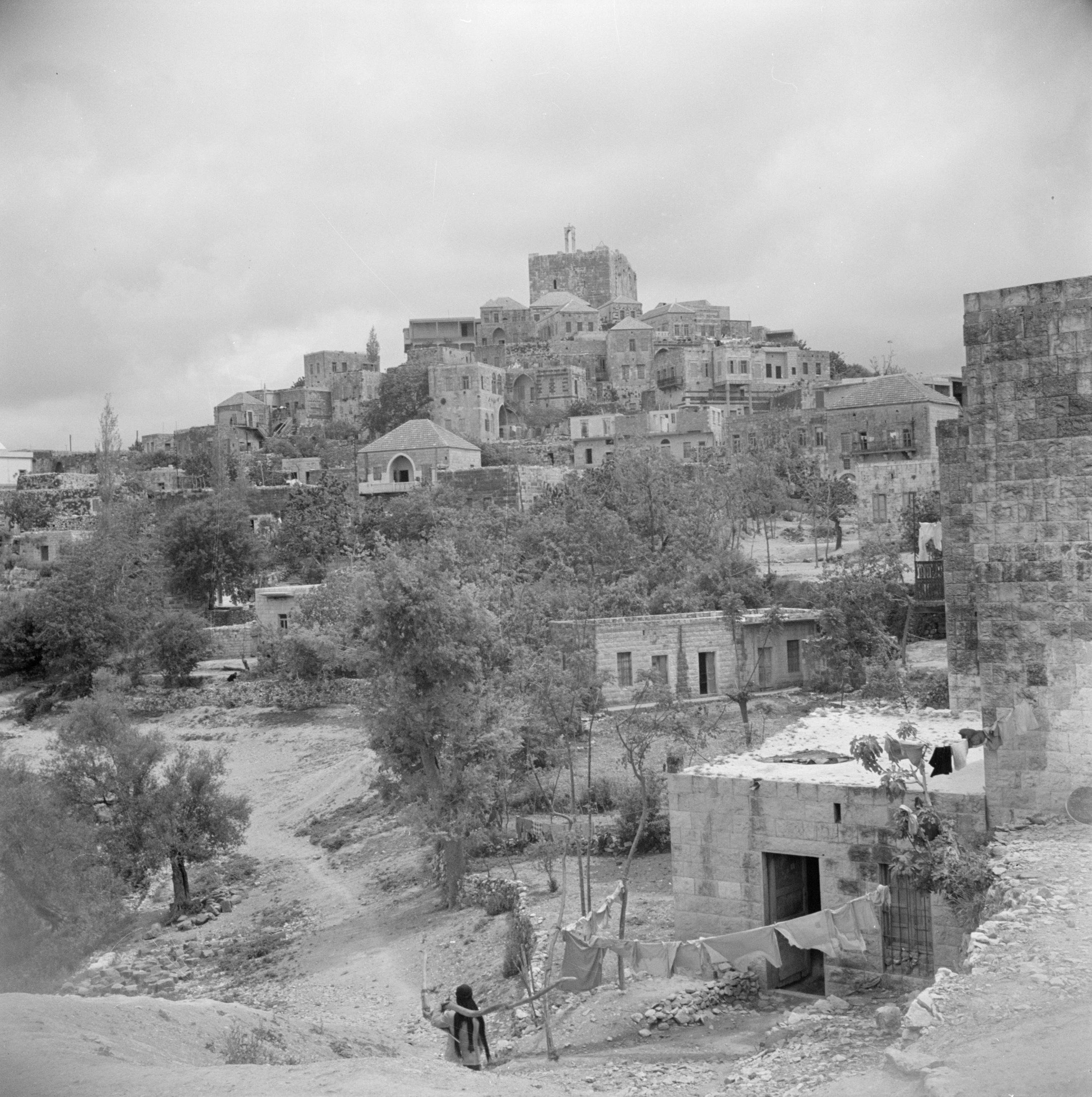
صافيتا: مدينة مسيحية وعلوية مشتركة.

بحسب كلية الشؤون الدولية والعامة في جامعة كولومبيا شكلَّ العلويين حوالي 17.2% من السكان عام 2018 بالمقارنة مع 11.8% عام 2010، العلاقات بين المسيحيين والعلويين بالمجمل جيدة وتضم محافظة اللاذقية ومحافظة طرطوس ذات الأغلبية العلوية على أقليات مسيحية معتبرة، تُقدر بحوالي 6% في محافظة اللاذقية، وبين 11.8% إلى 13% في محافظة طرطوس. وفقاً للباحث النرويجي المتخصص في الجغرافيا البشرية تورشين شيوتز وورن، فإنَّ العلاقات بين العلويين والسنة تقوم على وجهات النظر السلبية والذاكرة التاريخية للاضطهاد السني للطائفة العلوية خصوصاً خلال الحقبة العثمانية، إذ اعتبر العلويين مرتدين يجب أن يستتابوا أو يقتلوا. وورث العلويون ذاكرة وسردية الخوف من أهل السنة إذ منذ القرن التاسع عشر سحب العلويون ببطء إلى النظام الإقطاعي من قبل ملاك السهول السنة وأجبرت الأسر العلوية على بيع بناتها للعمل لدى الأسر السنية، وقمع العثمانيون محاولات الثورة على هذا النظام. في حين يشير العلويون إلى المسيحيين في سردياتهم التاريخية بصورة إيجابية، وبأنهم متشابهين ثقافياً ومنفتحين عقلياً ومتسامحين، وتشير المصادر إلى أنهم يتشاركون في معتقداتهم حول القديسيين، ويتشاركون في عدد من مقامات الأولياء في الجبال المحيطة بالساحل السوريّ. تاريخياً لم يسكن العلويين مدن محافظة اللاذقية والتي سكنها السنة والمسيحيون، وبدلاً من ذلك تركز انتشارهم في قرى الساحل السوري المحرومة والفقيرة، فمدينة اللاذقية لم تضمّ أيّ سكّان علوّيين إطلاقاً حتى الانتداب الفرنسي الذي بدأ في عام 1920، باستثناء خدم المنازل. وينقسم سكان محافظة هاتاي (لواء إسكندرون) الواقعة تحت السيطرة التركية بالتساوي بين العلويين والمُسلمين السنّة، إلى جانب أقليّة مسيحية عربية (روم أنطاكيون) وأرمنية وسريانيّة.
حتى فترة قريبة كانت القرى العلوية تحتوي أعياداً أشبه بكونها اجتماعية، وأهمها عيد البربارة المطابق للعيد الخاص بالطوائف المسيحية التي تشارك العلويين قراهم في كثير من الأحيان. تضم العقيدة العلوية خليطاً إسلامياً وغنوصياً وأفلاطونياً ومسيحياً وعناصر أخرى، وبالتالي فقد وُصفَت بأنها توفيقية بحسب بعض الباحثين. وتشمل المعتقدات والممارسات العلوية الأخرى ذات التأثير المسيحي: تكريس النبيذ في شكل قداس سري يؤديه الذكور فقط. ويقومون بالاحتفال بعيد الغطاس، وعيد الميلاد، وأعياد يوحنا الذهبي الفم ومريم المجدلية. وبسبب معتقداتهم عزل العلويون أنفسهم عن المسلمين والمسيحيين، الذين اعتبروهم زنادقة. وفقاً للباحثة إليزابيت جرانلي من جامعة أوسلو في دراسة عن تحول العلويين والموحدون الدروز إلى المسيحية في سوريا، وجدت أنَّ العلويين الذين يتحولون المسيحية يواجهون صراع مع هويتهم أكثر من نظرائهم الدروز بسبب إشكالية الهوية العلوية وذلك على الرغم من الإلمام بالمسيحية والخلفية التوفيقية. وبحسب الباحثة يميل العلويون المتحولون إلى المسيحية أن يكونوا أكثر اهتماماً بأن يكونوا «مسيحيين حقيقيين» لأن هذه هي الهوية التي يسعون جاهدين لتحقيقها.

### العلاقات مع الموحدين الدروز

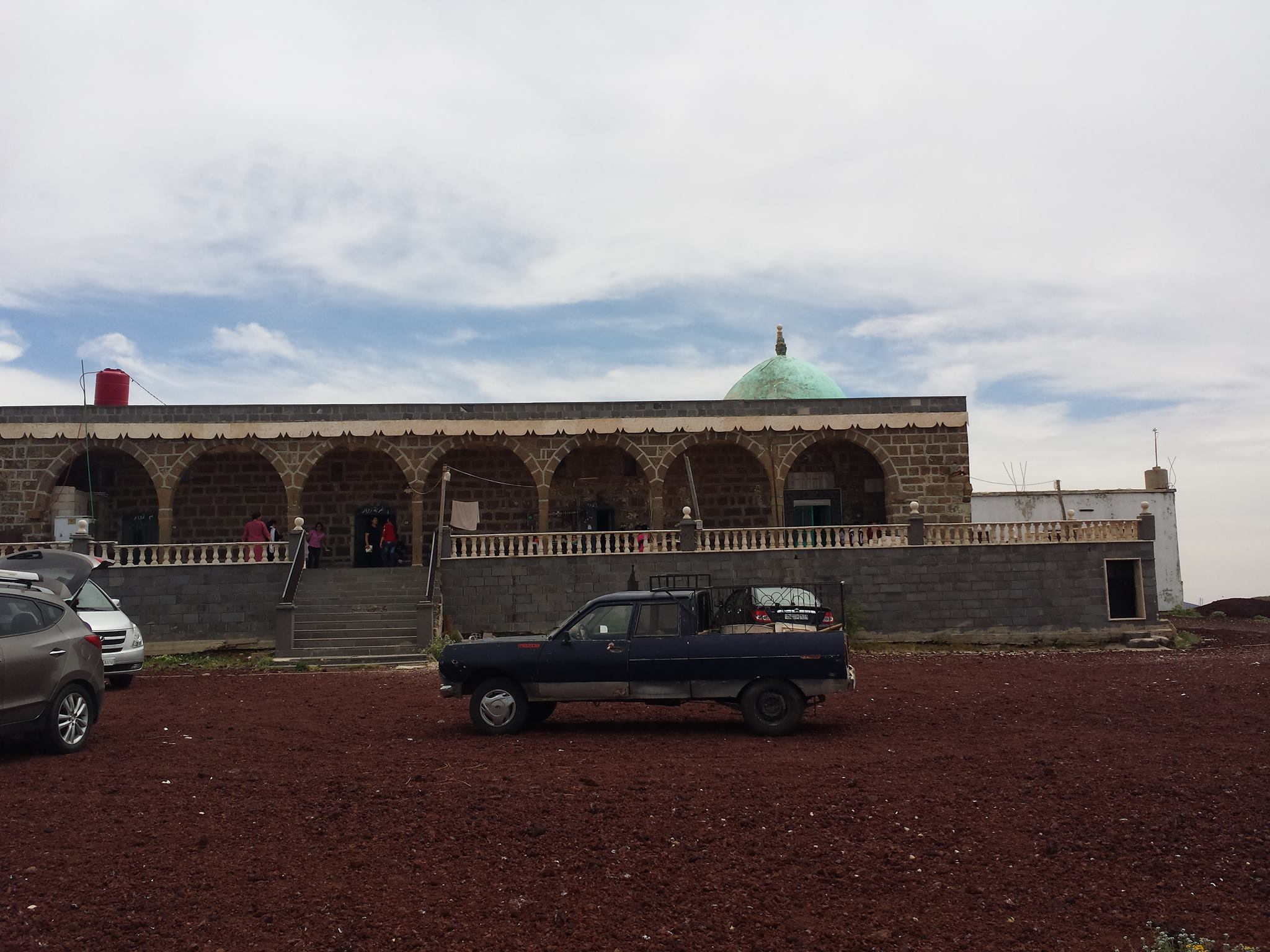
مقام السيد المسيح الدرزي في محافظة السويداء؛ يعتبر يسوع شخصية مقدسة ومبجلة في المسيحية ومذهب التوحيد الدرزي.

بحسب كلية الشؤون الدولية والعامة في جامعة كولومبيا شكلَّ الدروز في سوريا حوالي 4% من السكان عام 2018 بالمقارنة مع 3.2% عام 2010، ويُشكل الموحدون الدروز الأغلبية السكانيَّة في جبل العرب وهي من أبرز معاقلهم السكانية في العالم، وهي جزء من محافظة السويداء، وهي المحافظة الوحيدة في سوريا ذات أغلبيَّة درزيَّة. ويعيش معظم الدروز السوريين في جبل الدروز، وهي منطقة جبلية وعرة تقع في جنوب غرب البلاد، ويتوزعون هناك على حوالي 120 قرية. وتضم المنطقة ككل على عدد كبير من السكان المسيحيين، سواء من أتباع بطريركية أنطاكية للروم الأرثوذكس وكنيسة الروم الملكيين الكاثوليك، على الرغم من أن معظم المسيحيين يتركزون في البلدات والقرى الممتدة على سفوح جبل حوران الغربية، وكثير من تلك المناطق تحتوي على كنائس، وإن كانت غالبيتها تُعتبر «كنائس قديمة». ولا تزال تعيش في حوران عشائر مسيحية تنتمي إلى الغساسنة. في عام 1980 قُدرت نسبة المسيحيين بحوالي 11% من مجمل سكان محافظة السويداء، في حين قُدرت نسبة الموحدين الدروز بحوالي 87.6% من السكان، ووفقاً لمعهد واشنطن لسياسة الشرق الأدنى اعتبارًا من عام 2010، وهو العام الأخير الذي تتوفر فيه أرقام إحصائية موثوقة، بلغ عدد سكان محافظة السويداء حوالي 375,000 نسمة، شكل الموحدون الدروز حوالي 90% من السكان، وشكل المسيحيون حوالي 7% من السكان، وكان حوالي 3% من العرب السنّة. هاجر العديد من المسيحيين قبل وخلال الحرب الأهلية السورية من محافظة السويداء هجرة داخلية باتجاه دمشق أو إلى دول الاغتراب، لتحسين الوضع المعيشي، أو هرباً من الأعمال العسكرية والخدمة العسكرية، أو للبحث عن مكان مستقر لتأمين مستقبلهم. ويتجاوز المسيحيين والدروز في مدينة السويداء، وشهبا، وصلخد، وغيرها من البلدات والقرى المشتركة في السويداء. وفي خارج محافظة السويداء من المناطق والبلدات المتشركة والتي تضم سكان من المسيحيين والموحدون الدروز كل من حي التضامن في دمشق، وجرمانا، وصحنايا وغيرها.
تعرض الموحدون الدروز إلى الاضطهاد من قبل سلطات الدّول الإسلامية مثل الدولة الفاطمية والدولة المملوكية، وتضمن اضطهاد الدروز مجازر وهدم دور العبادة والمقدسات الدرزية والتحويل القسري للإسلام. واعتمد العثمانيون على فتوى ابن تيمية لتبرير اضطهادهم للدروز، ونتيجة لذلك انعزل الدروز في قرى بعيداً عن أعين الطائفة السُنية، ولا يزال الدروز يسكنون فيها إما بشكل منفراد أو اختلاطاً بالمسيحيين. بشكل عام كانت العلاقات بين المسيحيين والدروز السوريين جيدة وهناك تعايش سلمي وانسجام واختلاط على كافة المستويات، خلال الثورة على الانتداب الفرنسي على سوريا ولبنان ساهم قسم من المسيحيين في هذه الثورة، وكان عقلة القطامي المسيحي، مستشاراً أساسياً لسلطان الأطرش. خلال القرن العشرين اتسعت الفجوة الاجتماعية والاقتصادية بين المسيحيين والدروز في السويداء وهضبة الجولان، حيث كان المسيحيون عماد المنطقة، فهم الصناع والحرفيون والتجار وكبار الملاك، وعمل العديد منهم في مهنة الطب والمحاماة والهندسة، في حين مال الدروز إلى العمل في الفلاحة والأرض.
يستند مذهب التوحيد أو الدرزي على عناصر من الإسماعيلية، وهي فرع من الإسلام الشيعي، والغنوصية، والأفلاطونية، والفيثاغورية، وبعض العناصر اليهودية والمسيحيَّة والهندوسية. فضلاً عن فلسفات ومعتقدات أخرى، مما أدّى إلى ابتكار لاهوت عُرف بالسريَّة والتفسير الباطني للكتب الدينية وتسليط الضوء على دور العقل والصدق. تُعطي الديانتان مكانة بارزة ليسوع: يسوع هو الشخصية المركزية للمسيحية، وفي العقيدة الدرزية، يُعتبر يسوع نبيًا مهمًا من نبي الله، ومن بين الأنبياء السبعة الذين ظهروا في فترات مختلفة من التاريخ. كرّمت الديانتان يوحنا المعمدان، والقديس جرجس، وإيليا، وغيرهم من الشخصيات المشتركة.
وفقاً للباحثة إليزابيت جرانلي من جامعة أوسلو في دراسة عن تحول العلويين والموحدون الدروز إلى المسيحية في سوريا، وجدت أنَّ الموحدون الدروز المتحولين إلى المسيحية لا يجدون أي تناقض بينها وبين هويتهم الدرزيَّة. وبحسب الباحثة يرى بعض الدروز المتحولين إلى المسيحية أنهم بطريقة أو بأخرى ما زالوا دروز ومسيحيين وأن لا تناقض بين الهوية المسيحية والدرزية. وقَدّر مشروع جوشوا أعداد الموحدون الدروز السوريين المتحولين إلى المسيحية بحوالي 1,920 شخص.

### العلاقات مع الطوائف الأخرى

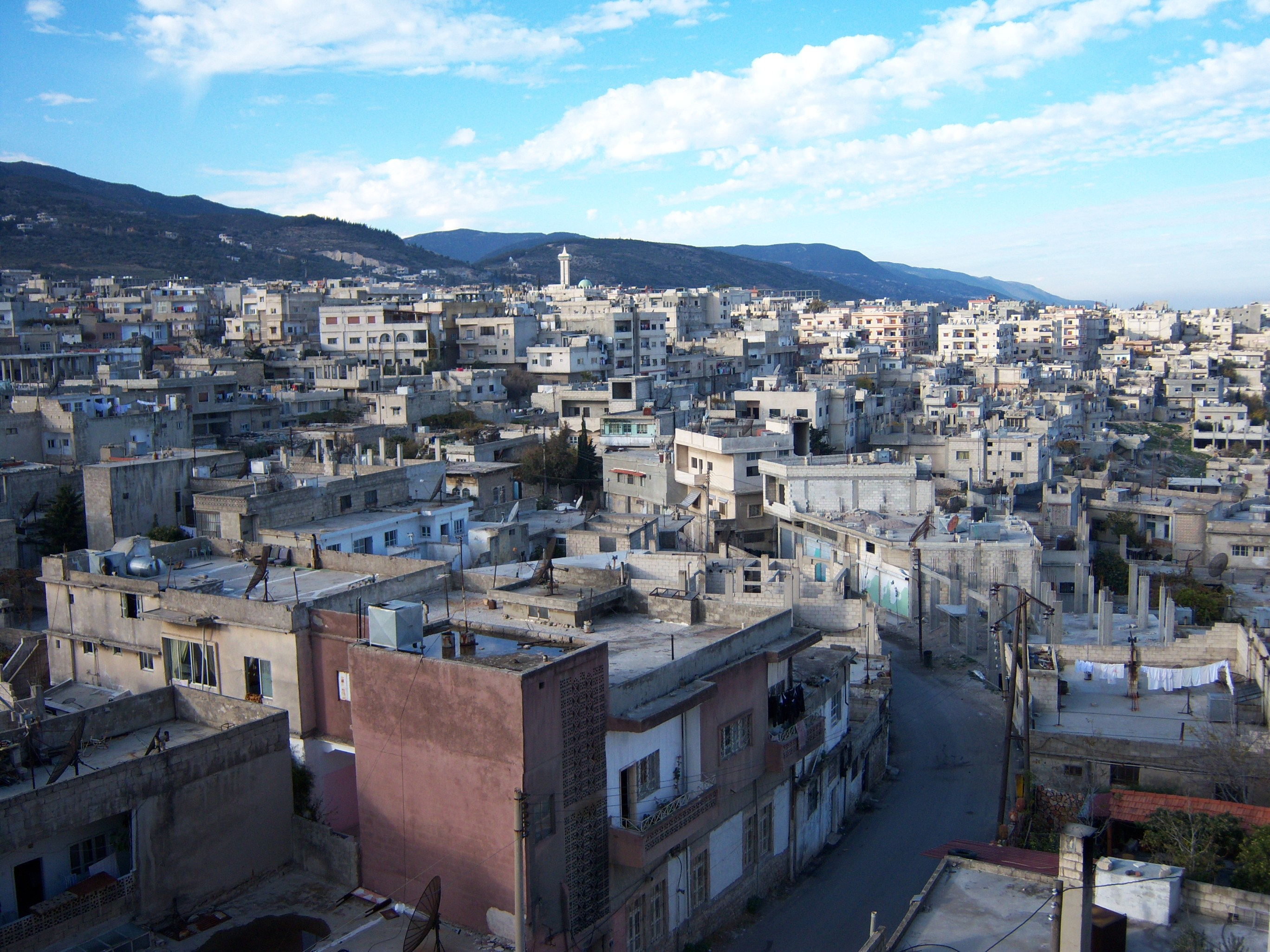
مصياف: وهي بلدة إسماعيلية وعلوية ومسيحية مشتركة.

بحسب كلية الشؤون الدولية والعامة في جامعة كولومبيا شكلَّ أتباع الإسماعيلية في سوريا حوالي 3.1% من السكان عام 2018، ويعيش المسيحيون والإسماعيليون في عدد من القرى المشتركة في الساحل السوري وريف حماة، ويضم ريف طرطوس على قرى يختلط فيها الوجود الإسماعيلي والمسيحي والعلوي والمرشدي، مثل مصياف والقدموس والخوابي. أمّا الريف الحلبي فيضم على قرى شيعية ومسيحية وعلوية ومختلطة. وفي ريف إدلب الذي يغلب عليه الطابع السني هناك قرى مثل الغسانية واليعقوبية تضم على أغلبية مسيحية وأقلية شيعية.
عشية نشأة دولة إسرائيل، ضمت سوريا على جالية يهودية كبيرة، آنذاك تجاور المسيحيون واليهود في دمشق وحلب والقامشلي، كما وجاور الحي اليهودي فيها الحيّين المسيحيّ والإسلاميّ. خلال الحكم العثماني تنافس كل من اليهود والمسيحيين للسيطرة على خزانة دمشق وشؤون الصرافة والتجارة فيها. في عام 1840 أيام حكم محمد علي حدثت حادثة دمشق، حيث اتُهم يهود دمشق بقتل راهب من فرنسيسكاني يُدعَى الأب توماس الكبوشي وخادمه المسلم إبراهيم عمارة لاستخدام دمائهما في أغراض شعائرية وفي صنع خبز عيد الفصح غير المخمر. وقد كان الصراع السياسي الأوربي للحصول على النفوذ في الشرق الأوسط هو الوقود الذي أزكى وقود هذه الحادثة. إذ كانت كل دولة تحمي أعضاء جماعة دينية بعينها، فكانت الإمبراطورية الروسية تحمي الأرثوذكس وكان الفرنسيون يحمون الكاثوليك. وربما لعدم وجود عدد كبير من البروتستانت، قام الإنجليز «بحماية» اليهود والموحدون الدروز. ومن هنا، يُعَد الصراع بين الكاثوليك المحليين بزعامة القنصل الفرنسي واليهود تعبيراً عن الصراع على النفوذ الاقتصادي. وكان كل جانب يحتاج إلى دعم الأغلبية المسلمة، وحاولت تحريض المسلمين ضد المجموعة العكسيَّة.

## الأماكن والمقدسات المسيحية في سوريا

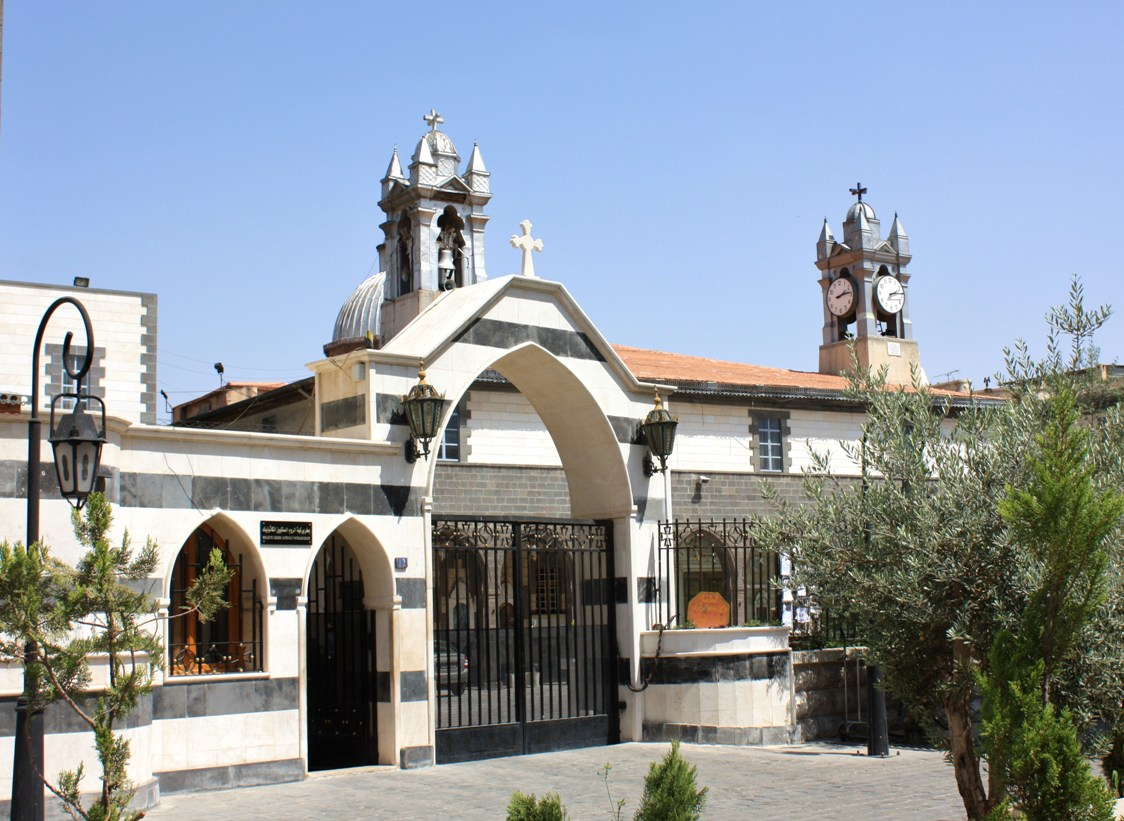
كاتدرائية سيدة النياح وتعرف أيضًا باسم «كنيسة الزيتون» وتعتبر مقر كنيسة الروم الملكيين الكاثوليك في العالم، وتقع في باب شرقي بدمشق القديمة.

يوجد في سوريا أهم الآثار المسيحية في العالم من كنائس وأديرة وكاتدرائيات وغيرها العديد من الأماكن المقدسة لدى المسيحيين ولجميع طوائف المسيحية ومنها:
- دمشق: وفيها كنيسة يوحنا المعمدان (الجامع الأموي) و‌الكنيسة المريمية وكنيسة حنانيا وكنيسة القديس بولس على الأسوار.
- طرطوس: وفيها كاتدرائية طرطوس (المتحف).
- حمص: وفيها كنيسة أم الزنار.
- حلب: وفيها كنيسة السيدة وكنيسة القديس جاورجيوس.
- صيدنايا: وفيها دير السيدة و‌دير الشيروبيم ودير القديس توما ودير القديس جاورجيوس وكنيسة القديسة صوفيا.
- معلولا: وفيها دير القديسة تقلا ودير القديسين سرجيوس وباخوس.
- معرة صيدنايا: وفيها مقام ودير القديس إلياس النبي.
- وادي النصارى: ويقع فيه دير مار جرجس الحميراء.
- كفرام: وفيها دير التجلي.
- محردة: وفيها دير القديس جاورجيس وكنيسة القديس مارجرجس وكنيسة السيدة وكنيسة مار إلياس وكاتدرائية القديسين يواكيم وحنة.
- صافيتا: وفيها تجمع مسيحي كبير مع أكثر من 30 ألف نسمة، وفيها عدد من الكنائس أشهرها مار ميخائيل (داخل البرج الاثري) ودير القديس بولس الرسول.

## باباوات
من بين 265 من بابوات الكنيسة الرومانية الكاثوليكية الذين توالوا على إدارة الكنيسة كان هناك سبعة ممن ولدوا أو تعود أصولهم إلى مناطق تقع في الحدود الحالية لسوريا، وممن انتخبوا لهذا المنصب:
| الترتيب | الصورة | الاسم          | فترة بابويته | المدة    | مكان الميلاد                        |                                            | ملاحظات |
| 1       | تعليق  | القديس بطرس    | 33 -67       | 37 عامًا  | بيت صيدا، الجولان، سوريا فلسطين (1) | ولاية فلسطين(2)، الإمبراطورية الرومانية(4) | حسب إنجيل متى فقد قلد يسوع بطرس مفاتيح الأرض والسماء، وأعطاه سلطة مطلقة؛ يحتفل بعيده في 29 حزيران، وقد سماه يسوع " بطرس" أي الصخرة، اسمه السابق سمعان بن يونا. |
| 11      | تعليق  | القديس أنكيتوس | 154 -167     | 13 عامًا  | حمص                                 | ولاية سوريا، الإمبراطورية الرومانية        | بحسب التقليد الكنسي فهو شهيد، يحتفل بتذكاره في 20 أبريل من كل عام.                                                                                             |
| 82      | تعليق  | يوحنا الخامس   | 685- 686     | سنة      | أنطاكية                             | الأبرشية المشرقية، الإمبراطورية البيزنطية  | |
| 84      | تعليق  | سرجيوس الأول   | 687- 701     | 14 عامًا. | صقلية، الإمبراطورية البيزنطية       |                                            | سوري النسب تعود جذوره إلى أنطاكية. |
| 87      | تعليق  | سيسينيوس       | 708- 708     | 21 يومًا  | الشام                               | دولة الخِلافة الرَّاشدة                       | |
| 88      | تعليق  | قسطنطين        | 708- 715     | 7 سنوات  | الشام                               | الدولة الأموية                             | كان آخر بابا قام بزيارة اليونان، حتى عهد البابا يوحنا بولس الثاني عام 2001.                                                                                    |
| 90      | تعليق  | غريغوري الثالث | 731- 741     | 10 سنوات | سوريا                               |                                            | أخر بابا من خارج أوروبا (أعيد انتخاب بابا من خارج القارة مع انتخاب البابا فرنسيس من الأرجنتين).                                                                |

## معرض الصور

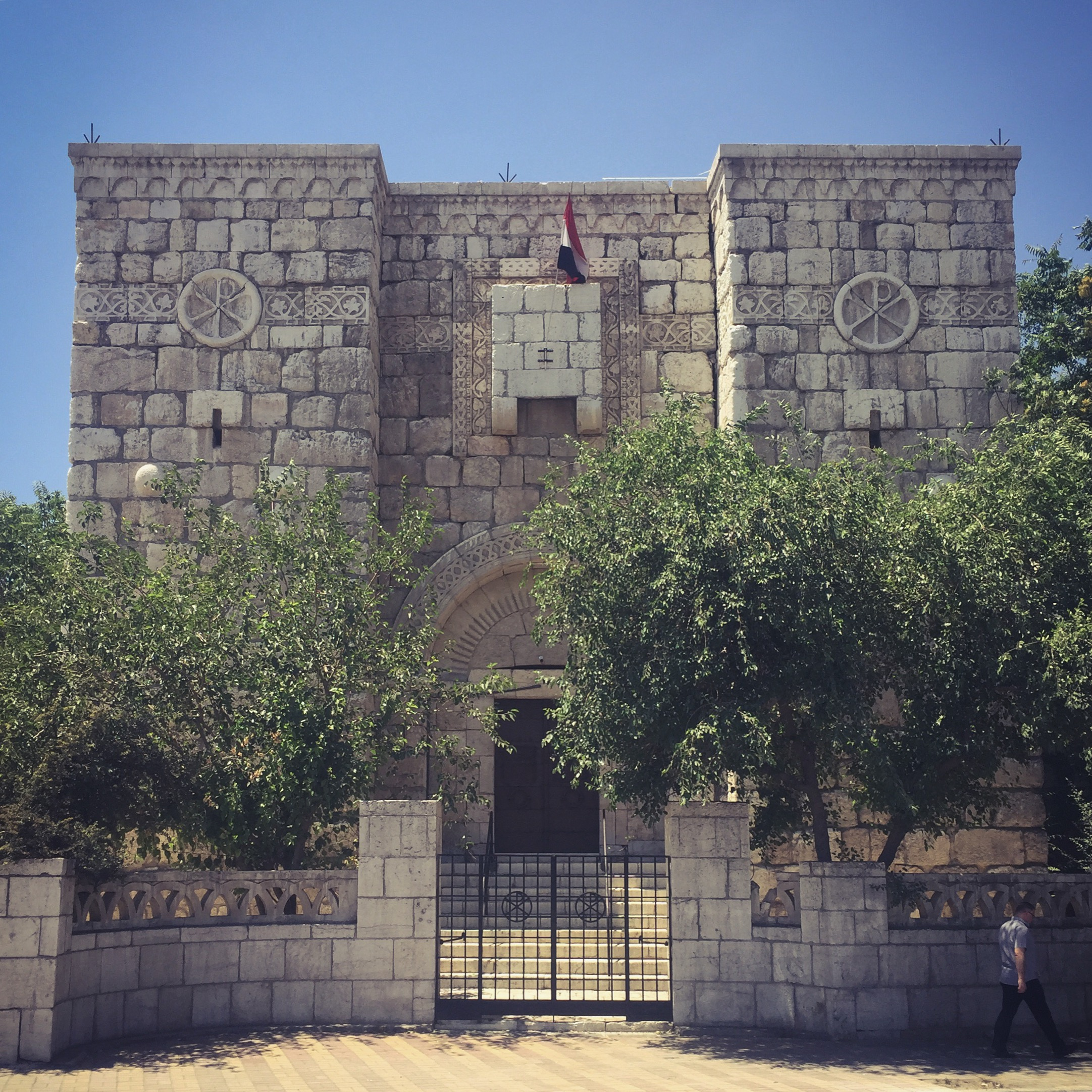
مصلّى القديس بولس في باب كيسان
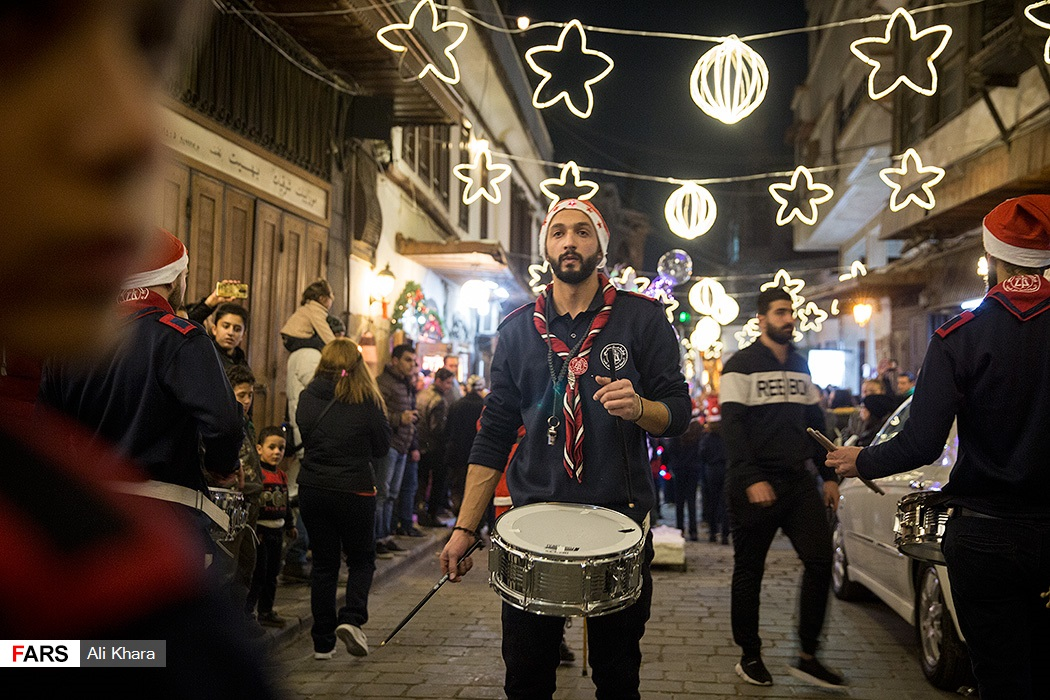
جانب من إحتفالات عيد الميلاد في دمشق في عام 2018
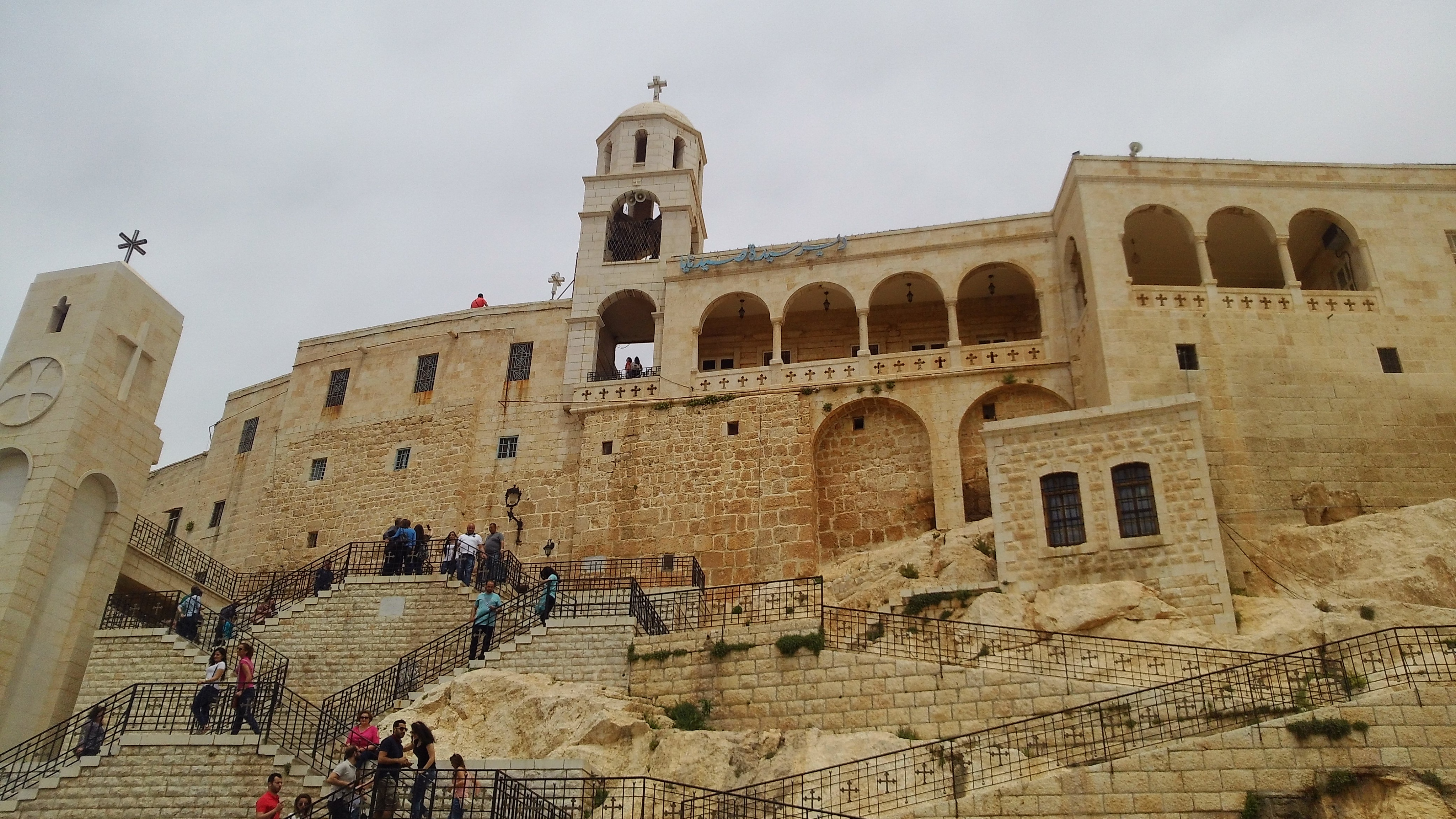
دير سيدة صيدنايا
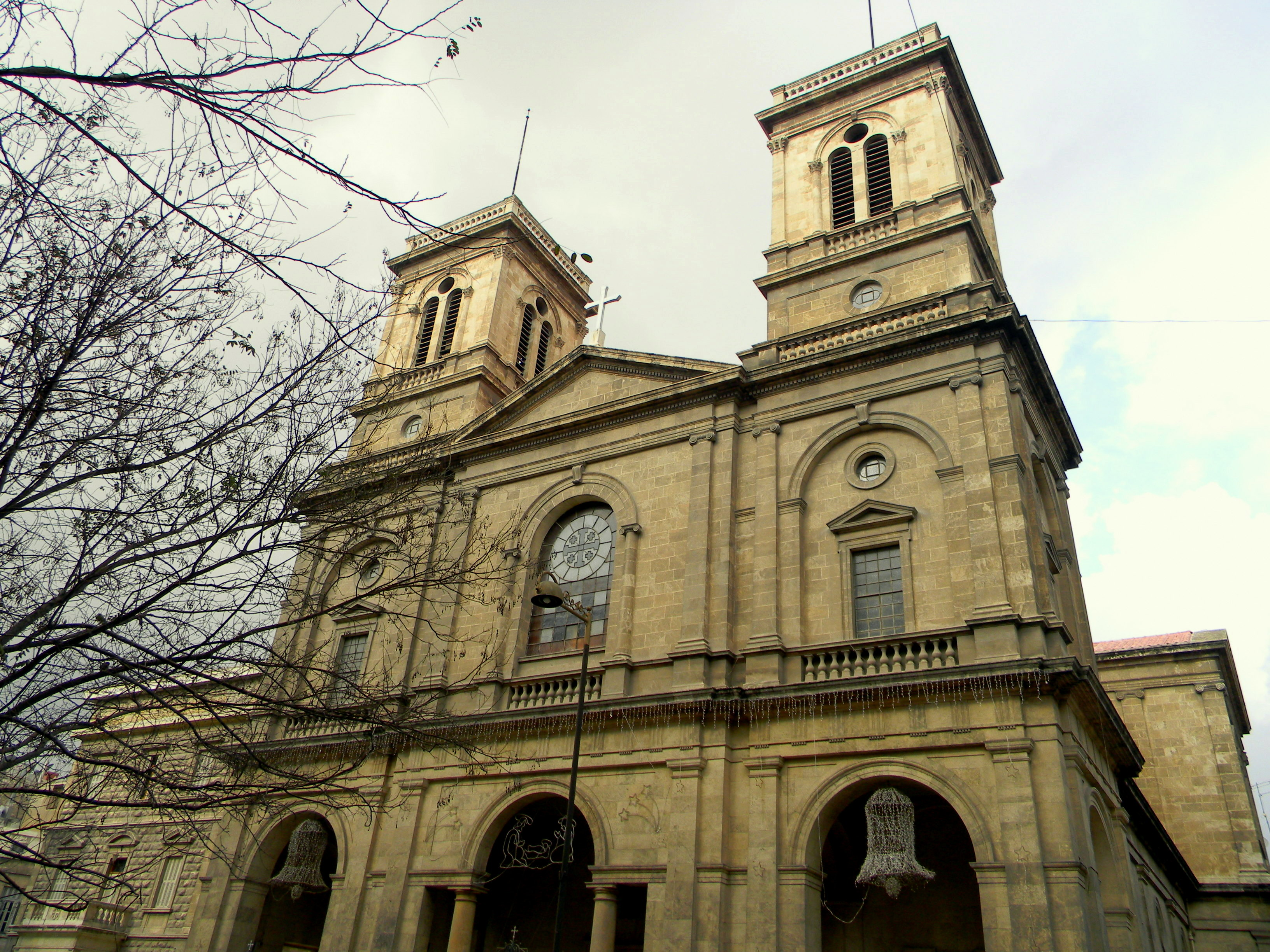
كنيسة القديس فرنسيس الأسيزي في حلب
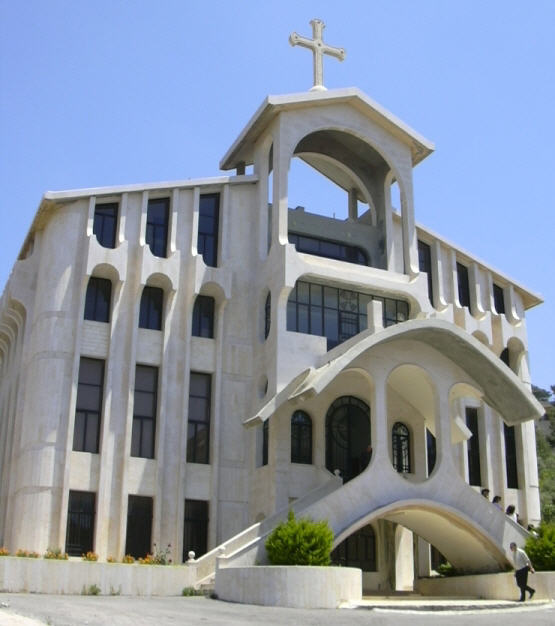
كنيسة في مرمريتا، وادي النصارى
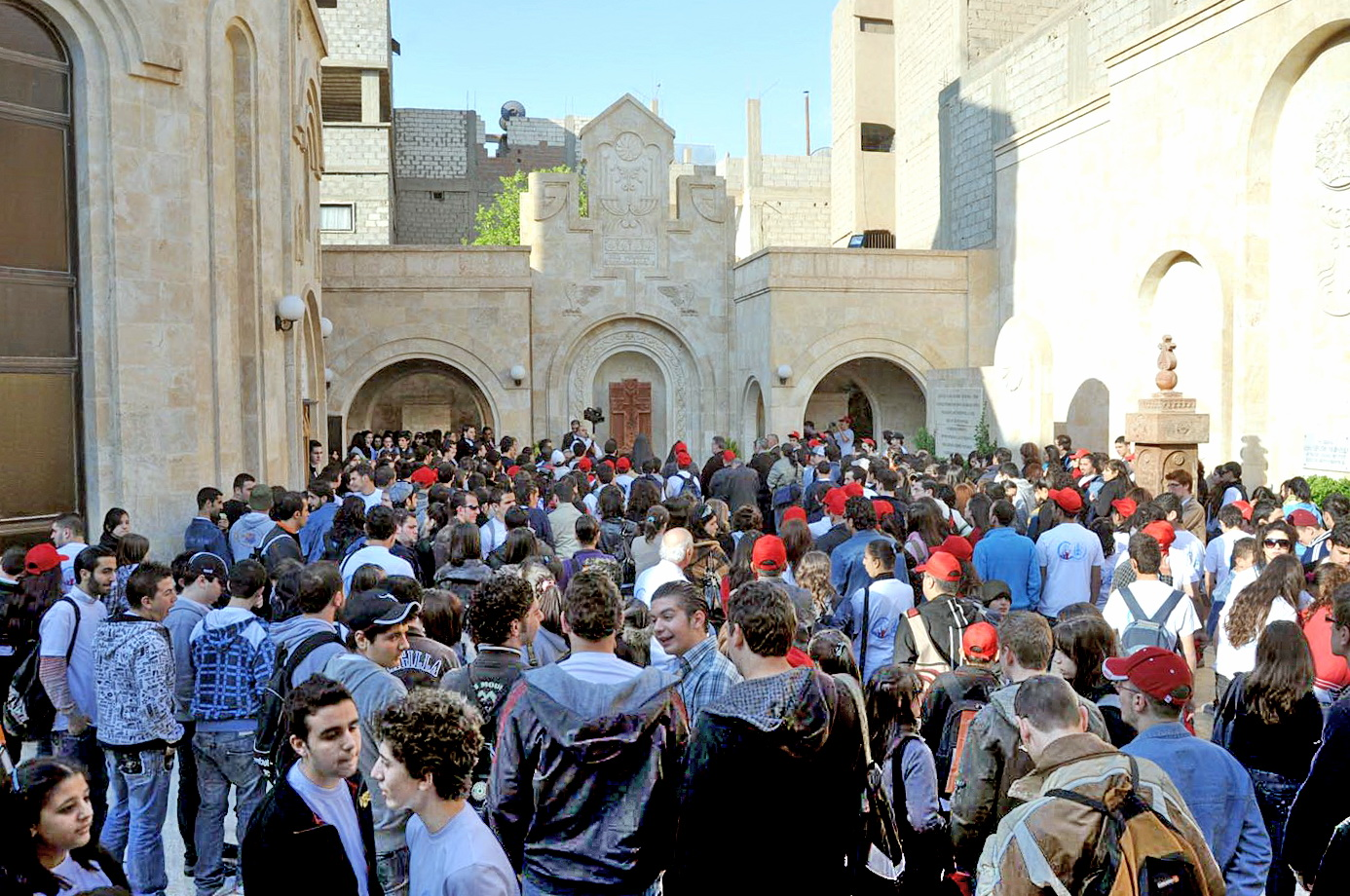
حجاج من الطائفة الأرمنية في دير الزور
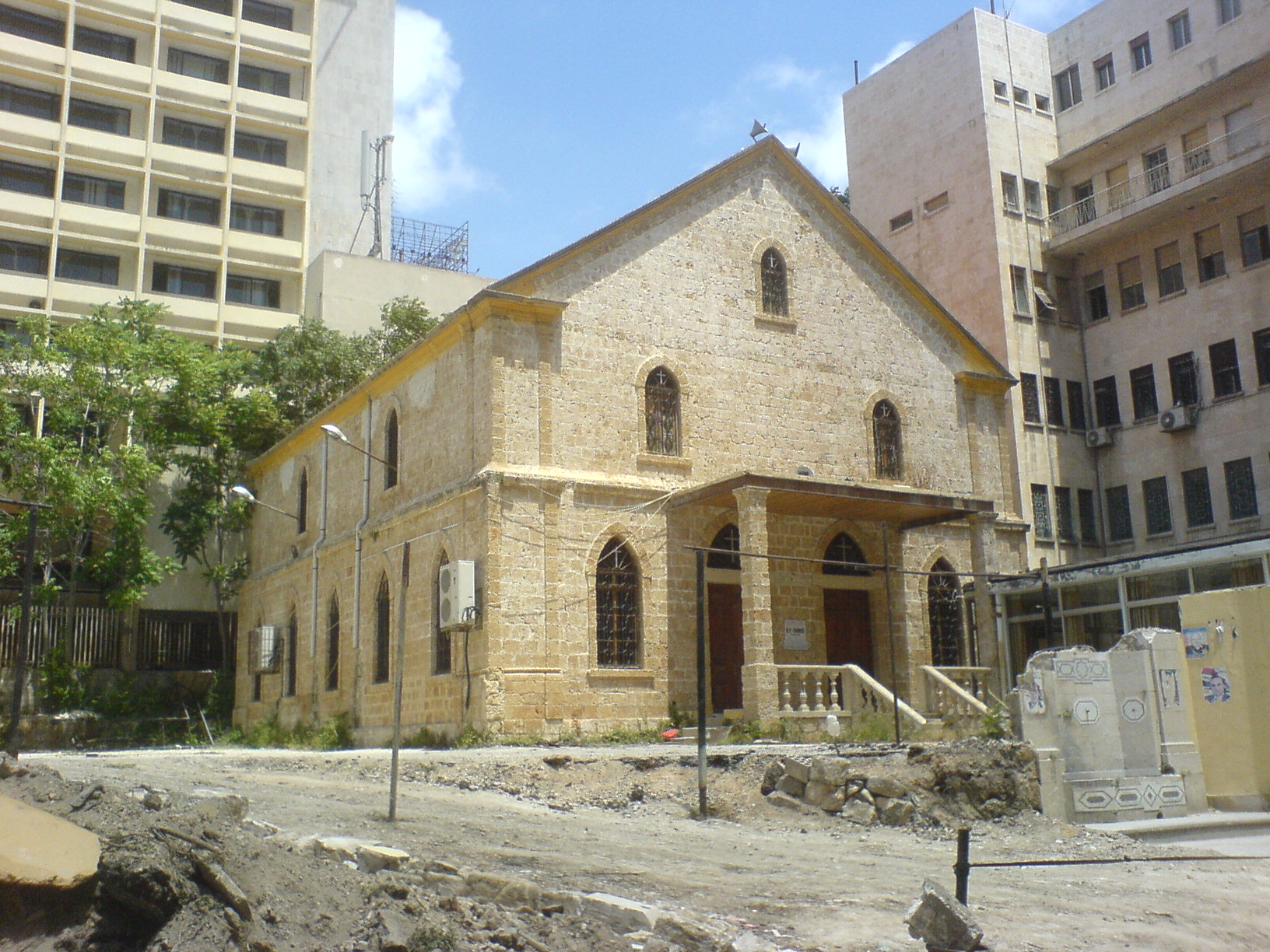
الكنيسة الإنجيلية في اللاذقية
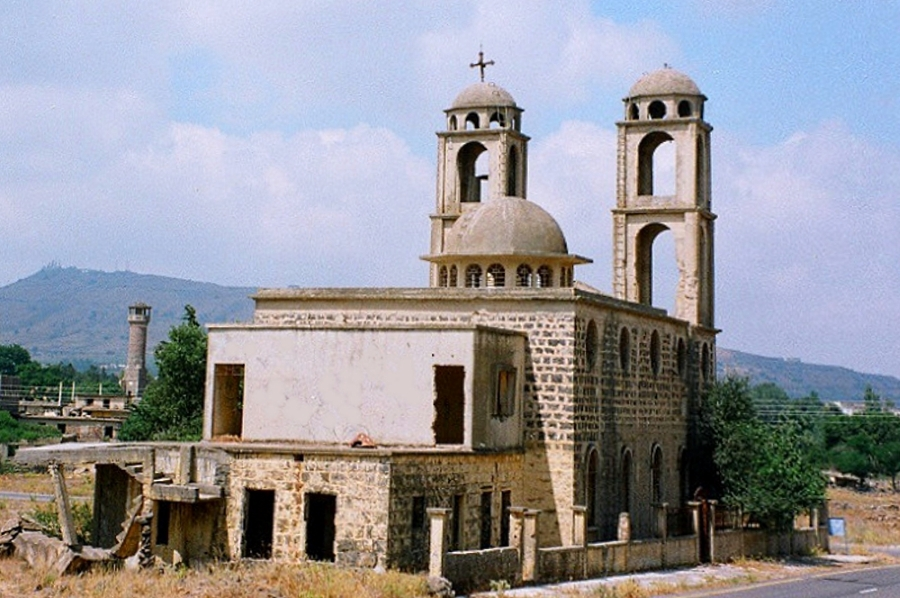
أطلال الكنيسة الأرثوذكسية في القنيطرة، هضبة الجولان
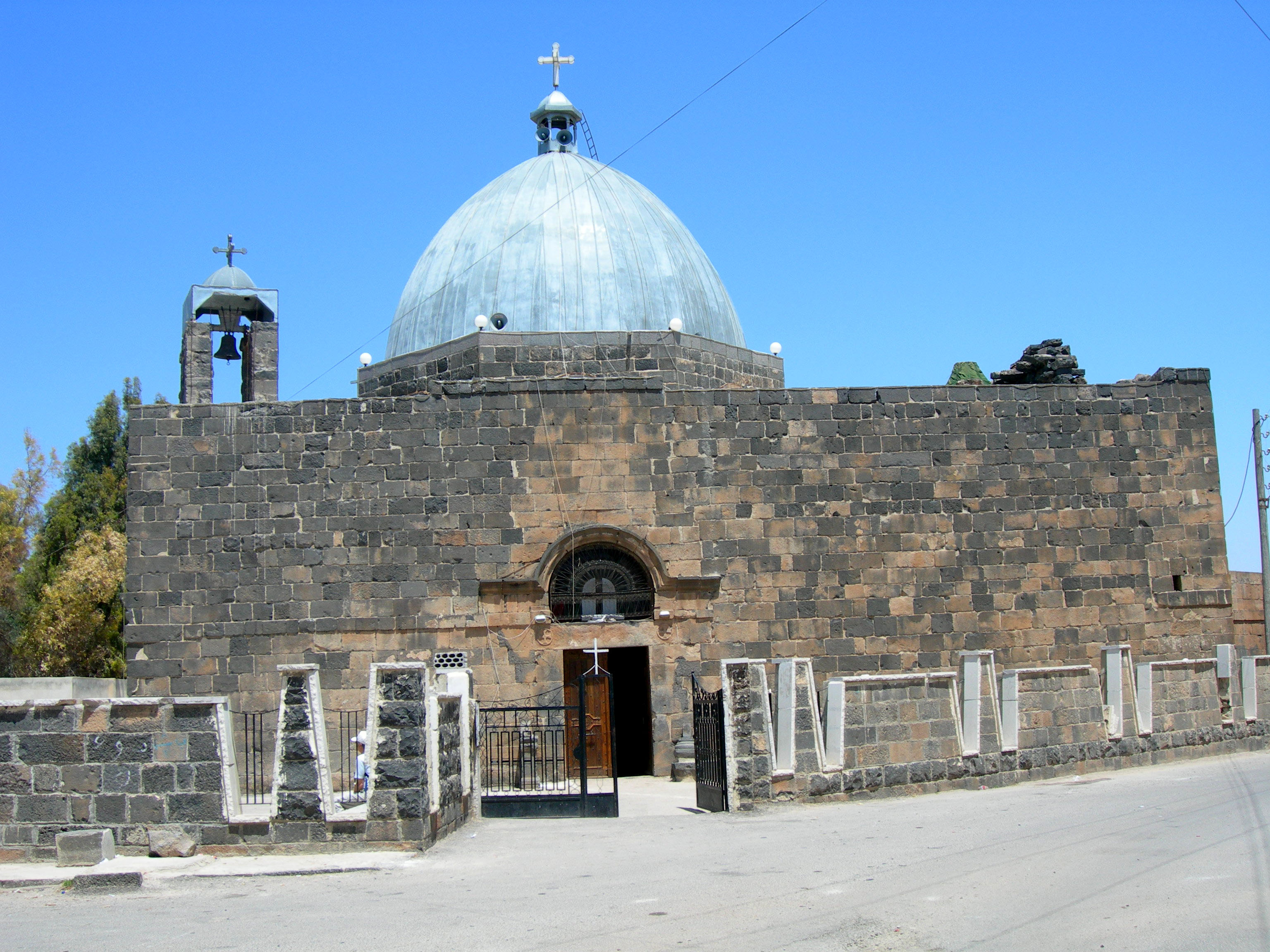
كنيسة القديس جورجيوس في بلدة إزرع
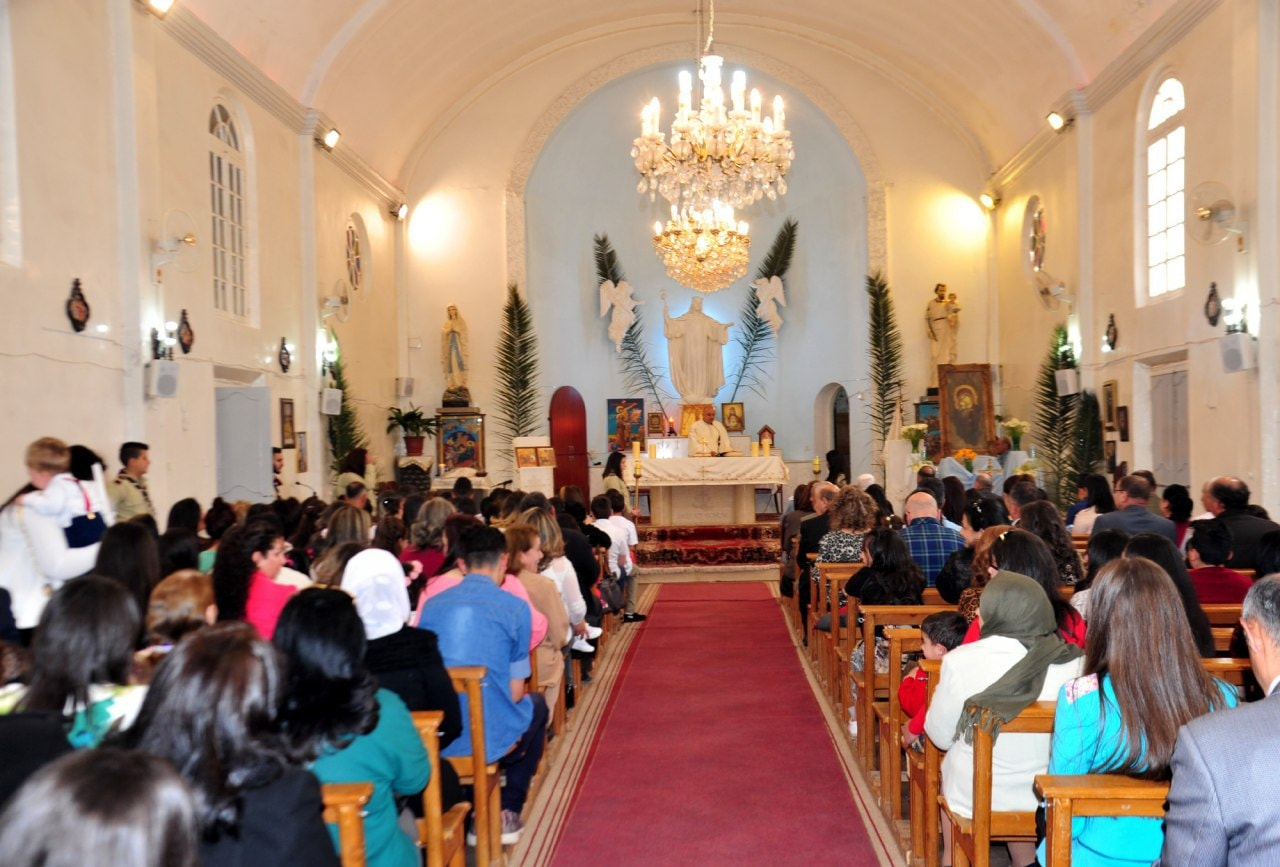
قداس في كنيسة يسوع الملك الكاثوليكية في السويداء
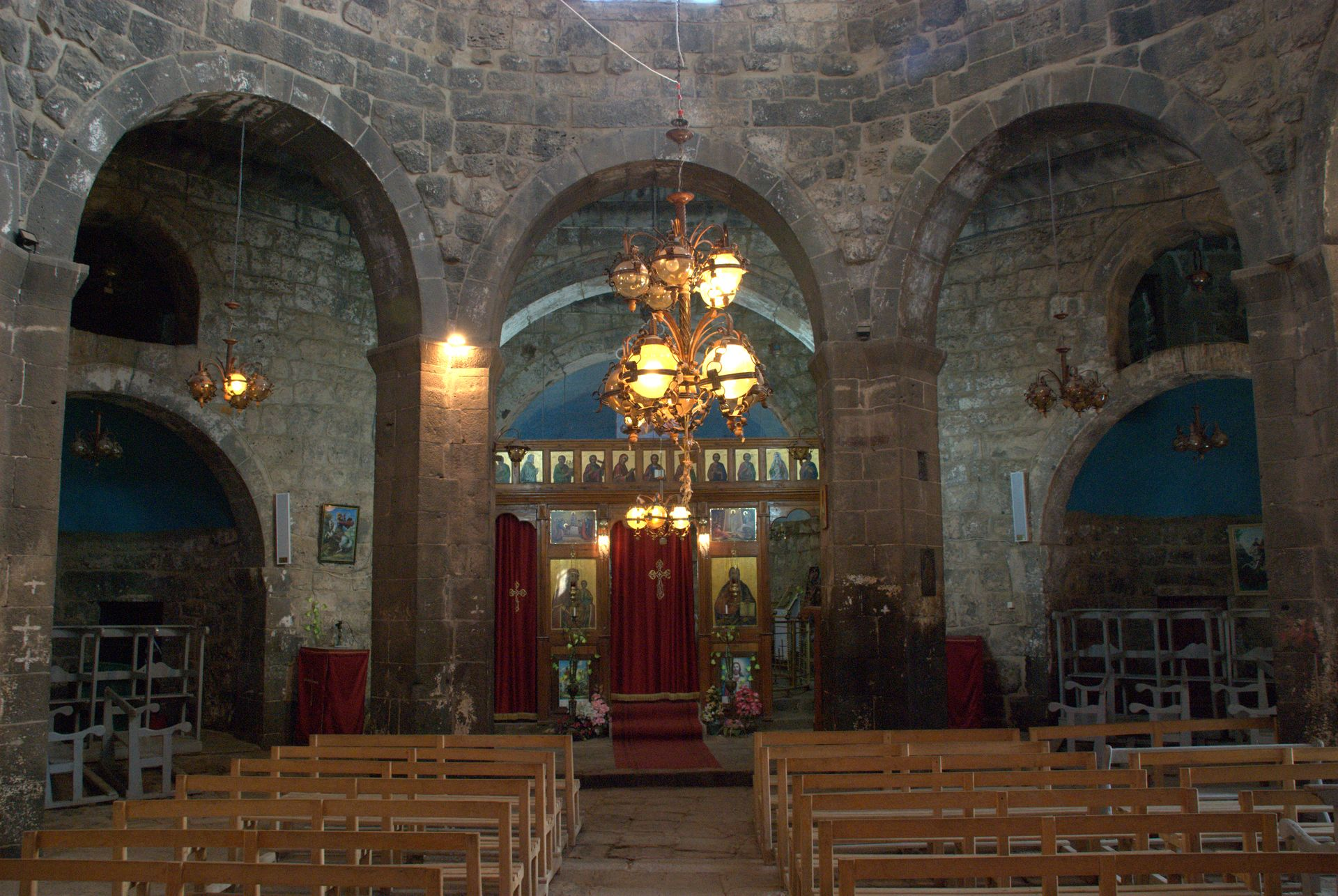
داخل كنيسة القديس جورجيوس في إزرع
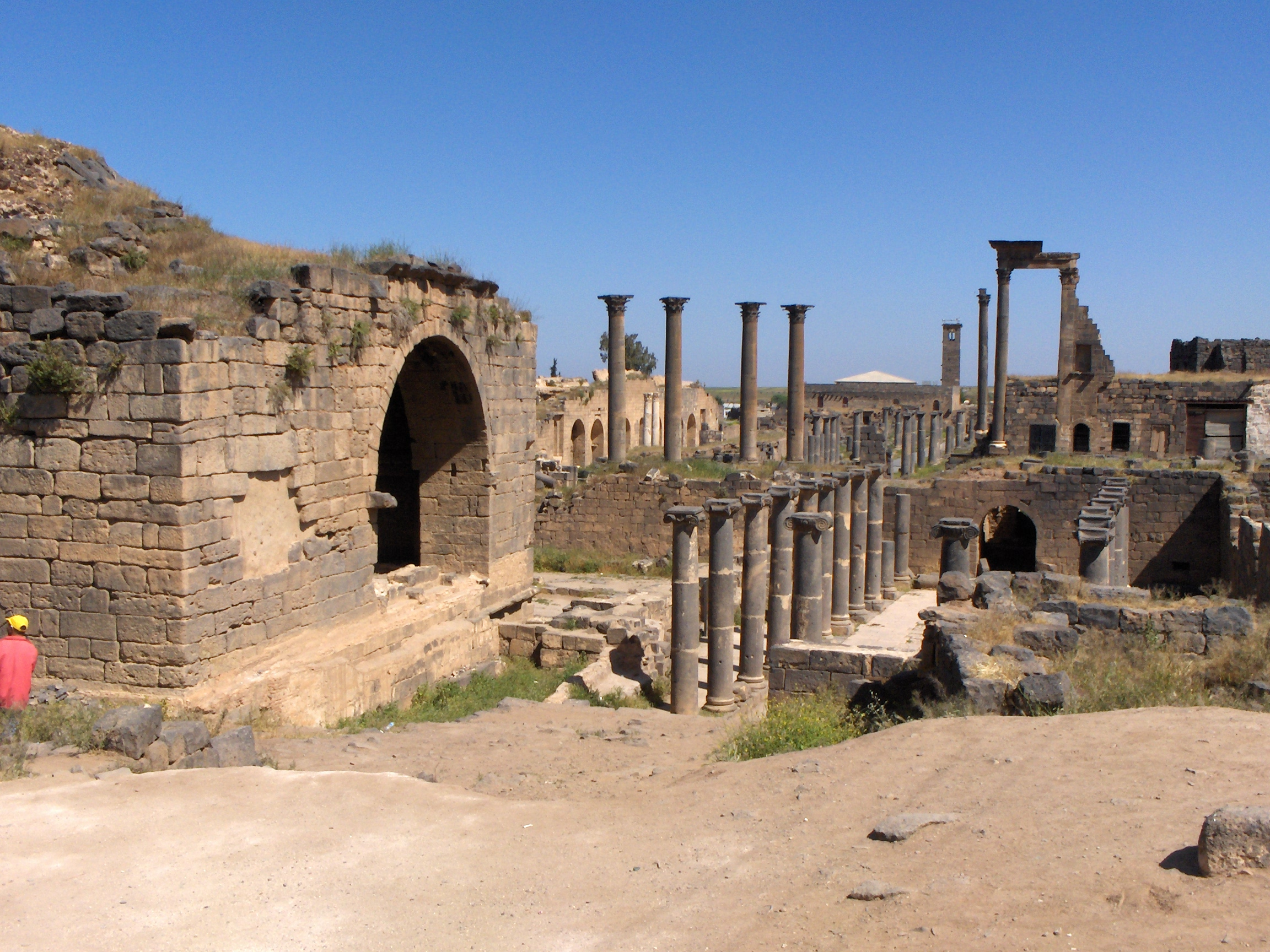
آثار كنيسة مسيحية في بصرى الشام
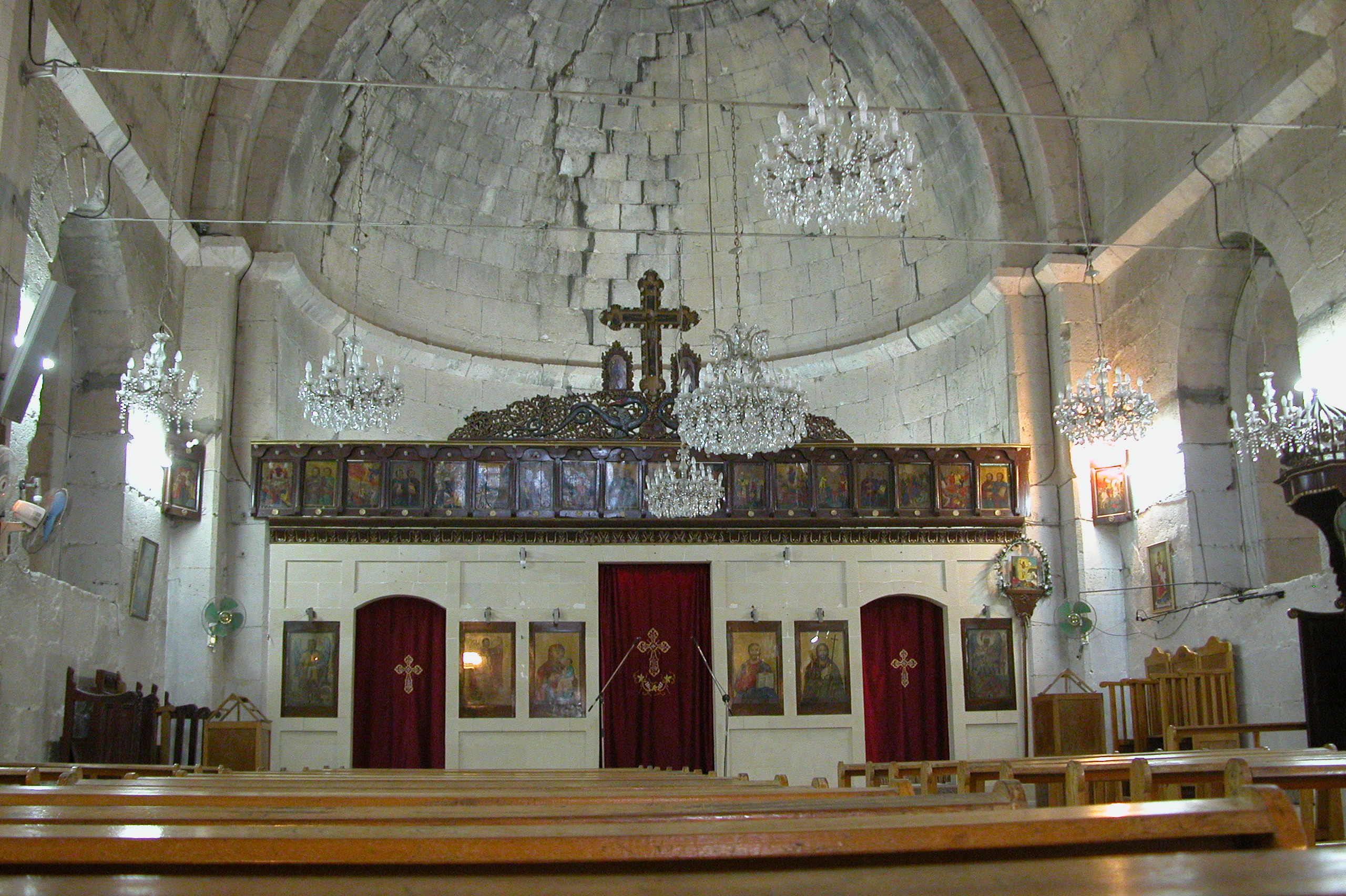
داخل كنيسة مار ميخائيل في صافيتا
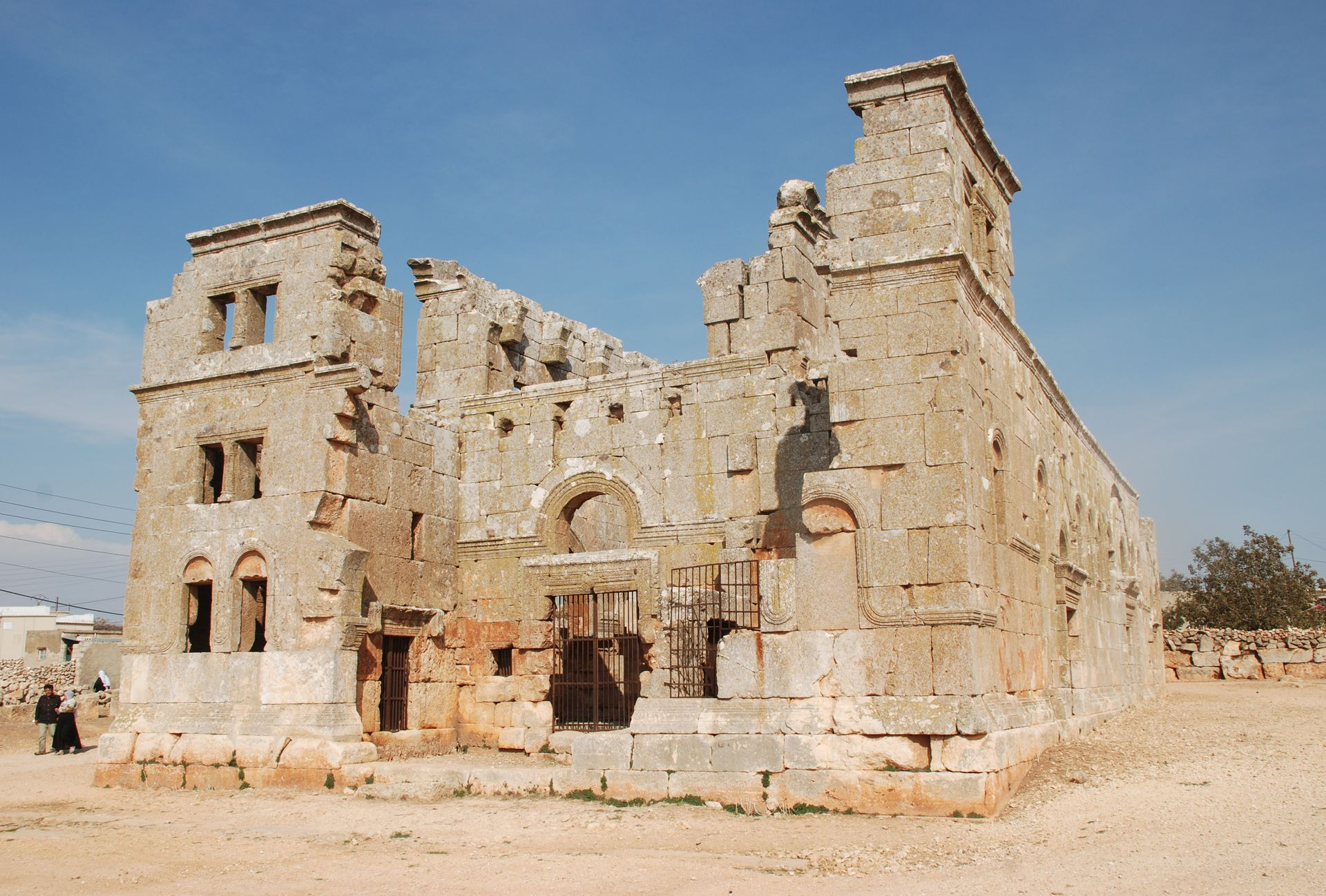
آثار كنيسة قلب لوزة في محافظة إدلب
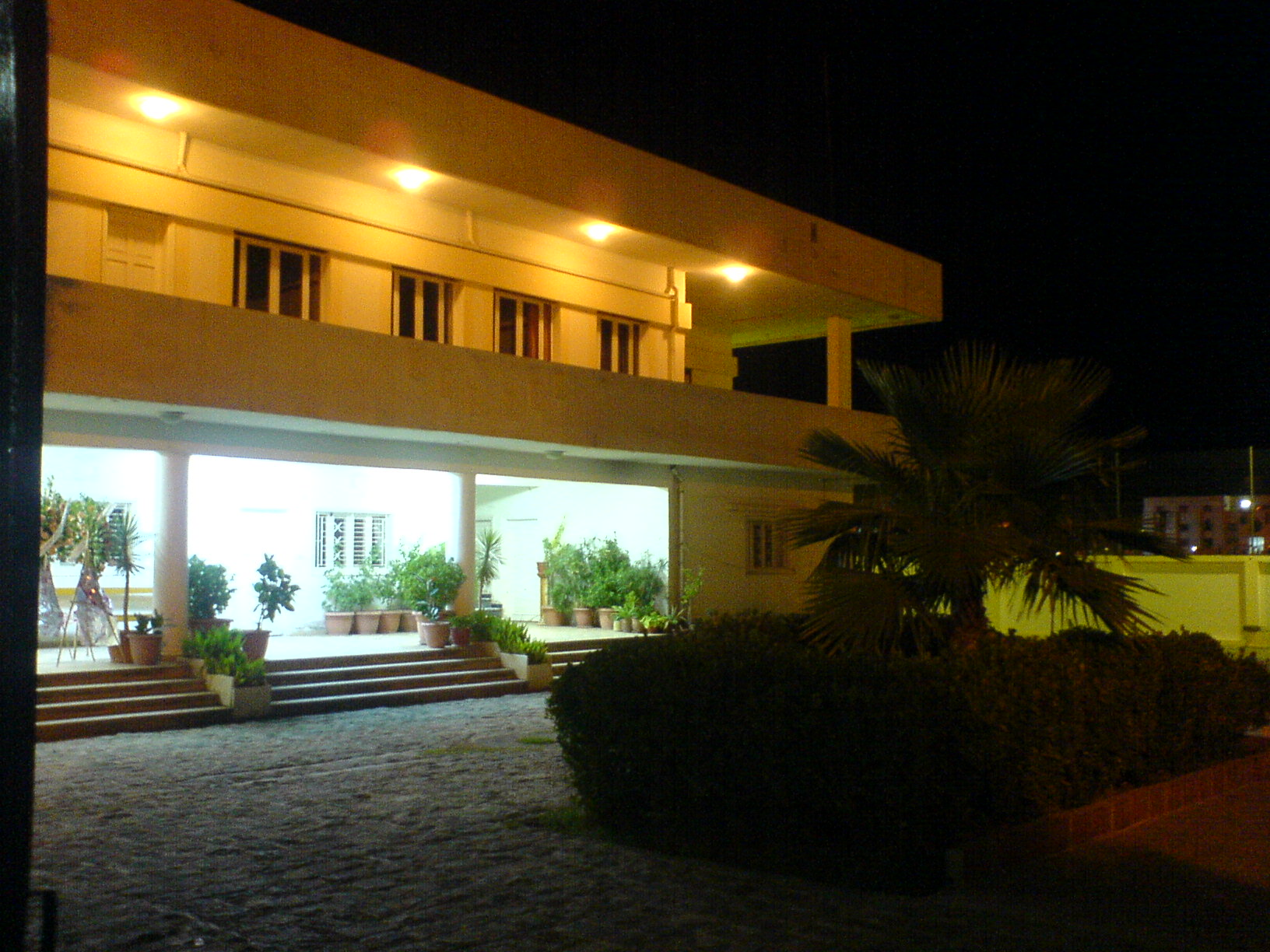
المدرسة الكلدانيّة الكاثوليكية في المالكيّة
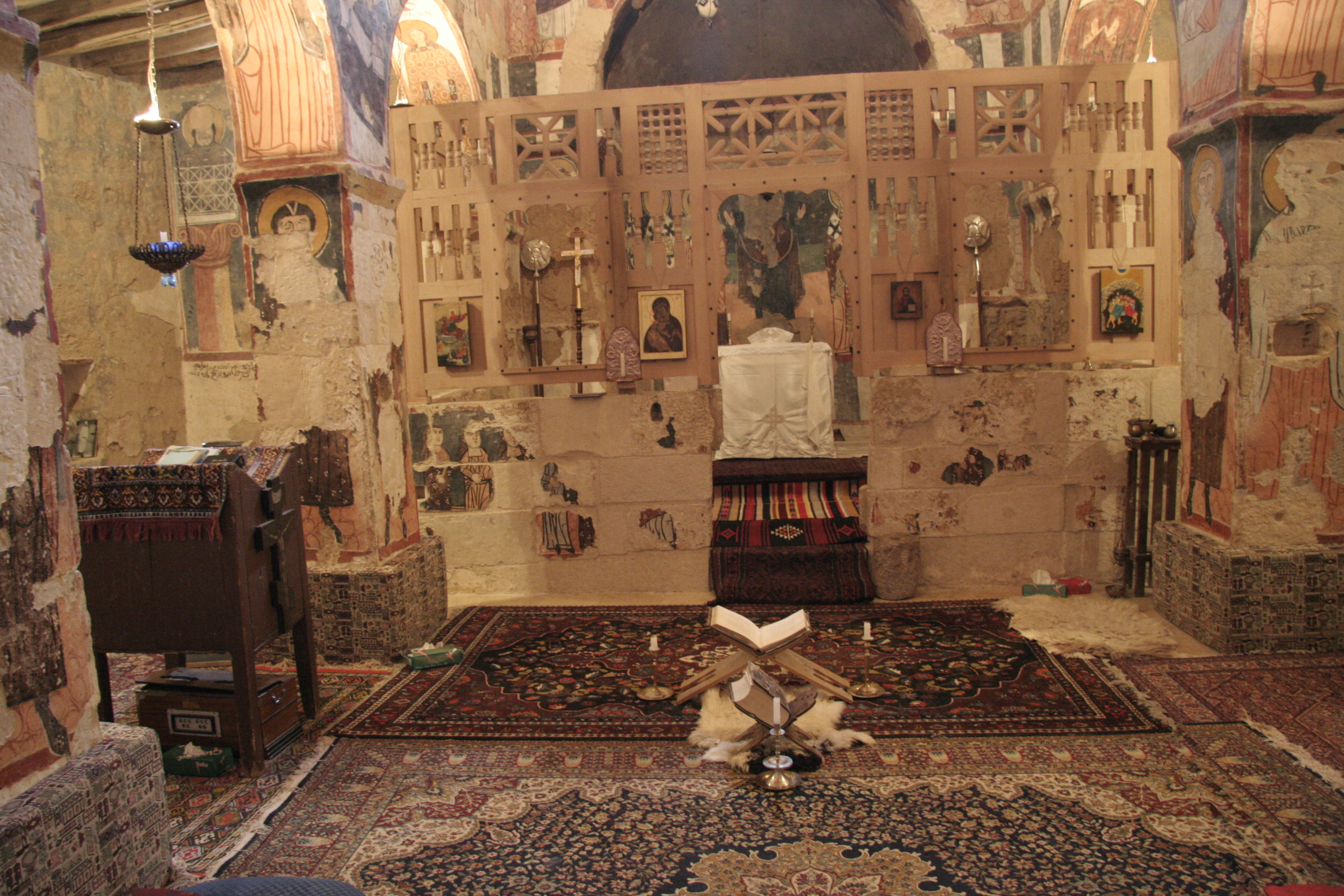
دير مار موسى الحبشي السرياني الكاثوليكي في محافظة ريف دمشق
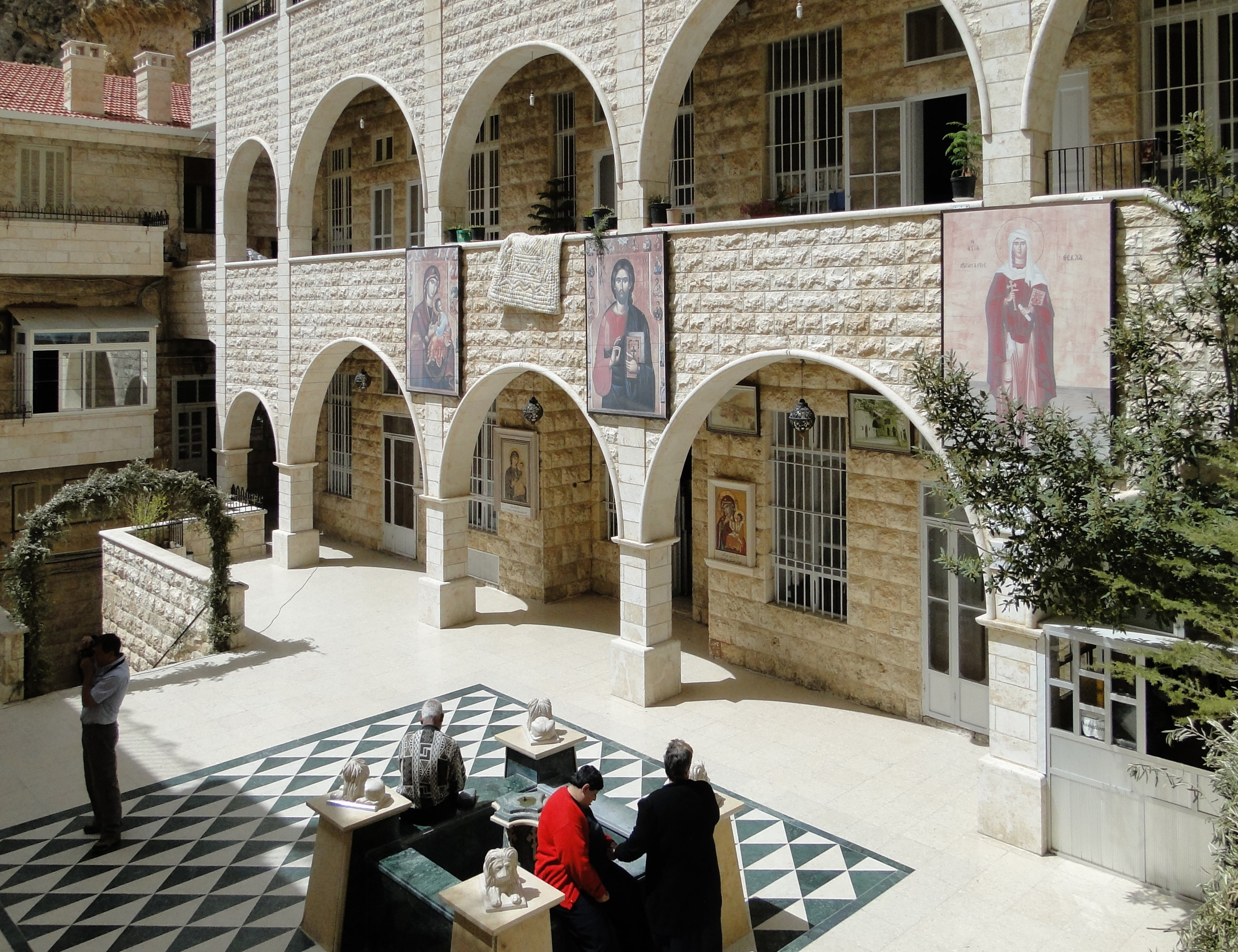
دير القديسة تقلا في معلولا
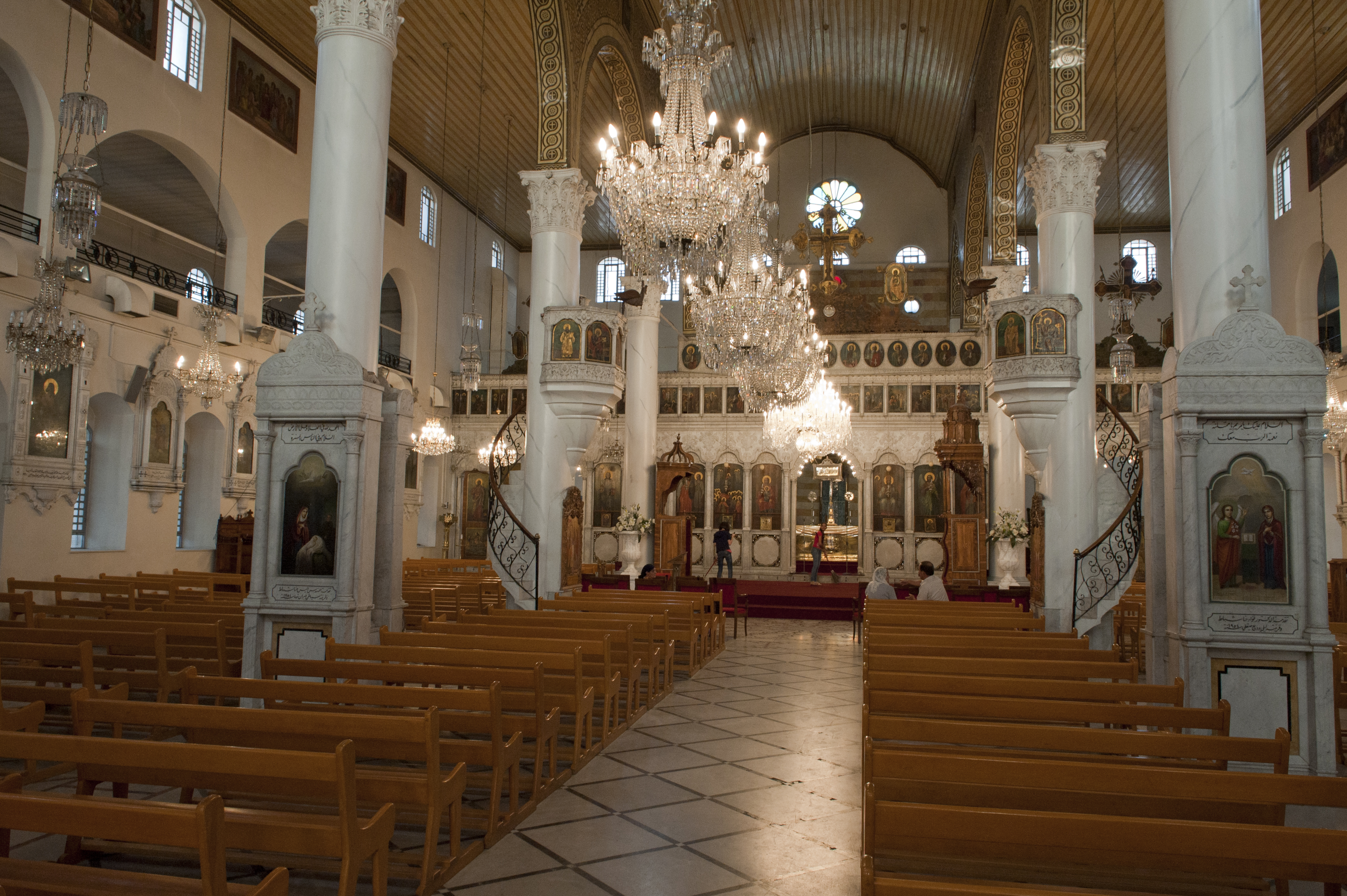
داخل الكاتدرائية المريمية
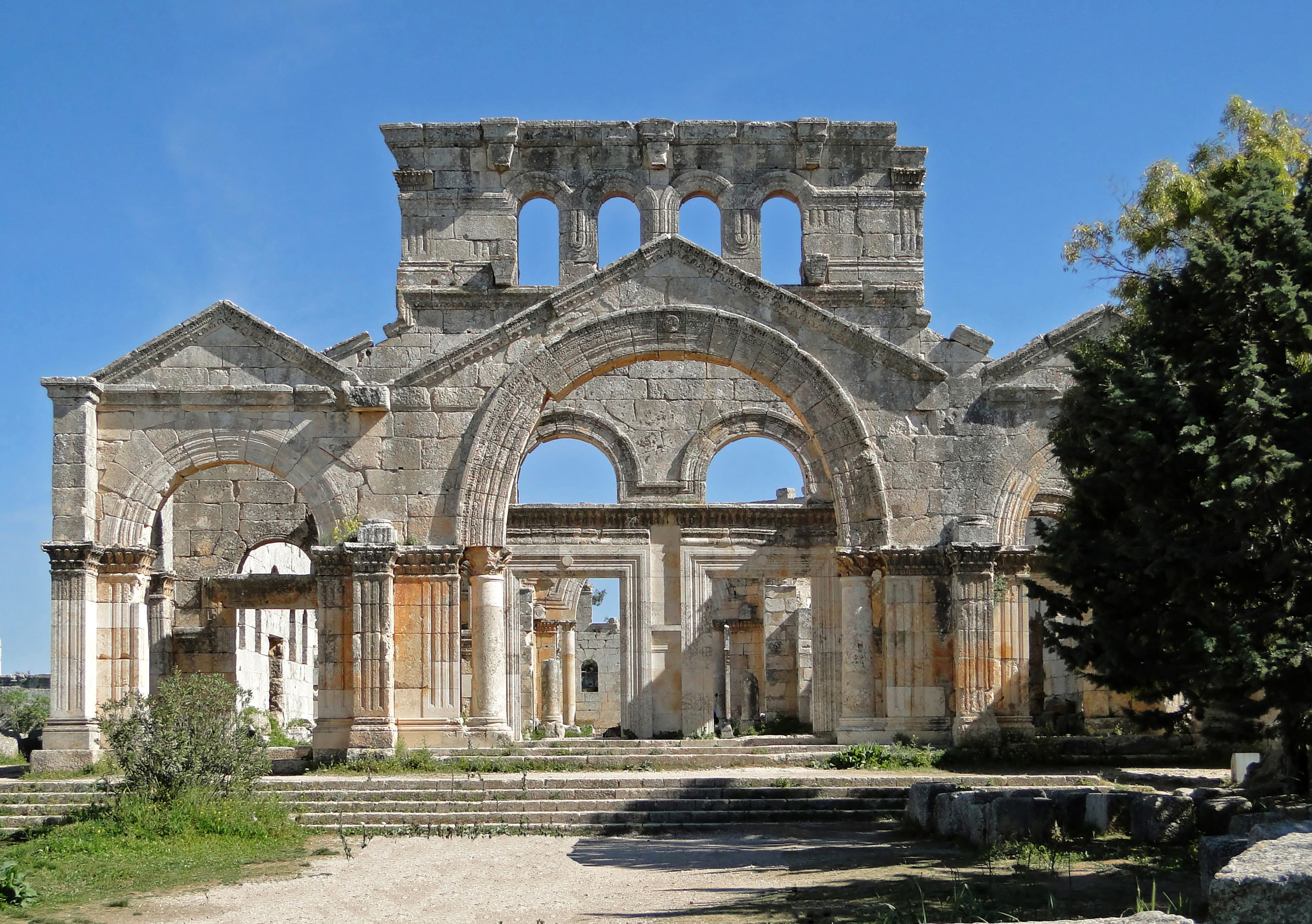
آثار دير سمعان في محافظة حلب
كنيسة المشرق الآشورية في الحسكة

### المعلومات الكاملة للمراجع